# France
Vous lisez un « article de qualité » labellisé en 2010.
Cet article concerne le pays aujourd'hui appelé « République française ». Pour d'autres usages du nom « France », voir France (homonymie). Pour d'autres usages du nom « République française », voir République française (homonymie).
La France , en forme longue la République française , est un État souverain transcontinental dont le territoire métropolitain s'étend en Europe de l'Ouest et dont le territoire ultramarin s'étend dans les océans Indien, Atlantique et Pacifique, ainsi qu'en Antarctique et en Amérique du Sud. Le pays a des frontières terrestres avec la Belgique, le Luxembourg, l'Allemagne, la Suisse, l'Italie, l'Espagne, Monaco et l'Andorre en Europe, auxquelles s'ajoutent les frontières terrestres avec le Brésil, le Suriname et les Pays-Bas aux Amériques. La France dispose d'importantes façades maritimes sur l'Atlantique, la Méditerranée, le Pacifique et l'océan Indien, lui permettant de bénéficier de la deuxième zone économique exclusive la plus vaste au monde.
Depuis la promulgation de la constitution de la Cinquième République en 1958, la France est une république constitutionnelle unitaire ayant un régime semi-présidentiel. Elle a pour capitale Paris et pour langue officielle le français, langue de l'administration depuis 1539. Au 1er janvier 2024, la population de la France est d'environ 68,4 millions d'habitants.
Pendant l'âge du fer, le territoire de la France métropolitaine actuelle est habité par les Gaulois (peuple celtique), avant de tomber sous la domination romaine en 51 av. J.-C. à la suite de la guerre des Gaules. Les Francs (peuple germanique) s'y installent au Ve siècle et fondent l'Empire carolingien au IXe siècle. L'empire est partitionné en 843, et la Francie occidentale devient le royaume de France, puissance majeure en Europe depuis le Moyen Âge. En 1789, la Révolution française adopte la déclaration des droits de l'homme et du citoyen, marque la fin de l'ancien régime et de la monarchie absolue, ainsi que la propagation des idées révolutionnaires. Le pays connaît ensuite plusieurs changements de régime institutionnel (Première République, Premier Empire, Restauration, monarchie de Juillet, Deuxième République, Second Empire) jusqu'à l'avènement définitif de la République à la suite de la défaite contre la Prusse et de la guerre civile de 1871. Du milieu du XVIe siècle au milieu du XXe siècle, elle est le deuxième plus vaste empire colonial, dont la France d'outre-mer est l'héritière, derrière l'empire britannique. La France est l'un des principaux belligérants de la Première et de la Seconde Guerre mondiale.
À partir des années 1950, elle est l'un des acteurs de la construction de l'Union européenne, l'un des cinq membres permanents du Conseil de sécurité des Nations unies et membre de l'OTAN. La France est également membre du G7, du G20, de l'Organisation Internationale de la Francophonie et de la zone euro, et abrite le siège de plusieurs organisations internationales dont le Conseil de l'Europe, l'UNESCO, l'OCDE, Interpol, et le Centre international de recherche sur le cancer. Depuis la Déclaration des droits de l'homme et du citoyen de 1789, première déclaration des droits humains, la France a maintenu un rôle notable dans l'élaboration du droit international concernant les droits de l'Homme. Comptant le cinquième budget de la Défense au monde, elle est la septième puissance militaire mondiale et dans les cinq premiers en nombre de têtes nucléaires. Elle exerce une influence notable en matière politique, économique, militaire, diplomatique, linguistique et culturelle, en Europe et dans le reste du monde.
Produisant un PIB nominal de 3 100 milliards de dollars américains en 2023 selon le FMI, la France est cette année-là la troisième économie européenne après l'Allemagne et le Royaume-Uni, ainsi que la septième économie mondiale. Elle affiche un niveau de vie « très élevé » sur le classement IDH. Elle figure parmi les chefs de file mondiaux dans les secteurs de l'agroalimentaire, de l'aéronautique, de l'automobile, du tourisme, du nucléaire, de la mode et du luxe.

## Toponymie
La France tire son nom des Francs (peuple germanique) qui en ont institué les premiers fondements sur les bases de la Gaule romaine. Le nom Francs vient lui-même du proto-germanique frankon, qui signifie javelot ou lance ou alors peut-être du mot frank qui signifie « homme libre ».
Les premières occurrences du mot « France » en langue française se rencontrent au XIe siècle, notamment dans la Chanson de Roland (vers 1080), mais le terme latin Francia était déjà employé dans les textes antérieurs, avec des acceptions variables.

## Géographie

### Localisation, frontières et superficie
La partie européenne de la France, appelée France métropolitaine, est située à l'extrémité occidentale de l'Europe et sa délimitation est restée inchangée depuis la fin de la Seconde Guerre mondiale et le traité de Paris en 1947. Elle est bordée par la mer du Nord au nord, la Manche au nord-nord-ouest, la mer Celtique à l'ouest-nord-ouest, le golfe de Gascogne à l'ouest et la mer Méditerranée au sud-est. Elle est frontalière de la Belgique au nord-nord-est, du Luxembourg au nord-est, de l'Allemagne à l'est-nord-est, de la Suisse à l'est, de l'Italie à l'est-sud-est, de Monaco au sud-est et de l'Espagne et Andorre au sud-sud-ouest.
Les frontières à l'est, au sud-est et au sud-ouest du territoire métropolitain sont établies en s'appuyant sur des cours d'eau et des massifs montagneux, à savoir le Rhin, le Jura, le Léman, les Alpes et les Pyrénées, tandis qu'au nord-est la frontière ne se fonde pas sur des éléments naturels.
La France est également composée de nombreux territoires situés en dehors du continent européen, couramment appelés France d'outre-mer, qui lui permettent d'être présente dans tous les océans du monde sauf l'océan Arctique.
Ces territoires ont des statuts variés dans l'administration territoriale de la France et sont situés :
- en Amérique du Nord : Saint-Pierre-et-Miquelon ;
- en Amérique du Sud : la Guyane ;
- dans les Antilles : la Guadeloupe, la Martinique, Saint-Barthélemy et Saint-Martin ;
- dans l'océan Pacifique : la Nouvelle-Calédonie, la Polynésie française et Wallis-et-Futuna, ainsi que l'île Clipperton ;
- dans l'océan Indien : La Réunion et Mayotte, ainsi que les îles Éparses, les îles Kerguelen, l'archipel des Crozet et les îles Saint-Paul et Amsterdam qui forment les Terres australes et antarctiques françaises (TAAF) ;
- en Antarctique : la Terre Adélie[N 8], également incluse dans les TAAF ;

La France possède des frontières terrestres avec le Brésil et le Suriname en Guyane, ainsi qu'avec les Pays-Bas sur l'île de Saint-Martin dans les Antilles.
La longueur du littoral de la France métropolitaine est de 5 853 km et atteint 15 945 km en incluant les territoires d'outre-mer.
Selon l'Insee, la France métropolitaine couvre 543 940 km2, tandis que l'IGN, qui prend en compte toutes les surfaces jusqu'à la laisse de basse mer, comptabilise une superficie de 551 695 km2 qui constitue la valeur officielle.
Des différences similaires apparaissent pour la superficie de la France métropolitaine et des DROM qui s'établit à 633 109 km2 pour l'Insee (superficie cadastrale) et à 641 184 km2 pour l'IGN (superficie géodésique). La superficie de la France entière, comprenant les DROM, les COM et les TOM, mais hors Terre Adélie s'établit à 672 051 km2.
La France est le 42e plus grand État du monde par sa surface terrestre. C'est aussi le troisième plus grand pays d'Europe, après la Russie et l'Ukraine, ou le deuxième si on inclut les départements ultra-marins, et le plus grand de l'Union européenne et de l'Europe occidentale.

### Géologie, topographie et hydrographie

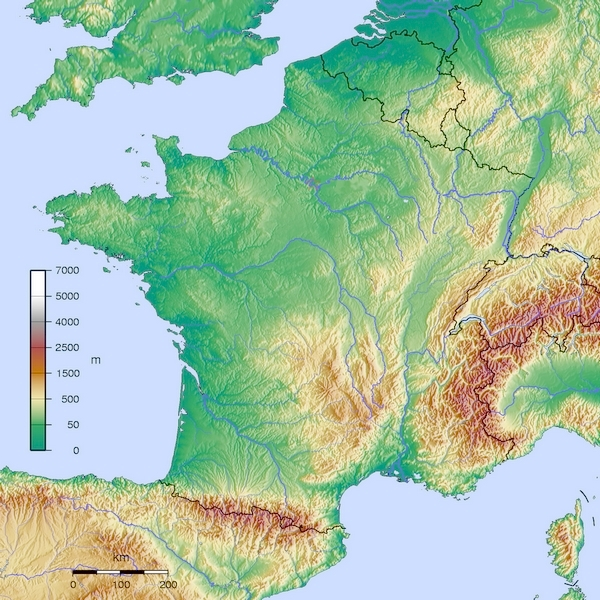
Topographie de la France métropolitaine.

Géologie de la France métropolitaine.

Le territoire métropolitain de la France offre une grande variété d'ensembles topographiques et de paysages naturels. De vastes parties du territoire européen actuel de la France ont été soulevées lors de plusieurs épisodes tectoniques, notamment la surrection hercynienne à l'ère paléozoïque, qui est à l'origine des massifs armoricain, central, morvandiau, vosgien, ardennais et Corse. Les massifs alpin, pyrénéen et jurassien sont eux beaucoup plus jeunes, et possèdent des formes moins érodées — les Alpes culminent à 4 806 mètres d'altitude au mont Blanc. Bien que 60 % des communes soient classées comme présentant des risques sismiques, ceux-ci restent modérés.
Ces massifs délimitent plusieurs bassins sédimentaires, notamment le Bassin aquitain au sud-ouest et le Bassin parisien au nord — ce dernier comprend plusieurs régions au sol particulièrement fertile, notamment les plateaux limoneux de la Beauce et de la Brie. En outre, diverses voies de passage naturelles, telles que la vallée du Rhône, permettent des communications aisées. Les littoraux offrent des paysages assez contrastés ; il s'agit tantôt de retombées de massifs montagneux (la Côte d'Azur par exemple), de plateaux se terminant sur des falaises (la Côte d'Albâtre) ou de larges plaines sableuses (la plaine du Languedoc).
Le réseau hydrographique de la France métropolitaine est principalement organisé autour de quatre grands fleuves, la Loire, la Seine, la Garonne et le Rhône, auxquels on peut ajouter la Meuse et le Rhin, moins importants en France, mais majeurs à l'échelle européenne. Le bassin versant français des quatre premiers couvre plus de 62 % du territoire métropolitain.
Les territoires ultramarins, par leur dispersion dans différents océans et continents, présentent tous des caractéristiques topographiques spécifiques. Ils partagent toutefois des points communs, notamment des contraintes, des risques ou des potentialités physiques, à commencer par l'insularité (à l'exception de la Guyane). La plupart de ces îles sont d'origine volcanique, sous la forme d'arcs volcaniques liés à une subduction (la Guadeloupe, la Martinique, Saint-Barthélemy et Saint-Martin dans les Petites Antilles, les îles Matthew et Hunter au sud de l'arc du Vanuatu ou les îles Loyauté en Nouvelle-Calédonie), de chapelets d'îles formés initialement autour de points chauds sur la lithosphère océanique (les archipels constitutifs de la Polynésie française ou des TAAF, La Réunion, Mayotte dans l'archipel des Comores, Clipperton), de plateaux volcaniques issus de panaches mantelliques (le plateau des Kerguelen dont les terres émergées forment l'archipel du même nom et celui de l'archipel Crozet dans les TAAF) ou de composantes en partie immergées d'un massif montagneux sur la lithosphère continentale (Saint-Pierre-et-Miquelon est ainsi lié à l'orogenèse des Appalaches).
Les âges plus ou moins anciens des épisodes volcaniques qui ont provoqué leur formation expliquent des degrés divers d'érosion des reliefs, de subsidences, de formations de récifs coralliens et de dépôts calcaires. De ce fait, plusieurs de ces îles conservent un reliquat rocheux plus ou moins élevé des anciens volcans (les « îles hautes », avec ou sans bordure corallienne), qu'ils soient inactifs (dans la plupart des îles hautes de Polynésie française comme Tahiti, les îles Matthew et Hunter en Nouvelle-Calédonie, Wallis-et-Futuna, Mayotte, les îles Kerguelen en TAAF), potentiellement actifs (l'île de la Possession dans l'archipel Crozet et les TAAF), ou actifs (la Soufrière sur Basse-Terre en Guadeloupe, la montagne Pelée en Martinique, le piton de la Fournaise à La Réunion, Mehetia dans l'archipel de la Société en Polynésie française, les îles Saint-Paul et Nouvelle-Amsterdam dans les TAAF). C'est dans ces îles hautes que se trouvent les points culminants de l'Outre-mer français. Les deux seuls territoires ultramarins à avoir des sommets dépassant les 2 000 m d'altitude sont La Réunion (culminant au piton des Neiges à 3 070,5 m) et Tahiti (le mont Orohena atteint 2 241 m).
Les îles les plus anciennes ou touchées par d'autres phénomènes géologiques ont des reliefs beaucoup moins élevés et des sols davantage calcaires, ayant pu devenir des presqu'atolls (Clipperton, potentiellement Fatu Huku aux Marquises en Polynésie française), des atolls surélevés (Grande-Terre, Marie-Galante, La Désirade et les îles de la Petite-Terre en Guadeloupe, Saint-Martin et Saint-Barthélemy, les îles Loyauté mais aussi l'île des Pins en Nouvelle-Calédonie, Alofi à Wallis-et-Futuna, Makatea dans les Tuamotu ou Bora-Bora et Huahine dans l'archipel de la Société en Polynésie française, l'île Tromelin dans les îles Éparses de l'océan Indien et les TAAF) ou des atolls (nombreux en Polynésie française, également dans les récifs d'Entrecasteaux en Nouvelle-Calédonie, les îles Éparses de l'océan Indien dans les TAAF).
Par ailleurs, l'archipel de la Nouvelle-Calédonie présente la particularité parmi les ensembles insulaires de l'Outre-mer français de n'avoir aucun lien avec une activité volcanique, ayant été formé par une série d'obductions du manteau au-dessus d'une partie des terres émergées du microcontinent Zealandia, ce qui explique sa richesse en roches ultramafiques (péridotites) et, par l'altération de ces dernières, en nickel. La Grande Terre, qui constitue la plus grande île française, et l'ensemble des îles qui la prolonge au nord-ouest (Bélep) et au sud-est (l'île des Pins) sont entourées d'une barrière de corail de 1 600 km de long (le deuxième plus grand ensemble corallien au monde après la Grande Barrière de corail) délimitant l'un des plus grands lagons du monde (24 000 km2).
Seuls territoires continentaux de la France d'outre-mer, la Guyane et la Terre Adélie sont tous les deux des composantes de cratons d'âges Précambriens où prédominent les roches métamorphiques (respectivement le plateau des Guyanes et celui d'Antarctique oriental) et, pour leurs littoraux comme pour les sols immergés, de marges continentales. Toutes deux présentent également le point commun d'être recouvertes, pour une grande majorité de leurs territoires, de milieux naturels spécifiques très peu touchés par les activités humaines : la forêt amazonienne pour la première et l'inlandsis de l'Antarctique pour la seconde.
La France dispose de 11 millions de kilomètres carrés d'eaux marines sous sa juridiction, dans trois océans et à 97 % en outre-mer. Ils constituent la deuxième plus vaste zone économique exclusive du monde.

### Climat

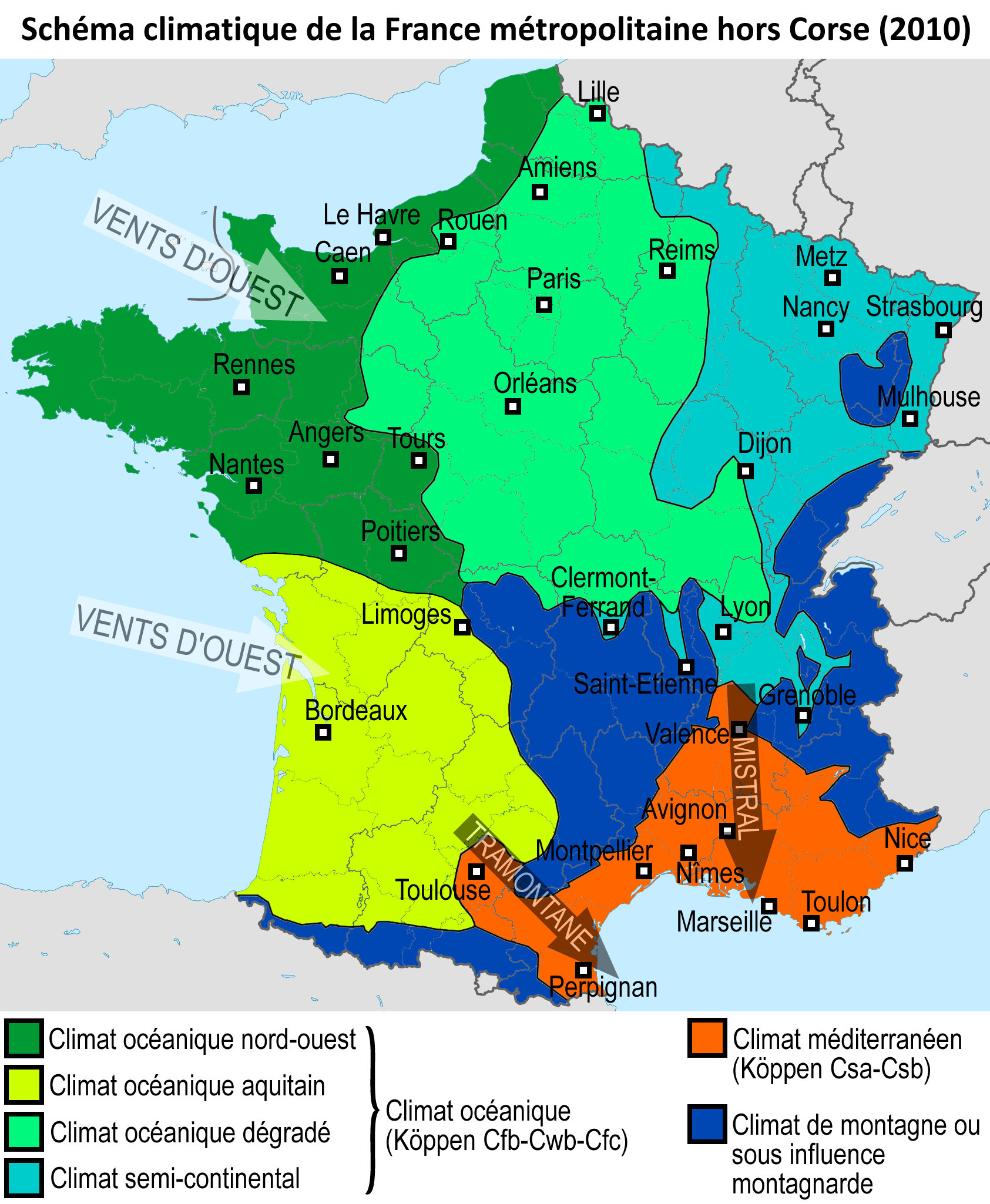
Carte des climats de France métropolitaine hors Corse en 2010.

Le climat de la France métropolitaine est fortement influencé par l'anticyclone des Açores, mais également par le Gulf Stream comme le reste de l'Europe de l'Ouest, avec des variantes régionales ou locales assez marquées. La France métropolitaine connaît des événements climatiques aux conséquences importantes : des tempêtes (celles de décembre 1999 ont abattu 7 % des arbres des forêts françaises), des canicules (la canicule européenne de 2003 a fait 15 000 morts), des incendies et des inondations.
On distingue usuellement le climat océanique strict très marqué à l'ouest. Il s'étend de la Flandre au Pays basque, sur une bande côtière de quelques dizaines de kilomètres (la limite est difficile à définir), plus étroite au nord et au sud, plus large en Bretagne qui est concernée en quasi-totalité par ce climat. Le climat océanique aquitain du sud-ouest est plus chaud, car plus au sud. Le climat de la façade nord-ouest est océanique, mais plus frais que le climat océanique aquitain ; l'intensité des vents d'ouest y est beaucoup plus forte. Le climat océanique dégradé de plaine situé au centre-nord, est parfois appelé « parisien » car il correspond approximativement au bassin parisien, pour lequel le climat océanique est plus faiblement altéré. Le climat semi-continental au nord-est et au centre-est (Alsace, plaines de Saône ou du moyen-Rhône, plaines dauphinoises, auvergnates ou savoyardes) est lui-même subdivisé et possède des caractéristiques encore plus modifiées par le voisinage des massifs montagneux. Un climat semi-continental méridional caractérisé par un climat chaud existe dans les plaines de la vallée du Rhône autour de Lyon ainsi que celles du Forez. La Limagne et la région autour de Clermont-Ferrand connaît le même climat par l'effet de foehn et une position géographique dans la moitié sud de la France. Le climat semi-continental oriental quant à lui est présent de la Bourgogne jusqu'aux Ardennes. Les plaines ou bas-relief du littoral méridional et de la Corse ainsi que la basse vallée du Rhône sont pour leur part soumis au climat méditerranéen. Enfin le climat montagnard est présent, principalement en altitude dans les Alpes, les Pyrénées, le Massif central, les Vosges, le Jura et la montagne Corse.
Une grande partie de la France d'outre-mer est également soumise à des climats tropicaux (avec de fortes disparités), auxquels il faut ajouter le climat équatorial de la Guyane, le climat subarctique de Saint-Pierre-et-Miquelon et les climats océanique et polaire des Terres australes et antarctiques françaises.
La température moyenne en France s'est élevée de +0,1 °C en moyenne par décennie au cours du XXe siècle. Le 28 juin 2019 à Vérargues, le thermomètre atteint 46 °C, établissant un nouveau record absolu de température en France métropolitaine depuis que les relevés existent.

### Paysages et environnement
La France métropolitaine possède une grande variété de paysages, avec des plaines agricoles ou boisées, des chaînes de montagnes plus ou moins érodées, des littoraux diversifiés et des vallées mêlant ville et nature. La France d'outre-mer possède quant à elle une importante biodiversité, par exemple dans la forêt équatoriale guyanaise ou dans les lagons de Nouvelle-Calédonie. La France est un des pays les plus boisés d'Europe occidentale, les forêts occupant 31 % du territoire métropolitain. La superficie forestière en métropole est constituée de 67 % de feuillus, 21 % de conifères et 12 % de peuplement mixte. Les zones humides, qui concernent potentiellement environ un quart de la surface de la France, ont fortement régressé depuis le XIXe siècle. En 2024, l'UNESCO recensait 7 sites naturels inscrits et 2 mixtes en France, dont 5 en outre-mer, sur la liste du patrimoine mondial, telles la chaîne des Puys et les terres et mers australes, le plus grand Bien inscrit.

Paysages de France
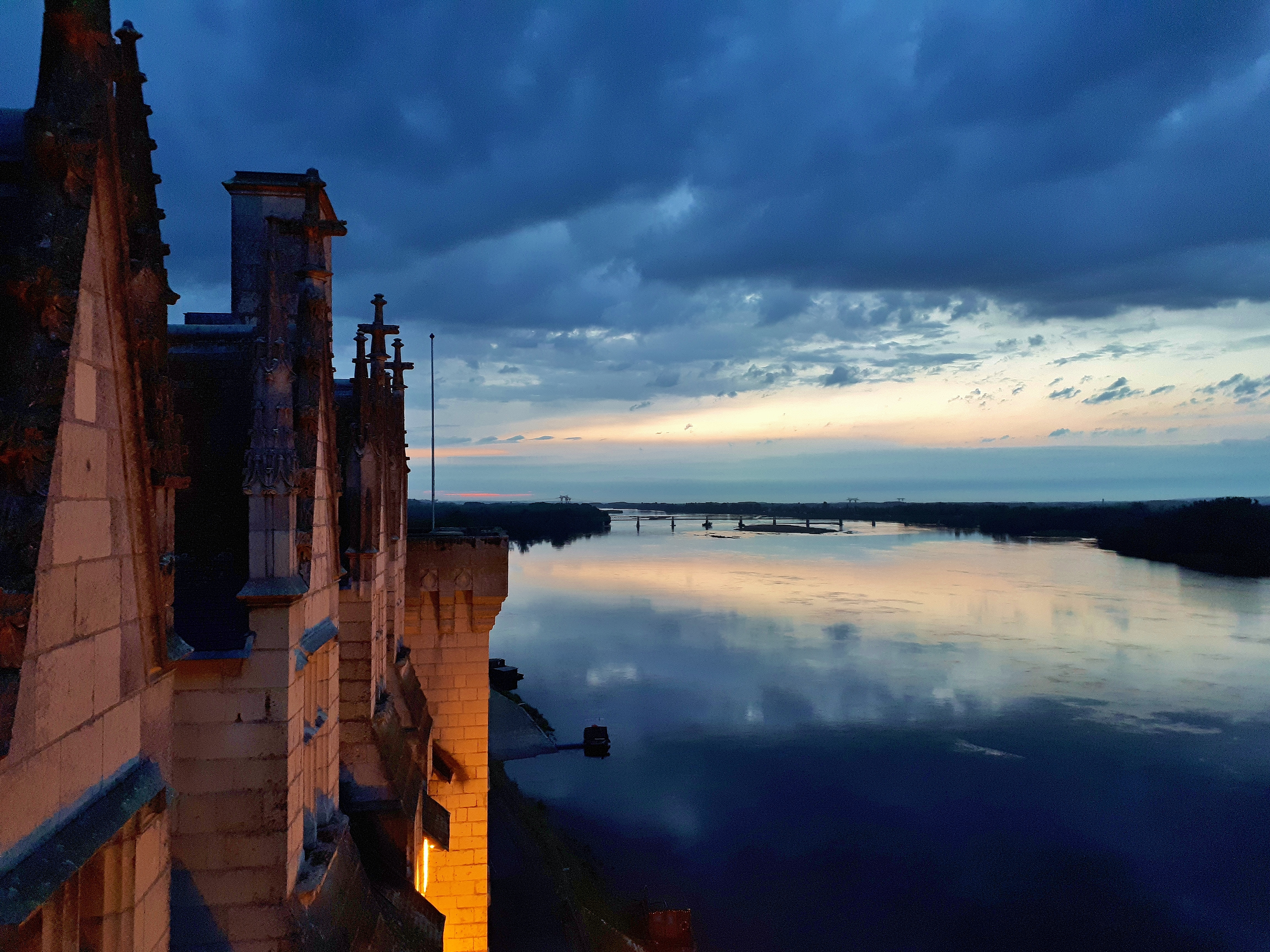
La Loire à Montsoreau, Val de Loire.
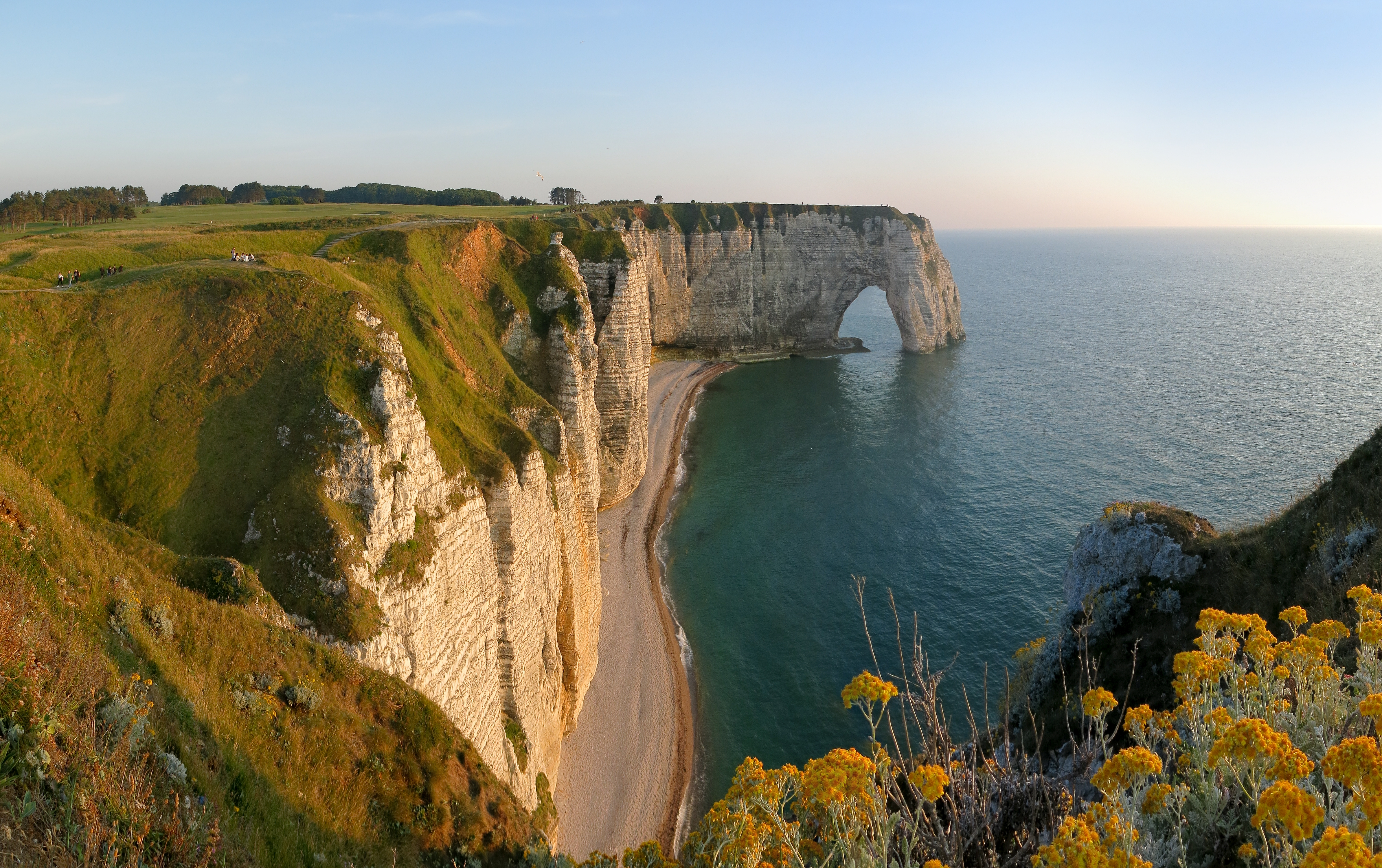
Falaises d'Étretat, Normandie.
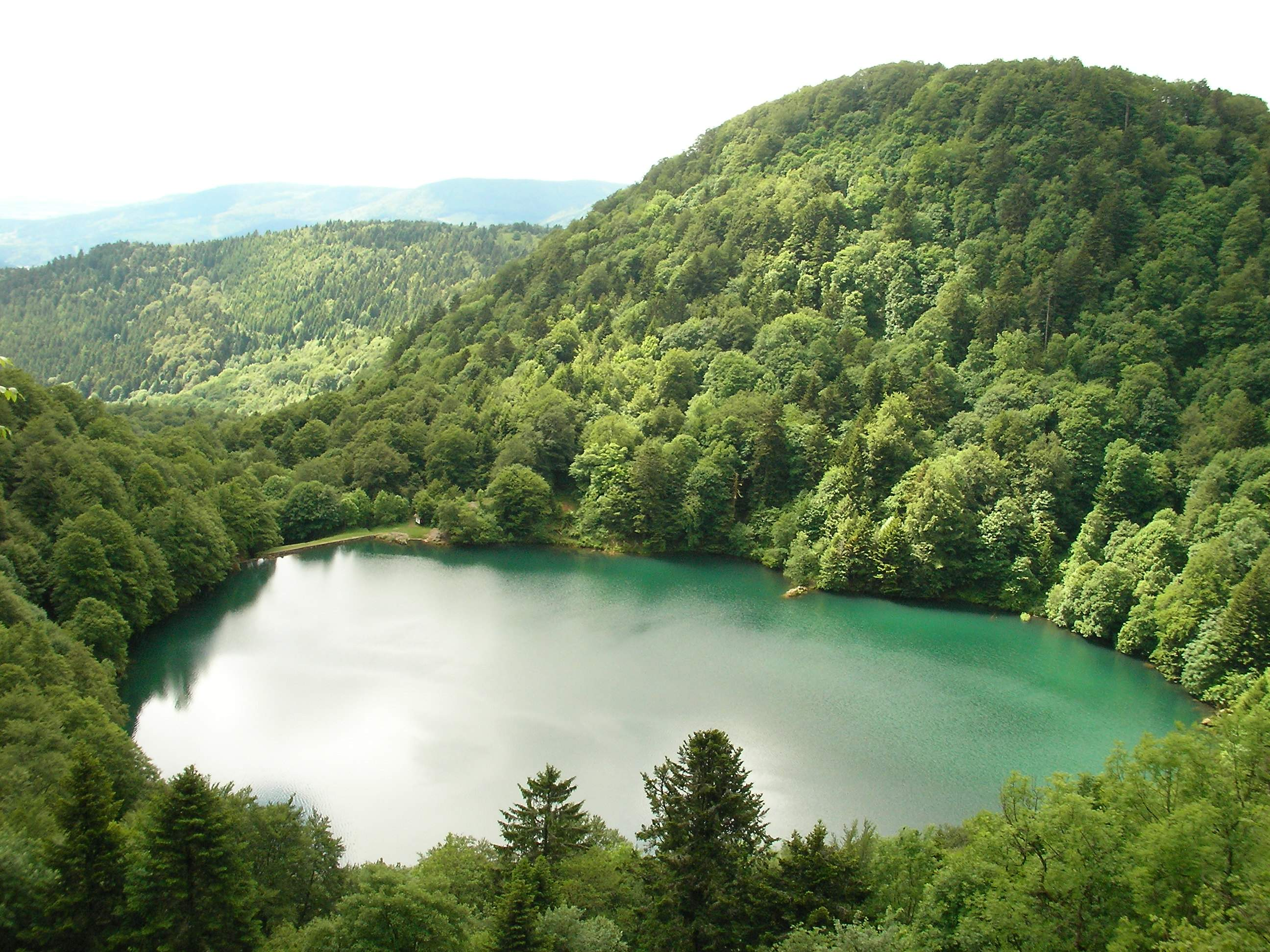
Lac des Perches, massif des Vosges, Alsace.
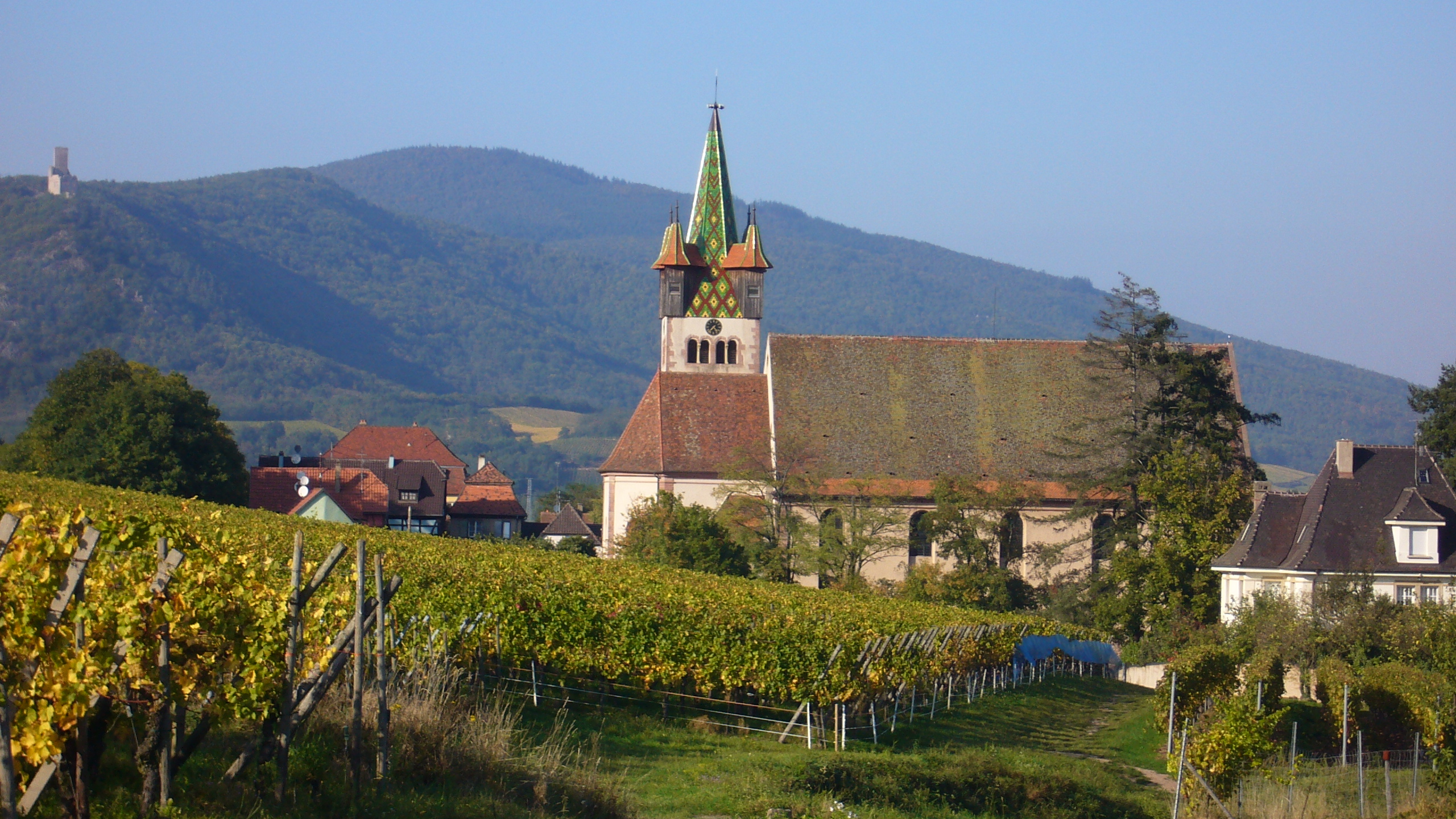
Châtenois, Alsace.
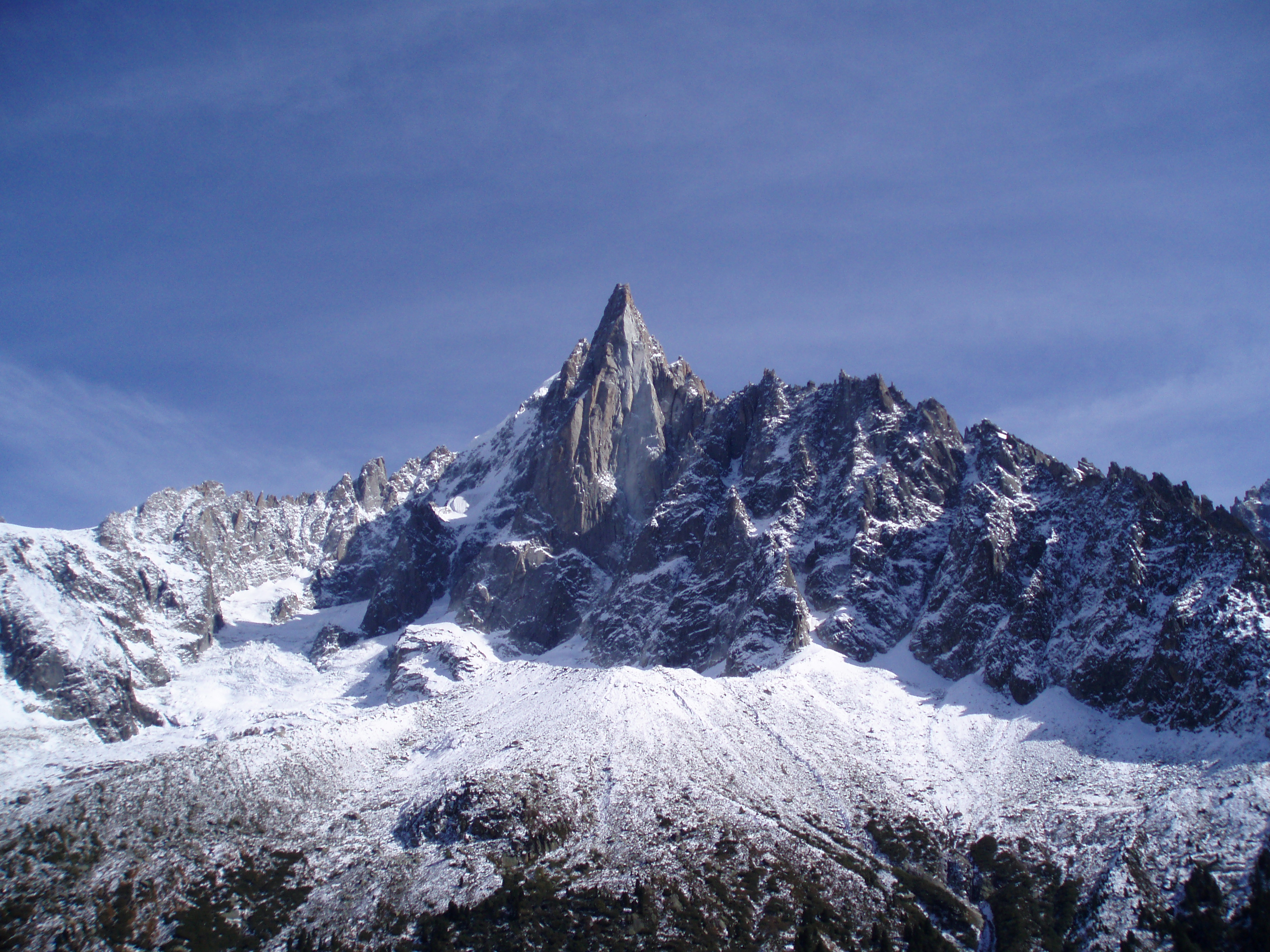
Aiguille du Dru, Haute-Savoie.
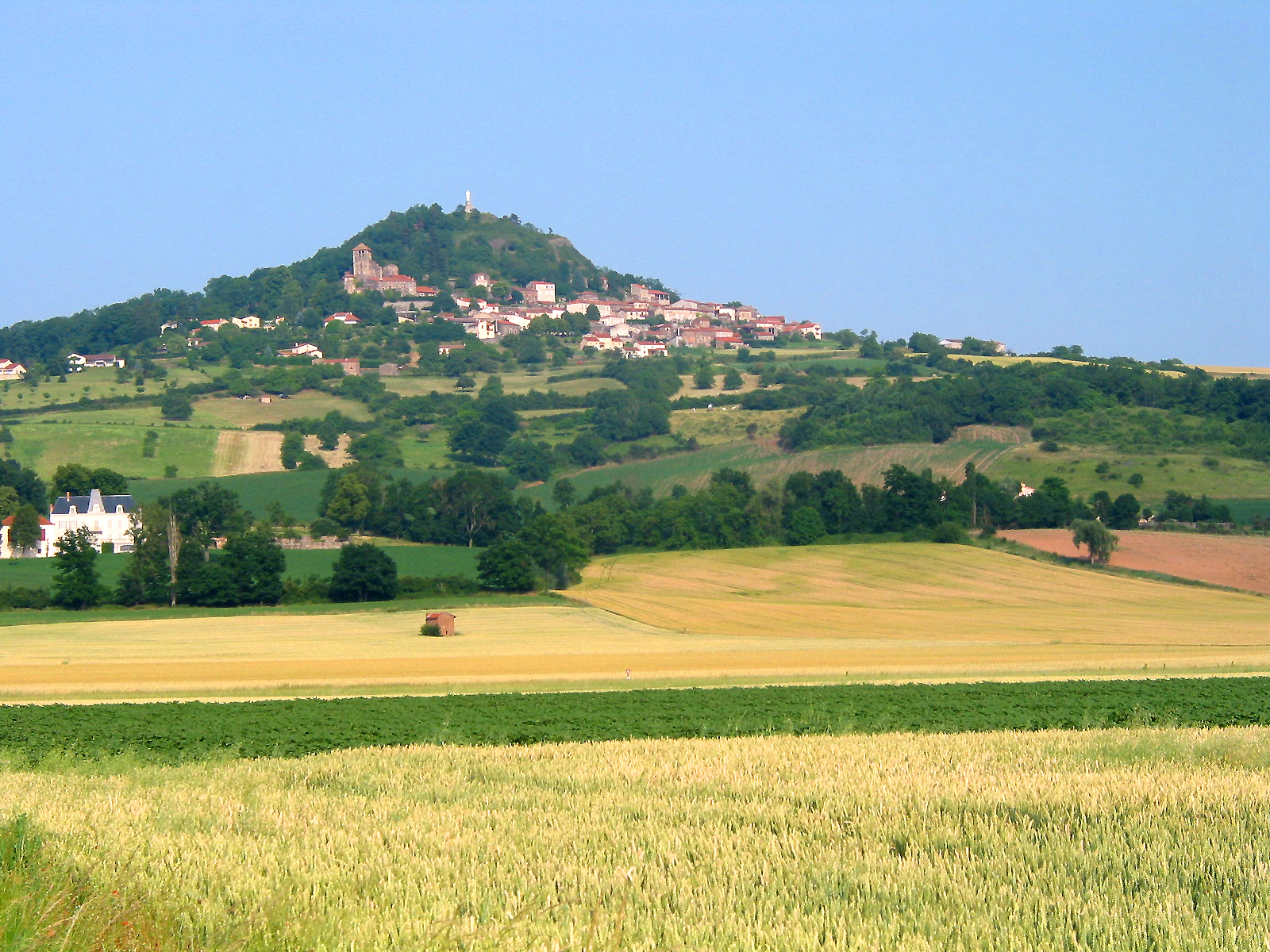
Village d'Usson, Massif central.
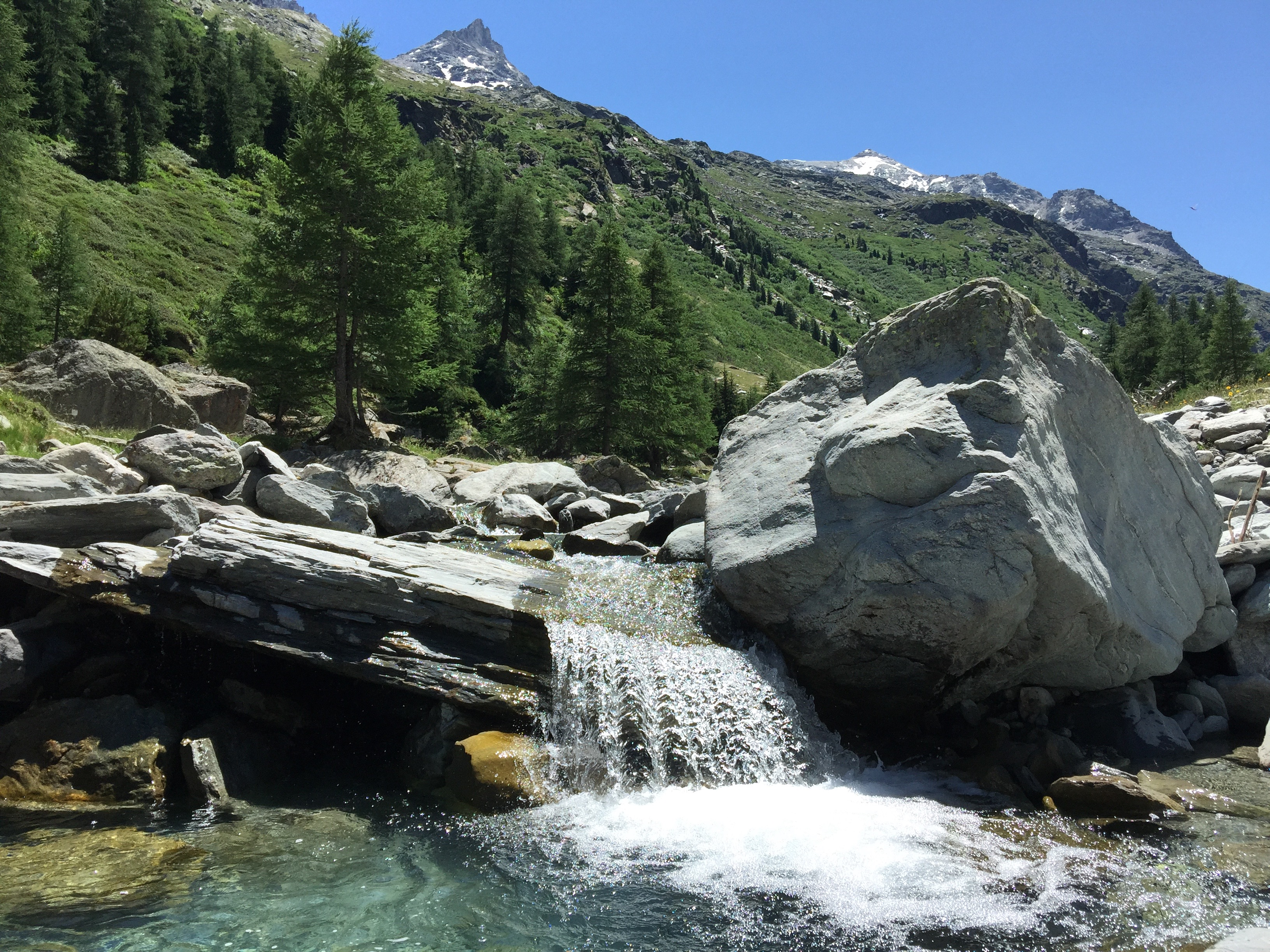
Torrent de haute montagne, Haute-Maurienne.
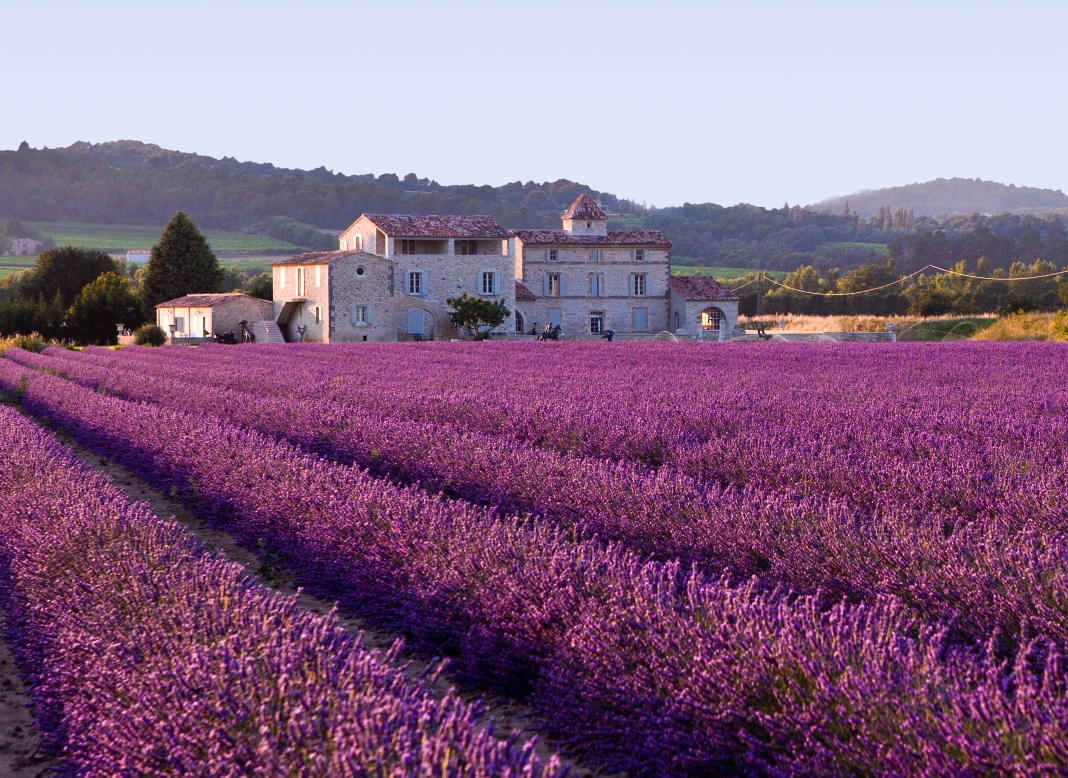
Champ de lavande en Provence.
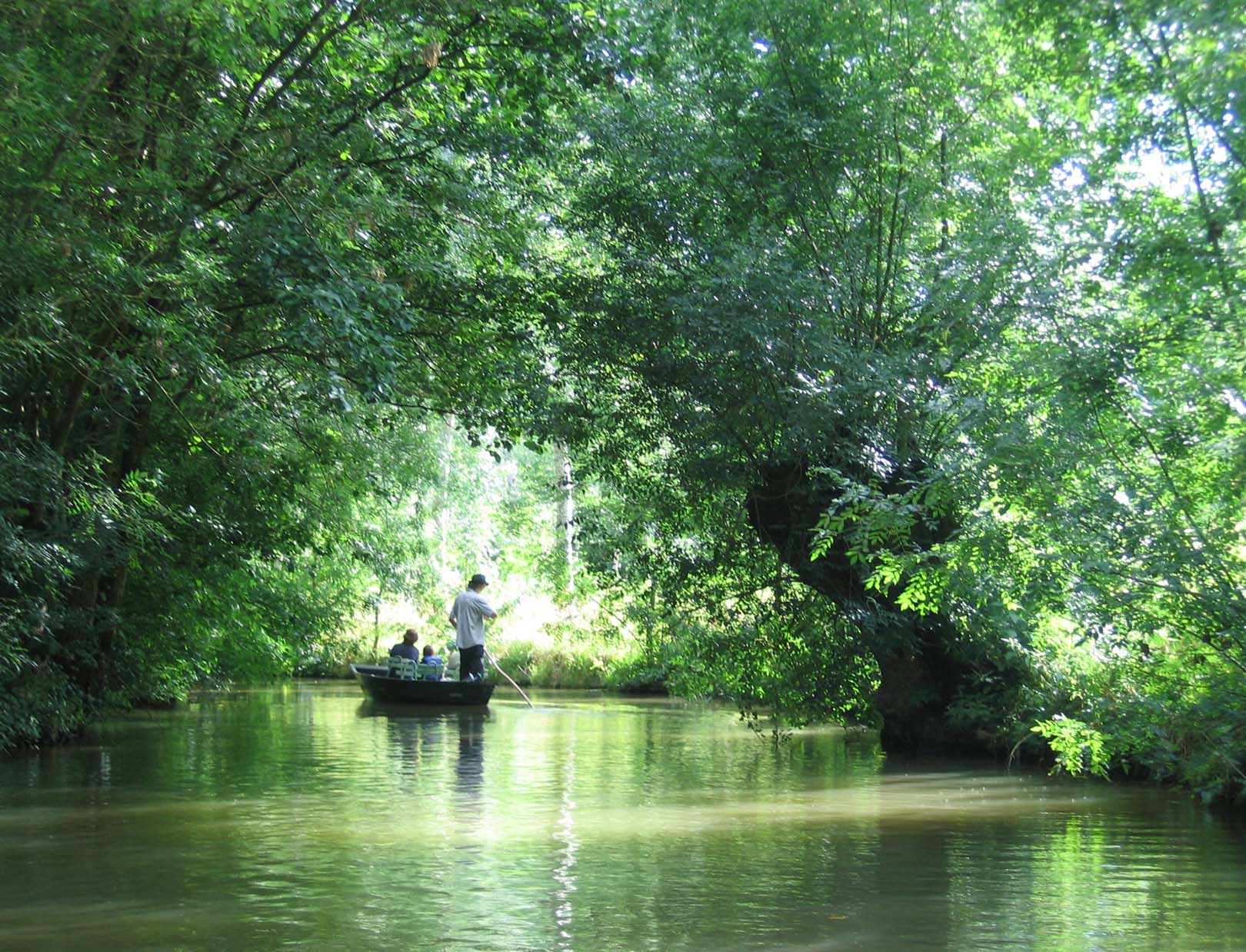
Milieu humide du Marais poitevin.
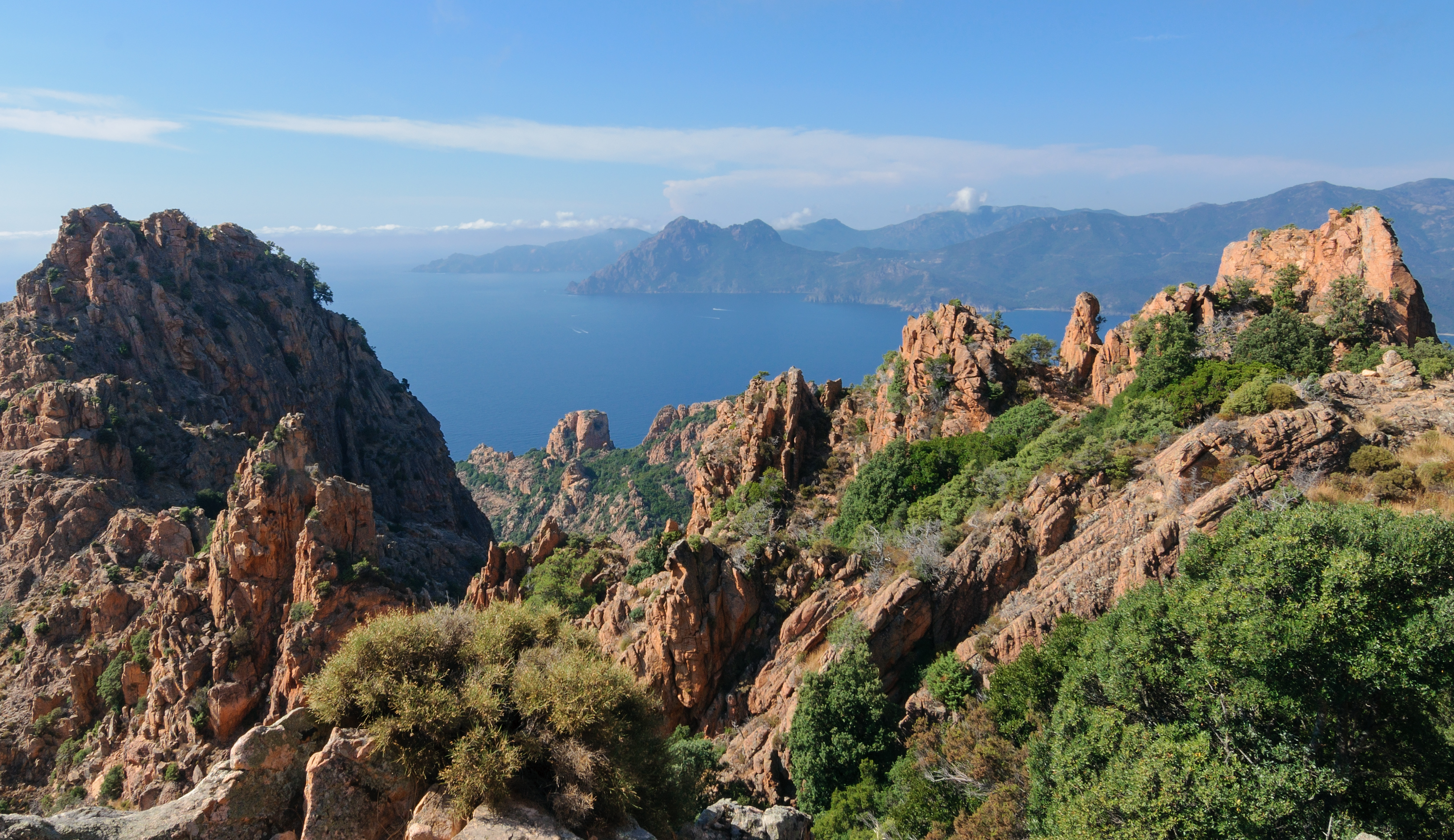
Calanques de Piana, Corse.
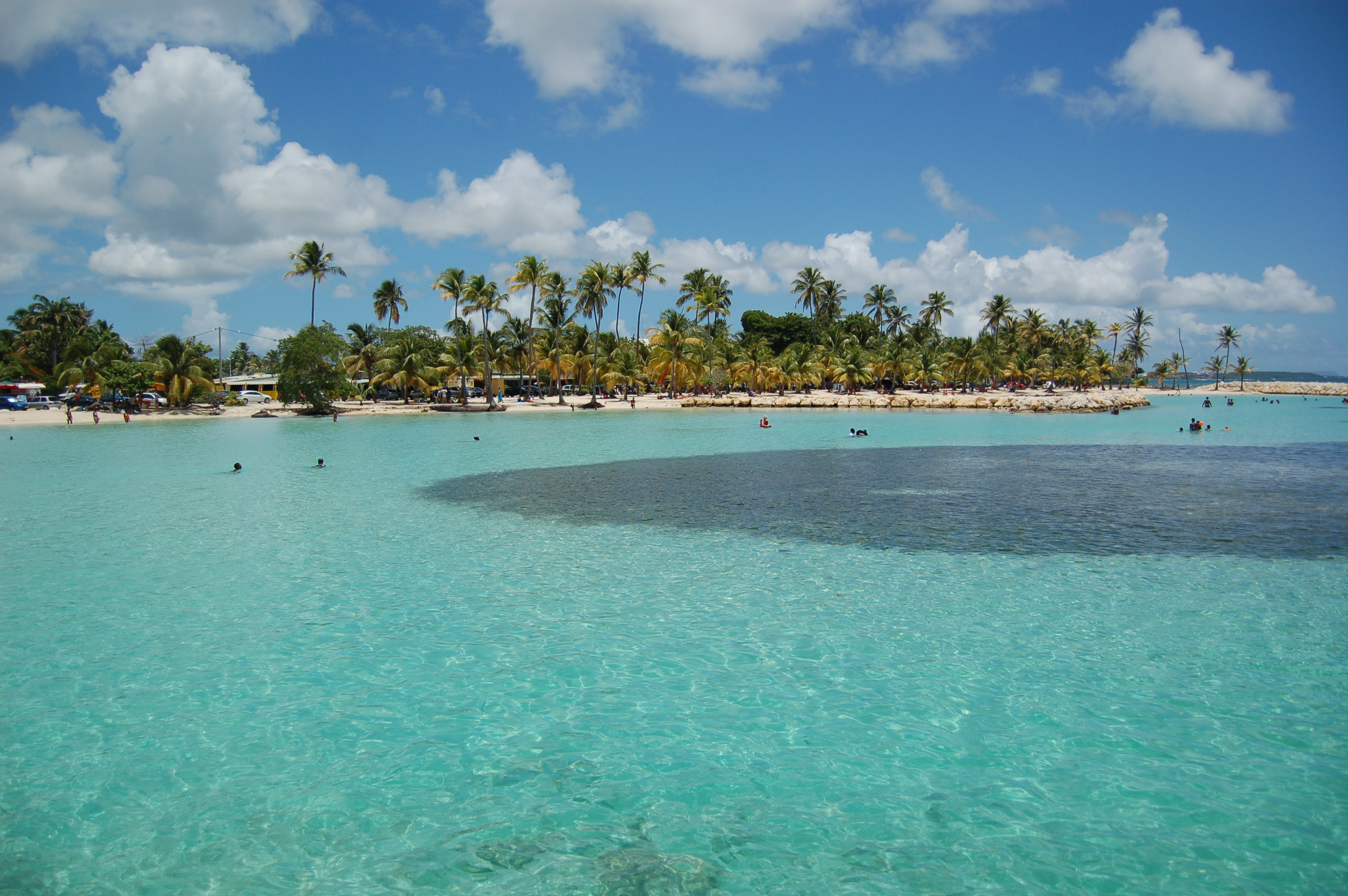
La plage de Sainte-Anne, Guadeloupe.
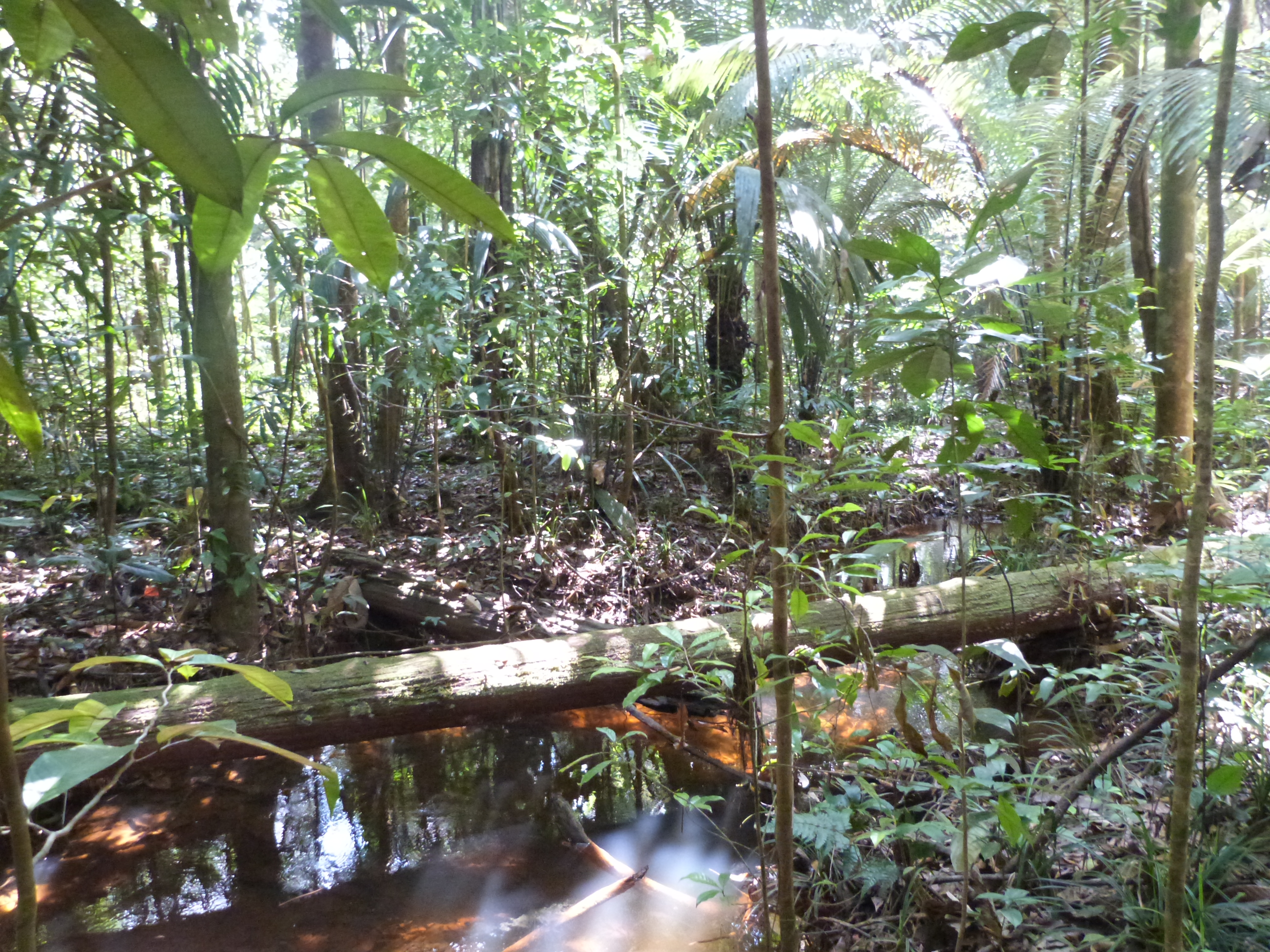
Forêt tropicale amazonienne, Guyane.
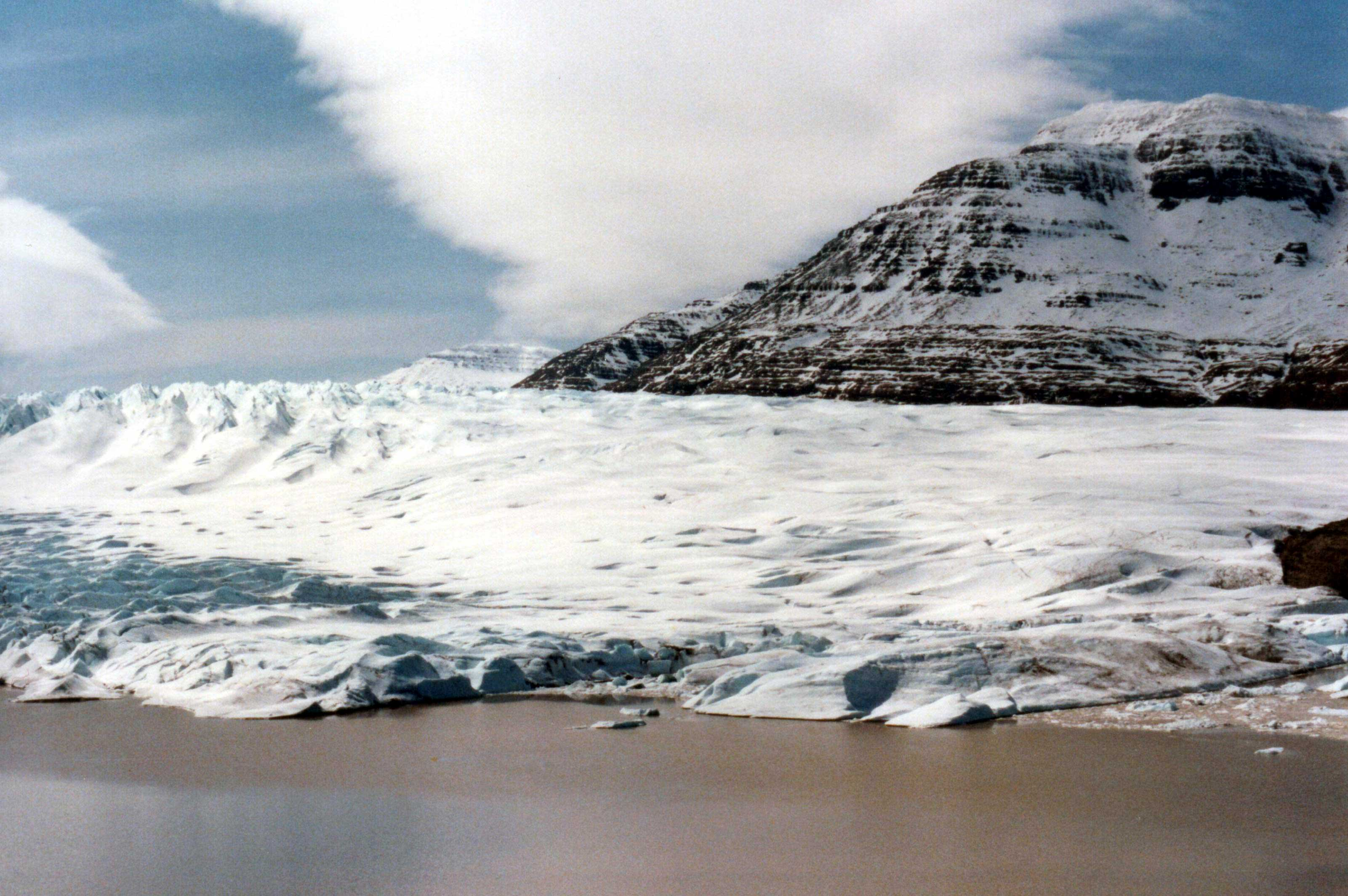
Glacier Cook, îles Kerguelen.
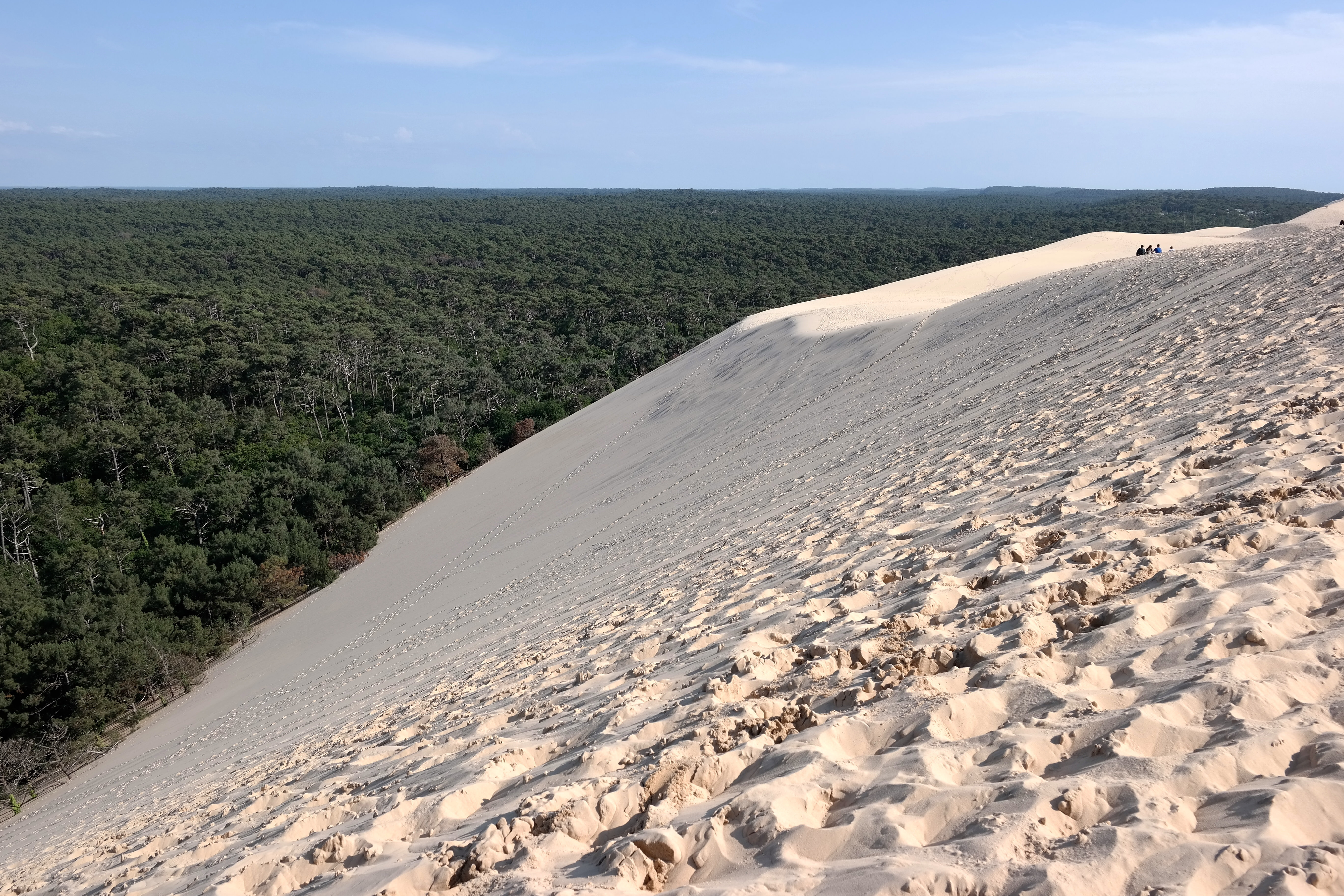
Dune du Pilat en Nouvelle-Aquitaine.
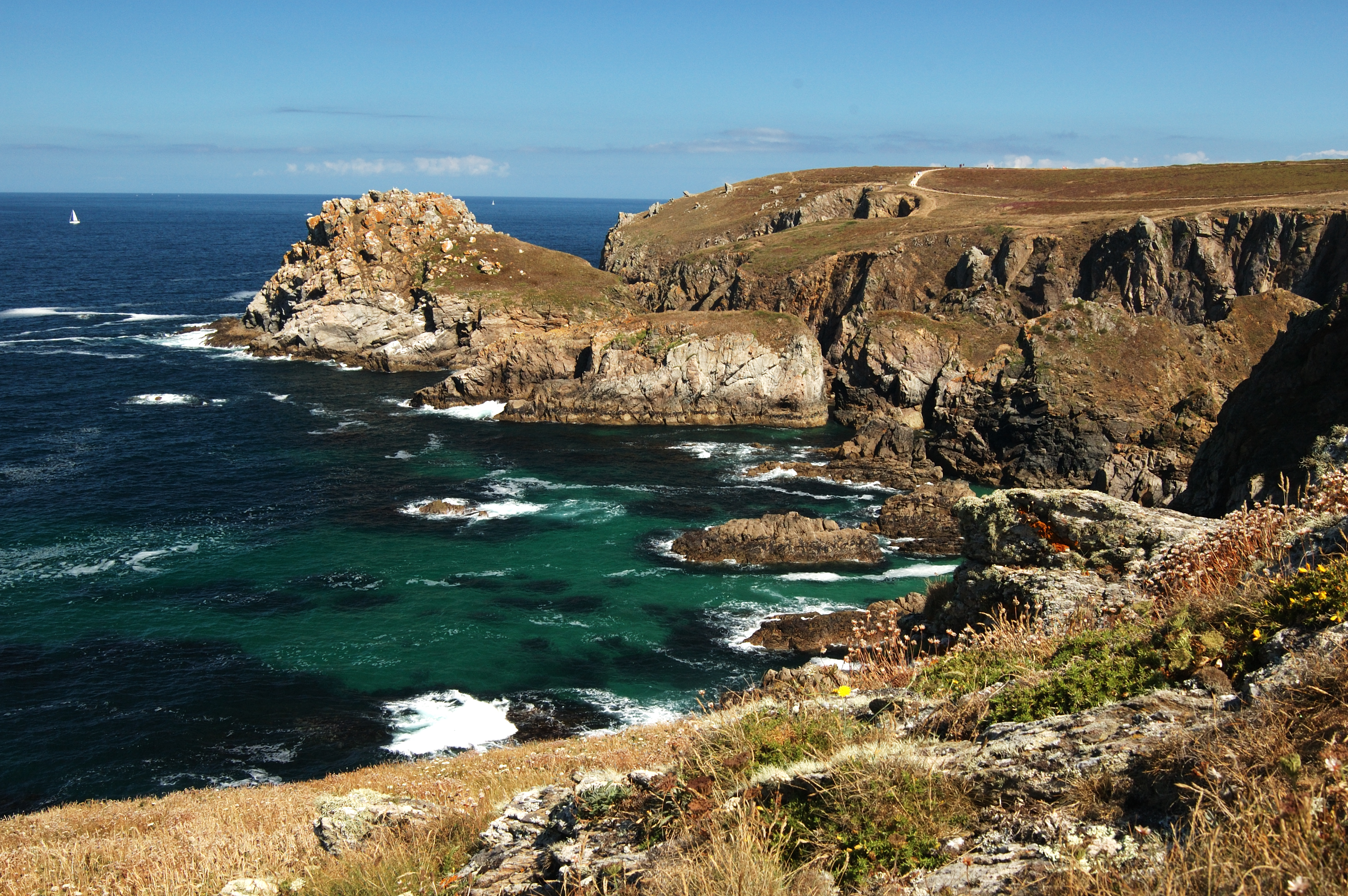
Pointe du Van, à l'extrémité occidentale de la Bretagne.
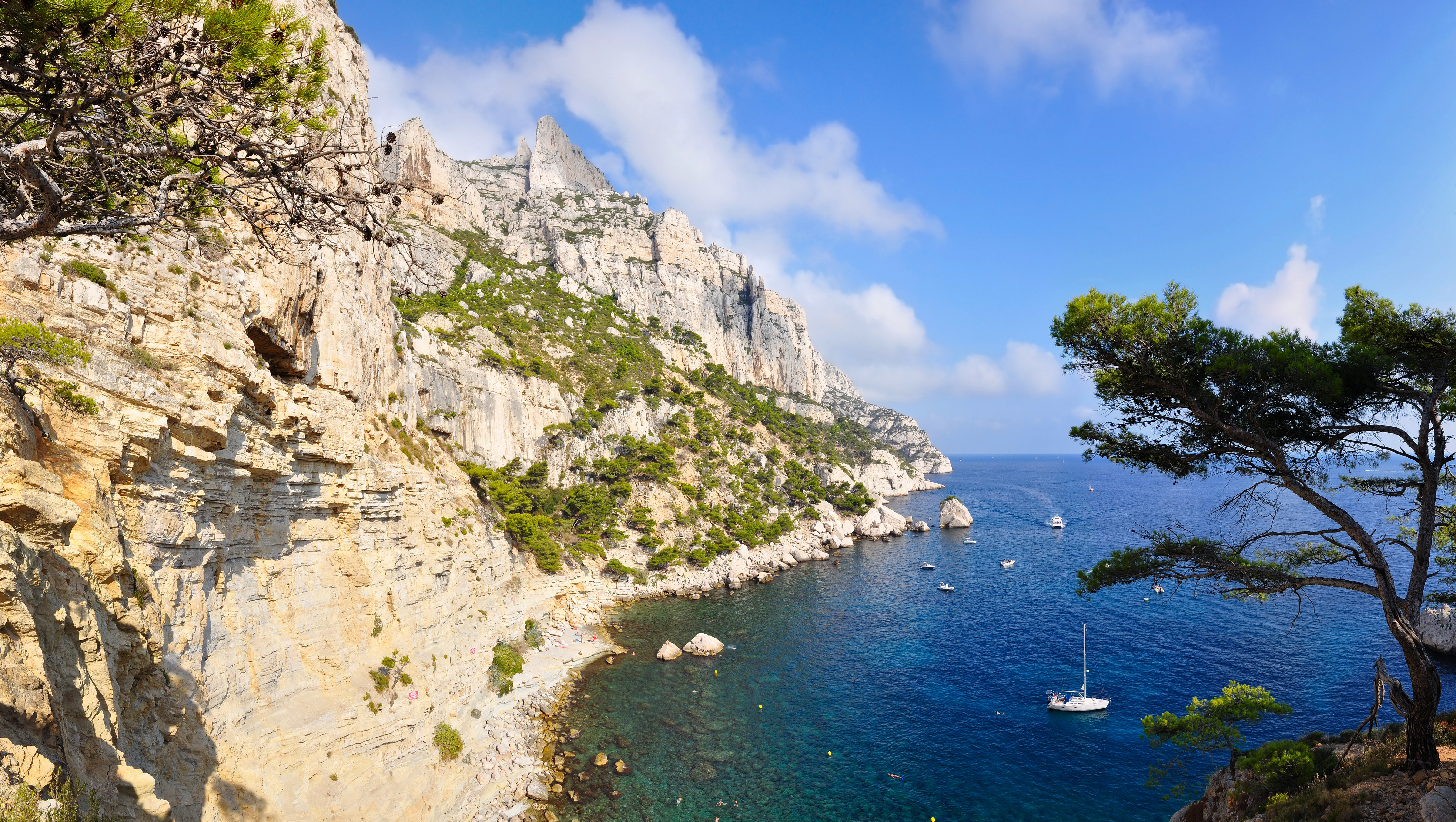
Calanque des Pierres-Tombées à Cassis.
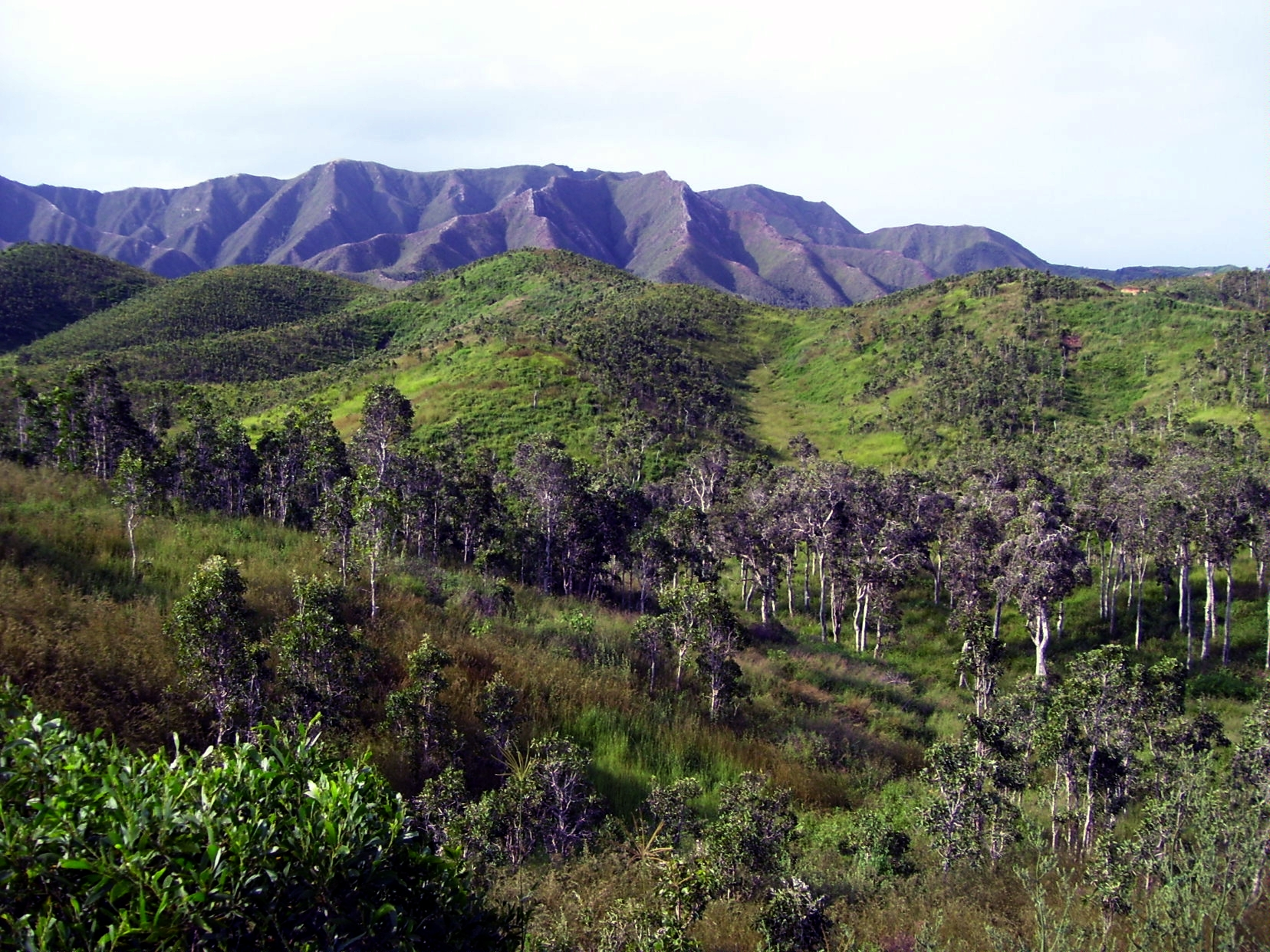
Paysage de savane à niaoulis au nord de la côte Ouest de la Grande Terre en Nouvelle-Calédonie.

Cette diversité des paysages et des écosystèmes est menacée par la fragmentation écologique des milieux due à un dense réseau routier, par le développement horizontal de l'urbanisation qu'il favorise, par l'artificialisation des côtes et par la pollution de son eau et de ses sols. Un tiers des eaux de surface sont de mauvaise, voire de très mauvaise qualité, principalement à cause des pollutions industrielles ; les pollutions agricoles liées à l'usage d'engrais et de pesticides ont quant à elles fortement détérioré la qualité des nappes phréatiques dans plusieurs régions, en particulier en Bretagne. La littoralisation du peuplement et des activités entraîne une extension et une densification du bâti sur les côtes, malgré la loi littoral de 1986 et l'intervention du Conservatoire du littoral ainsi que le caractère inondable de certains secteurs. Quant aux infrastructures de transport, notamment routières, elles exposent leurs riverains à une pollution atmosphérique, sonore et visuelle importante.
L'empreinte carbone de la France (9,2 tonnes équivalent CO2 par habitant en 2018) est 1,4 fois plus importante que son poids démographique au niveau mondial, et 50 % plus élevée que la moyenne mondiale (6,1 tonnes équivalent CO2 par habitant en 2018). Elle est le 8e pays émetteur de dioxyde de carbone en cumulé depuis 1850. La France et l'Union européenne sont engagées dans une réduction de leurs émissions nettes de 55 % d'ici 2030 par rapport à 1990. Les émissions territoriales de gaz à effet de serre en France ont baissé de 23,1 % en 2021 par rapport à 1990. En 2019, la France est le deuxième pays émetteur de gaz à effet de serre (454,8 MtCO2e) de l'Union européenne derrière l'Allemagne (839,7 Mt-CO2e), mais ses émissions par habitant (6,8 tCO2e) la placent au 21e rang sur 27 ; elles sont inférieures de 19 % à la moyenne de l'UE (8,4 tCO2e) et de 33 % à celles de l'Allemagne (10,1 tCO2e). En France, les forêts et les terres agricoles (cultures et prairies) constituent d'importants stocks de carbone contenu dans la biomasse vivante, la biomasse morte et les sols. Le bilan en France métropolitaine du secteur UTCATF présente davantage d'absorptions de CO2 que d'émissions. C'est un puits de carbone.
Avec une empreinte écologique par habitant de 4,9 hectares globaux (Hag) et une biocapacité par habitant de 3 Hag en 2011, la France est en déficit écologique.
La production de plastique en France a augmenté de 7,8 % entre 2016 et 2017. Chaque année, 11 200 tonnes de déchets plastiques français sont déversées dans la Méditerranée. Les rivières sont également atteintes par la pollution aux microplastiques.
En 2015, une commission d'enquête parlementaire indique que la pollution de l'air représente un coût annuel de 101,3 milliards d'euros pour la France.

### Préservation de l'environnement
Les pouvoirs publics tentent depuis plusieurs décennies de répondre à ces défis environnementaux. Aux réserves naturelles et aux parcs nationaux se sont ajoutés depuis 1967 les parcs naturels régionaux, qui mêlent conservation et mise en valeur du patrimoine naturel et culturel et couvrent, en 2018, 15 % du territoire français. Six agences de l'eau ont été mises en place pour gérer et protéger les ressources en eau du pays,.
Le réseau Natura 2000 rassemble des sites naturels ou semi-naturels de l'Union européenne ayant une grande valeur patrimoniale, par la faune et la flore exceptionnelles qu'ils contiennent. En décembre 2018, le réseau Natura 2000 compte en France 1 779 sites, dont 212 sites marins, comprenant 402 zones de protection spéciale (ZPS) pour les oiseaux et 1 377 zones spéciales de conservation (ZSC) pour les habitats et les espèces.
La superficie totale est de 200 364 km2, ce qui représente 12,9 % de la surface terrestre métropolitaine (soit 7 millions d'hectares) et 33 % de la surface marine de la zone économique exclusive (soit 12,3 millions d'hectares),,,.

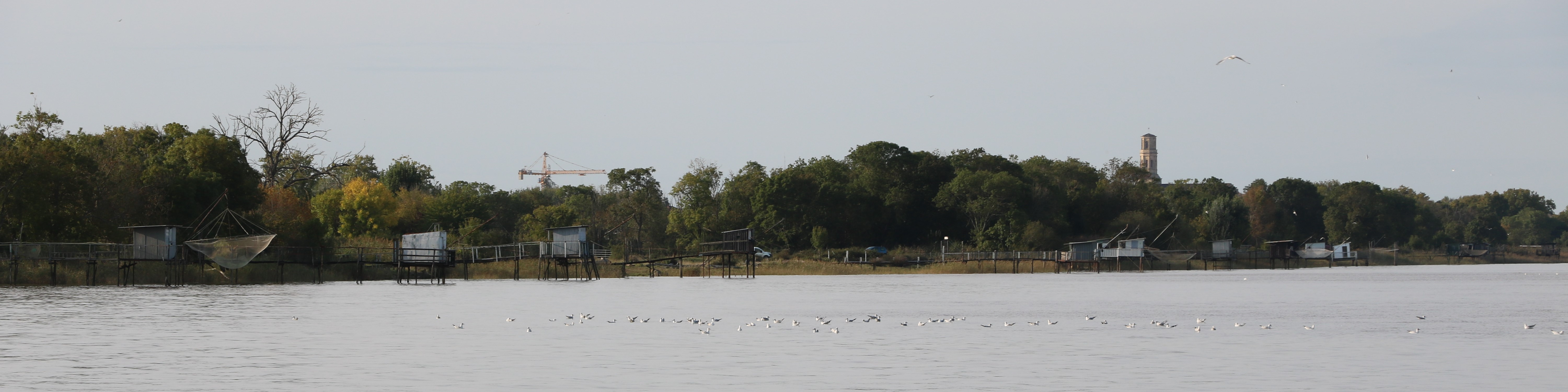
L'estuaire de la Gironde est classé parc naturel marin et appartient au réseau Natura 2000. La rive gauche fait partie du parc naturel régional du Médoc. Couvrant une superficie de 635 km2, il est le plus vaste estuaire d'Europe.

### Répartition spatiale de la population et des activités
- + de 5 000 hab./km2
- de 300 à 1 000 hab./km2

Carte synthétique de la répartition de la population en France métropolitaine en 2010. Sont indiquées les densités de population par département, les 18 aires urbaines de plus de 400000 habitants, la ligne Le Havre-Marseille et les limites approximatives de la « diagonale des faibles densités ».
+ de 5000 hab./km2
de 300 à 1000 hab./km2
de 150 à 250 hab./km2
de 100 à 150 hab./km2
de 70 à 100 hab./km2
de 40 à 70 hab./km2
- de 40 hab./km2

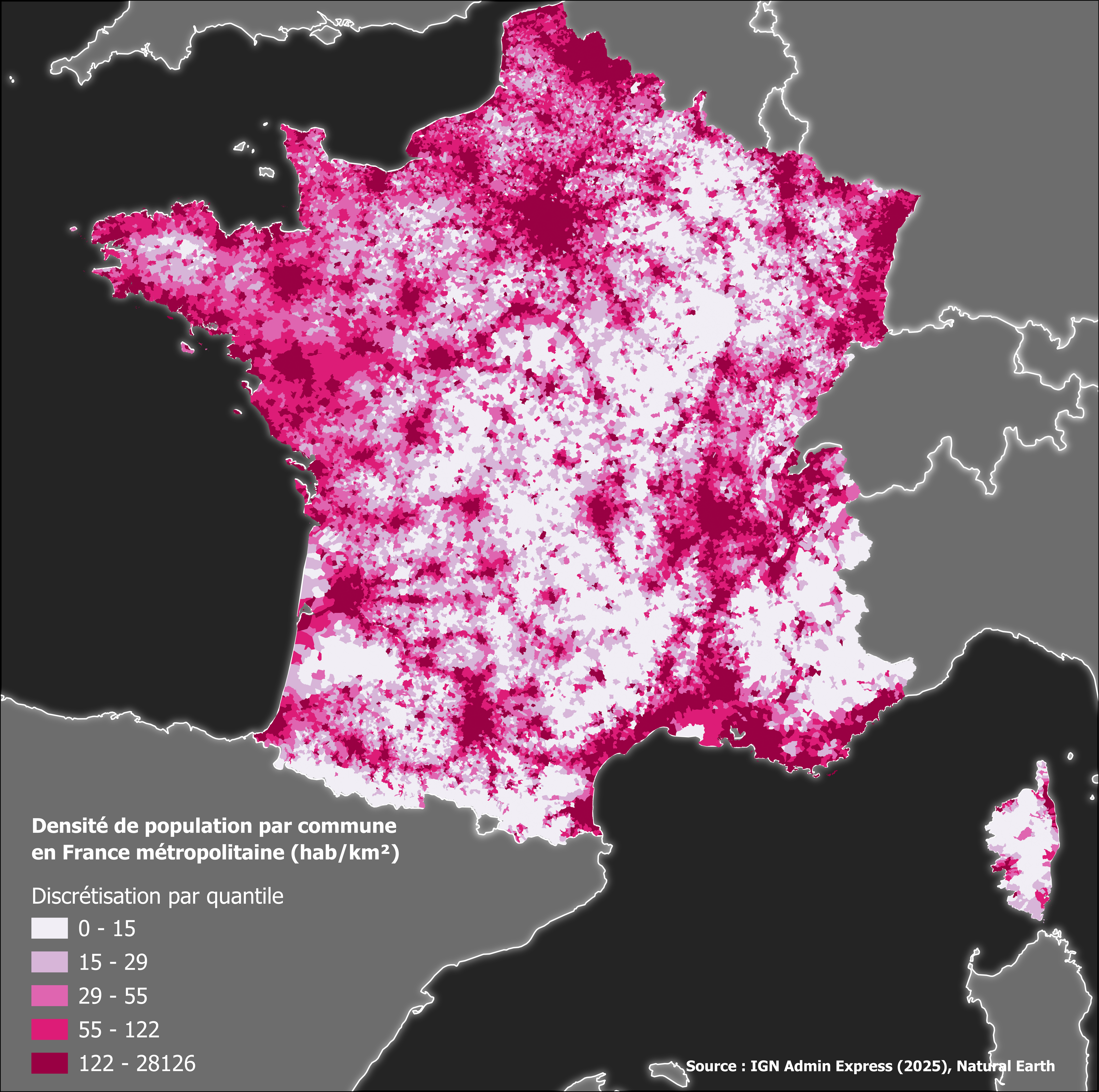
Carte de densité de population en France (2023).

La France métropolitaine est marquée par des déséquilibres spatiaux multiples. D'une part, elle possède l'originalité d'avoir une capitale six fois plus peuplée que la deuxième aire d'attraction du pays, regroupant un quart des étudiants et la quasi-totalité des sièges de grandes entreprises du pays. D'autre part, la ligne Le Havre–Marseille est souvent considérée comme la limite entre un ouest longtemps resté agricole et qui bénéficie actuellement d'un important essor démographique et économique, et un est à l'industrie et à l'urbanisation anciennes, aujourd'hui[Quand ?] en déclin. Enfin, des Ardennes au nord-est aux Landes au sud-ouest se dessine une « diagonale du vide », caractérisée par un peuplement faible comparé au reste du pays et une économie souvent en difficulté.
Après un long exode rural au XIXe siècle et jusque dans la deuxième moitié du XXe siècle, le solde migratoire des campagnes françaises est redevenu positif dans les années 1990. L'essentiel de la croissance urbaine se fait dans les zones périurbaines, de plus en plus éloignées de l'agglomération-centre. Le tableau ci-dessous présente, classées en fonction de leur population en 2022, la liste des vingt principales aires d'attraction des villes, celle des vingt principales unités urbaines et celle des vingt principales communes.
| Aire d'attraction             | Population | Unité urbaine                   | Population | Commune       | Population |
| ----------------------------- | ---------- | ------------------------------- | ---------- | ------------- | ---------- |
| Paris                         | 13 239 090 | Paris                           | 10 944 094 | Paris         | 2 113 705  |
| Lyon                          | 2 327 861  | Lyon                            | 1 716 050  | Marseille     | 877 215    |
| Marseille - Aix-en-Provence   | 1 900 957  | Marseille - Aix-en-Provence     | 1 635 154  | Lyon          | 520 774    |
| Lille (partie française)      | 1 528 848  | Toulouse                        | 1 081 726  | Toulouse      | 511 684    |
| Toulouse                      | 1 513 396  | Lille (partie française)        | 1 063 491  | Nice          | 353 701    |
| Bordeaux                      | 1 412 388  | Bordeaux                        | 1 022 534  | Nantes        | 325 070    |
| Nantes                        | 1 041 894  | Nice                            | 973 296    | Montpellier   | 307 101    |
| Strasbourg (partie française) | 868 865    | Nantes                          | 683 313    | Strasbourg    | 291 709    |
| Montpellier                   | 834 366    | Toulon                          | 600 052    | Bordeaux      | 265 328    |
| Rennes                        | 780 549    | Douai - Lens                    | 505 515    | Lille         | 238 695    |
| Grenoble                      | 724 742    | Strasbourg (partie française)   | 489 538    | Rennes        | 227 830    |
| Rouen                         | 712 886    | Montpellier                     | 480 915    | Toulon        | 180 834    |
| Nice                          | 634 940    | Rouen                           | 478 593    | Reims         | 178 478    |
| Toulon                        | 586 917    | Avignon                         | 466 924    | Saint-Étienne | 172 569    |
| Tours                         | 526 370    | Grenoble                        | 456 093    | Le Havre      | 166 462    |
| Clermont-Ferrand              | 510 669    | Rennes                          | 375 940    | Villeurbanne  | 162 207    |
| Nancy                         | 508 921    | Saint-Étienne                   | 375 797    | Dijon         | 159 941    |
| Saint-Étienne                 | 502 196    | Tours                           | 367 484    | Angers        | 157 555    |
| Caen                          | 481 985    | Béthune                         | 356 543    | Grenoble      | 156 389    |
| Orléans                       | 458 814    | Valenciennes (partie française) | 332 838    | Saint-Denis   | 156 149    |

### Axes de communication et de transports
En raison de sa situation géographique qui forme un carrefour européen, la France est un pays de passage. Elle est, en effet, le passage obligé pour les hommes et les marchandises circulant par voie terrestre entre la péninsule Ibérique et le reste de l'Europe ainsi que, depuis l'ouverture en 1994 du tunnel sous la Manche, entre le Royaume-Uni et le continent. Héritages de l'histoire, les réseaux de transports français sont très centralisés autour de Paris ; cette centralisation est particulièrement forte dans les transports ferroviaires et aériens, même si elle commence à diminuer.

#### Transport routier
Le transport routier est le principal mode de transport utilisé en France, en 2014, il représentait 83 % des trafics voyageurs et 85 % des trafics marchandises,. La France compte près de 1,1 million de kilomètres de routes en 2014, dont la quasi-totalité est revêtue. Depuis la Libération, la France s'est dotée d'un réseau autoroutier étendu, qui totalise 11 560 km en 2014. Depuis quelques décennies, les politiques publiques s'attachent à réduire les accidents mortels sur la route, dont les principales causes identifiées sont la vitesse et l'alcool, et cherchent à promouvoir d'autres moyens de transport moins polluants que la voiture individuelle.

#### Transport ferroviaire

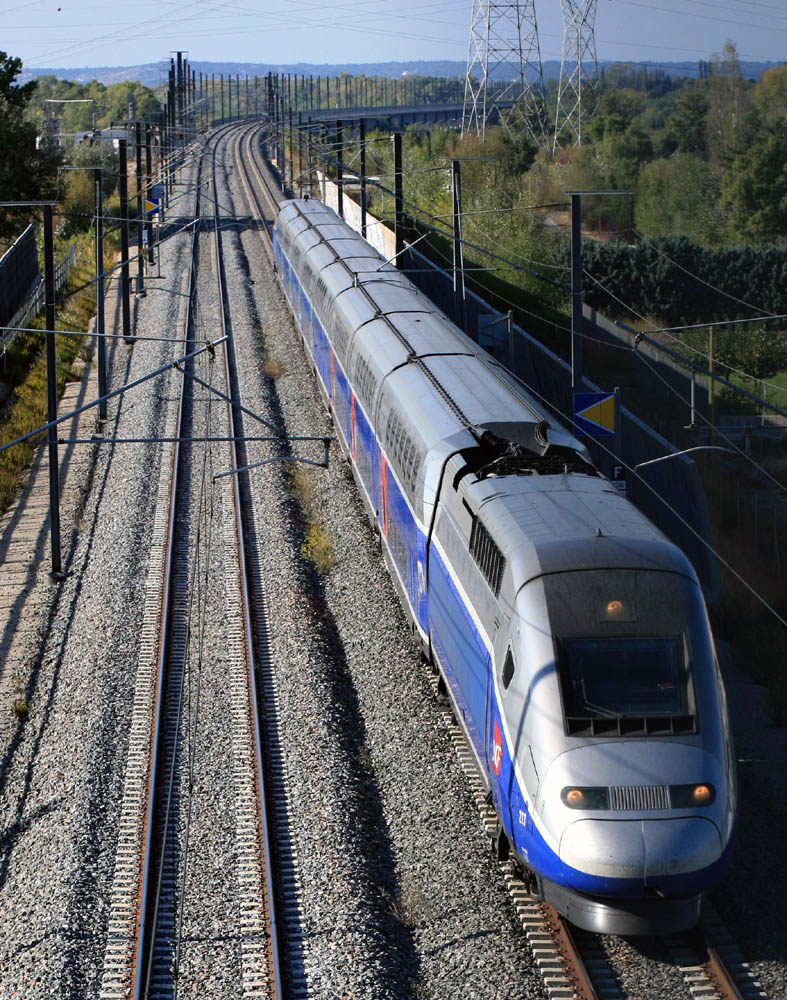
Un TGV Duplex sur la LGV Méditerranée.

Le réseau ferré national date pour l'essentiel du milieu et de la fin du XIXe siècle ; en 2018, il compte environ 28 000 km de lignes, dont plus de la moitié sont électrifiées et 2 800 km de lignes à grande vitesse. L'essentiel du trafic est géré par la société anonyme à capitaux publics SNCF sur des lignes appartenant à l'État et attribuées à SNCF Réseau, une filiale de la société. Depuis les années 1980, le trafic voyageurs augmente en France grâce à la prise en charge par les régions du trafic régional et local et surtout grâce à la naissance et à l'extension continue du réseau de lignes à grande vitesse parcouru par le TGV. En revanche, le trafic fret est en constante diminution. Par ailleurs, les principales villes du pays sont dotées d'un réseau ferroviaire urbain, de type métro (Paris, Lyon, Lille, Marseille, Toulouse et Rennes), tramway (Paris, Lyon, Marseille, Nantes, Strasbourg, Bordeaux, Toulouse, Grenoble, Montpellier et Nice notamment) ou RER (Paris) ; le métro de Paris, né en 1900, forme l'un des réseaux les plus anciens et denses au monde.

#### Transport aérien
Le transport aérien est particulièrement centralisé : les deux aéroports parisiens — Roissy-Charles-de-Gaulle et Orly — ont accueilli 101,5 millions de passagers en 2017, alors que le premier aéroport régional, Nice-Côte d'Azur, en accueillait 13,3 millions. Les aéroports régionaux sont, en effet, concurrencés par le TGV pour le trafic national, tandis que les aéroports parisiens accueillent la quasi-totalité du trafic long-courrier. La France est également le siège de l'une des premières compagnies aériennes mondiales en nombre de passagers transportés (Air France-KLM) et du premier constructeur aéronautique civil mondial (Airbus,).

#### Transport maritime
D'autres modes de transport sont utilisés en France, mais ils sont plus marginaux. Le trafic fluvial assure une part négligeable du trafic voyageurs et très secondaire du trafic marchandises, principalement en raison de l'inadaptation d'une grande partie du réseau au trafic moderne. Le trafic maritime est important : Calais est le deuxième port mondial pour le trafic de passagers. En ce qui concerne le fret maritime, les ports de Dunkerque, du Havre, de Nantes–Saint-Nazaire et de Bordeaux sont moins importants que leurs rivaux de la mer du Nord comme ceux de Rotterdam, d'Anvers et de Hambourg et sont désormais largement devancés par ceux d'Amsterdam et de Brême-Bremerhaven ; le port de Marseille, au premier rang français par son trafic, et un des premiers terminaux d'Europe pour les croisières, est le deuxième port de la Méditerranée, derrière Algésiras (Espagne).

#### Réseau cyclable

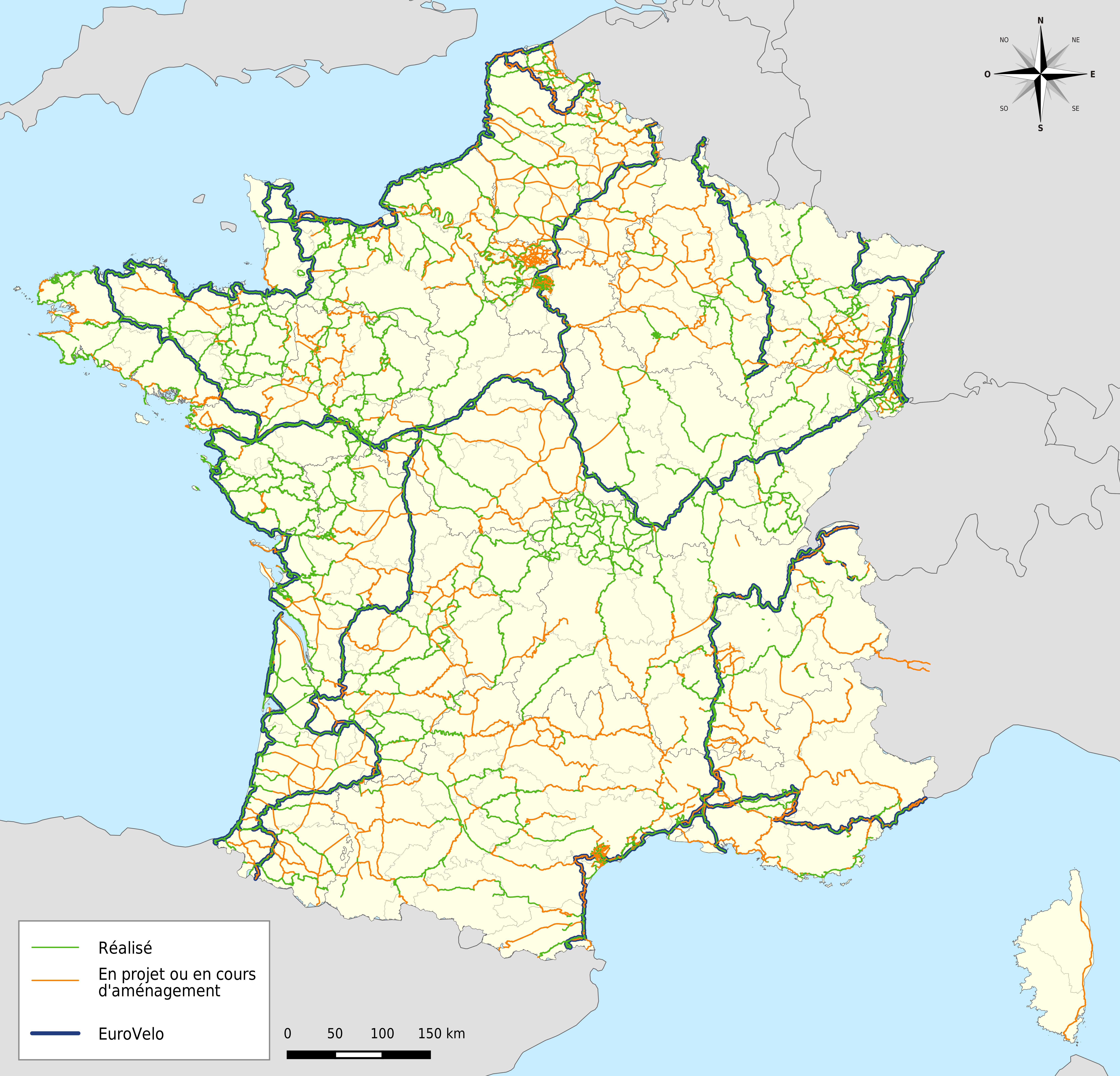
Carte des véloroutes en France vers 2020.

Depuis 2006, des réseaux urbains de pistes cyclables se développent ainsi que des vélos en libre-service dans plusieurs villes du pays. La qualité de ces aménagements est très inégale selon les territoires. En 2022, l'infrastructure cyclable fait près de 75 000 km, dont 46 % sont des pistes cyclables (réservées aux vélos) et 23 % sont des véloroutes (routes grandes distances). La moitié des ménages possèdent une bicyclette et environ 700 000 Français utilisent un vélo pour des trajets domicile-travail, soit environ 5 % de la population. Cette faible part s'explique par la vulnérabilité du vélo sur la route (226 cyclistes ont perdu la vie en 2021), faute d'infrastructures suffisantes. Une partie des véloroutes français s'intègre dans un réseau européen nommé EuroVelo, projet porté par la Fédération des cyclistes européens qui, depuis 2014, est intégré au projet RTE-T de l'Union Européenne. En France, 10 pistes EuroVelo sont présentes et permettent de connecter la France à l'Europe par voies cyclables et cela permet de faire d'elle la deuxième destination mondiale pour le cyclotourisme,,.

## Histoire

Évolution du territoire de la France métropolitaine, de 985 à 1947.

La France métropolitaine actuelle occupe la plus grande partie de l'ancienne Gaule celtique, conquise par Jules César au Ier siècle av. J.-C., mais elle tire son nom des Francs, un peuple germanique qui s'y installa à partir du Ve siècle. La France est un État dont l'unification est de date sujette à débats, mais se fait par la royauté pendant le Moyen Âge et l’Époque moderne.

### Préhistoire, protohistoire et Antiquité

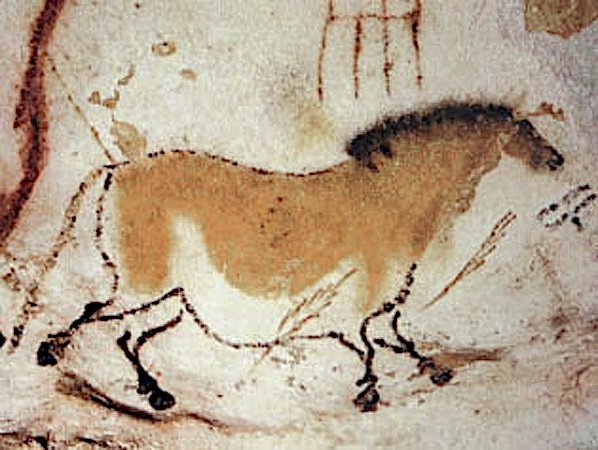
Un des chevaux de Lascaux, Dordogne, environ -18000

La présence humaine sur le territoire de la France actuelle remonte au Paléolithique inférieur ; les traces les plus anciennes de vie humaine datent d'il y a environ 1 800 000 ans. L'homme est alors confronté à un climat rude et variable, marqué par plusieurs ères glaciaires qui modifient son cadre de vie. La France compte un nombre important de grottes ornées du Paléolithique supérieur, dont deux des plus célèbres sont la grotte de Lascaux (Dordogne, -18000 environ) et la grotte Chauvet (Pont d'Arc, -36000 environ).
Vers -10000, à la fin de la dernière ère glaciaire, le climat s'adoucit. À partir de -7000 environ, l'Europe occidentale entre dans le Néolithique et ses habitants se sédentarisent, même si l'évolution est différente selon les régions. Après un fort développement démographique et agricole aux IVe et IIIe millénaires, la métallurgie fait son apparition à la fin du IIIe millénaire, d'abord avec le travail de l'or, du cuivre et du bronze, puis avec celui du fer au VIIIe siècle.
En -600, des Grecs originaires de la ville de Phocée fondent « la plus ancienne ville de France »: Marseille (en grec ancien Μασσαλία / Massalia), au bord de la Méditerranée ; à la même époque, quelques peuples celtes pénètrent dans le territoire de la France actuelle, mais cette occupation ne se généralise à la totalité de ce territoire qu'entre les Ve et IIIe siècles av. J.-C.. La notion de Gaule, Γαλατία en grec, apparaît alors ; elle correspond aux territoires de peuplement celte compris entre le Rhin, les Pyrénées, l'Atlantique et la Méditerranée.

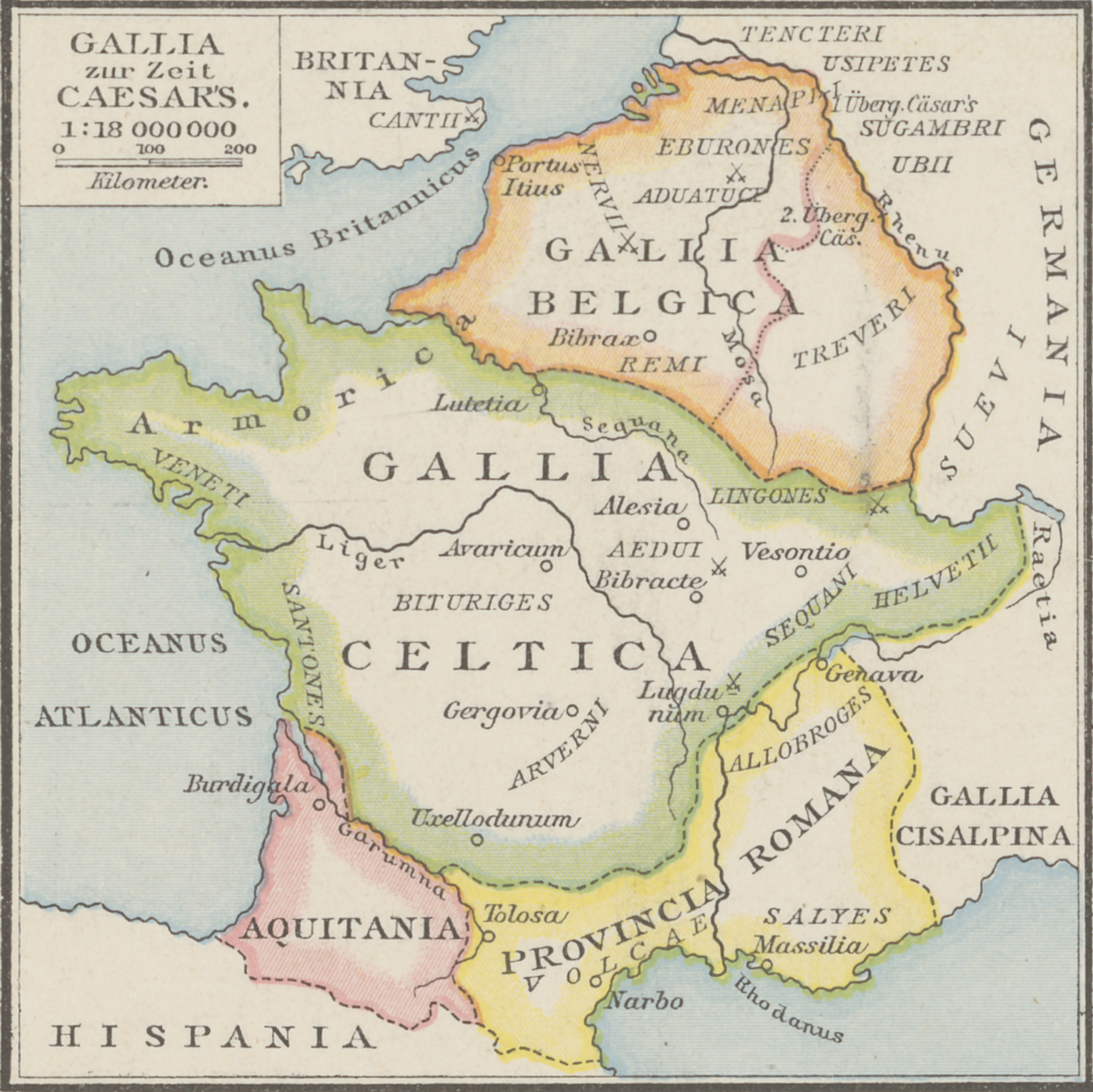
Carte de la Gaule selon Gustav Droysen d'après le témoignage de Jules César.

Contrairement à la vision réductrice qu'en donne César dans sa Guerre des Gaules, ce vaste espace géographique est occupé par une mosaïque de plus d'une centaine de peuples dont l'organisation est très diverse, mais qui ont tous un point commun : « qu'il s'agisse de l'agriculture, de l'urbanisme, du commerce ou encore de l'art, ils partagent un savoir-faire avancé ».
À partir de -125, le Sud des Gaules (57 peuples gaulois) est progressivement conquis par la République romaine à la suite de la victoire de Rome sur les Allobroges et les Arvernes. Rome y fonde les villes d'Aix-en-Provence, Toulouse et Narbonne. En 58 av. J.-C., Jules César prend prétexte d'une demande d'aide des Éduens pour se lancer à la conquête du reste de la Gaule. D'abord battu à Gergovie, il vainc à Alésia.
Les riches territoires fiscaux nouvellement conquis sont répartis par l'empereur de Rome Auguste en neuf provinces, dont quatre correspondent approximativement à l'actuel territoire métropolitain français : la Narbonnaise au sud, l'Aquitaine au sud-ouest, la Lyonnaise au centre et à l'ouest et la Belgique au nord. De nombreuses villes sont fondées durant la période gallo-romaine, dont Lyon (Lugdunum) en -43, appelée à être la capitale de la Gaule romaine qui connait alors la paix pendant environ deux siècles.
Au IIIe siècle, la Gaule romaine connaît une crise grave, le limes, frontière fortifiée protégeant l'Empire des incursions germaniques, étant franchi à plusieurs reprises par les Barbares. Le pouvoir romain chancelant un Empire des Gaules est proclamé en 260 qui échappe à la tutelle romaine jusqu'en 274. Pendant la première moitié du IVe siècle, la Gaule romaine connaît une période de renouveau et de prospérité. Toutefois, les invasions barbares reprennent à partir de la seconde moitié du IVe siècle et le 31 décembre 406, les Vandales, Suèves et Alains franchissent le Rhin et traversent la Gaule jusqu'en Espagne. Au milieu du Ve siècle, les Alamans et les Francs s'installent au nord-est de la France actuelle et exercent une forte pression sur les généraux romains qui subsistent dans le nord-est de la Gaule.
Pour ce qui concerne la France d'outre-mer pendant ce temps : la Guyane est occupée par des peuples vivant de chasse et de cueillette ; Saint-Pierre-et-Miquelon reçoit des visites de paléoesquimaux ; les Antilles françaises sont animées par une période précolombienne ; la Guadeloupe par des groupes amérindiens pré-céramiques ; la Nouvelle-Calédonie, Wallis-et-Futuna reçoivent leurs premiers habitants vers -3000, et leur première civilisation, le Lapita, se développe au premier millénaire av. J.-C. ; les autres territoires d'outre-mer semblent inoccupés durant cette période.

### Naissance, crises et transformations du royaume de France au Moyen Âge

Expansion des Francs de 481 à 843/870.

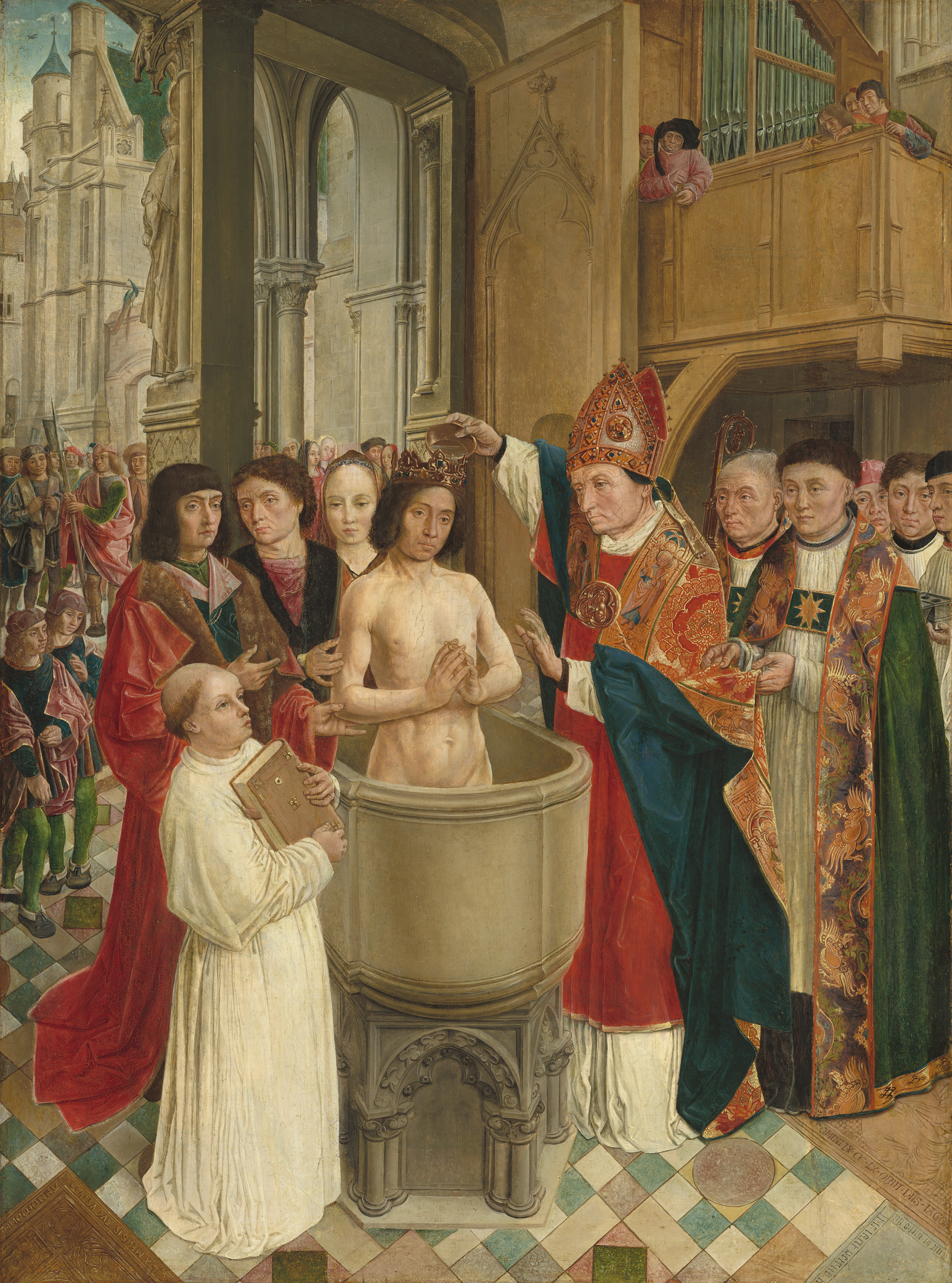
Le baptême de Clovis, représenté dans la Sainte-Chapelle à Paris (anonyme).

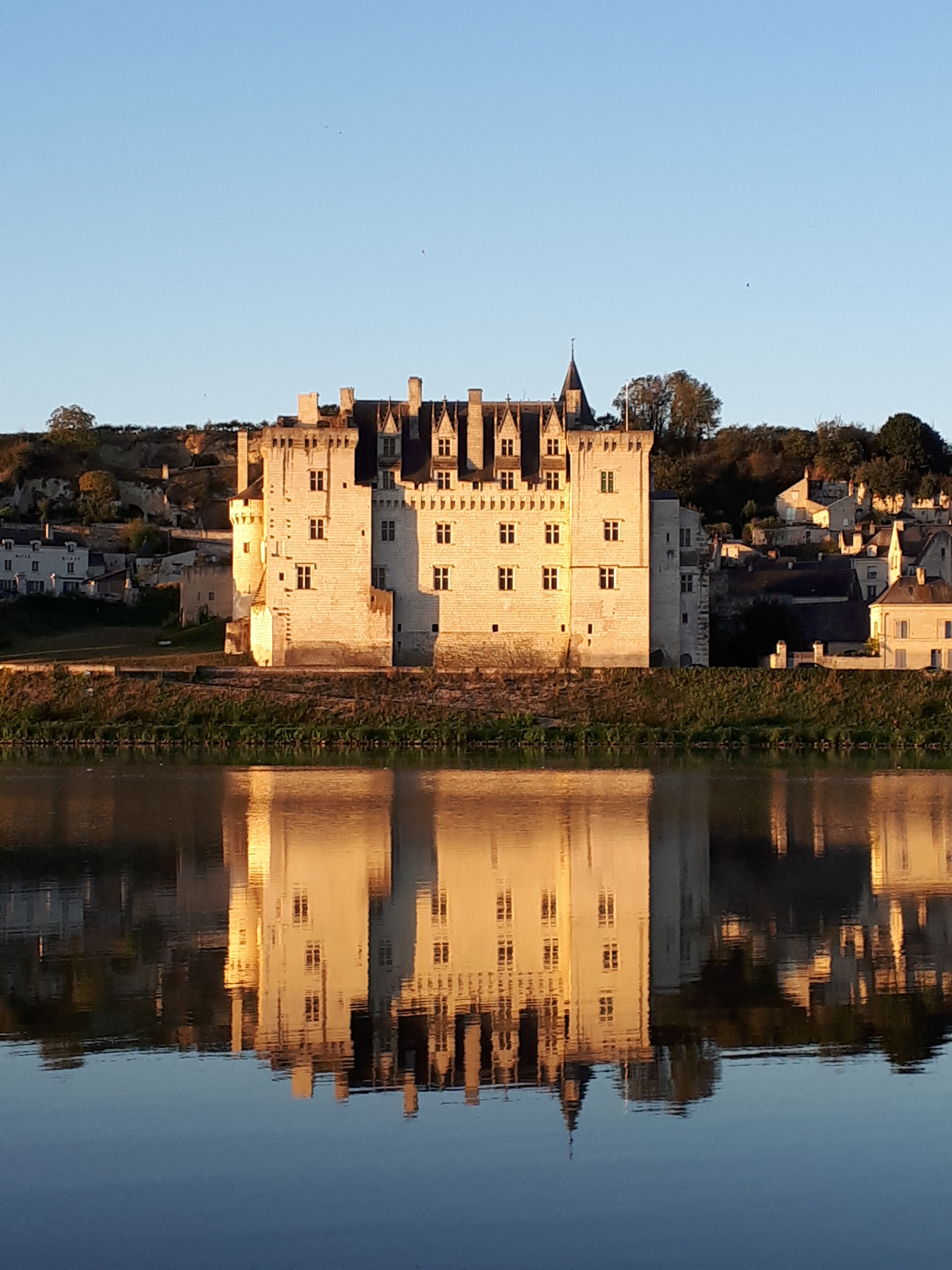
Le château de Montsoreau (c. 1450) dans le Val de Loire, construit sur ordre de Charles VII, annonce la Renaissance en France.

La conversion au christianisme du chef franc Clovis, baptisé à Reims le 24 décembre 496 par l'évêque saint Remi, fait de lui l'allié de l'Église chrétienne nicéenne et lui permet de conquérir l'essentiel de la Gaule au tournant des Ve et VIe siècles. La fusion des héritages gallo-romains, des apports germaniques et du christianisme est longue et difficile, les Francs constituant originellement une société guerrière aux lois très éloignées du droit romain et des principes chrétiens. Tandis que la faiblesse démographique que connaît le royaume des Francs entraîne un déclin des villes, le christianisme s'installe par la fondation d'églises rurales et surtout de très nombreux monastères. Si le pouvoir de Clovis semblait originellement solide, la dynastie mérovingienne doit bientôt faire face à de graves difficultés ; elle disparaît en 751 lorsque Pépin le Bref est sacré roi des Francs, fondant ainsi la dynastie carolingienne.
Pépin le Bref et son fils Charlemagne agrandissent considérablement le royaume des Francs, qui s'étend à la fin du VIIIe siècle sur plus d'un million de kilomètres carrés. L'immense empire carolingien est contrôlé par une administration centralisée basée à Aix-la-Chapelle, des comtes représentant Charlemagne dans tout l'empire et surveillés par les missi dominici. Charlemagne, couronné en 800 empereur d'Occident, relance les arts libéraux dans l'éducation et le palais d'Aix-la-Chapelle accueille une activité intellectuelle et artistique de haut niveau. Néanmoins, après la mort de l'empereur, les comtes et les vassaux de celui-ci parviennent peu à peu à rendre leur fonction héréditaire, et les petits-fils de Charlemagne se partagent l'Empire au traité de Verdun (843) ; Charles obtient la Francie occidentale, qui correspond approximativement aux deux tiers occidentaux de la France actuelle et dont les frontières varieront peu jusqu'à la fin du Moyen Âge. Le nouveau royaume doit toutefois affronter trois vagues d'invasions différentes aux IXe et Xe siècles, menées par les musulmans, les Vikings et les Hongrois. À la même époque, les pouvoirs des anciens comtes continuent d'augmenter tandis que le pouvoir royal diminue ; une société féodale se met en place, caractérisée par sa division en trois ordres : le clergé, la noblesse et le tiers état.

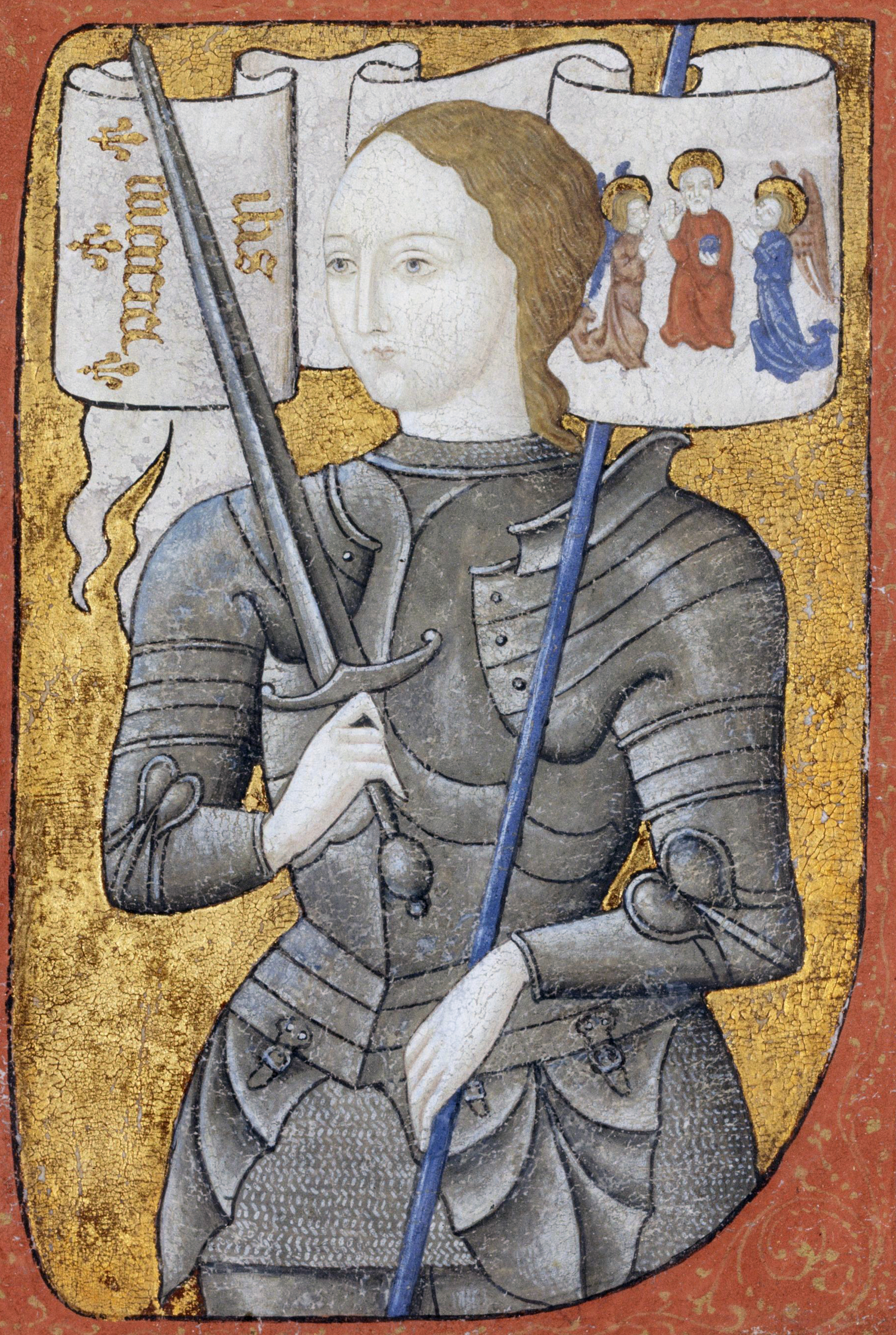
Jeanne d'Arc conduit l'armée française à plusieurs victoires importantes pendant la guerre de Cent Ans et ouvre la voie vers la victoire finale.

En 987, Hugues Capet est élu roi par ses pairs, c'est-à-dire les nobles du royaume ; la monarchie redevient héréditaire et les Capétiens règneront sur la France pendant plus de huit siècles. Néanmoins, les premiers rois capétiens ne contrôlent directement qu'une portion très faible du territoire français, appelée le domaine royal, et certains de leurs vassaux sont beaucoup plus puissants qu'eux. Au XIIe siècle, le pouvoir royal commence à s'affirmer contre les princes du royaume, mais doit faire face à partir des années 1150 à la naissance d'un « empire Plantagenêt » regroupant dans un même ensemble l'Angleterre et le tiers ouest de la France.
Le royaume capétien atteint son premier apogée au XIIIe siècle, la monarchie reprenant le pouvoir qu'elle avait perdu tandis que l'art et la culture française s'affirment en Europe. Philippe Auguste (1180-1223) parvient à conquérir l'essentiel des possessions françaises des Plantagenêt, mettant temporairement fin à la menace anglaise et agrandissant considérablement le domaine royal par la même occasion. Louis IX (1226-1270) se comporte en arbitre de la chrétienté et participe aux septième et huitième croisades, et sera rapidement canonisé par l'Église catholique.
Le XIVe siècle et la première moitié du XVe siècle voient la France plonger dans une crise grave, dont les expressions sont multiples. La guerre de Cent Ans, menée contre l'Angleterre et née d'un problème de succession à la tête du royaume de France, ravage le pays. Toutefois, la crise des XIVe et XVe siècles n'est pas seulement politique ou militaire ; elle est aussi démographique : à partir de 1347, la peste noire tue au moins un tiers de la population du royaume ; sociale : les insurrections paysannes et urbaines se multiplient ; mais également économique et religieuse. Si la monarchie est également touchée par cette crise, elle en sort renforcée : le pouvoir central, qui s'est déplacé dans la vallée de la Loire, se dote de nouvelles institutions, met en place une armée et un impôt permanents, et amorce le passage du Moyen Âge à la Renaissance,.

### De la Renaissance à la monarchie absolue (XVIeauXVIIIesiècle)

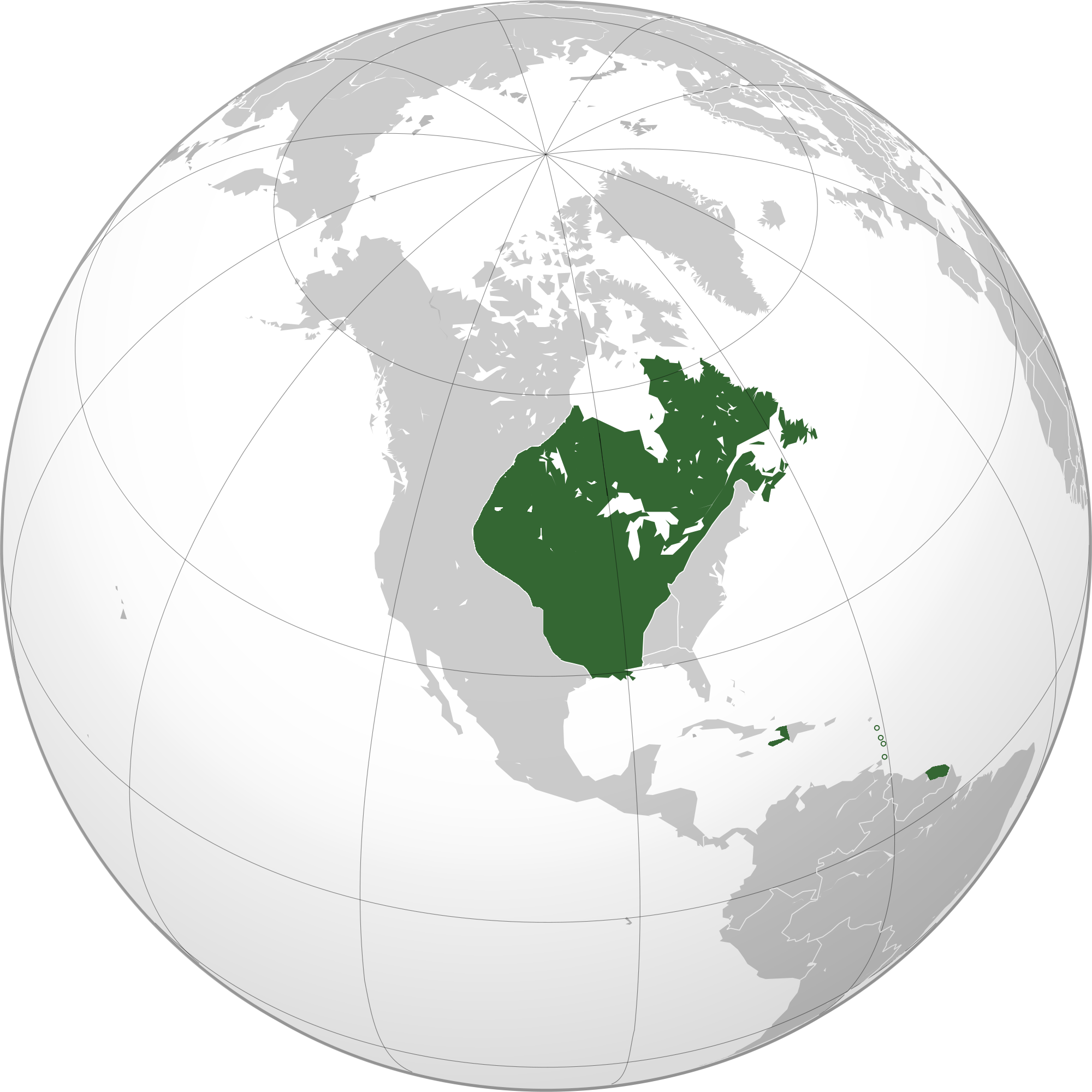
Territoire du premier empire colonial français en Amérique, appelé la Nouvelle-France (1534-1763).

Louis XIV, le « Roi-Soleil », était le monarque absolu de la France et en a fait la première puissance européenne.

À partir de 1494, les souverains français mènent de multiples guerres en Italie, puis contre l'empereur Charles Quint. Néanmoins, les règnes de François Ier (1515-1547) et de son fils Henri II (1547-1559) sont surtout marqués par un renforcement du pouvoir royal, qui tend à devenir absolu, et par une Renaissance littéraire et artistique fortement influencée par l'Italie.
En 1539, l'ordonnance de Villers-Cotterêts fait du français la langue administrative et judiciaire du royaume. Toutefois, l'unité de la France autour de la personne du roi est bousculée dans la deuxième moitié du XVIe siècle par le problème religieux : entre 1562 et 1598, huit guerres de religion se succèdent entre catholiques et calvinistes. Cette crise religieuse se double d'une crise économique et surtout politique. En 1598, le roi Henri IV (1589-1610) met fin aux guerres de religion par l'édit de Nantes, qui donne une liberté de culte partielle aux protestants.
Louis XIII (1610-1643) et ses ministres Richelieu et Mazarin doivent faire face à l'opposition de nobles soucieux de reprendre leurs anciens pouvoirs. À la même époque, la France mène plusieurs guerres victorieuses (dont la guerre de Trente Ans) et commence à former un premier empire colonial, principalement en Nouvelle-France, aux Antilles et sur la route des Indes. Louis XIV affirme plus que jamais le caractère absolu de son pouvoir : le « Roi-Soleil » se considère comme le « lieutenant de Dieu sur Terre » et fait construire le château de Versailles, symbole de son pouvoir. Il s'entoure d'artistes et de savants et travaille à l'unité religieuse de son royaume en reprenant la persécution des protestants et en révoquant l'édit de Nantes par l'édit de Fontainebleau. Malgré la situation financière critique de la monarchie, Louis XIV mène plusieurs guerres face à une Europe coalisée contre lui tandis que le marquis de Vauban fait construire un réseau de villes fortifiées aux frontières du royaume. Si ces guerres aboutissent dans un premier temps à des victoires françaises, plusieurs défaites militaires et des famines ternissent la fin de son règne.
Louis XV (1715-1774), arrière-petit-fils et successeur de Louis XIV, mène lui aussi plusieurs guerres, aux résultats contrastés. En 1763, par le traité de Paris qui met fin à la guerre de Sept Ans, la France abandonne ses possessions en Amérique du Nord, mais acquiert dans la même décennie la Lorraine et la Corse. Pendant ce temps, la France connaît une forte vitalité démographique et économique. La croissance de la production agricole s'accompagne d'une proto-industrialisation, notamment dans le secteur textile, ainsi que d'un essor dans les domaines intellectuel et culturel. Toutefois, Louis XVI, qui accède au trône en 1774, se révèle incapable de trouver une solution au surendettement de la monarchie et doit convoquer les états généraux en 1789.

### Révolutions, républiques, monarchies et empires (1789-1914)

La prise de la Bastille, le 14/7/1789, est l'un des premiers faits marquants de la Révolution française.

La partie européenne du territoire de la Première République découpé en départements.

Les délégués envoyés aux États généraux qui s'ouvrent le 5 mai 1789 outrepassent rapidement les pouvoirs qui leur sont attribués et s'érigent en une Assemblée nationale constituante. Le roi ne peut alors empêcher l'assemblée constituante de décider l'abolition des privilèges dans la nuit du 4 août puis d'adopter le 26 août la Déclaration des droits de l'homme et du citoyen. La devise Liberté, Égalité, Fraternité apparaît dans le débat public, en particulier en 1790 dans un discours de Maximilien Robespierre sur l'organisation de la Garde nationale. Après un essai de monarchie constitutionnelle, la République naît le 22 septembre 1792, et Louis XVI, condamné pour trahison, est guillotiné par jugement de la Convention nationale le 21 janvier 1793. La France révolutionnaire connaît alors plusieurs années de guerres et d'exécutions jusqu'à l'instauration du Directoire en 1795. C'est le 27 pluviôse an II (15 février 1794), que le drapeau tricolore est instauré par la Convention nationale, par décret indiquant que « le pavillon et le drapeau national seront formés des trois couleurs nationales disposées en trois bandes égales de manière que le bleu soit attaché à la garde du pavillon, le blanc au milieu et le rouge flottant ».

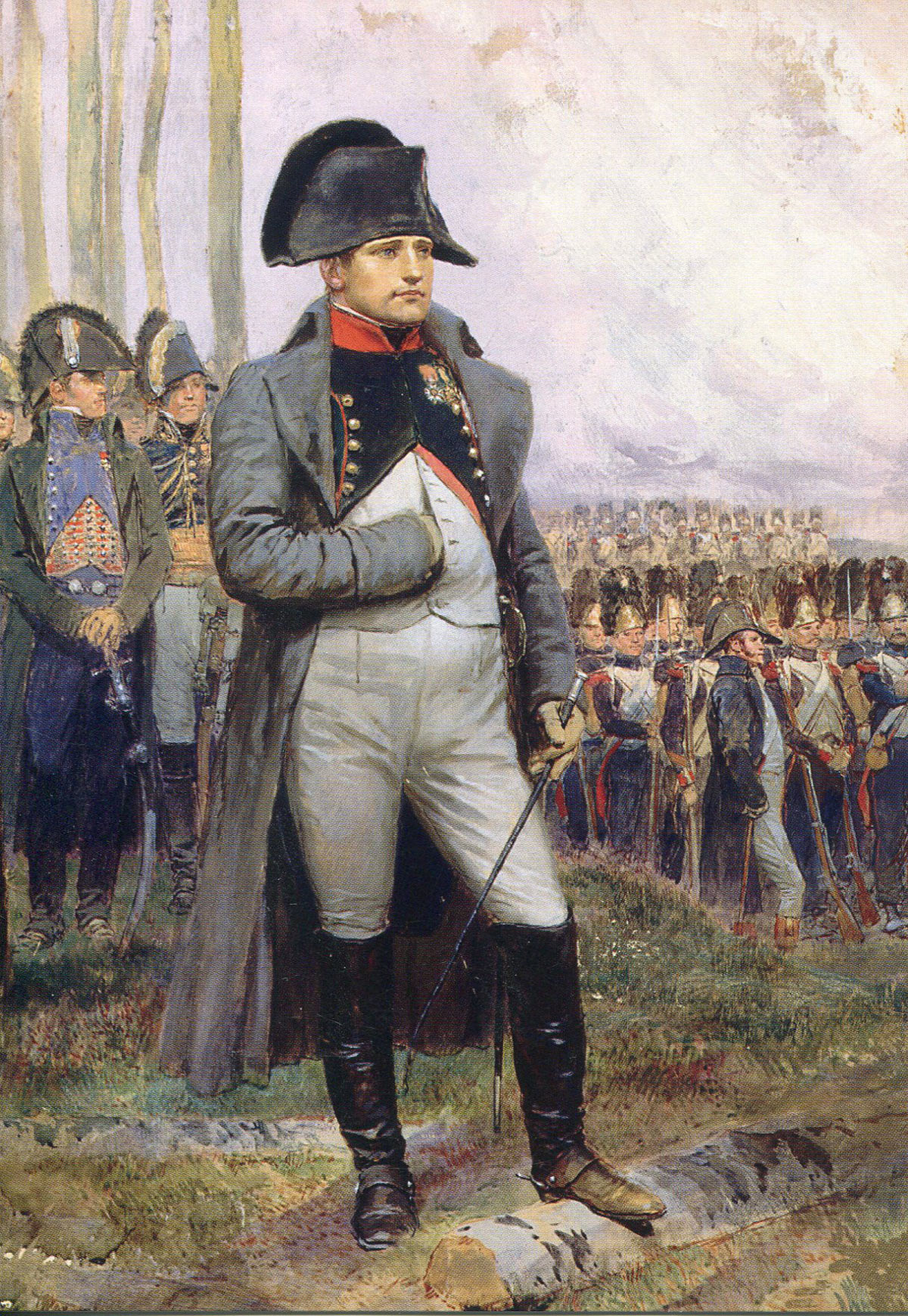
, empereur des Français, a construit avec sa Grande Armée un vaste empire à travers l'Europe. Il a aidé à répandre les idéaux révolutionnaires français, et ses réformes juridiques ont eu une influence majeure dans le monde entier.

Le 9 novembre 1799, le général Napoléon Bonaparte renverse le Directoire par un coup d'État et lui substitue le Consulat ; cinq ans plus tard, il est couronné Empereur des Français. Napoléon Ier crée ou réforme de nombreuses institutions, et ses multiples victoires militaires mettent la moitié de la population européenne sous son contrôle au début des années 1810. Le déclin sera néanmoins rapide : après une éphémère abdication puis un bref retour au pouvoir, l'Empereur est définitivement vaincu à Waterloo le 18 juin 1815.
La France entame alors une seconde expérience de monarchie constitutionnelle, pendant laquelle les rois Louis XVIII (1814-1824) et surtout Charles X (1824-1830) remettent en question une partie des acquis de la Révolution. Quelques semaines après avoir conquis Alger, Charles X est renversé en 1830 par les Trois Glorieuses, un mouvement révolutionnaire qui porte sur le trône Louis-Philippe. Si ce dernier est alors considéré comme réformateur, la contestation monte bientôt, malgré l'essor économique que connaît la France à cette époque.
En février 1848, une nouvelle révolution éclate, dont les objectifs ne sont plus seulement politiques, mais aussi sociaux. L'éphémère Seconde République qui est alors mise en place instaure le suffrage universel masculin et abolit l'esclavage dans les colonies ainsi que la peine de mort pour raison politique. Toutefois, elle est renversée par son président Louis-Napoléon Bonaparte, qui est couronné empereur en 1852.

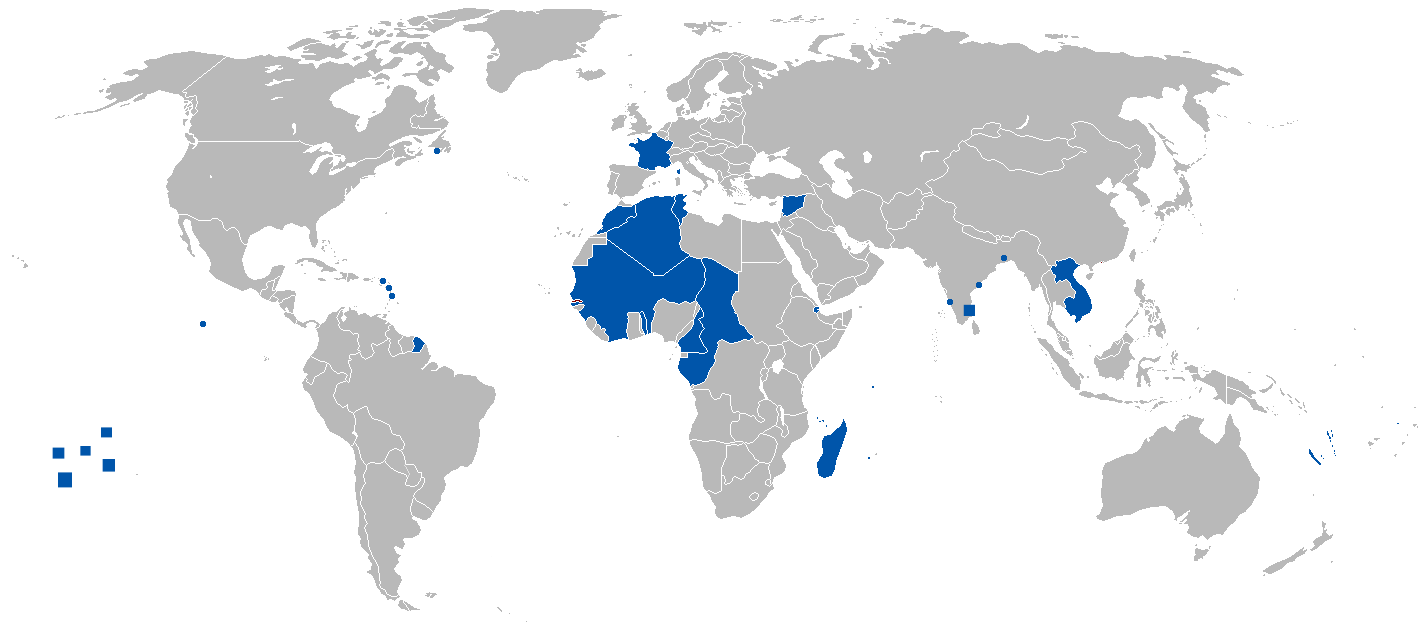
Territoire du second empire colonial français (de 1815 à 1958, date du début des indépendances).

Si les premières années du Second Empire sont celles d'un régime autoritaire, Napoléon III entame un tournant libéral en 1860, qui n'empêche pas une montée des oppositions politiques, tandis que le développement industriel et ferroviaire s'accélère. La défaite de la France face à une Allemagne en cours d'unification, en 1870 et 1871, est un double tournant dans l'histoire du pays : l'empereur capitule le 2 septembre 1870 et la République est proclamée le 4, tandis que la Prusse annexe l'Alsace-Lorraine. La défaite française suscite en outre l'épisode dramatique de la Commune de Paris, écrasée en mai 1871 par les troupes gouvernementales.
Malgré sa naissance chaotique, la Troisième République est le plus long des régimes politiques qu'a connu la France depuis 1789. Les républicains mettent peu à peu en place leur projet politique : l'école est rendue gratuite, laïque et obligatoire en 1881-1882, les libertés de presse et de réunion sont accordées en 1881, le divorce et les syndicats sont autorisés en 1884, et les Églises sont séparées de l'État en 1905. À la même époque, la France se dote d'un vaste empire colonial, qui sera le deuxième au monde après celui du Royaume-Uni, : aux possessions en Inde et à l'Algérie viennent s'ajouter au fil des années l'Indochine, les protectorats de Tunisie et du Maroc, l'Afrique équatoriale et occidentale et Madagascar. Si plusieurs crises politiques se succèdent — crise boulangiste, scandale des décorations, scandale de Panama, affaire Dreyfus —, la menace principale pour la République vient désormais de l'extérieur, où la guerre apparaît de plus en plus imminente.

### La France dans les deux guerres mondiales (1914-1945)

Durant la Seconde Guerre mondiale, la France métropolitaine est divisée entre une « zone occupée » au nord et à l'ouest et une « zone libre » au sud, auxquelles s'ajoutent d'autres zones de taille plus restreintes au statut spécial.

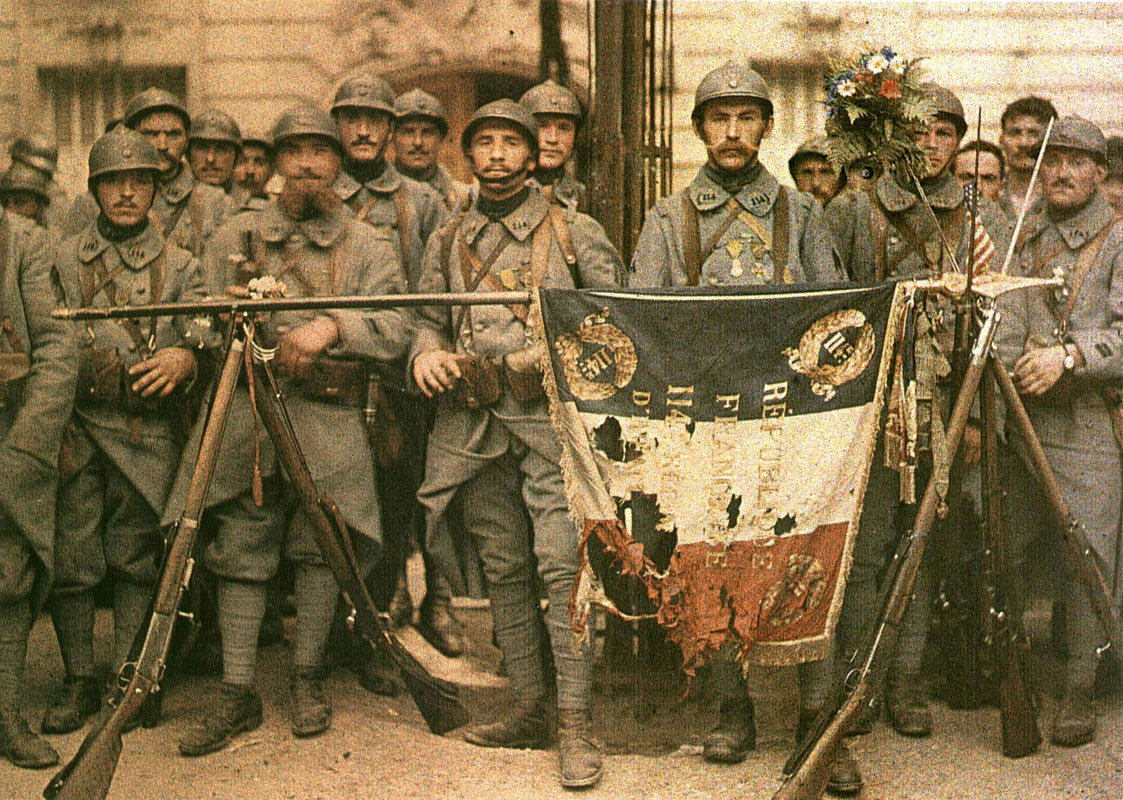
Les poilus français ont subi d'importantes pertes lors de la Première Guerre mondiale.

Par le jeu des alliances, la France entre en guerre au début du mois d'août 1914 contre l'Allemagne, aux côtés du Royaume-Uni et de l'Empire russe. La Première Guerre mondiale, qui fait 1,4 million de victimes françaises et entraîne de nombreuses destructions dans le nord-est du pays, se conclut le 11 novembre 1918 en faveur de la Triple-Entente. Outre le retour de l'Alsace-Lorraine, la France recevra une partie des réparations allemandes prévues par le traité de Versailles tout en obtenant des garanties de sécurité. Néanmoins, celles-ci ne suffisent pas à éviter en 1940, une nouvelle invasion par l'Allemagne à la suite de la reconstruction de l'armée allemande et de la remilitarisation de la rive gauche du Rhin.

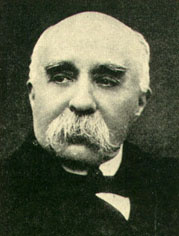
Georges Clemenceau est célèbre tant pour sa politique intérieure que pour son rôle dans la Première Guerre mondiale. Il fait preuve d'une grande détermination Une fois l'Allemagne vaincue, il est surnommé Père la Victoire. Guillaume II dira dans ses mémoires : ce ne sont pas les Alliés qui nous ont battus, mais c'est le petit vieillard de Clemenceau !

Après quelques années de reconstruction laborieuse, marquée par un effort d'immigration et de productivité pour pallier la pénurie de main-d'œuvre dans les mines, l'acier ou l'automobile, la France peine à retrouver sa vigueur économique d'avant-guerre avant de vivre une forte croissance à partir de 1924. Elle sera touchée bien après la plupart des autres puissances par la crise des années 1930. Toutefois, si cette crise est tardive, elle est durable et profonde. Aux difficultés économiques s'ajoute une crise politique, malgré l'espoir suscité par l'arrivée au pouvoir en 1936 du Front populaire. Finalement, lorsque la France déclare le 3 septembre 1939 la guerre à l'Allemagne nazie, elle sort tout juste de la plus grave crise qu'ait connue la Troisième République.
Après huit mois sans combats (la « drôle de guerre »), la Wehrmacht envahit le 10 mai 1940 le nord-est de la France et le maréchal Philippe Pétain demande l'armistice le 22 juin. Ce dernier obtient les pleins pouvoirs le 10 juillet, signant ainsi la fin de la Troisième République et la naissance du régime de Vichy. Celui-ci mène une politique conservatrice, traditionaliste et antisémite, et collabore avec le Troisième Reich. Toutefois, la résistance s'organise à l'intérieur et à l'extérieur du pays. Le débarquement allié du 6 juin 1944 en Normandie sonne la fin de l'occupation nazie et le début de la libération de l'Europe. Au total, ce conflit aura tué moins de militaires français que le précédent mais les victimes civiles sont nombreuses — au moins 330 000 victimes civiles, dont 75 000 Juifs installés sur le territoire français qui ont été tués lors de la Shoah, — et les blessures psychologiques et politiques dues à la débâcle de 1940, à la collaboration puis aux règlements de compte lors de l'épuration sont longues à cicatriser.

### La Libération, gaullisme et crise politique (1945-1968)

Carte animée de la croissance et du déclin de l'empire colonial français.

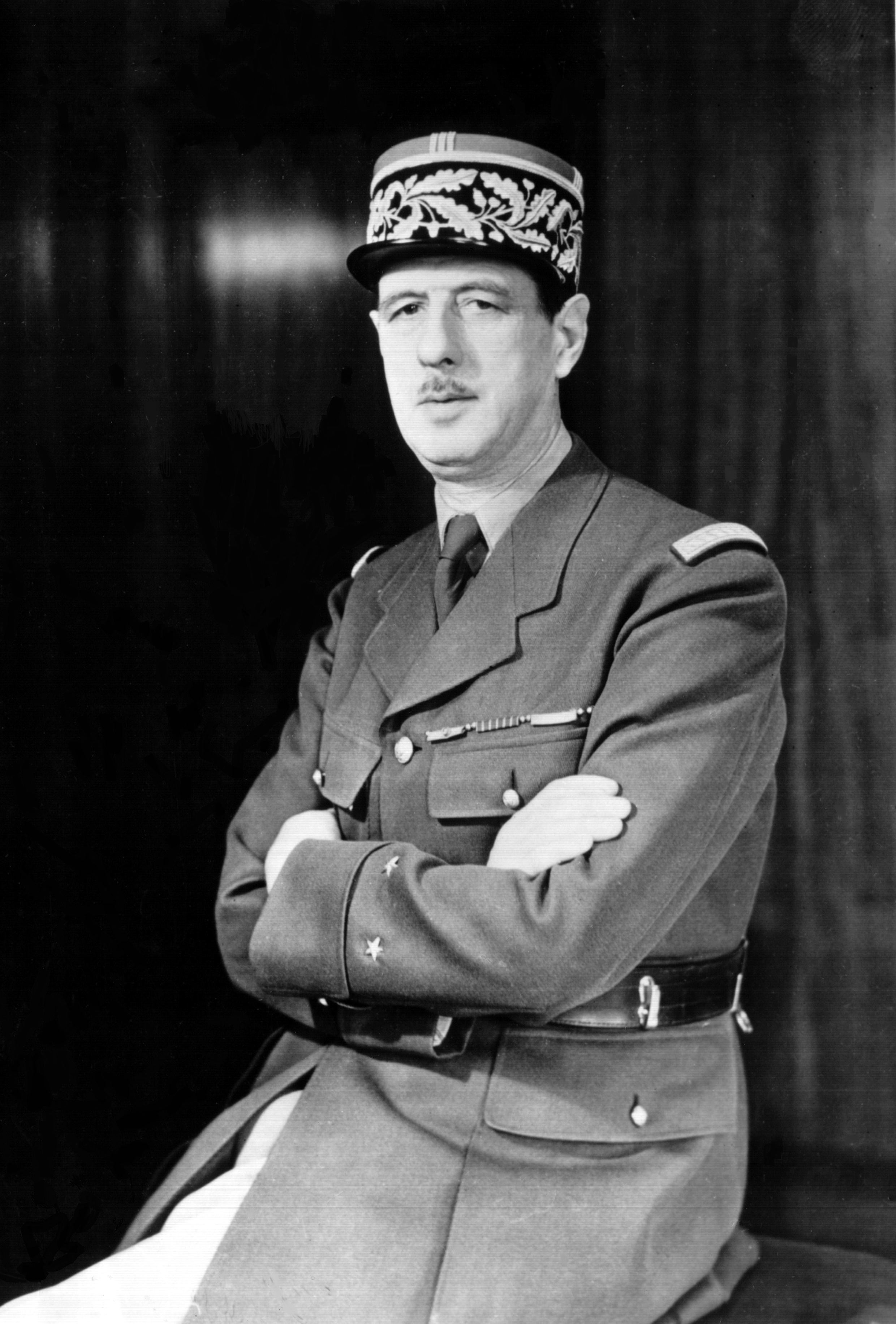
Charles de Gaulle a pris une part active à de nombreux événements majeurs du XXe siècle : combattant lors de la Première Guerre mondiale, chef des Français libres pendant la Seconde Guerre mondiale puis chef du Gouvernement provisoire, premier président de la, il a facilité la décolonisation, a maintenu la France parmi les puissances majeures et a surmonté la révolte de Mai 68.

Une période de renouveau commence alors pour la France. Si le général de Gaulle, chef de la France libre, ne peut empêcher l'adoption d'une constitution proche de celle de la Troisième République, l'après-guerre voit la création de la Sécurité sociale et le droit de vote accordé aux femmes. La France de la Quatrième République choisit le camp occidental dans la guerre froide qui s'ouvre à cette époque, entame avec difficultés (guerres d'Indochine puis d'Algérie) la décolonisation de l'Asie et de l'Afrique et participe aux débuts de la construction européenne. Le pays entame dans le même temps une période de modernisation et de forte croissance économique que l'économiste Jean Fourastié appellera « Trente Glorieuses, ».
Le 1er juin 1958, lors d'une grave crise politique liée à la guerre d'Algérie, le général de Gaulle est investi président du Conseil par l'Assemblée nationale avec pour mission de donner à la République une nouvelle constitution : la Cinquième République donne au président des pouvoirs plus larges face au Parlement. Charles De Gaulle poursuit et achève la décolonisation de l'Afrique et affirme l'indépendance de la France face aux États-Unis. À cette fin, il dote la France du nucléaire civil et militaire, et d'un programme spatial qui fera de la France la troisième puissance spatiale de l'histoire. Mais la crise étudiante et sociale de mai 1968 révèle une fracture entre des aspirations de la jeunesse (notamment estudiantine) face à un pouvoir dépeint comme trop conservateur. Cependant, le général de Gaulle reprend en main la situation en provoquant la dissolution de l'Assemblée nationale le 30 mai 1968 après laquelle les Français lui donnent une large majorité présidentielle. Il démissionne en 1969 à la suite de l'échec du référendum sur la réforme du Sénat et de la régionalisation. Toutefois, le gaullisme se maintient au pouvoir cinq ans de plus, sous la figure du président de la République Georges Pompidou.

### Depuis Mai 68
En 1974, s'ouvre une période post-gaulliste avec l'élection d'un président issu du centre-droit : Valéry Giscard d'Estaing. Alors que la France entre peu à peu dans la crise des années 1970, les premières années de son mandat sont marquées par plusieurs lois actant les mutations de la société française, comme la loi Veil qui légalise l'interruption volontaire de grossesse (IVG) ou l'abaissement de 21 à 18 ans de l'âge de la majorité civile. Un autre tournant a lieu en 1981, lorsqu'un président socialiste, François Mitterrand, est élu. Face à la situation économique qui s'aggrave, celui-ci tente dans un premier temps une politique de relance, tout en adoptant des mesures symboliquement fortes comme l'abolition de la peine de mort. Si François Mitterrand est réélu en 1988, la France connaît entre 1986 et 1988 puis entre 1993 et 1995 deux périodes de « cohabitation », situation jusque-là inédite où le président n'appartient pas au même parti que son gouvernement et qui offre une lecture nouvelle des institutions. Cette situation se reproduit entre 1997 et 2002, mais de façon inversée, alors qu'un président de droite, Jacques Chirac, est élu en 1995, et que les élections législatives de 1997 amènent le socialiste Lionel Jospin à la tête du Gouvernement.

La France met l'euro en circulation le 1/1/1999 et met fin à l'usage du franc français le 1/2/2002.

En 2002, la France abandonne sa monnaie nationale pour adopter la monnaie unique européenne. L'élection présidentielle de 2002 est marquée par l'élimination de Lionel Jospin dès le premier tour au profit de Jean-Marie Le Pen, candidat de l'extrême droite. Une grande partie des électeurs se reportent alors sur Jacques Chirac qui est réélu. Les gouvernements Raffarin puis Villepin se soulignent par l'opposition de la France à la guerre d'Irak. En 2005, une majorité de citoyens vote « non » lors du référendum sur la ratification du traité établissant une constitution pour l'Europe. Si Nicolas Sarkozy, président à partir de 2007, dirigeait le parti de son prédécesseur au moment de son élection et était membre de son gouvernement, la politique qu'il mène se veut de « rupture ». Le gouvernement « d'ouverture » que François Fillon forme avec des personnalités issues non seulement de la droite, mais aussi du centre et de la gauche, doit cependant faire face à la crise économique venue en 2008-2009 des États-Unis.
En 2012, le socialiste François Hollande est élu président, après être devenu candidat de son parti à l'issue des premières primaires ouvertes de l'histoire de la République. Avec une majorité socialiste dans les deux chambres du Parlement pour la première fois sous la Ve République, il conduit une politique marquée par une hausse de la fiscalité puis par un virage social-libéral et par l'ouverture du mariage civil aux couples de même sexe. L'élection présidentielle de 2017 suit la tenue de primaires ouvertes dans les deux camps politiques pourvoyeurs jusque-là des présidents de la Ve République, mais voit l'élimination de leurs candidats dès le premier tour. Emmanuel Macron, ancien secrétaire général adjoint du cabinet du président Hollande puis ministre de l'Économie, fonde son propre mouvement et remporte les deux tiers des suffrages du second tour de l'élection face à la candidate du Front national, Marine Le Pen. Élu à 39 ans, il est le plus jeune président français de l'histoire et le deuxième plus jeune chef d'État français depuis la désignation en 1799 de Napoléon Bonaparte comme Premier consul (à 30 ans).
Depuis 1945, la France a été touchée par plusieurs vagues d'attentats terroristes, en particulier par le terrorisme islamiste depuis 1995, qui mène la même année à la création du plan Vigipirate. Après une série d'attentats particulièrement meurtriers en 2015, le président François Hollande décrète l'état d'urgence, qui est prolongé jusqu'en novembre 2017.
En 2020, la pandémie de Covid-19 provoque une crise sanitaire majeure et une importante récession économique ; le président Emmanuel Macron décrète l'état d'urgence sanitaire, qui impose notamment un confinement généralisé de la population, et fait adopter des mesures budgétaires massives pour soutenir l'économie.

## Politique et administration
La France est une démocratie libérale, dont le gouvernement a la forme d'une république. Les fondements de l'organisation politique et administrative actuelle de la France ont été fixés en 1958 par la Constitution de la Cinquième République. Selon son article premier, « la France est une République indivisible, laïque, démocratique et sociale ». Depuis 2003, ce même article affirme en outre que « son organisation est décentralisée ».

### Organisation des pouvoirs
| |  |  |
| L'actuel président de la République est Emmanuel Macron (gauche). Élu le 7 mai 2017 et réélu le 24 avril 2022, son nouveau mandat démarre le 14 mai 2022. Il a nommé le 13 décembre 2024 l'actuel Premier ministre, François Bayrou (droite). |  |  |

| |  |  |
| Yaël Braun-Pivet (gauche) est la présidente de l'Assemblée nationale depuis le 28 juin 2022 et Gérard Larcher (droite) est le président du Sénat depuis le 1er octobre 2014. |  |  |

Organigramme des institutions de la Cinquième République.

L'organisation des pouvoirs en France est définie par la Constitution de 1958, amendée à plusieurs reprises ; le rôle de chaque institution est cependant défini tant par la pratique observée depuis 1958 que par le texte de la Constitution. La France possède un régime politique original par le large pouvoir dont disposent à la fois le Parlement et le président de la République, ce qui a amené les constitutionnalistes à parler de « régime parlementaire présidentialisé », de « régime semi-présidentiel » ou encore de « régime parlementaire bireprésentatif ».
Le pouvoir législatif appartient au Parlement français, formé de deux chambres, l'Assemblée nationale et le Sénat. L'Assemblée nationale, chambre basse du Parlement, est formée de 577 députés, élus pour cinq ans au suffrage universel direct au scrutin uninominal majoritaire à deux tours dans des circonscriptions découpées au sein des départements. Le Sénat, la chambre haute, est formé de 348 sénateurs élus pour six ans par 150 000 grands électeurs (principalement des élus locaux) et est de ce fait considérée comme moins représentative que l'Assemblée nationale. L'Assemblée nationale est plus puissante que le Sénat en cas de désaccord prolongé sur l'adoption d'une loi avec ce dernier.
Le pouvoir exécutif appartient en premier lieu au président de la République, élu pour cinq ans au suffrage universel direct au scrutin uninominal majoritaire à deux tours. Le président de la République est le chef de l'État et le chef des armées, il promulgue les lois et peut dissoudre l'Assemblée nationale. Il nomme le Premier ministre et, sur proposition de celui-ci, les membres du Gouvernement. Le Gouvernement peut être renversé par une motion de censure adoptée par l'Assemblée nationale. Lorsque la majorité parlementaire et le président n'appartiennent pas au même parti politique, on parle alors de cohabitation.
Le pouvoir judiciaire, quant à lui, est séparé des deux autres, bien que le président de la République dispose d'un droit de grâce. Il est lui-même subdivisé entre un ordre administratif, dont la plus haute juridiction est le Conseil d'État, et un ordre judiciaire, dont la plus haute juridiction est la Cour de cassation. Le droit français, de tradition romano-civiliste, dispose que tout accusé, avant d'être condamné, est présumé innocent, et qu'une affaire peut être rejugée en appel sur demande d'une des parties,.
La conformité des lois à la Constitution, la régularité des scrutins et, plus largement, le respect des institutions sont contrôlés par le Conseil constitutionnel.

### Gouvernement
| Fonction | Titulaire                   |
| --- | --------------------------- |
| Premier ministre, chargé de la Planification écologique et énergétique                                          | François Bayrou             |
| Ministre d'État, ministre de l'Éducation nationale, de l'Enseignement supérieur et de la Recherche              | Élisabeth Borne             |
| Ministre d'État, ministre des Outre-mer                                                                         | Manuel Valls                |
| Ministre d'État, Garde des Sceaux, ministre de la Justice                                                       | Gérald Darmanin             |
| Ministre d'État, ministre de l'Intérieur                                                                        | Bruno Retailleau            |
| Ministre du Travail, de la Santé, des Solidarités et des Familles                                               | Catherine Vautrin           |
| Ministre de l'Économie, des Finances, de la Souveraineté industrielle et Numérique                              | Éric Lombard                |
| Ministre des Armées                                                                                             | Sébastien Lecornu           |
| Ministre de la Culture                                                                                          | Rachida Dati                |
| Ministre de l'Aménagement des territoires et de la Décentralisation                                             | François Rebsamen           |
| Ministre de l'Europe et des Affaires étrangères                                                                 | Jean-Noël Barrot            |
| Ministre de la Transition écologique, de la Biodiversité, de la Forêt, de la Mer et de la Pêche                 | Agnès Pannier-Runacher      |
| Ministre de l'Agriculture et de la Souveraineté alimentaire                                                     | Annie Genevard              |
| Ministre de l'Action publique, de la Fonction publique et de la Simplification                                  | Laurent Marcangeli          |
| Ministre des Sports, de la Jeunesse et de la Vie associative                                                    | Marie Barsacq               |
| Ministre délégué chargé des Relations avec le Parlement                                                         | Patrick Mignola             |
| Ministre déléguée chargée de l'Égalité entre les femmes et les hommes et de la Lutte contre les discriminations | Aurore Bergé                |
| Ministre déléguée, Porte-parole du Gouvernement                                                                 | Sophie Primas               |
| Ministre délégué chargé de l'Enseignement supérieur et de la Recherche                                          | Philippe Baptiste           |
| Ministre auprès du ministre d'État, ministre de l'Intérieur                                                     | François-Noël Buffet        |
| Ministre chargée du Travail et de l'Emploi                                                                      | Astrid Panosyan-Bouvet      |
| Ministre chargé de la Santé et de l'Accès aux soins                                                             | Yannick Neuder              |
| Ministre déléguée chargée de l'Autonomie et du Handicap                                                         | Charlotte Parmentier-Lecocq |
| Ministre chargée des Comptes publics                                                                            | Amélie de Montchalin        |
| Ministre chargé de l'Industrie et de l'Énergie                                                                  | Marc Ferracci               |
| Ministre déléguée chargée du Commerce, de l'Artisanat, des PME et de l'Économie sociale et solidaire            | Véronique Louwagie          |
| Ministre déléguée chargée de l'Intelligence artificielle et du Numérique                                        | Clara Chappaz               |
| Ministre déléguée chargée du Tourisme                                                                           | Nathalie Delattre           |
| Ministre déléguée chargée de la Mémoire et des Anciens combattants                                              | Patricia Mirallès           |
| Ministre chargée du Logement                                                                                    | Valérie Létard              |
| Ministre chargé des Transports                                                                                  | Philippe Tabarot            |
| Ministre déléguée chargée de la Ruralité                                                                        | Françoise Gatel             |
| Ministre déléguée chargée de la Ville                                                                           | Juliette Méadel             |
| Ministre délégué chargé de l'Europe                                                                             | Benjamin Haddad             |
| Ministre délégué chargé du Commerce extérieur et des Français de l'étranger                                     | Laurent Saint-Martin        |
| Ministre délégué chargé de la Francophonie et des Partenariats internationaux                                   | Thani Mohamed Soilihi       |

### Découpage territorial et décentralisation

Carte des 18 régions françaises, à compter du 1/1/2016.

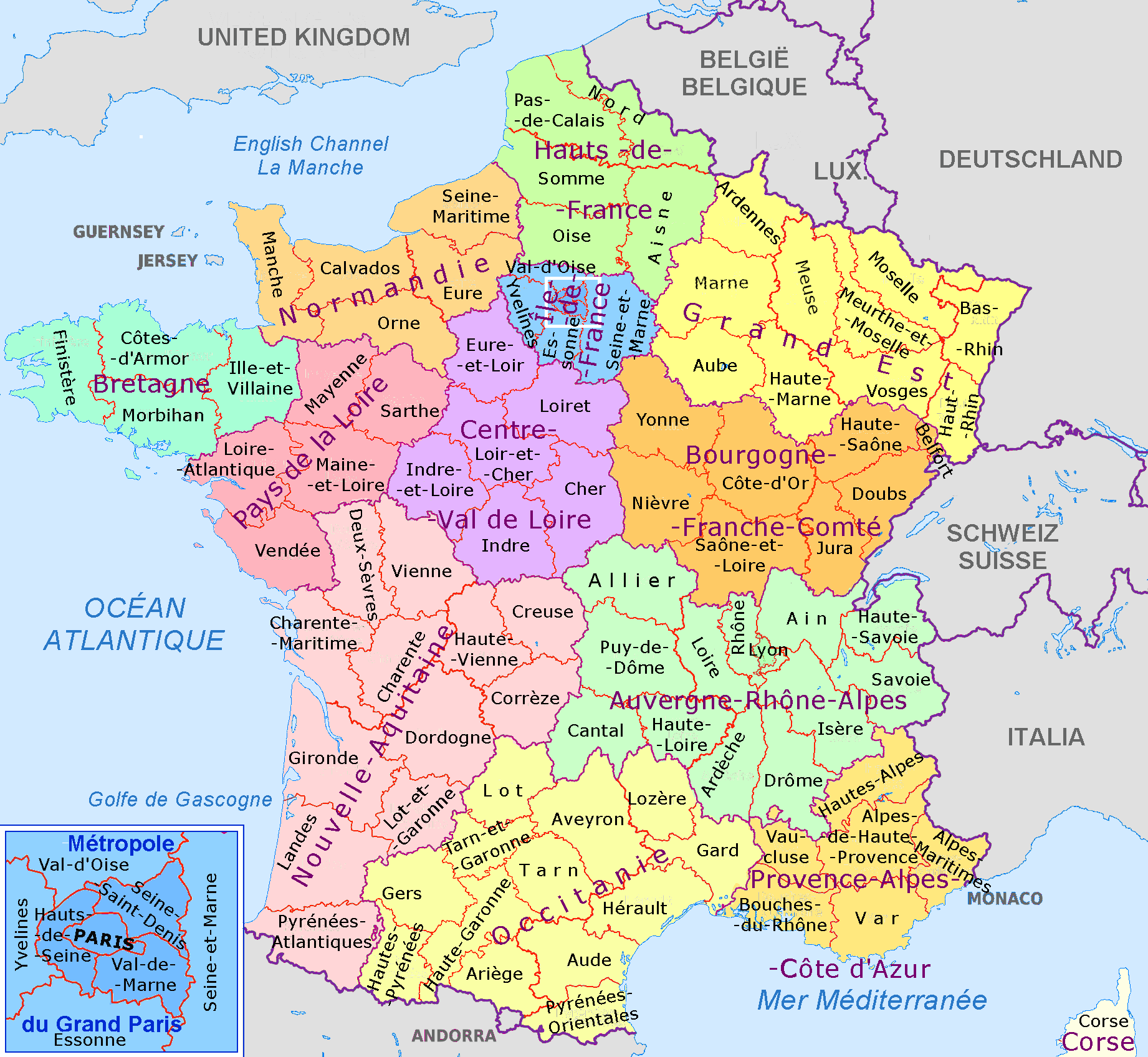
Les 13 régions et les départements de la France métropolitaine.

On distingue d'une part, la France métropolitaine et les régions d'outre-mer, qui sont administrées dans le cadre des règles générales, et d'autre part, la Nouvelle-Calédonie, les collectivités d'outre-mer et les territoires d'outre-mer, qui disposent de statuts différents. La France métropolitaine et les régions d'outre-mer sont divisées en de multiples collectivités territoriales réparties sur trois niveaux : la commune, le département et la région. Il existe également des collectivités territoriales à statut particulier telles que les collectivités territoriales uniques qui englobent les compétences du département et de la région ou encore la collectivité européenne d'Alsace. Ces collectivités territoriales sont en même temps des circonscriptions administratives dans lesquelles l'État intervient au travers de ses services déconcentrés. Les communes, au nombre de 35 416 en métropole au 1er janvier 2020, correspondent généralement au territoire d'une ville ou d'un village ; elles sont dirigées par un conseil municipal, qui élit un maire, à la fois agent de la collectivité territoriale et représentant de l'État dans la commune. Depuis les années 1990, la coopération entre les communes a été renforcée par l'émergence d'établissements publics de coopération intercommunale, dont le rôle s'accroît. Les départements, créés pendant la Révolution française, sont aujourd'hui[Quand ?] au nombre de 99 dont 5 en Outre-mer. Ils sont dirigés par un conseil départemental dont les membres sont élus au sein des cantons et l'État y est représenté par un préfet. Quant aux 18 régions françaises, dont l'existence est plus récente, elles sont dirigées par un conseil régional et l'État y est représenté par un préfet de région. À ces collectivités territoriales s'ajoutent d'autres divisions territoriales, telles que le canton, l'arrondissement ou plus récemment le pays mais elles ne possèdent pas de dirigeants élus.
Comparée à ses voisins européens, la France a longtemps été marquée par une forte centralisation politique, les collectivités territoriales disposant de pouvoirs relativement faibles. Néanmoins, cette situation a beaucoup évolué depuis le début des années 1980, d'abord en 1982 et 1983 avec les lois Defferre (appelées a posteriori l'acte I de la décentralisation), puis entre 2002 et 2004 sous le gouvernement Raffarin (acte II). En 2010, les compétences des collectivités territoriales sont nombreuses, et concernent notamment les établissements scolaires, les transports, le développement économique et l'action sociale. Néanmoins, la superposition de multiples échelons et la limite souvent floue entre les compétences des différentes collectivités territoriales est la source de débats sur l'avenir de la décentralisation sur lequel le gouvernement Fillon s'est penché entre 2008 et 2010. Le gouvernement Valls poursuit ce processus, appelé l'acte III de la décentralisation en proposant un nouveau découpage en 18 régions, effectif à partir du 1er janvier 2016 et des élections régionales de décembre 2015.

### France d'outre-mer

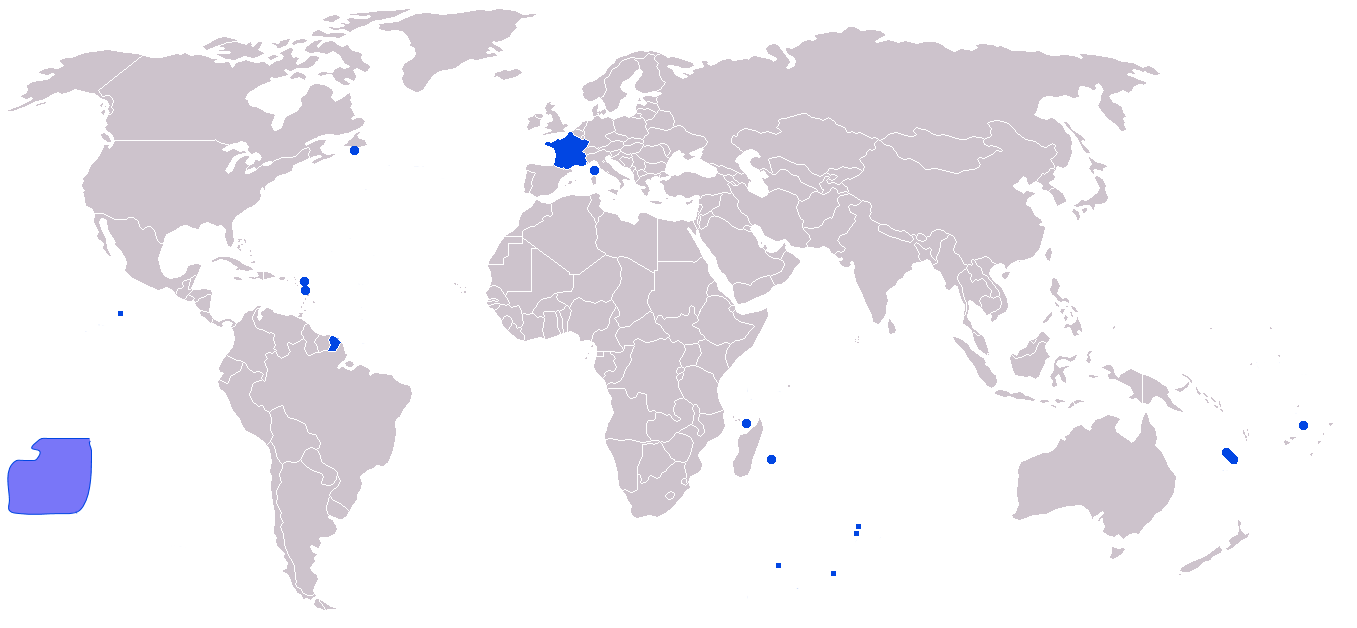
France métropolitaine et d'outre-mer (bleu).

Les territoires français situés en dehors de l'Europe géographique, qui correspondent à d'anciennes colonies restées françaises, sont quant à eux soumis à des régimes administratifs et juridiques très différents les uns des autres. Ces territoires, dont la situation économique est globalement moins bonne que celle de la métropole, bénéficient de nombreuses aides de l'État.
La Guadeloupe, la Guyane, la Martinique, La Réunion et, depuis 2011, Mayotte sont des départements et régions d'outre-mer. Ces cinq territoires se distinguent du reste de la France d'outre-mer par leur statut en tout point similaire à celui des régions métropolitaines, bien que les lois françaises puissent prévoir des dispositions spécifiques les concernant. Ces régions ultramarines font partie des régions ultrapériphériques de l'Union européenne, et sont soumises à la législation européenne, qui s'y applique de plein droit.

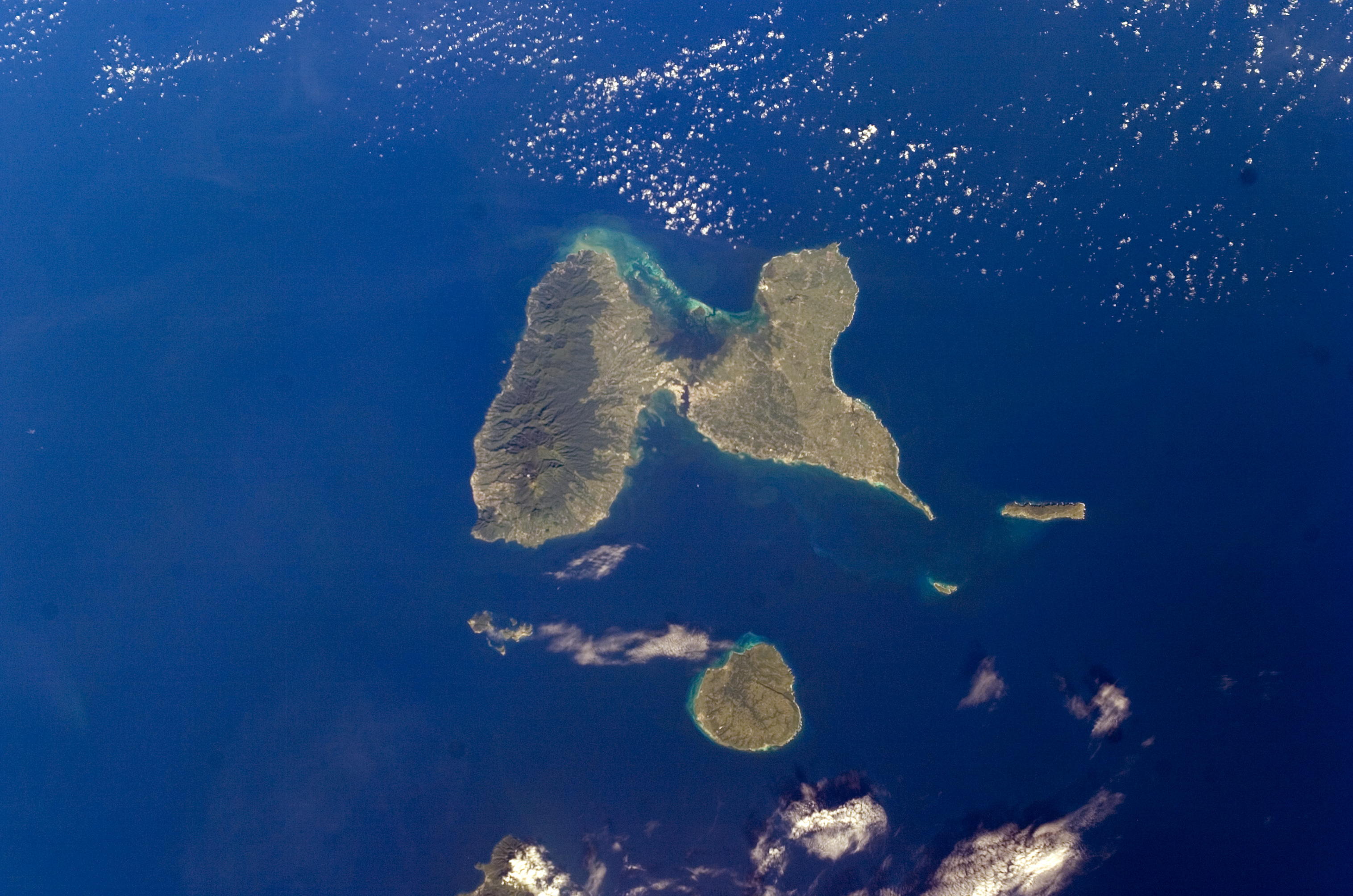
Guadeloupe
Guyane
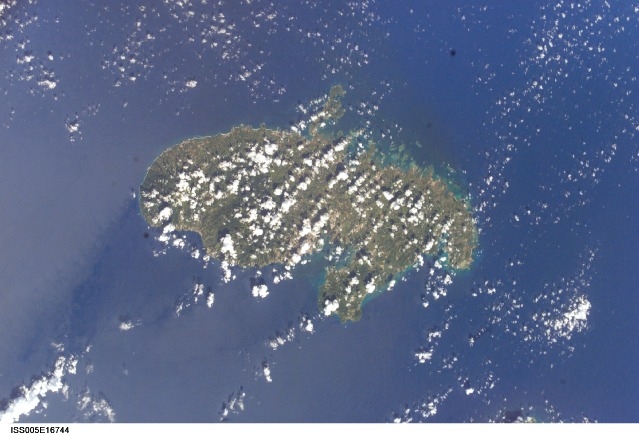
Martinique
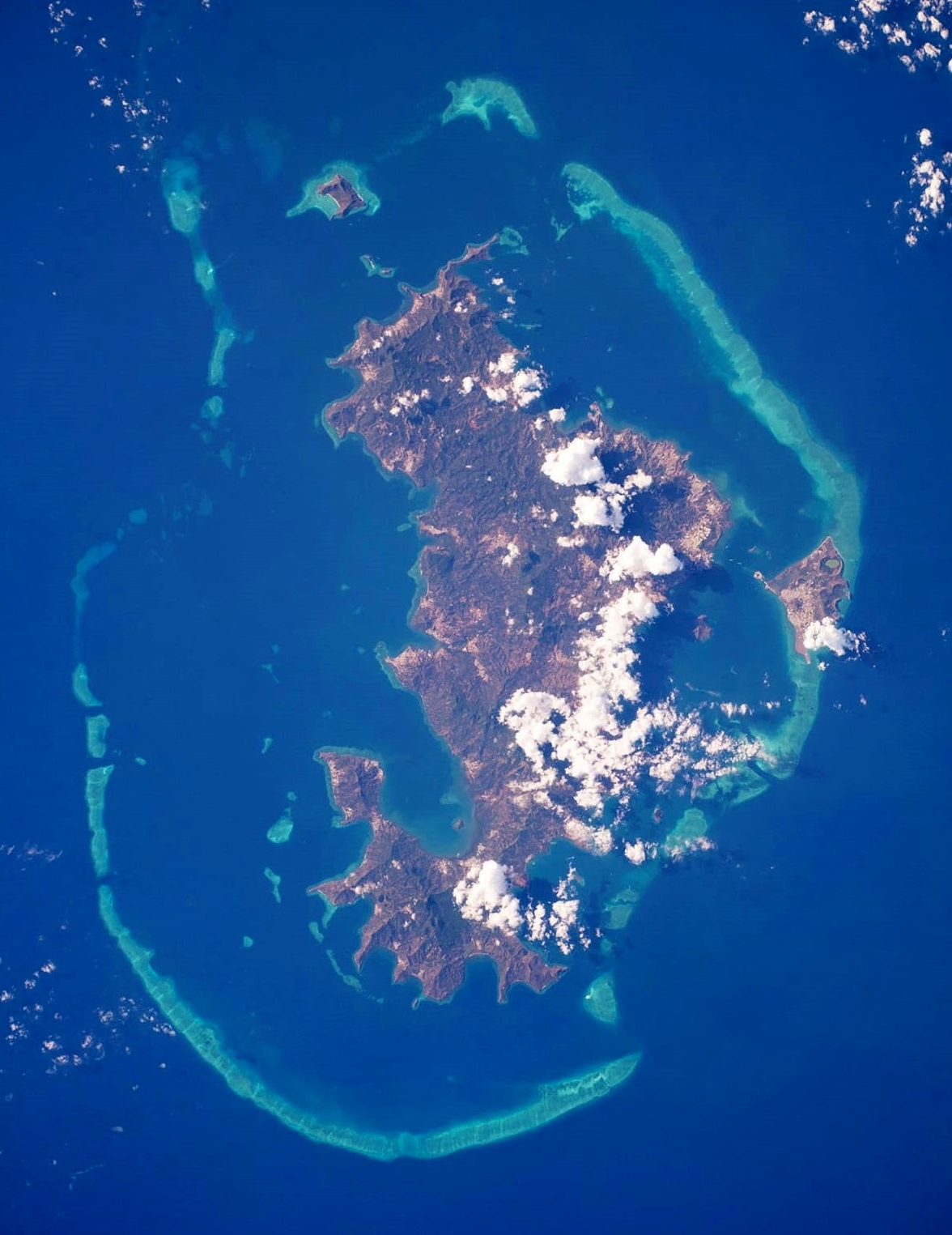
Mayotte
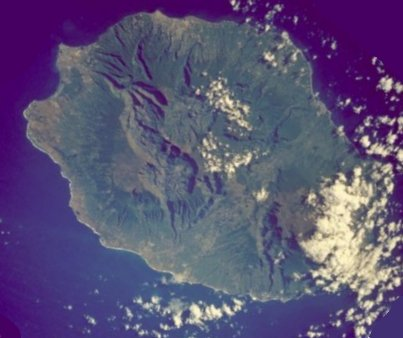
la Réunion

En revanche, les autres territoires français d'outre-mer, à l'exception des collectivités de Saint-Barthélemy et de Saint-Martin, ne font pas partie de l'Union européenne, bien que leurs habitants disposent de la citoyenneté européenne. Il s'agit tout d'abord des cinq collectivités d'outre-mer, aux statuts très variés : la Polynésie française, Saint-Barthélemy, Saint-Martin, Saint-Pierre-et-Miquelon et Wallis-et-Futuna. Bien que l'État y conserve certaines prérogatives exclusives, elles sont soumises en grande partie à une législation spécifique et bénéficient de la spécialité législative. La Nouvelle-Calédonie, de son côté, est une collectivité territoriale sui generis, à l'autonomie très poussée, où la question de l'indépendance fait partie du débat au sein du territoire, y compris par référendum. Enfin, les Terres australes et antarctiques françaises et l'île de Clipperton, qui n'accueillent aucun habitant permanent, sont gérées directement par l'État ou son représentant,.

Photos satelitaires des possessions françaises
Clipperton
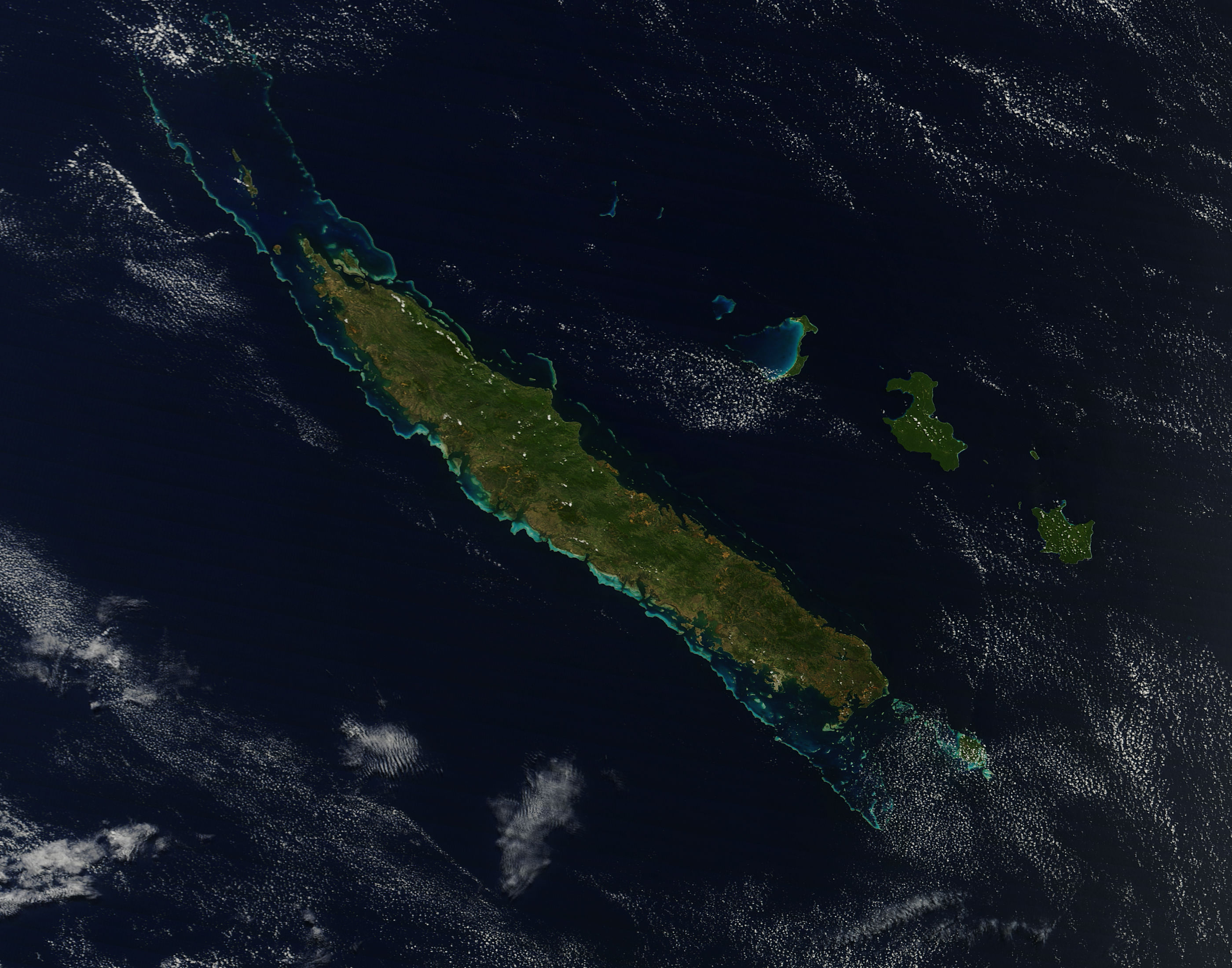
Nouvelle-Calédonie
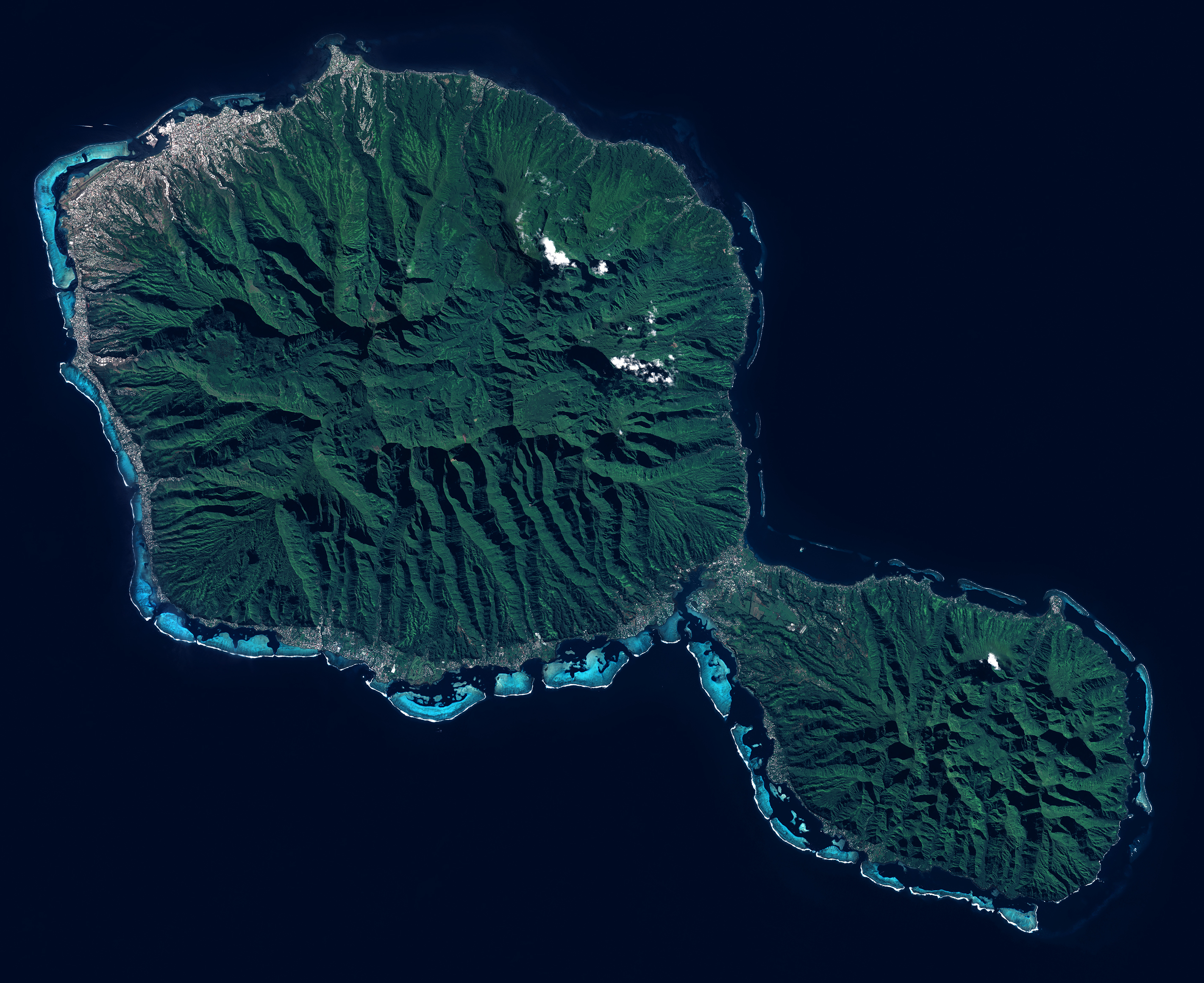
Tahiti (Polynésie française)
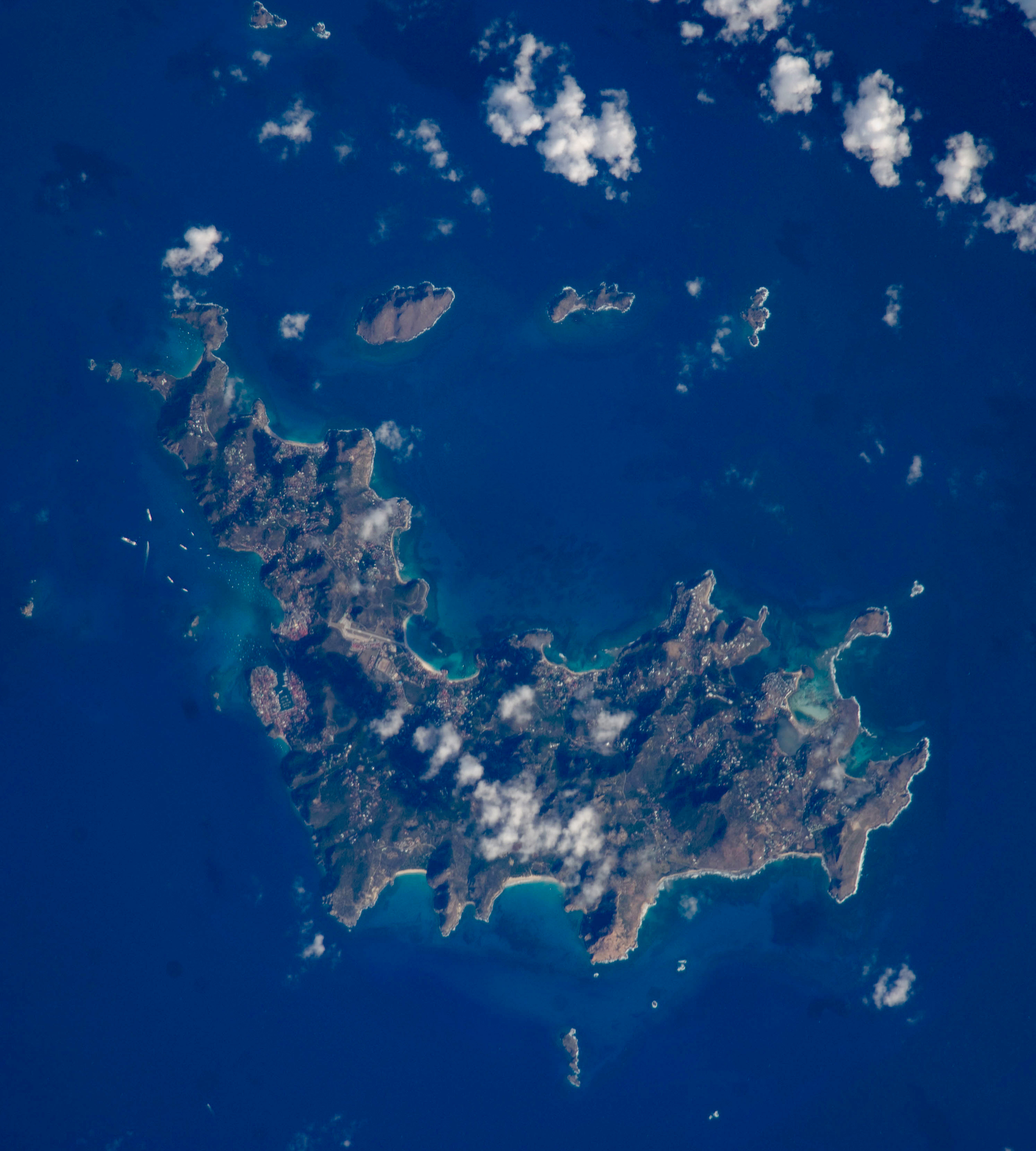
Saint-Barthélemy
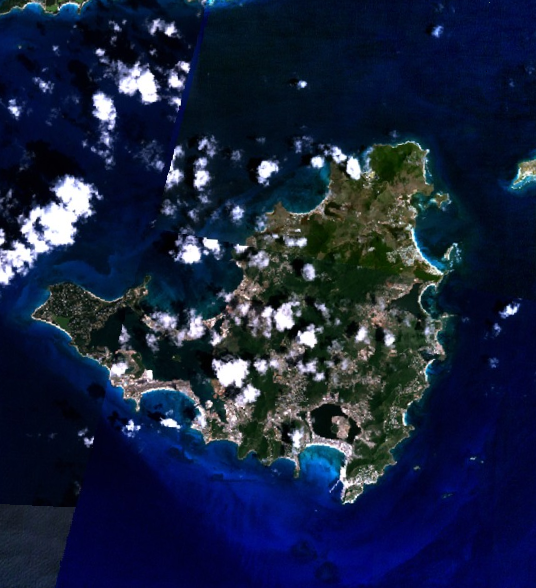
Saint-Martin
Saint-Pierre-et-Miquelon
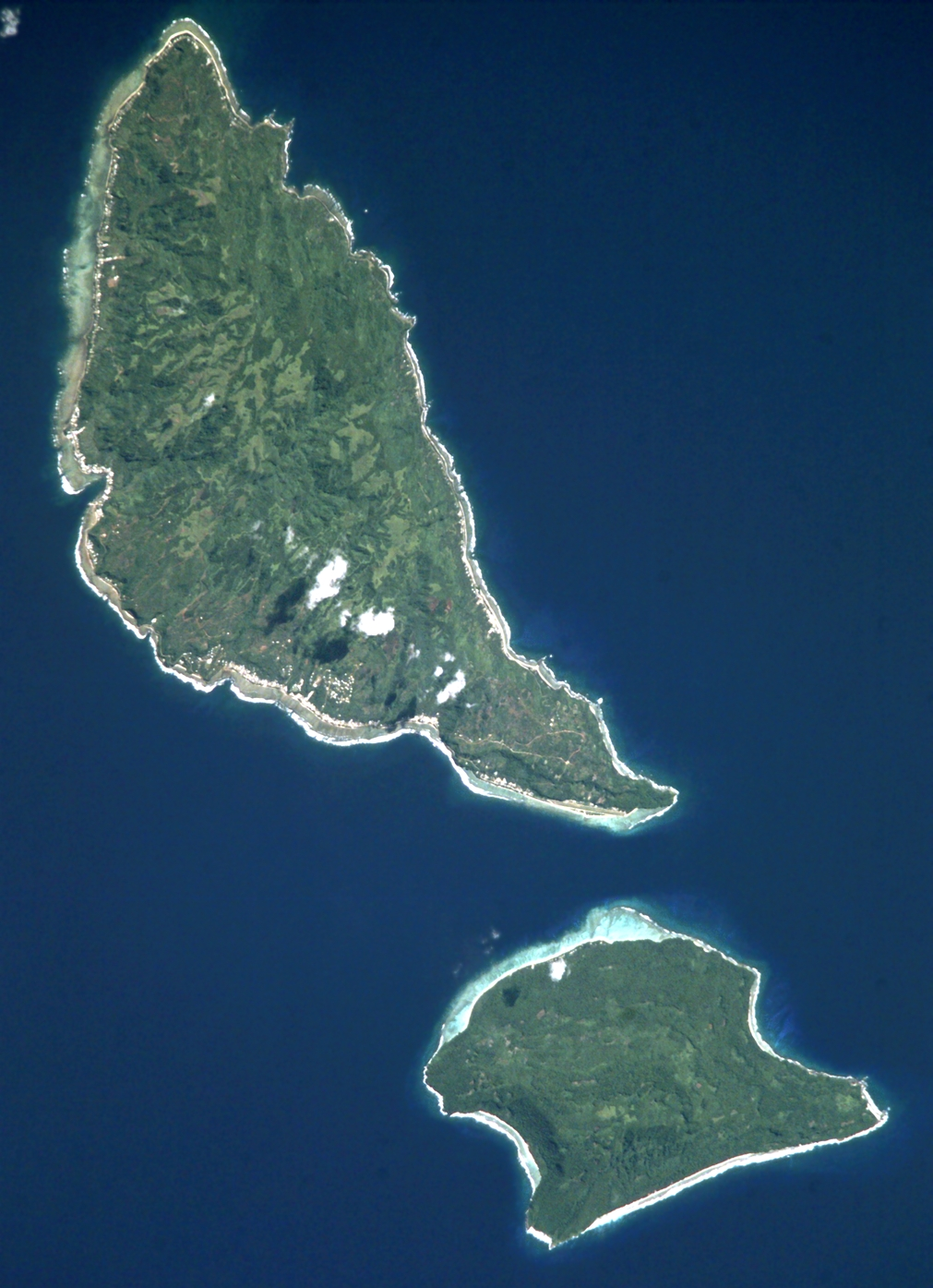
Futuna et Alofi (Wallis-et-Futuna)
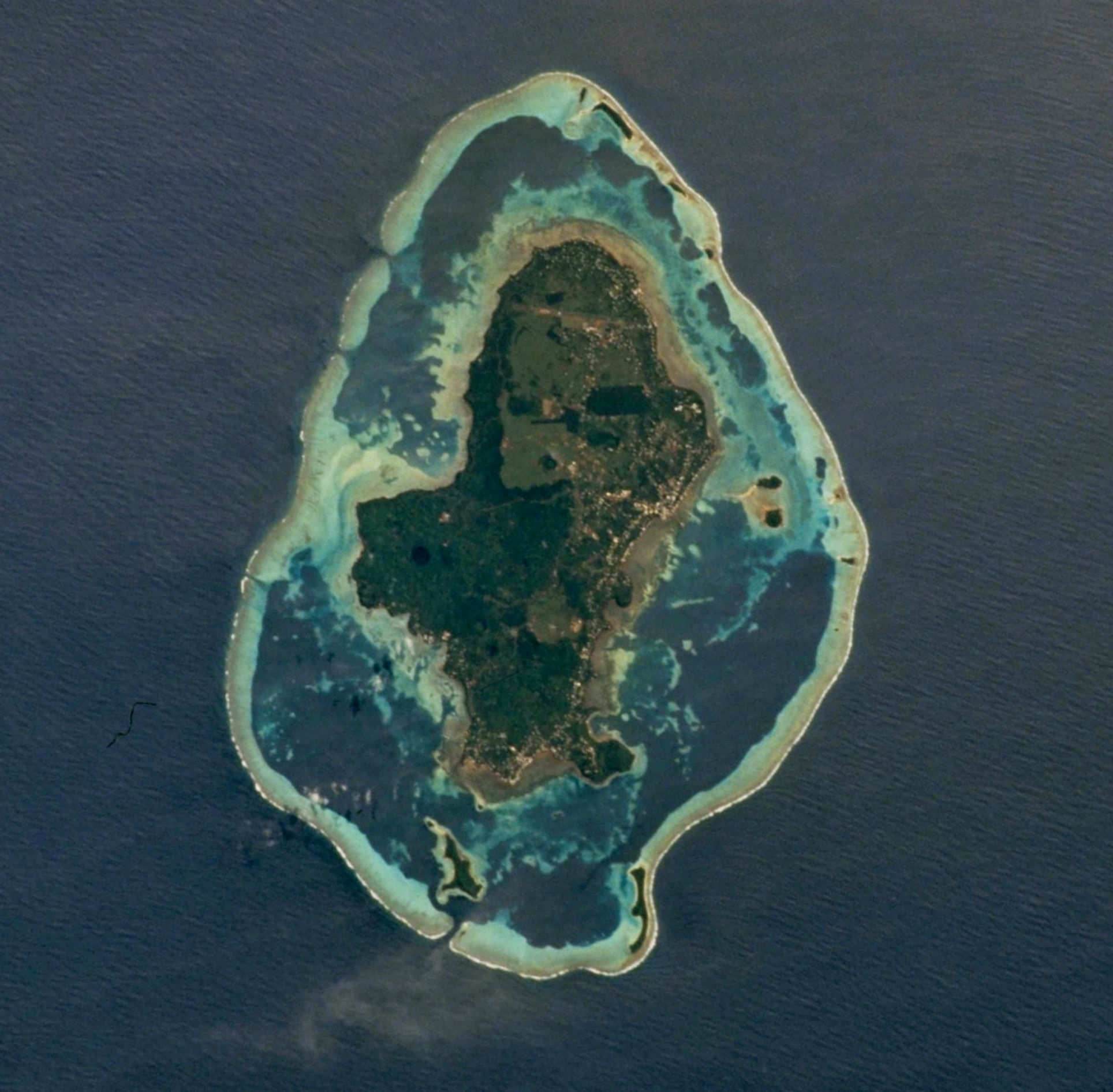
Wallis (Wallis-et-Futuna)

### Tendances politiques, partis et élections

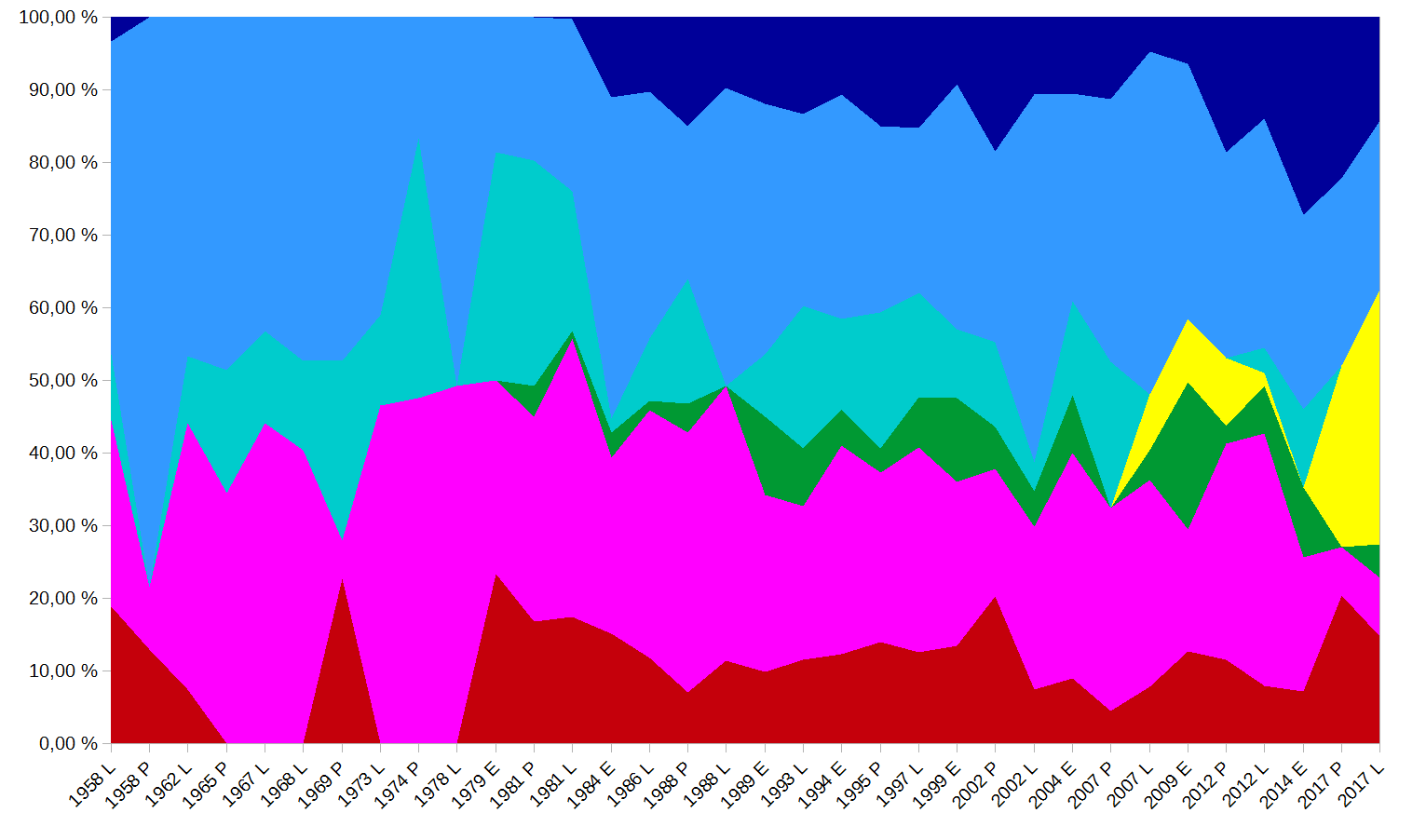
Évolution du paysage politique français de 1958 à 2017. Extrême-droite (en bleu foncé) ; droite (en bleu) ; centre-droit (en bleu-clair) ; centre et centre-gauche (en jaune) ; écologistes (en vert) ; gauche (en rose) ; extrême-gauche à gauche radicale (en rouge).

Le système politique français, et notamment le suffrage uninominal majoritaire qui prévaut lors des élections présidentielles et législatives, tend à une bipolarisation ou à une tri-polarisation de la vie politique. Par conséquent, on observe depuis les débuts de la Cinquième République une tendance au regroupement des partis avec de fréquents retours en arrière. Cependant, l'audience des principaux partis tend à diminuer au profit des petites formations. Le paysage politique français connaît trois évolutions majeures depuis les années 1980 : la chute de l'audience du Parti communiste français, la baisse progressive de l'électorat centriste et la hausse du vote pour des partis d'extrême droite. Par ailleurs, l'abstention concerne un nombre de plus en plus élevé d'électeurs.
Depuis les années 1990, les deux principaux partis français sont Les Républicains (LR) — Rassemblement pour la République (RPR) avant 2002, puis Union pour un mouvement populaire (UMP) de 2002 à 2015 — et le Parti socialiste (PS). Le mouvement Les Républicains est un parti de droite et de centre-droit, membre du Parti populaire européen. Le Parti socialiste est un parti de gauche et de centre-gauche, membre du Parti socialiste européen. En 2012, le président de la République, le Premier ministre, la plupart des ministres, des députés, des sénateurs et des présidents de conseils régionaux ou généraux en sont membres. De nombreux autres partis participent à la vie politique de la France : les plus importants sont le Front national (FN, extrême-droite nationaliste, populiste,, souverainiste et opposé à l'immigration), l'Union des démocrates et indépendants (UDI, centre et centre-droit), le Mouvement démocrate (MoDem, centre), le Mouvement radical, social et libéral (centre-gauche à centre-droit), Europe Écologie Les Verts (EELV, écologistes),, le Parti communiste français (PCF, gauche communiste) et La France insoumise (gauche radicale et écosocialiste).
Les élections présidentielles puis législatives de 2017 ont toutefois abouti à une recomposition du paysage politique français, marquée par une élimination dès le premier tour des candidats des deux partis ayant occupé la présidence de la République auparavant, et l'élection d'un jeune candidat entré en politique active sous la présidence de François Hollande sans être membre actif du PS, Emmanuel Macron. Le mouvement créé par ce dernier sur une ligne centriste, europhile et sociale-libérale, et réunissant des personnalités du centre-gauche, du centre, du centre-droit et de la société civile, La République en marche, obtient ensuite la majorité à l'Assemblée nationale. Cette formation reste toutefois encore peu représentée au Sénat et dans les assemblées des collectivités locales.
Des mouvements indépendantistes, nationalistes périphériques ou régionalistes existent dans plusieurs territoires métropolitains ou ultramarins, mais peu d'entre eux ont acquis une importance effective (par le biais d'une représentation parlementaire ou la participation aux exécutifs locaux), par exemple : l'Union démocratique bretonne (UDB, gauche à centre-gauche socialiste et social-démocrate, régionaliste et autonomiste) et Pour la Bretagne ! (gauche écologiste, socialiste et régionaliste) en Bretagne ; la coalition Pè a Corsica (nationaliste, unissant des autonomistes et des indépendantistes) en Corse ; le Partit occitan (POC, gauche écologiste, occitaniste et autonomiste) dans le Midi ; le Mouvement indépendantiste martiniquais (MIM, gauche indépendantiste et régionaliste), le Parti pour la libération de la Martinique (PALIMA, extrême-gauche indépendantiste), le Parti progressiste martiniquais (PPM, gauche socialiste et autonomiste) et le Rassemblement démocratique pour la Martinique (RDM, centre-gauche social-démocrate autonomiste) en Martinique ; le Front de libération nationale kanak et socialiste (FLNKS, constitué lui-même de plusieurs partis, nationaliste kanak, indépendantiste et socialiste mélanésien) en Nouvelle-Calédonie ; le Tavini huiraatira (ou simplement Tavini, gauche à centre-gauche indépendantiste) en Polynésie française.

### Finances publiques
En France, les prélèvements obligatoires représentaient 46,2 % du PIB en 2017, soit le taux le plus élevé parmi les pays membres de l'OCDE, et ce taux a tendance à augmenter. Les cotisations sociales représentent près de 38 % du total, dix points de plus que la moyenne des pays de l'OCDE ; à l'inverse, la France est le pays développé où les impôts sur le revenu et sur les sociétés représentent la part la plus faible du total des prélèvements obligatoires.
Malgré le taux élevé des prélèvements obligatoires, les dépenses publiques les dépassent nettement, totalisant 56,8 % du PIB en 2015. Dès lors, le déficit public est élevé, atteignant 2,68 % du PIB en 2017, il baisse cependant de manière continue depuis 2009, année à laquelle il avait atteint 7,17 % du PIB. Depuis 1974, la France n'a jamais réalisé d'excédent budgétaire.
La dette publique de la France s'établit à 98,4 % du PIB à la fin de l'année 2018, soit 2 315,3 milliards d'euros. Depuis 2002, la dette publique de la France n'a jamais été inférieure à 60 % du PIB. La France est néanmoins tenue de respecter les critères du Pacte de stabilité et de croissance de la zone euro, qui limite le déficit budgétaire à 3 % du PIB et la dette publique à 60 % du PIB, ainsi que les critères du Pacte budgétaire européen de 2012 qui limite le déficit structurel à 0,5 % du PIB pour l'objectif budgétaire à moyen terme.

Répartition des prélèvements obligatoires et des bénéficiaires institutionnels en 2007 (sources et précisions).

Jusqu'en 2012, les trois principales agences de notation financière attribuaient toutes à la France leur notation maximale. Cependant, à cause de la dégradation de l'état des finances publiques françaises à la suite de la crise économique de 2007-2008, elles revoient leur notation à la baisse. Le 19 novembre 2012, Moody's rabaisse sa note de Aaa à Aa1, puis le 18 novembre 2015, de Aa1 à Aa2. Standard & Poor's baisse sa note de AAA à AA+ le 13 janvier 2012, puis de AA+ à AA le 8 novembre 2013. Enfin, l'agence Fitch revoie sa note de AAA à AA+ le 12 juillet 2013, puis de AA+ à AA le 12 décembre 2014. Les agences de notation ont salué l'élection d'Emmanuel Macron à la présidence de la République en 2017 et ont relevé leur perspective de notation. Au 19 avril 2018, l'agence de notation chinoise Dagong attribuait la note de A à la France avec une perspective stable, elle estimait que, malgré l'amélioration de la situation économique du pays, les réformes menées par le gouvernement pour réduire le niveau de la dette publique et accélérer le taux de croissance étaient trop lentes.

### Défense
| Forces          | SGA     | CEMA    | Armée de terre | Marine nationale | DGA     | Armée de l'air et de l'espace | Gendarmerie nationale |
| Sites officiels | [ 139 ] | [ 140 ] | [ 141 ]        | [ 142 ]          | [ 143 ] | [ 144 ]                       | [ 145 ]               |

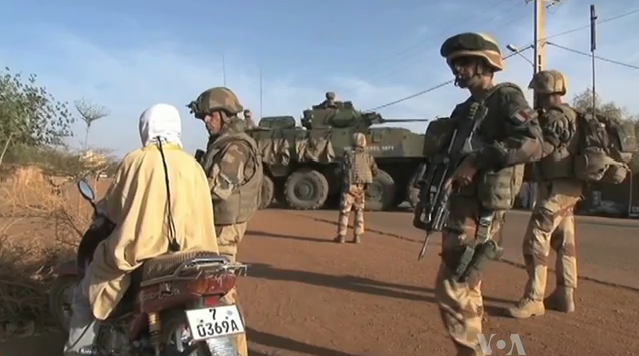
Forces françaises engagées à Gao (Mali) dans le cadre de l'opération Serval, en 2013.

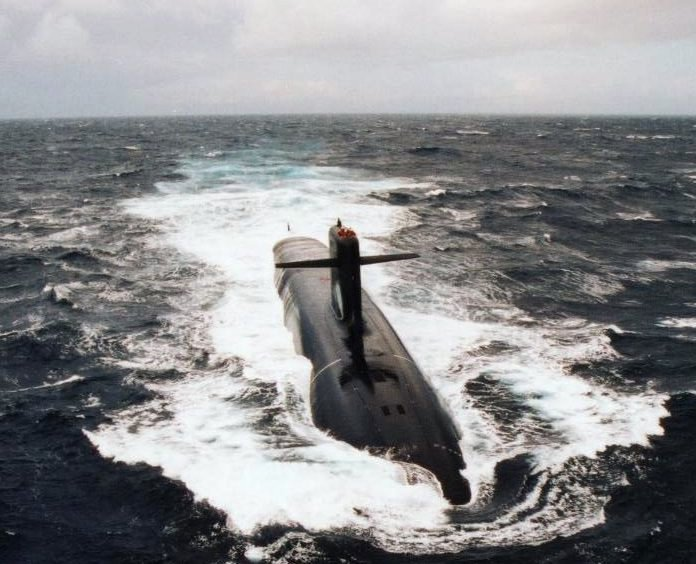
Sous-marin nucléaire lanceur d'engins français, Le Téméraire.

L'Hexagone Balard, siège du ministère de la Défense.

La France a le cinquième budget de la Défense au monde, selon les données du SIPRI. Elle est la septième puissance militaire mondiale, l'un des cinq membres permanents du Conseil de sécurité des Nations unies et, à ce titre, juridiquement reconnue comme un des cinq « États dotés d'armes nucléaires » (EDAN) par le traité sur la non-prolifération des armes nucléaires. Elle est l'un des membres de l'OTAN où elle dispose du commandement allié Transformation (ACT), qui est un des deux postes de commandement militaires. L'Armée française est l'une des cinq plus dotées financièrement dans le monde et assure avec l'Armée britannique l'essentiel des opérations militaires européennes. La France lui consacre 40,9 milliards (Mds) d'euros (49,6 Md€ pensions incluses) en 2022. Sur les 40,9 milliards, 36 milliards sont consacrés à des commandes d'armement qui contribuent à soutenir l'industrie.
Les forces militaires sont divisées en quatre armées principales : l'Armée de terre, la Marine nationale, l'Armée de l'air et de l'espace et la Gendarmerie nationale.
Depuis 1996, l'Armée est devenue professionnelle et le service militaire obligatoire a été remplacé par une Journée défense et citoyenneté mixte. D'une capacité d'environ 350 000 hommes, elle est déployée à travers le monde, dans le cadre d'opérations extérieures au Sahel (Mali et Tchad notamment), en République centrafricaine, au Liban et en Irak, mais aussi dans le cadre de forces pré-positionnées en vertu de traités internationaux à Djibouti, au Sénégal, en Côte d'Ivoire, au Gabon et aux Émirats arabes unis, sans oublier les troupes positionnées dans la France d'outre-mer. Elle mobilise en outre plus de 1 000 hommes dans le cadre du plan Vigipirate.
Le pays est par ailleurs le troisième plus gros exportateur mondial d'armement et est à ce sujet critiqué et mis en cause par plusieurs organisations non gouvernementales pour le rôle que jouent ces armes dans différents conflits internationaux,.

### Appartenance à des organisations internationales

Schéma des pouvoirs exécutif et législatifs français depuis le traité de Lisbonne.

La France est l'un des cinq membres permanents du Conseil de sécurité des Nations unies et participe à la vie de multiples organisations internationales, comme l'Organisation du traité de l'Atlantique nord (OTAN), l'Organisation mondiale du commerce (OMC), l'Organisation de coopération et de développement économiques (OCDE), le Conseil de l'Europe, le G7, le G20 ou l'Organisation internationale de la francophonie.
Depuis 1945, quelle que soit la majorité au pouvoir, l'Europe est un axe majeur de la politique étrangère française. Deux des sept Pères de l'Europe — Jean Monnet et Robert Schuman — sont français, ; l'un des objectifs était alors d'éviter une nouvelle guerre mondiale en facilitant la réconciliation franco-allemande,. Néanmoins, le positionnement de la France et des Français vis-à-vis de l'Europe a souvent été ambigu : du rejet par l'Assemblée nationale du traité créant la Communauté européenne de défense en 1954 à celui par référendum du traité établissant une constitution pour l'Europe en 2005, les coups d'arrêt français à la construction européenne ont été nombreux.
Depuis le traité de Maastricht en 1992, les domaines dans lesquels l'Union européenne a compétence exclusive sont de plus en plus nombreux. Une grande partie du droit applicable en France est en 2010 d'origine européenne, d'autant plus qu'actuellement le droit européen prime sur le droit national,. La France, cinquième puissance, pèse encore davantage sur la scène mondiale grâce à l'Union européenne. L'unification du marché européen et l'instauration d'une monnaie unique en 1999 ont entraîné de profondes mutations de l'économie française, dont le caractère bénéfique fait débat,. Même si la France est le tout premier bénéficiaire de la politique agricole commune,, elle fait partie des pays contributeurs nets au budget de l'Union européenne.

La France, État membre de l'Union européenne.

### Politique étrangère et diplomatie
Depuis la présidence du général de Gaulle (1958-1969), la politique étrangère de la France est caractérisée par une volonté d'indépendance, notamment vis-à-vis des États-Unis, ce qui s'est traduit par la mise au point d'armes nucléaires et par son retrait du commandement intégré de l'OTAN de 1966 à 2009. Elle est vue des années 1960 au début des années 2000 comme un allié du monde arabo-musulman, critique vis-à-vis de la politique de l'État d'Israël.
Le réseau des représentations diplomatiques de la France est le troisième du monde, avec actuellement 156 ambassades et 97 postes consulaires répartis sur les cinq continents.
La France aide les pays en développement, notamment d'Afrique,. Distribuée via l'Agence française de développement, l'aide publique au développement représente 0,36 % du revenu national brut français en 2014, un taux en baisse, et inférieur à ceux du Royaume-Uni ou de l'Allemagne.

### Symboles républicains

Le logotype du Gouvernement de la République française, adopté en 1999, refondé en 2020. Utilisé officiellement, il n'est cependant pas inscrit dans la Constitution.

Selon la constitution de la Cinquième République, la France possède plusieurs emblèmes, datant pour l'essentiel de la Révolution française. Le drapeau de la France est constitué de trois bandes verticales d'égale largeur, de couleurs bleu, blanc et rouge. L'hymne national est La Marseillaise, un chant composé par Rouget de Lisle à Strasbourg pendant la Révolution française et parfois critiqué depuis pour la violence de son texte. Enfin, la République française a pour devise : Liberté, Égalité, Fraternité.
En outre, plusieurs symboles officieux existent pour représenter la France. En particulier, le buste de Marianne, une femme portant le bonnet phrygien, orne les mairies, et son visage est représenté sur les timbres-poste et les faces françaises des centimes d'euro,.
Depuis 1999, le Gouvernement français s'est doté d'un logotype rappelant le drapeau et la devise du pays, ainsi que la figure de Marianne. Ce logo figure en entête de tous les documents publiés par l'administration française. En 2020, la charte graphique gouvernementale est modernisée pour s'adapter aux nouveaux formats et aux nouveaux usages de la communication.

## Population et société

### Démographie

Évolution de la population de la France métropolitaine depuis 1801, comparée aux populations allemande et britannique (base 100 = 1800 ou 1801).

D'après l'Institut national de la statistique et des études économiques (Insee), 68 606 000 habitants vivent en France au 1er janvier 2025 (hors COM et Nouvelle-Calédonie), dont 66 352 000 en métropole et 2 254 000 dans les départements d'outre-mer. En 2016, 628 000 habitants peuplent les collectivités d'outre-mer (Polynésie française, Saint-Pierre-et-Miquelon, Wallis-et-Futuna, Saint-Martin et Saint-Barthélemy) et de Nouvelle-Calédonie ; la population de l'ensemble des territoires français atteint environ 67,7 millions d'habitants, soit environ 0,9 % de la population mondiale[réf. obsolète].
Un recensement national général était organisé à intervalles réguliers depuis 1801, mais depuis janvier 2004, le recensement est réalisé tous les ans dans les communes de 10 000 habitants ou plus, hors collectivités d'outre-mer, et tous les cinq ans ailleurs.
Après avoir été relativement faible au XIXe siècle et au début du XXe siècle — la France a connu une transition démographique rapide et peu marquée —, la croissance démographique de la France est devenue l'une des plus fortes d'Europe, combinant un taux de natalité supérieur à la moyenne européenne (800 000 naissances en 2015 contre 600 000 décès) et un solde migratoire positif (environ 47 000 individus en 2015) : la population de la France s'est accrue de 0,4 % en 2015.
En 2015, le taux de fécondité en France est d'environ 1,96 enfant par femme. En 2014, 29,2 % des nouveau-nés (hors Mayotte, COM et Nouvelle-Calédonie) avaient au moins un parent né à l'étranger et 25,7 % au moins un parent né hors de l'Union européenne.
D'après les projections d'Eurostat, la France devrait compter 72,7 millions d'habitants en 2040, 75,6 millions en 2060, et 78,8 millions en 2080 (en excluant les territoires d'outre mer et la Nouvelle Calédonie).
En outre, la structure de la pyramide des âges évolue depuis le début du XXIe siècle. La part de la population la plus âgée augmente, en raison à la fois de la progression de l'espérance de vie (la France jouit d'une des plus grandes espérances de vie au monde) et de l'arrivée au troisième âge de la génération du baby boom — phénomène communément appelé le papy boom. La proportion des plus de 60 ans dans la population française est ainsi passée de 17 % à 25 % entre 1980 et 2016, et devrait approcher le tiers en 2050 selon l'Insee.
Contrairement à ses voisins européens, la France connait depuis 2018 une augmentation de son taux de mortalité infantile, qui s'élève en 2025 à 4,1 ‰, traduisant très probablement la dégradation du système de santé dans les unités de soins aux prématurés.

### Immigration, population étrangère et minorités visibles
En 2015, selon l'historien Pascal Blanchard, entre 12 et 14 millions de Français (soit 18 % à 22 % de la population totale) ont au moins un de leurs grands-parents né dans un territoire non européen. Le 19 février 2020, le président de la République française déclare que 10 millions de Français ont des parents en Afrique,,.

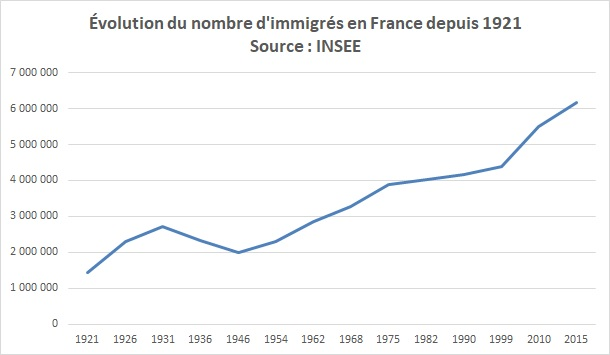
Évolution du nombre d'immigrés en France depuis 1921.

En 2010, la France accueille, selon la définition internationale des Nations unies (« personne née dans un autre pays que celui où elle réside »), 7,2 millions d'immigrés, soit 11,1 % de la population, dont 5,1 millions (7,8 %) nés hors de l'Union européenne. Elle se classe au sixième rang mondial, derrière les États-Unis (42,8 millions), la Russie (12,3), l'Allemagne (9,8), l'Arabie saoudite (7,3), le Canada (7,2) mais elle devance en revanche le Royaume-Uni (7,0), l'Espagne (6,4) et l'Italie (4,8),. La France est également l'un des pays de l'Union européenne qui compte proportionnellement le plus de personnes issues de l'immigration (1re et 2e générations) parmi les personnes âgées de 25 à 54 ans avec 13,1 % d'immigrés et 13,5 % d'enfants d'au moins un immigré, soit un total de 26,6 %, devant notamment le Royaume-Uni (24,4 %), les Pays-Bas (23,5 %), la Belgique (22,9 %), l'Allemagne (21,9 %) et l'Espagne (20,2 %). Selon la définition française (INSEE), plus restrictive (nés étrangers hors du territoire), la France comptait en 2015, 6,170 millions d'immigrés, soit 9,3 % de la population.
Depuis 1946, le nombre et la part d'immigrés en France augmente de manière continue : 1,986 millions en 1946 (4,98 % de la population totale), 4,037 millions en 1982 (7,43 % de la population totale), 5,342 millions en 2008 (8,44 % de la population totale). Les enfants d'immigrés représentaient 10,4 % de la population totale en 2013. Il y avait donc 12,5 millions d'immigrés et enfants d'immigrés en France en 2013, soit 19,3 % de la population. Les immigrés vivant en France en 2015 étaient originaires à 44,6 % d'Afrique (27 % en 1975), à 35,4 % d'Europe (66 % en 1975), à 14,3 % d'Asie (4 % en 1975) et à 5,6 % d'Amériques ou d'Océanie (2 % en 1975). En 2015, 2,997 millions d'immigrés étaient de sexe masculin et 3,171 millions d'immigrés étaient de sexe féminin. En 2013, 39 % des immigrés en France disposaient de la nationalité française, ce chiffre était de 28 % en 1975 et 16 % en 1911,. La France a un solde migratoire positif. Selon l'INSEE, l'excédent migratoire en 2014, en France était de 32 300 personnes, soit 0,05 % de la population totale.
D'après Michèle Tribalat, il y aurait 3,8 millions personnes d'origine maghrébine en France en 2011. En 2018, la communauté turque est estimée à 630 000 personnes en France. En 2014, il y avait près de 600 000 Chinois en France, dont 50 000 étaient étudiants. En 2010, on estime à 150 000 le nombre de Vietnamiens en France, qui vivent très majoritairement en région parisienne.

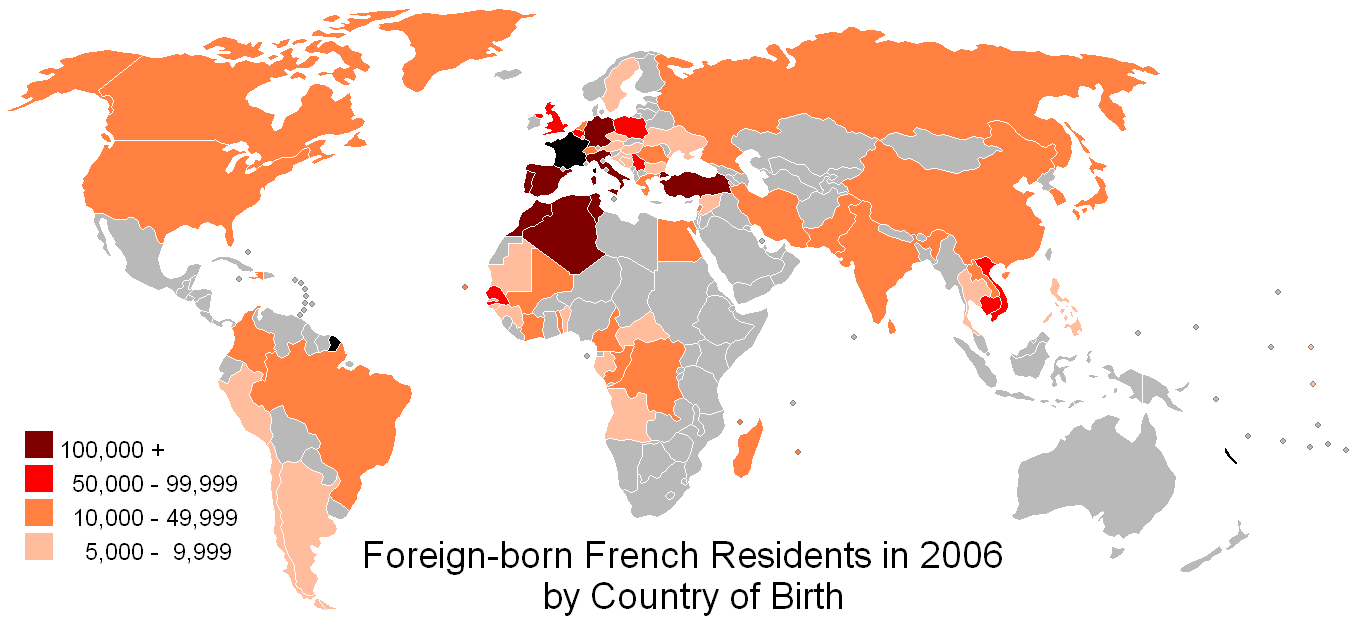
Pays d'origine de l'immigration en France (2006).

Les immigrés perçoivent des revenus inférieurs d'un tiers en moyenne à ceux des non-immigrés, sont deux fois plus nombreux à ne pas être diplômés et trois fois plus nombreux à vivre sous le seuil de pauvreté. Toutefois, à situation sociale égale, leur formation scolaire et leurs revenus sont proches de ceux des Français nés en France. Selon des travaux, publiés en 2015, de l'économiste Hippolyte d'Albis, les migrants permettent une augmentation du PIB par habitant et une baisse du taux de chômage, en cela ils ont un effet positif sur l'économie.
Les populations d'origine immigrée, et celles qui appartiennent à des minorités visibles, sont parfois victimes de discriminations en France. Pour des raisons indéterminées et sujettes à débats, une partie de cette population se tourne vers le fondamentalisme religieux. Pourtant, on assiste à une certaine convergence des modes de vie des populations immigrées et des Français de longue date. En 2019, le taux de chômage des personnes immigrées est de 16,3 %. Quelque 5,4 millions d'emplois sont interdits aux immigrés non européens, soit plus d'un emploi sur cinq. Par ailleurs, 26,1 % des familles immigrées vivent dans un logement trop étroit, soit 3,7 fois plus que les personnes non immigrées.

### Famille, sexualité et égalité des sexes

Taux de fécondité par pays (2020), Population Reference Bureau.

La France est, en 2009, le troisième pays le plus fécond d'Europe après l'Islande et l'Irlande, avec une descendance finale des femmes nées en 1959 de 2,12 enfants et un indicateur conjoncturel de fécondité de 1,99 enfant par femme (1,98 en France métropolitaine).
Les mutations qu'a connues la famille en France entre les années 1960 et les années 2000 sont aussi nombreuses que profondes. Les naissances sont dans la majeure partie planifiées, en raison de la légalisation de la contraception (en 1967) et de l'interruption volontaire de grossesse (en 1975). Plus de 200 000 avortements sont pratiqués chaque année en France. Une partie grandissante des couples préfère au mariage l'union libre, le concubinage, ou le pacte civil de solidarité (PACS), un contrat d'union plus souple que le mariage. Quant aux divorces, leur nombre a été multiplié par 3,2 entre le début des années 1970 et la fin des années 2000.
Autrefois assimilée à un crime, l'homosexualité en France a été peu à peu dépénalisée à partir de la fin du XVIIIe siècle. À partir des années 1980, les couples homosexuels acquièrent progressivement des droits similaires aux couples hétérosexuels. En 1999, le PACS permet à des personnes de même sexe de conclure une union. Depuis 2013, le mariage et l'adoption d'enfants par des personnes de même sexe sont autorisés par la loi. Parallèlement, l'homophobie devient un délit.
La place des femmes dans la société française a beaucoup évolué au cours du XXe siècle, dans un mouvement tendant vers une égalité effective entre les sexes. Cette évolution s'est accompagnée de mesures législatives (par exemple, le droit de vote accordé aux femmes). Elle se manifeste particulièrement dans le monde du travail. Ainsi, le taux d'activité des femmes est passé de 58,2 % en 1990 à 67,5 % en 2014 (contre 75,5 % pour les hommes). Les femmes continuent cependant de travailler significativement moins que les hommes : selon l'OCDE, en 2017, le temps de travail hebdomadaire moyen des femmes était de 33,8 heures alors qu'il était de 38,4 heures pour les hommes. En 2011, les femmes représentaient également la moitié des doctorants ainsi que la moitié des effectifs en IEP et en ESC. Les femmes sont également de mieux en mieux représentées dans la politique. Elles représentent, 38,8 % des députés élus en 2017 (pour 42,4 % des candidats) ; en comparaison, elles n'étaient que 12,1 % en 2002 (39,3 % des candidats) et 1,2 % en 1973 (6,6 % des candidats). De plus, depuis 2012, le Gouvernement français est composé à parité d'hommes et de femmes. Enfin, à métier, entreprise et fonction équivalentes, l'écart salarial entre femmes et hommes est de 2,7 %.

### Langues

Le logo de la francophonie, qui symbolise les cinq continents.

Le français est la langue très majoritairement parlée en France et est officiellement « la langue de la République » depuis la loi constitutionnelle de 1992. La France est le deuxième pays francophone le plus peuplé du monde après la république démocratique du Congo, mais le premier pour ce qui est du nombre de locuteurs. La France mène une politique linguistique active en faveur du français. Celle-ci peut être visible entre autres au sein de l'Organisation internationale de la francophonie dont la France fait partie de même qu'au sein de l'Assemblée parlementaire de la francophonie dont la France fait aussi partie.
Selon un rapport du linguiste Bernard Cerquiglini (1999), soixante-quinze langues autres que le français sont parlées en France, en comptant les langues régionales, les langues issues de l'immigration et les dialectes parlés dans l'Outre-mer. Les langues régionales, bien que n'ayant pas le statut de langue officielle, sont néanmoins reconnues depuis 2008 comme appartenant au patrimoine de la France par l'Article 75-1 de la Constitution.
L'organisme garant de la langue en France est l'Académie française, institution fondée en 1634 et officialisée en 1635 par le cardinal de Richelieu. Sa forme juridique est celle d'une personne morale de droit public à statut particulier placée sous la protection du président de la République.

### Religions

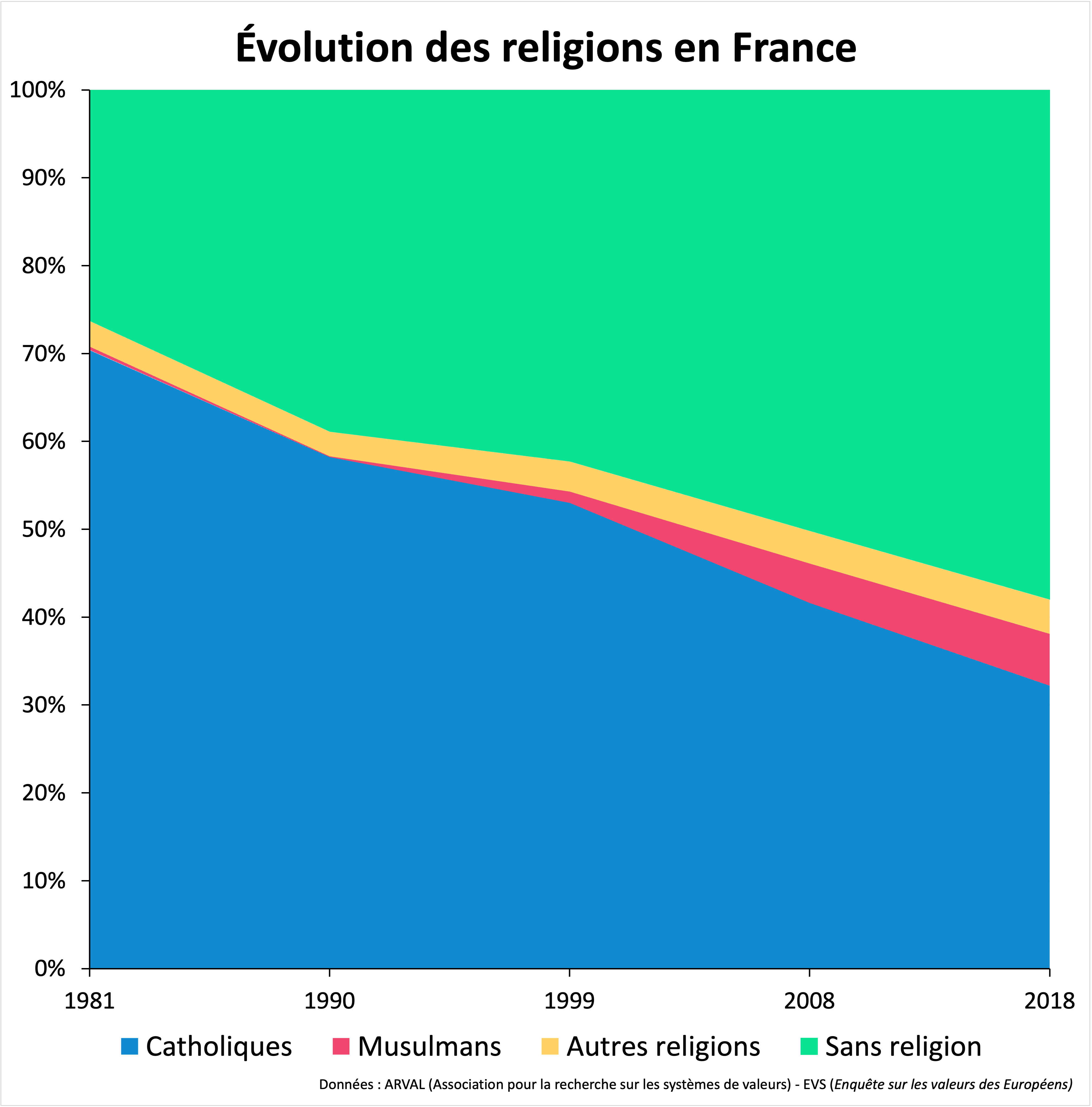
Évolution des religions en France entre 1981 et 2018.

Depuis la loi du 9 décembre 1905, les Églises sont strictement séparées en droit de l'État en France : « La République ne reconnaît, ne salarie ni ne subventionne aucun culte. » Pour des raisons historiques, l'Alsace-Moselle et la Guyane font exception. La première, car elle n'était pas française en 1905 et a conservé son droit local après la réunification ; le culte catholique, deux cultes protestants et le culte israélite y sont reconnus. La deuxième, car la loi de 1905 sur la séparation de l'Église et de l'État ne s'applique pas en Guyane qui reste sous le régime de l'ordonnance royale de Charles X du 27 août 1828. La religion catholique est également toujours reconnue dans certains départements et territoires d'outre-mer. La notion de laïcité et la réglementation qui en découle sont l'objet de débats comme, en 2003-2004, au sujet de la loi sur les signes religieux dans les écoles publiques.
La France est un pays laïc avec une grande tradition catholique ancienne, et bien que le poids de l'Église soit en train de diminuer, 48 % des personnes interrogées se déclaraient catholiques lors de sondages publiés en 2019, tandis qu'une part importante de la population se dit agnostique, athée ou sans religion. De plus, d'autres religions sont présentes dans des proportions moins importantes, notamment le judaïsme depuis l'Antiquité, différentes branches du protestantisme depuis la Réforme et l'islam depuis l'arrivée en France d'immigrés du Maghreb et du Moyen-Orient au XXe siècle. Diverses Églises chrétiennes (néo-apostolique, apostolique arménienne, Mormons, Témoins de Jéhovah, mennonites…) et d'autres religions (hindouisme, bouddhisme, bahaïsme, alévisme…) sont également présentes sur le territoire national, parfois depuis plusieurs siècles (mennonites d'Alsace).
La perte d'influence des religions est un aspect majeur de l'évolution de la société française aux XIXe et XXe siècles, bien qu'elle s'évalue très différemment d'une région à l'autre. Près de 80 % des hommes et 70 % des femmes qui se disent d'origine catholique n'assistent jamais à un service religieux. Même chez les catholiques les plus fervents, l'obéissance stricte aux préceptes de l'Église diminue : 31 % des pratiquants assidus ayant eu des enfants entre 1995 et 2004 les ont eus hors mariage[source insuffisante].
Les Français ont une image plutôt négative de la religion en général. Selon un sondage Ipsos publié en 2017, 61 % des Français pensent que la religion cause plus de tort que de bien, et seulement 16 % des Français pensent que les personnes croyantes font de meilleurs citoyens.

### Éducation

Organisation de l'enseignement primaire et secondaire français.

Organisation de l'enseignement supérieur français.

En France, l'école publique est laïque et gratuite,. Si la formation et la rémunération des enseignants, ainsi que le choix des programmes, sont du ressort de l'État, la gestion des établissements scolaires primaires et secondaires revient aux collectivités territoriales,. L'instruction est actuellement obligatoire pour les enfants âgés de 3 à 16 ans.
L'enseignement primaire se déroule en deux phases. L'école maternelle, qui accueille les très jeunes enfants, se donne pour but leur éveil, leur socialisation et la mise en place des outils fondamentaux que sont le langage et le nombre. Ensuite, vers l'âge de 6 ans, les enfants sont accueillis par l'école élémentaire, dont les premiers objectifs sont l'apprentissage de la lecture, de l'écriture et du calcul, et l'éducation civique.
L'enseignement secondaire se déroule lui aussi en deux cycles. Le premier est dispensé au collège et aboutit au diplôme national du brevet. Le deuxième est dispensé au lycée et aboutit à des examens finaux et nationaux : le baccalauréat (professionnel, technologique ou général) et le certificat d'aptitude professionnelle (CAPA dans l'enseignement agricole). Par ailleurs, près de 17 % des élèves de l'enseignement primaire et secondaire sont scolarisés dans des établissements privés, la plupart sous contrat d'association avec l'État et souvent confessionnels.
L'enseignement supérieur français présente la particularité de faire cohabiter les universités et le système des grandes écoles, où l'on entre généralement par concours à l'issue des classes préparatoires. Les enseignements supérieurs pour le brevet de technicien supérieur et les classes préparatoires aux grandes écoles sont dispensés dans des lycées ou dans des établissements privés. Tous les diplômes reconnus en France doivent être présents dans le répertoire national des certifications professionnelles.
La France a connu depuis la Libération un élargissement considérable de la scolarisation. En 1936, moins de 3 % d'une classe d'âge obtenait le baccalauréat ; ce pourcentage est passé à 30 % en 1985 et 60 % en 1995. Néanmoins, cette démocratisation de l'enseignement ne supprime pas les inégalités sociales : 25 % des enfants d'ouvriers nés entre 1974 et 1978 sont diplômés de l'enseignement supérieur, contre 77 % des enfants de cadres. Ces inégalités sont encore plus fortes dans les grandes écoles : seuls 2,9 % des étudiants admis à l'École nationale d'administration en 2008 avaient un parent ouvrier.
Selon le programme PISA de comparaison des systèmes éducatifs nationaux, les résultats du système éducatif français sont décevants par rapport aux autres États membres de l'OCDE, en particulier par l'accroissement des inégalités depuis l'enquête PISA de 2003. Malgré les plans de prévention, l'illettrisme touche 3,1 millions de personnes, soit 9 % de la population âgée de 18 à 65 ans ayant été scolarisée en France.
L'origine sociale des élèves influe considérablement sur leurs résultats scolaires. En CE2, les élèves issus du quart le plus pauvre obtiennent en 2019, une note moyenne de 57 sur 100 en français et 58 en mathématiques, contre respectivement 87 et 85 pour ceux issus du quart le plus riche. Les inégalités s'accentuent après le collège, avec un taux d'accès en seconde générale ou technologique deux fois plus élevé pour les élèves issus de milieux favorisés que pour les autres.
La première évaluation du ministère de l'Éducation nationale a révélé que la « continuité pédagogique » pendant le verrouillage au milieu de la pandémie de COVID-19 était positif. Selon l'enquête, sept enseignants sur dix et huit parents sur dix ont été jugés satisfaits.

### Santé et protection sociale

#### Protection sociale
Depuis sa création en 1945, la Sécurité sociale est au cœur du système de protection sociale français, bien que l'État, les collectivités territoriales et les mutuelles aient également un rôle important. Le maintien des régimes de protection sociale dont disposaient certaines professions avant 1945 explique la grande complexité du système, qui ne compte pas moins de 120 régimes de base et 1 200 régimes complémentaires. Le régime général de la Sécurité sociale, qui compte de loin le plus grand nombre d'affiliés, est divisé en quatre branches correspondant aux quatre risques majeurs, la maladie, les accidents du travail et maladies professionnelles, les risques liés à la vieillesse et la famille. Si cette protection sociale ne concernait dans un premier temps que les personnes actives, elle s'est peu à peu étendue à toute la population active comme inactive dans beaucoup de domaines, par exemple, lors de la création de la couverture maladie universelle (CMU) en 1999. En outre, à la fin des années 1990, six millions de personnes dépendaient des minima sociaux.
Les prestations sociales sont principalement financées par les cotisations sociales versées par les actifs (65,5 % du total en 2005), mais aussi — et de plus en plus — par l'État et les collectivités territoriales. En 2005, les dépenses de protection sociale — au sens le plus large du terme — représentaient près de 30 % du PIB et plus de 45 % du revenu disponible ajusté des ménages. Malgré les efforts menés par les gouvernements successifs pour maîtriser les dépenses sociales, celles-ci augmentent rapidement, du fait notamment de l'augmentation des dépenses de santé des ménages et du vieillissement de la population — le rapport actifs sur inactifs de plus de 60 ans, qui était de 3 en 1970, devrait atteindre 2,07 en 2010 et 1,36 en 2050 en métropole, selon l'Insee.

#### Santé

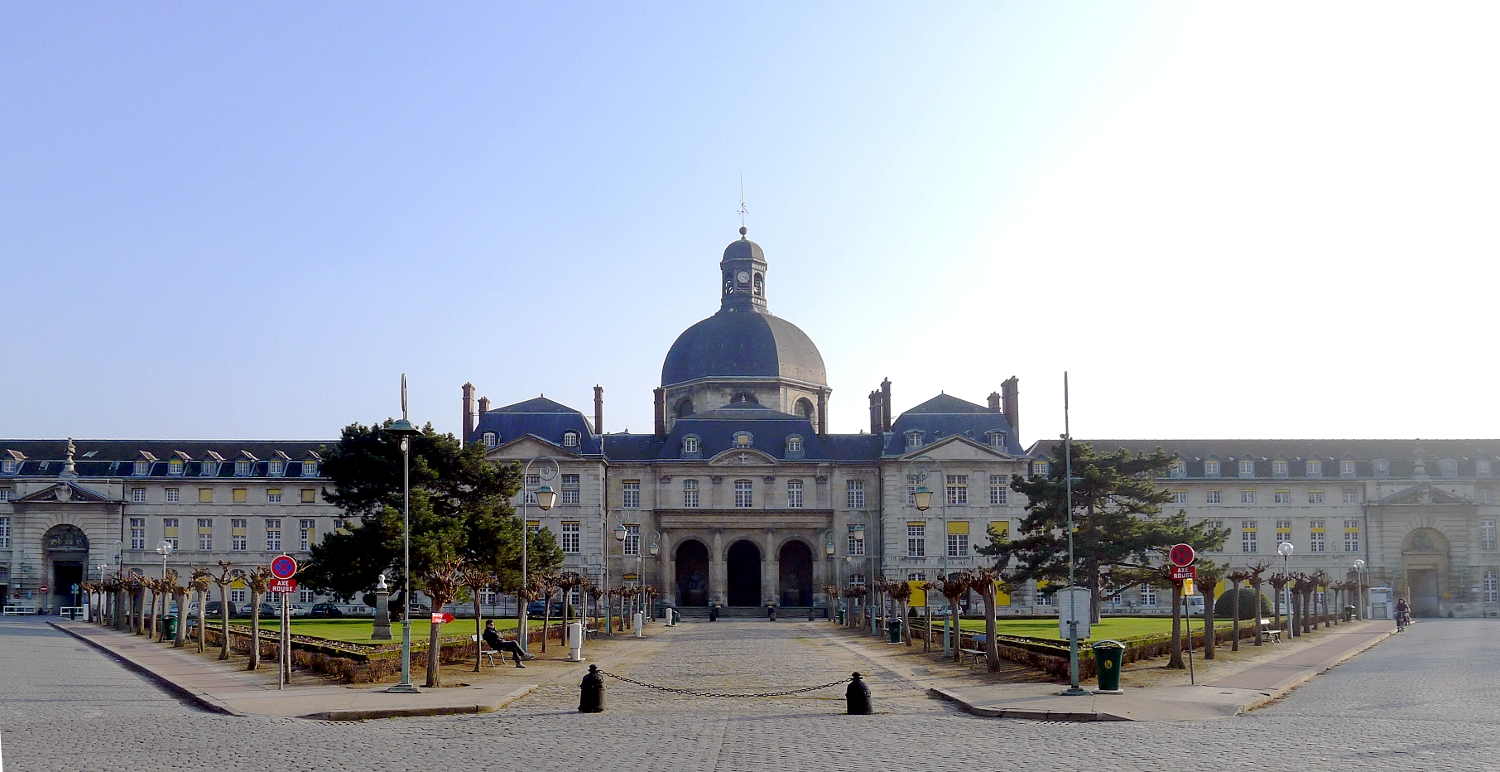
Le CHU de la Pitié-Salpêtrière, un hôpital d'enseignement à Paris, l'un des plus grands hôpitaux d'Europe.

Le système de santé français est en grande partie financé par la branche maladie de la Sécurité sociale. Le nombre de médecins pour 1 000 habitants était de 3,22 en 2008, un des taux les plus élevés au monde. Les Français bénéficient également d'une des espérances de vie les plus longues du monde, même si le taux de mortalité prématurée (avant 65 ans) est élevé. Les dépenses de santé par habitant étaient de 4 719 $ par an en 2008, ce qui place la France au-dessus de ses grands voisins européens, mais en dessous de la Suisse, de la Norvège, du Danemark, du Luxembourg, et des États-Unis. De 1950 à 2006, la dépense consacrée aux soins et aux biens médicaux est passée de 2,5 % à 8,8 % du PIB.
Néanmoins, la santé des habitants de la France n'est pas optimale dans tous les domaines. Malgré la chute de la consommation de vin depuis les années 1960, les Français demeurent les seconds consommateurs d'alcool d'Europe occidentale, après les Irlandais. 29 % des 18-75 ans fumaient quotidiennement en 2005, malgré les intenses campagnes de lutte contre le tabagisme. Quant aux drogues illicites, la plus consommée est le cannabis : 39 % des hommes de 18 à 25 ans en auraient consommé en 2005, selon l'Observatoire français des drogues et toxicomanies. Une étude de l'ANSES en 2020 révèle que « 95 % de la population française adulte est exposée à un risque de détérioration de la santé par manque d'activité physique ou un temps trop long passé assis ». Toujours selon cette enquête, 5 % des adultes en France ont une activité physique suffisante pour protéger leur santé : les femmes sont plus exposées que les hommes à un manque d'activité physique.
Contrairement aux idées reçues, la France ne consomme pas significativement plus d'antidépresseurs que les autres pays, le taux de suicide n'y est pas non plus particulièrement plus élevé que dans les autres pays développés,. Le taux de troubles de la santé mentale et l'abus de substances, bien qu'élevé, est comparable à celui des autres pays occidentaux.

### Médias

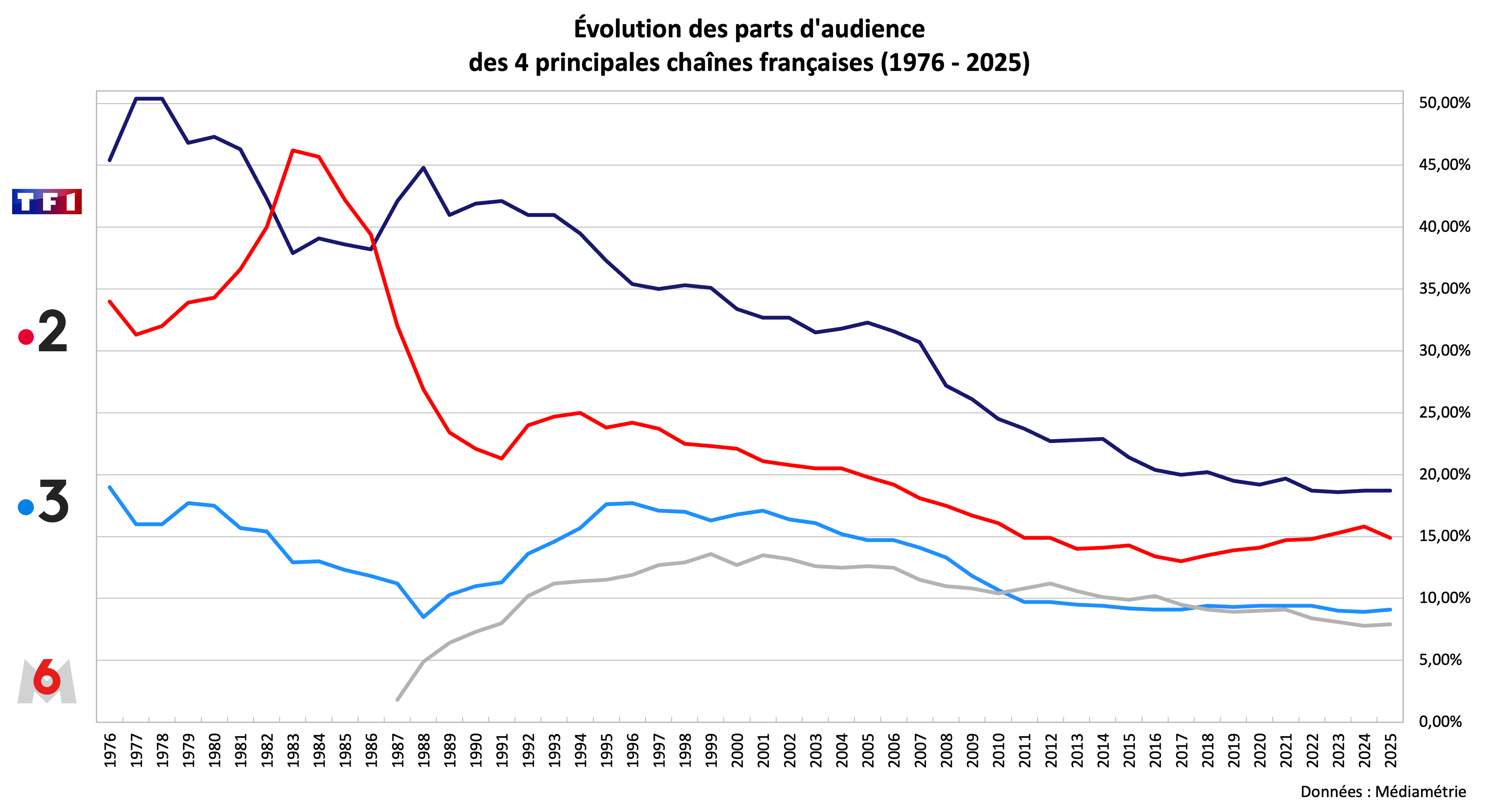
Parts d'audiences des quatre principales chaînes françaises de 1976 à 2024.
TF1
France 2
France 3
M6

En France, c'est la loi du 29 juillet 1881 qui a institué et en même temps encadré la liberté de la presse.
L'agence France-Presse (AFP) créée en 1835 par Charles Havas, est l'une des trois grandes agences généralistes de presse mondiale, avec Reuters et Associated Press.
Si les presses régionale, hebdomadaire et thématique se vendent bien en France,, la presse quotidienne nationale d'information généraliste est peu diffusée hors de la capitale. Dès lors, les cinq principaux titres de cette catégorie (Le Figaro, Le Monde, Aujourd'hui en France, Libération et La Croix) ne vendent réunis que moins d'un million d'exemplaires chaque jour en 2010.
Depuis 1981 et la légalisation des « radios libres », les stations de radio publiques gérées par Radio France sont concurrencées par des stations privées, souvent propriétés de grands groupes de médias. Dès lors, parmi les quatre premières stations de radio en audience cumulée en novembre-décembre 2009 (RTL, NRJ, France Inter et Europe 1), seule la troisième est publique. De même, depuis l'apparition de la première chaîne de télévision privée (Canal+) en 1984, plusieurs centaines de chaînes de télévision privées ont vu le jour, diffusées par le canal hertzien, par câble, par satellite ou plus récemment par la télévision numérique terrestre (TNT). Les trois principales chaînes sont TF1, France 2 et M6, seule France 2 appartient au groupe public France Télévisions.
Quant à l'accès au réseau internet, il ne s'est vraiment démocratisé qu'au début des années 2000. En décembre 2018, la France comptait 52,8 millions d'utilisateurs d'internet, soit une hausse de 13 millions par rapport à décembre 2012.
Entre 2002 et 2009, la France est passée de la 11e à la 43e place dans le classement de la liberté de la presse dans le monde établi par Reporters sans frontières. En 2019, la France était remontée à la 32e place sur 180.
En juillet 2020 est annoncée une plateforme unique pour les radios publiques et privées en tant que service numérique commun, permettant aux utilisateurs d'écouter tous les programmes en un seul endroit sans aucun coût. Lancée en avril 2021 sous le nom Radio Player, elle réunit 194 stations françaises publiques et privées, dont Lagardère News, Radio France, les radios du Groupe M6 et Les Indés Radios. L'ensemble représente 88 % de l'audience radio, un grand nombre de radios associatives n'ayant pas rejoint le projet.

### Sport

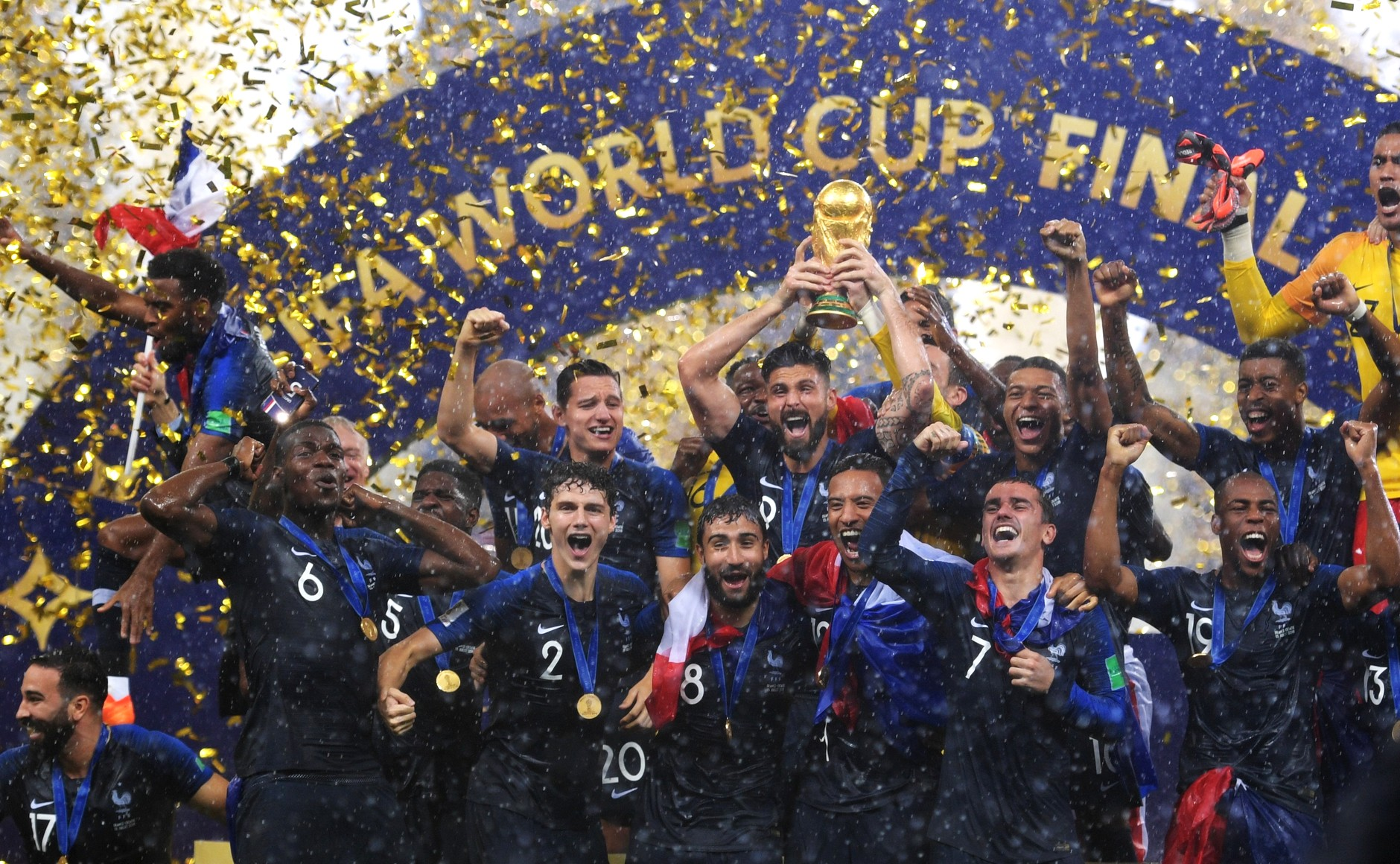
Les joueurs de l'équipe de France de football soulevant, le 15 juillet 2018 à Moscou, le trophée de la de la Coupe du monde.

La France est caractérisée par une tradition sportive ancienne et une grande variété de disciplines pratiquées à haut niveau. Le pays a un rôle prépondérant dans l'organisation du sport moderne depuis la fin du XIXe siècle après une première phase de développement dans l'empire britannique. C'est notamment à Paris que s'est réuni le premier congrès olympique en 1894, sous la direction du Français Pierre de Coubertin, qui décida le rétablissement des Jeux olympiques, dont la deuxième édition eut lieu à Paris en 1900. C'est également a Paris qu'ont été fondées les Fédérations Internationales de Cyclisme, en 1900, de Football, d'Automobile et de Motocyclisme, en 1904, de sports aériens, en 1905, de Voile, en 1907, de Hockey sur glace, en 1908, de Tennis et d'Escrime, en 1913, de Bobsleigh, en 1923, des Echecs, en 1924, de Volley-ball, en 1947, tandis que celle de ski et snowboard est fondée à Chamonix en 1924, de même que pour l'Alpinisme en 1932, celle du Rugby à XIII à Bordeaux en 1948, et celle de Triathlon en 1989 en Avignon. Par ailleurs, la Fédération internationale de football américain a son siège à La Courneuve.

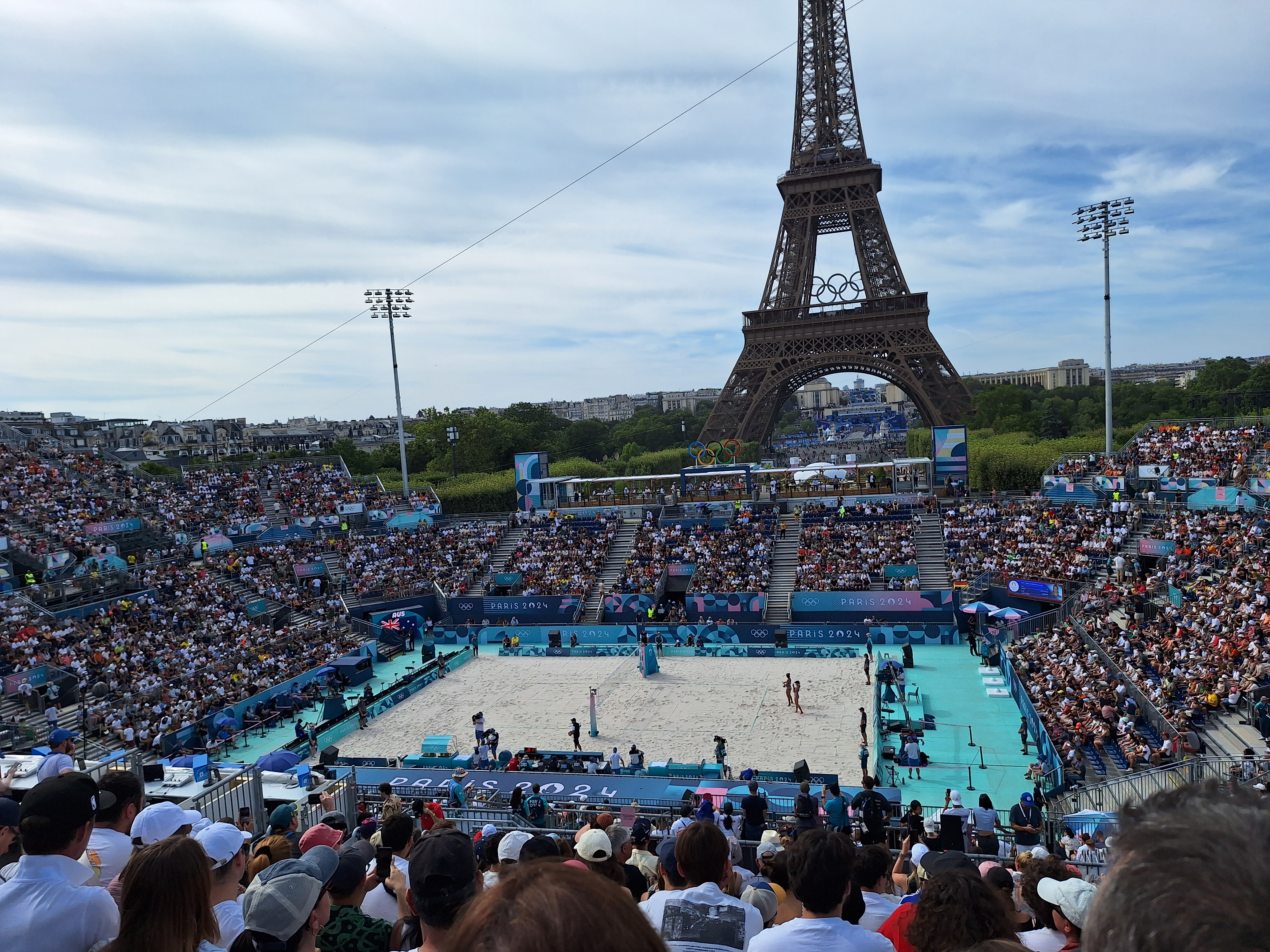
Épreuve de beach-volley au pied de la tour Eiffel lors des Jeux olympiques de Paris 2024

En plus de 1900, Paris a été la ville hôte des jeux olympiques d'été de 1924 et de 2024, accueillant alors pour la première fois les Jeux paralympiques. La France a également accueilli la première édition des jeux d'hiver, en 1924 à Chamonix, puis en 1968 à Grenoble et en 1992 à Albertville (avec les jeux paralympiques d'hiver), avant une prochaine édition en 2030 dans les Alpes françaises. En 2019, la France inscrit l'esprit olympique à l'inventaire du patrimoine culturel immatériel en France. Comptant 840 médailles remportées (716 en été et 124 en hiver), la France est la cinquième nation la plus récompensée de l'histoire des Jeux olympiques. L'escrime et le cyclisme sont les disciplines dans lesquelles elle est la plus titrée (respectivement 44 et 41 titres olympiques après les Jeux de Vancouver en 2010).
Parmi ses autres distinctions notables, en sport collectif, la France a remporté la Coupe du monde de football à deux reprises, qu'elle a également organisée à deux reprises (1938 et 1998). Elle a remporté deux fois le championnat d'Europe de football et l'a organisé trois fois, dont la première édition en 1960. En Rugby à XV, le deuxième sport collectif fortement pratiqué, notamment dans le quart sud-ouest de la France, l'équipe masculine de France a été trois fois finaliste de la coupe du monde et deux fois pays hôte, et a remporté le Tournoi des Six Nations à 26 reprises, dont dix Grand Chelems, et six fois dont cinq Grand Chelems pour l'équipe féminine. L'équipe masculine de handball a été six fois championne du monde et l'équipe féminine trois fois. Quant au tennis, la France a remporté la Coupe Davis à dix reprises et a accueilli 13 finales. Parmi les évènements sportifs notables en France figurent l'organisation chaque année du tournoi de tennis international de Roland-Garros, à Paris, et le Tour de France cycliste.
D'après le ministère des Sports, en 2010, 69 % des personnes de plus de 15 ans faisaient du sport au moins une fois par semaine en France. La marche, la natation et le vélo étaient les principales activités physiques déclarées. En 2016, l'ensemble des fédérations sportives françaises comptait 16 102 957 licenciés ; 37,5 % d'entre eux étaient des filles. En 2017, les sports les plus pratiqués en France étaient : le football (2 135 193 licenciés, 5,7 % de filles), le tennis (1 052 127 licenciés, 29,1 % de filles), l'équitation (673 026 licenciés, 82,9 % de filles), le judo (552 815 licenciés, 26,7 % de filles), le basketball (513 727 licenciés, 36 % de filles), le handball (513 194 licenciés, 35,8 % de filles) et le golf (407 569 licenciés, 27,8 % de filles). Près de sept millions de Français pratiquent le ski chaque hiver, le plus souvent en dehors de toute organisation sportive. Le domaine skiable français était en 2015, le domaine le plus fréquenté du monde, devant ceux des États-Unis et de l'Autriche.
La France s'intéresse également de plus en plus à l'e-sport. En 2016, le gouvernement Valls II crée l'association France Esports. En 2018, cinq millions de Français ont déjà regardé au moins une compétition d'e-sport et 930 000 y ont déjà participé. Le pays possède l'une des plus performantes structures e-sport d'Europe et du monde, la Team Vitality.
En 2013, la dépense sportive nationale s'établissait à 38,1 milliards d'euros (la moitié étant à la charge de l'administration publique), soit 1,8 % du PIB. En 2015, le secteur sportif privé en France employait 124 286 salariés. Chaque année, le ministère des Sports délivre environ 12 000 diplômes sportifs, dont près de 8 000 BPJEPS.
Outre les couleurs du drapeau, pour les fédérations sportives françaises, le coq est aussi utilisé comme symbole, mais ce n'est pas un symbole officiel.

### Engagement associatif, syndical et politique

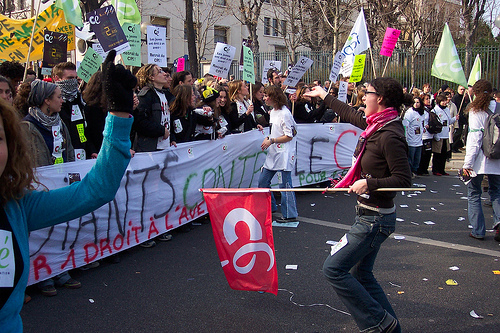
Manifestation contre le CPE à Paris en 2006.

Si les taux de participation aux élections diminuent, la participation protestataire, en revanche, se développe. En 2008, 42 % des Français ont participé à une manifestation, contre 25 % en 1981. En comparaison des autres pays développés, la France est souvent vue comme un pays où les manifestations et les grèves sont fréquentes,.
Mais cette participation ponctuelle à des événements contestataires ne se traduit pas, tant s'en faut, par un engagement important dans les partis politiques. Quant au taux de syndicalisation (8 %), il est le plus faible des pays riches, même s'il est plus important dans le secteur public. En revanche, les Français sont très impliqués dans le milieu associatif : 14 millions de bénévoles sont membres de plus d'un million d'associations, qui bénéficient du statut accordé par la loi du 1er juillet 1901,.

### Discrimination
Les discriminations liées à l'origine, la nationalité ou la couleur de peau sont principalement déclarées par les personnes ayant une ascendance immigrée sur une ou deux générations. En 2019-2020, 22 % des immigrés et 20 % des descendants d'immigrés estiment avoir fait l'objet d'un traitement inégalitaire en raison de leur origine, et même un tiers des personnes originaires d'Afrique hors Maghreb, contre 8 % des personnes toutes origines confondues. Les personnes originaires d'Outre-mer comptent également parmi celles qui rapportent le plus de discriminations du fait de leur origine ou de leur couleur de peau : 26 % parmi les natifs d'Outre-mer et leurs enfants nés en France métropolitaine. Dans les groupes d'origine non européenne, les descendants d'immigrés déclarent plus de discriminations que les immigrés de même origine ; l'écart est le plus élevé pour les descendants d'origine asiatique. Le rapport s'inverse pour les groupes d'origine européenne.

## Économie
L'économie de la France est une économie sociale de marché fondée sur la propriété privée. Il y a une intervention étatique relativement forte depuis la fin de la Seconde Guerre mondiale, bien que celle-ci soit remise en cause depuis les années 1980. L'économie française est principalement tournée vers les services,. Les prélèvements obligatoires représentent 46,2 % du PIB en 2017, soit le taux le plus élevé parmi les pays membres de l'OCDE, et les dépenses publiques totalisent 56,8 % du PIB en 2015, soit le deuxième taux le plus élevé de l'OCDE.

### Revenus de la population et développement humain

Inégalité des revenus (2013) au sein des pays, mesuré par le coefficient de Gini : 0 correspond à une égalité parfaite (toutes les personnes ont les mêmes richesses), et 100 à une inégalité totale (où une personne posséderait tout). Les pays en rouge sont plus inégalitaires que les pays en vert.

En 2023, il y a 2,8 millions de millionnaires (en dollars américains) en France, soit 5 % des millionnaires dans le monde, qui placent le pays en troisième position derrière les États-Unis et la Chine,. Selon le magazine Forbes, il y a, cette même année, 43 milliardaires en France, qui en font le 13e pays au monde,.

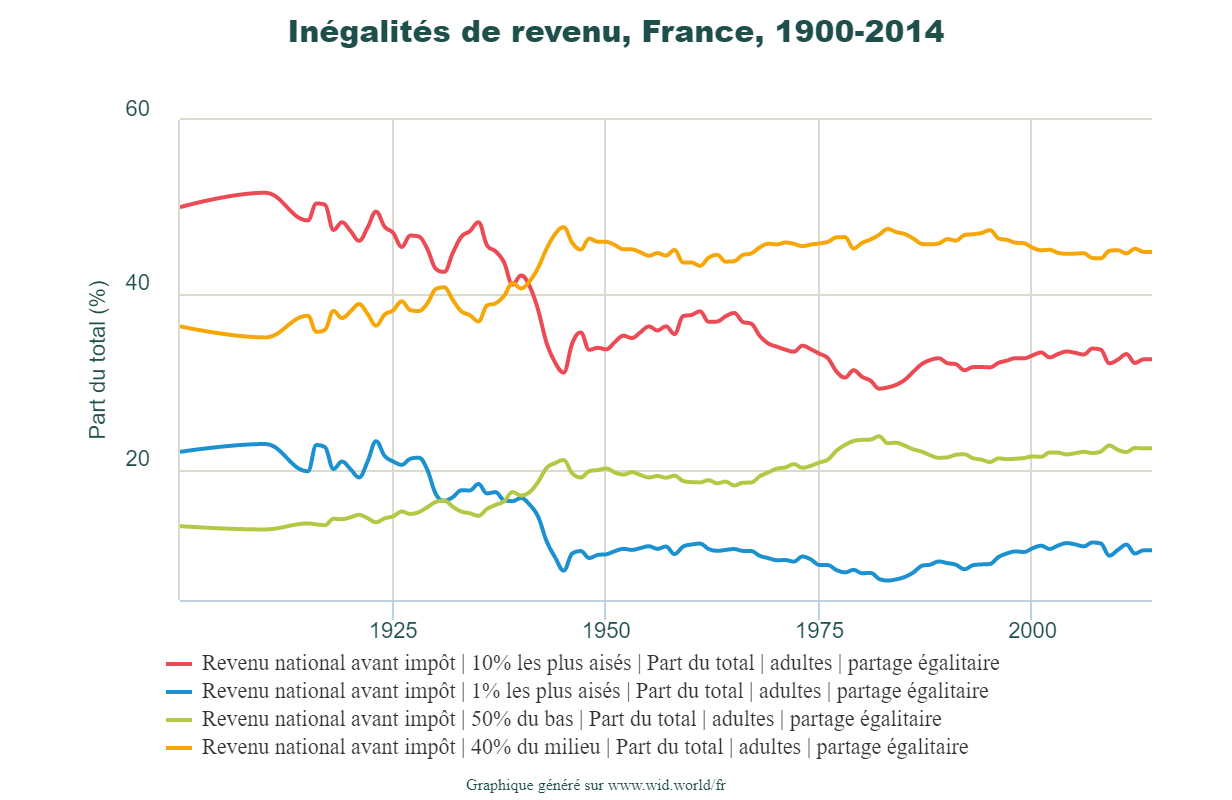
Inégalités de revenu en France, 1900-2014.

En 2014, selon le World Inequality Database, en France, les 1 % les plus aisés captaient 10,8 % du revenu national avant impôt (ce chiffre était de 11,0 % en 2000, 11,5 % en 1960 et 20,1 % en 1920), les 10 % les plus aisés en captaient 32,6 % (ce chiffre était de 33,1 % en 2000, 37,7 % en 1960 et 47,3 % en 1920), les 50 % les plus pauvres en captaient 22,5 % (ce chiffre était 21,5 % en 2000, 18,6 % en 1960 et 14,6 % en 1920). Les inégalités de revenus en France au XXIe siècle sont donc plus faibles qu'au XXe siècle et, sur le long terme, ont tendance à se réduire.
Les revenus des Français et leur pouvoir d'achat ont augmenté durant l'ensemble du XXe siècle et des années 2000, mais de façon inégale au sein de la population, ce qui a accru les inégalités économiques entre ménages. Depuis 2014, le pouvoir d'achat du revenu disponible des ménages augmente de manière continue en France, quoique relativement lentement : +1,2 % en 2014, +0,9 % en 2015, +1,8 % en 2016 et +1,3 % en 2017. En 2017, le taux d'épargne (en % du revenu disponible brut) était de 14,3 % et le taux d'épargne financière (en % du revenu disponible brut) était de 4,4 %.
En France, le salaire mensuel net moyen s'élevait en 2015 à 2 250 euros. En 2016, selon l'Insee, le salaire mensuel net médian était de 1 680 euros et le revenu disponible brut par habitant était de 1 402 euros (+1 % par rapport à 2008). En 2015, le revenu disponible moyen des ménages était de 36 300 euros et le revenu disponible médian des ménages était de 30 040 euros. En France, à métier, entreprise et fonction équivalentes, l'écart salarial entre femmes et hommes est de 2,7 %.
En 2015, en France métropolitaine, le niveau de vie médian de la population s'élève à 20 300 euros annuels, soit un niveau légèrement plus élevé qu'en 2014 en euros constants. Le seuil de pauvreté monétaire, qui correspond à 60 % du niveau de vie médian de la population, s'établit à 1 015 euros mensuels ; 14,2 % de la population vit sous ce seuil de pauvreté, un des niveaux les plus bas de l'Union européenne. Les chômeurs ont le plus fort taux de pauvreté (37,3 %). De 1970 à 1990, le taux de pauvreté s'est fortement réduit (−4,1 points) sous l'effet notamment de l'amélioration de la situation relative des retraités, dont le taux de pauvreté a diminué de plus de moitié grâce à l'amélioration de leur retraite et au minimum vieillesse. Depuis 1996, les évolutions du taux de pauvreté sont de moindre amplitude. Ce taux a diminué de 1,9 point entre 1996 et 2004, est remonté entre 2004 et 2011 (+1,8 point), notamment du fait de la crise de 2008, et depuis évolue peu.
En 2021, selon les Nations unies, l'indice de développement humain (IDH) de la France était de 0,903, la plaçant au 28e rang du classement mondial de l'IDH. À titre de comparaison, en 1990, l'IDH de la France s'élevait à 0,791. Selon la Banque mondiale, le PIB par habitant en dollars courant de la France s'élevait à 38 467 dollars en 2017, soit le 24e PIB par habitant le plus élevé au monde. L'indice de Gini, qui mesure les inégalités, était calculé à 32,7 pour la France en 2015.
Au premier trimestre 2012, l'INSEE dénombrait 141 500 sans-abri en France. En outre, 800 000 personnes n'ont pas de domicile personnel.

### Emploi

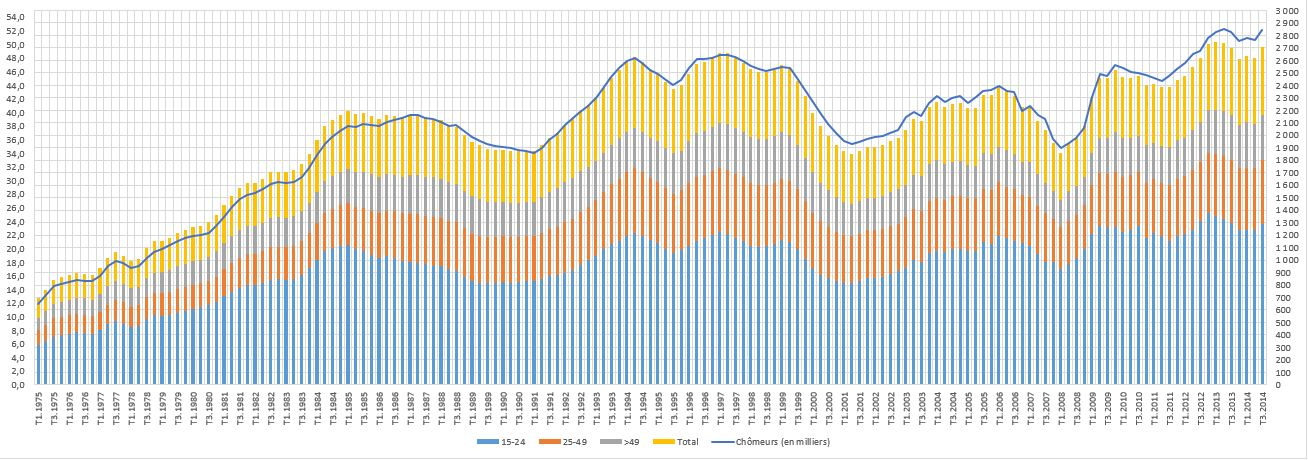
Évolution du taux de chômage en France (au sens du Bureau international du travail) entre 1975 et 2014.

Si la France a connu durant les Trente Glorieuses une situation proche du plein emploi — au cours des seules années 1960, l'économie française a créé 1,6 million d'emplois —, elle fait face depuis la fin des années 1970 à une situation de chômage élevé, malgré des fluctuations qui ont fait espérer le retour du plein emploi. Le chômage touche particulièrement les jeunes, les moins diplômés et les étrangers. Les chômeurs de longue durée représentent un tiers de l'ensemble des chômeurs et sont ceux pour qui la réinsertion est souvent la plus difficile. Selon l'Insee, le taux de chômage français s'est établi en août 2019 à 8,5 % (son niveau le plus bas depuis 2009). Au deuxième trimestre de 2019, le taux de chômage longue durée était de 3,2 %. Selon l'économiste Éric Heyer, il y aurait eu 150 000 emplois non pourvus en France en 2017.
En moyenne, en 2017, 29,3 millions de personnes de 15 à 64 ans en France (hors Mayotte) étaient actives, soit 71,5 % de cette tranche d'âge. Parmi elles, 26,5 millions avaient un emploi et 2,8 millions étaient au chômage au sens du Bureau international du travail (BIT) ; 11,7 millions étaient inactives, c'est-à-dire ne travaillaient pas et ne recherchaient pas activement un emploi ou ne sont pas disponibles pour en occuper un. En 2017, le taux d'emploi en France était de 64,7 % et le taux d'activité était de 71,5 %. En 2017 comme en 2016, 18,8 % des personnes ayant un emploi travaillaient à temps partiel.
À la fin de l'année 2017, le secteur privé en France employait 19,27 millions de salariés (+1,3 % par rapport à l'année 2016).
Les salariés représentaient 88,4 % des actifs occupés en France en 2017 : 84,6 % sont en contrat à durée indéterminée (CDI) ou fonctionnaires, 10,8 % en contrat à durée déterminée (CDD), 3,0 % en intérim et 1,6 % en apprentissage.
En 2017, les professions intermédiaires et les cadres représentaient 43,7 % des actifs occupés, proportion en légère hausse sur un an. La part des ouvriers, qui avait baissé, de façon quasi ininterrompue, de près de 10 points depuis le début des années 1980, a augmenté légèrement en 2017 (+0,5 point, à 20,8 %) ; celle des employés (27,2 %) a reculé légèrement (−0,2 point), dans la lignée du repli observé depuis une dizaine d'années. Les ouvriers et employés non qualifiés représentaient en 2017, un actif occupé sur cinq.
En 2017, 5,664 millions de personnes travaillaient dans la fonction publique en France. 62,5 % des personnes travaillant dans la fonction publique sont des femmes et 37,5 % sont des hommes. Les statuts dans la fonction publique sont variés, il y a 67,8 % de fonctionnaires, 17,9 % de contractuels, 5,5 % de militaires et 2,5 % de contrats aidés (les 6,3 % restant ont un autre statut).
En 2017, en France, selon l'OCDE, le temps de travail hebdomadaire moyen des hommes était de 38,4 heures (soit un chiffre en légère baisse depuis les années 1980, il était de 40,1 heures en 1983) et celui des femmes était de 33,8 heures (également en légère baisse depuis les années 1980, il était de 35,5 heures en 1983). En moyenne, les Français ont travaillé 36,1 heures par semaine en 2017, un chiffre extrêmement stable depuis 1996 (il faut remonter à 1995 pour avoir un temps de travail hebdomadaire moyen supérieur à 37,0 heures).

### Principaux secteurs d'activité
L'économie française est largement tournée vers le secteur des services. Selon le World Factbook de la CIA, en 2017, les services composaient 78,8 % du PIB de la France, l'industrie 19,5 % et l'agriculture 1,7 %. Selon l'Insee, en 2018, 76,1 % de la population en emploi travaillait dans le secteur tertiaire, 13,3 % dans le secteur de l'industrie, 6,7 % dans le secteur de la construction et 2,5 % dans le secteur de l'agriculture.
Par branche d'activité, la production en euros courants en 2018 en France était, selon l'INSEE, de 2 215,2 milliards d'euros pour les services marchands (1 187,7 milliards d'euros en valeur ajoutée), 939,4 milliards d'euros pour l'industrie manufacturière (280,2 milliards d'euros en valeur ajoutée), 615,8 milliards d'euros pour les services non marchands (467,5 milliards d'euros en valeur ajoutée), 303,7 milliards d'euros pour la construction (117,4 milliards d'euros en valeur ajoutée) et 90,0 milliards d'euros pour l'agriculture (38,2 milliards d'euros en valeur ajoutée).

#### Agriculture et agroalimentaire

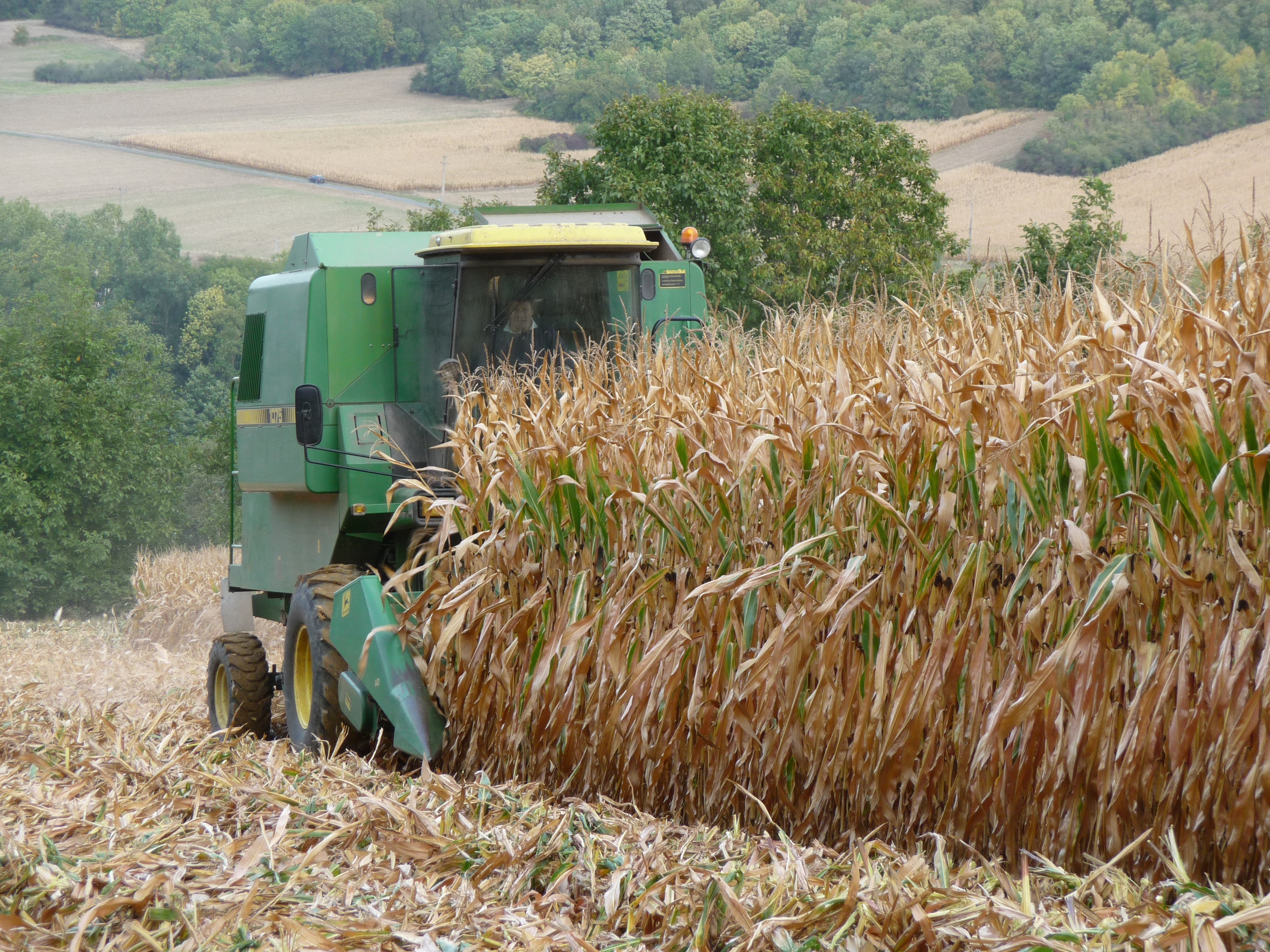
Une récolte de maïs à Épône, près de Paris.

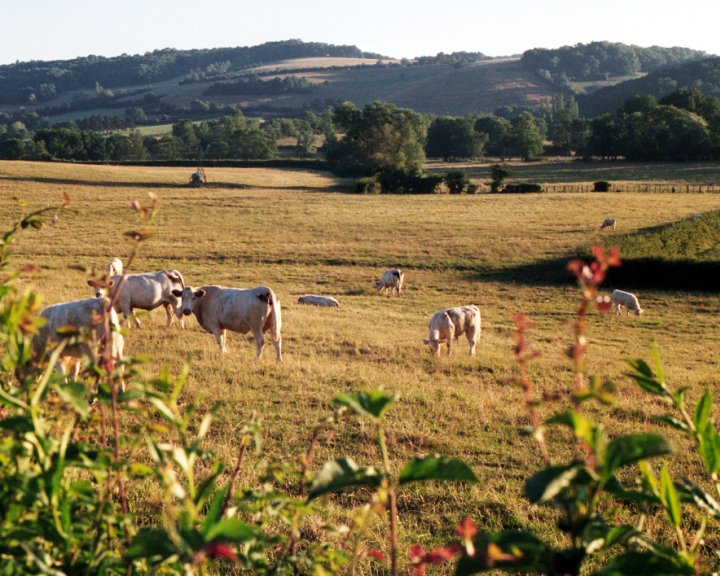
Élevage bovin de race charolaise.

La France a connu, comme d'autres pays industrialisés, des phénomènes d'exode rural et de chute de l'emploi agricole, même si ce dernier reste proportionnellement plus important que dans les autres pays d'Europe occidentale. L'agriculture française a été considérablement modernisée et mécanisée dans la seconde moitié du XXe siècle, notamment au moyen de la politique agricole commune (PAC). La spécialisation régionale de la France par type de production s'accentue, et certaines appellations d'origine de produits agricoles (transformés ou non) sont préservées grâce au système AOC, qui prend en considération un terroir, c'est-à-dire un savoir-faire agricole populaire et historique attaché à un territoire. La France se tourne progressivement vers l'agriculture biologique depuis la fin du XXe siècle. Le label Agriculture biologique est créée en 1985 ; depuis 2009, il est aligné sur les critères du label bio de l'Union européenne.
La France compte 451 606 exploitations agricoles sur son territoire métropolitain en 2013. Elle en comptait 1,02 million en 1988. La superficie moyenne des exploitations agricoles est de 61 hectares. Le nombre d'exploitations d'agriculture biologique était de 25 000 en 2013.
Il y a 885 400 exploitants agricoles en France en 2015 (-8 % par rapport à 2010). L'âge moyen des chefs d'exploitation, coexploitants et associés est de 51 ans. La part des femmes parmi les actifs permanents agricoles est de 30 %.
La production agricole française se chiffre pour l'année 2017 à 78,8 milliards d'euros en incluant les services et les subventions sur les produits, soit 3,5 % du PIB français, contre quelque 7 % en 1980. La France a dégagé en 2016, un excédent commercial agroalimentaire (produits bruts et transformés) de 6,1 milliards d'euros. L'agriculture française est généreusement soutenue par l'Union européenne. Elle a bénéficié en 2015 de 8,95 milliards d'euros de financement de la part de la PAC, soit 21 % de son budget total.

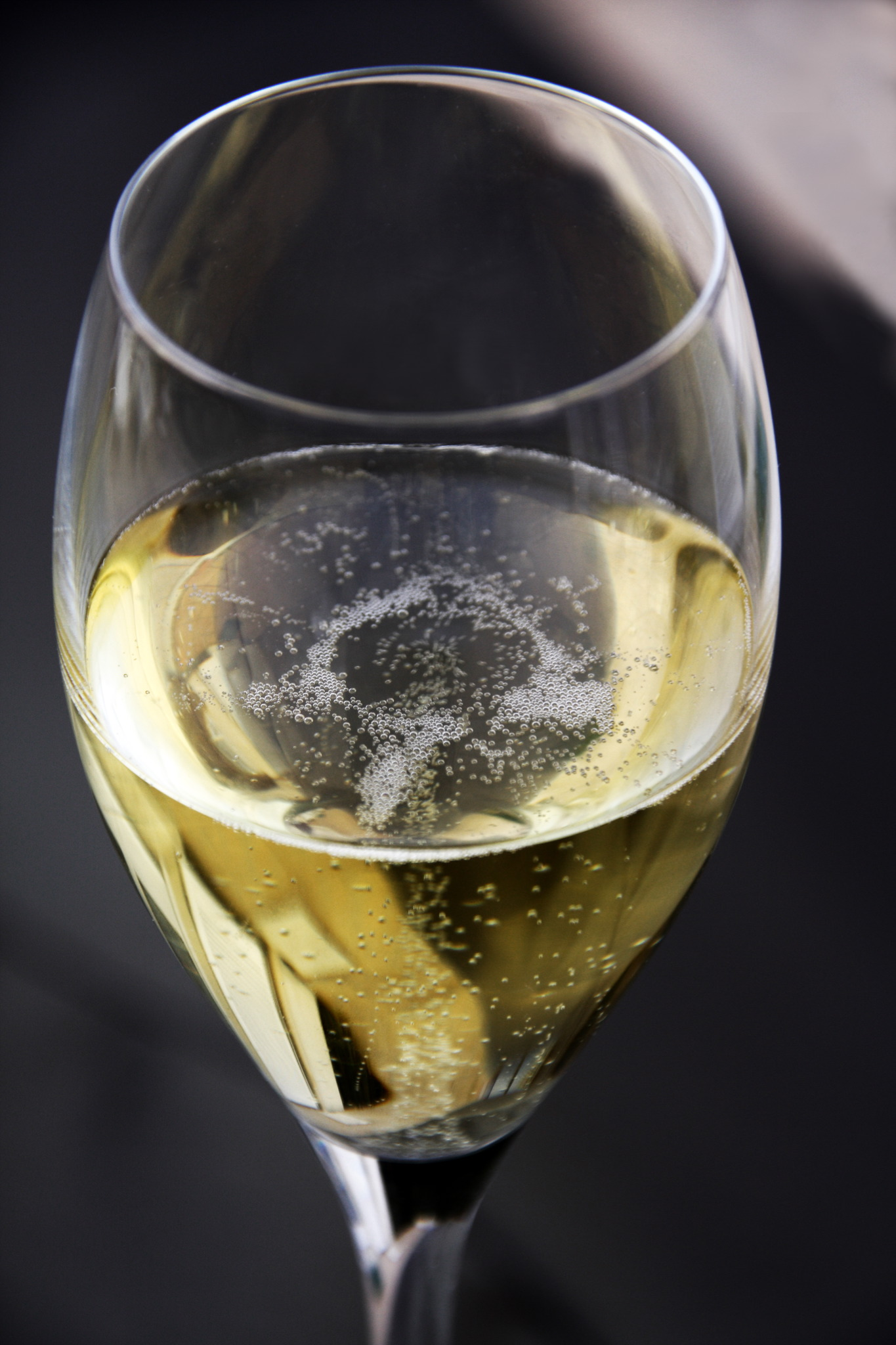
Le champagne, considéré comme un produit de luxe, originaire du vignoble de Champagne dans le Nord-Est de la France.

La France est le premier producteur agricole de l'Union européenne : elle représentait, en 2016, 17 % de la production totale de l'UE. La France est le premier producteur européen de viande bovine, d'œufs, de surimi, de céréales et de sucre de betteraves. Elle est le sixième producteur mondial de beurre et le premier exportateur mondial de pommes de terre. Elle est également le deuxième producteur mondial de vin, le deuxième producteur européen de lait et le troisième producteur européen de fruits et de légumes,,.
Selon l'ONUAA (données 2018), la France est le 8e producteur mondial d'abricots, le 8e producteur mondial d'artichauts, le 5e producteur mondial de blé, le 2e producteur mondial de céréales mélangées, le 6e producteur mondial de céréales entières, le 8e producteur mondial de champignons et truffes, le 1er producteur mondial de chanvre, le 8e producteur mondial de fibres de chanvre, le 9e producteur mondial de choux-fleurs et brocolis, le 4e producteur mondial de colza, le 7e producteur mondial d'épinards, le 7e producteur mondial de fèves sèches, le 7e producteur mondial de fruits à noyau, le 8e producteur mondial de graines de lin, le 9e producteur mondial de graines de tournesol, le 2e producteur mondial de haricots verts, le 8e producteur mondial de kiwis, le 1er producteur mondial de fibres et étoupes de lin, le 8e producteur mondial de maïs frais, le 9e producteur mondial de moutarde, le 10e producteur mondial de myrtilles, le 8e producteur mondial de noisettes, le 9e producteur mondial de noix, le 4e producteur mondial d'œillettes, le 2e producteur mondial d'orge, le 5e producteur mondial de poireaux, le 3e producteur mondial de pois frais, le 7e producteur mondial de pois secs, le 9e producteur mondial de pommes, le 8e producteur mondial de pommes de terre, le 2e producteur mondial de racines de chicorée, le 5e producteur mondial de raisins, le 3e producteur mondial de sarrasin, le 2e producteur mondial de betteraves à sucre et le 3e producteur mondial de triticales.
Les émissions de gaz à effet de serre par l'agriculture française ont diminué au cours des dernières années, passant de 76 198 tonnes équivalent CO2 en 1995 à 69 353 tonnes équivalent CO2 en 2016, soit une baisse d'environ 10 %.

#### Tourisme

La Joconde est le plus célèbre des tableaux, en exposition permanente au musée du Louvre, le musée le plus visité du monde.

La France est la première destination touristique au monde (89 millions d'arrivées de touristes internationaux en 2019) ; cependant, elle se classe sixième en nombre de séjours hôteliers, comptant 137 millions de nuits, derrière les États-Unis (345 millions), l'Espagne (299), l'Italie (221), la Chine (196) et le Royaume Uni (161), et troisième (derrière les États-Unis et l'Espagne) par les recettes du tourisme international. En 2024, la France devient le premier pays à dépasser la barre symbolique des 100 millions de touristes étrangers sur une année calendaire.
L'attrait touristique de la France s'explique par le grand nombre et la grande variété de ses lieux touristiques, la diversité de ses paysages, la richesse de son patrimoine gastronomique, historique, culturel et artistique, son climat tempéré et ses facilités d'accès et d'infrastructures de transport, ainsi que par l'équipement important et varié du pays en structures d'accueil (hôtellerie, restauration, parcs d'attractions, etc.). Ainsi, chaque département français est un département touristique.
Les recettes liées au tourisme international en France s'élèvent pour l'année 2017 à 69,89 milliards de dollars américains. Ainsi, la France est le deuxième pays aux recettes touristiques les plus élevées, derrière les États-Unis et devant l'Espagne et la Thaïlande. En 2015, la consommation touristique intérieure s'élève à 160 milliards d'euros, soit 7,2 % du PIB de la France.
En 2017, Paris est la 3e ville la plus visitée au monde, avec 17,44 millions de touristes internationaux ; elle est devancée par Londres (19,83 millions de touristes) et Bangkok (20,05 millions de touristes). Cependant, si l'on considère Paris en tant qu'agglomération (comme c'est le cas pour Londres et Bangkok dans le classement car, dans leurs cas, la ville-centre se confond avec l'agglomération contrairement à Paris), le nombre de touristes internationaux monte à 33,8 millions. Le musée du Louvre est le musée le plus visité au monde (10 millions de visiteurs en 2018) et Notre-Dame de Paris est le monument le plus visité d'Europe (14 millions de visiteurs en 2018).

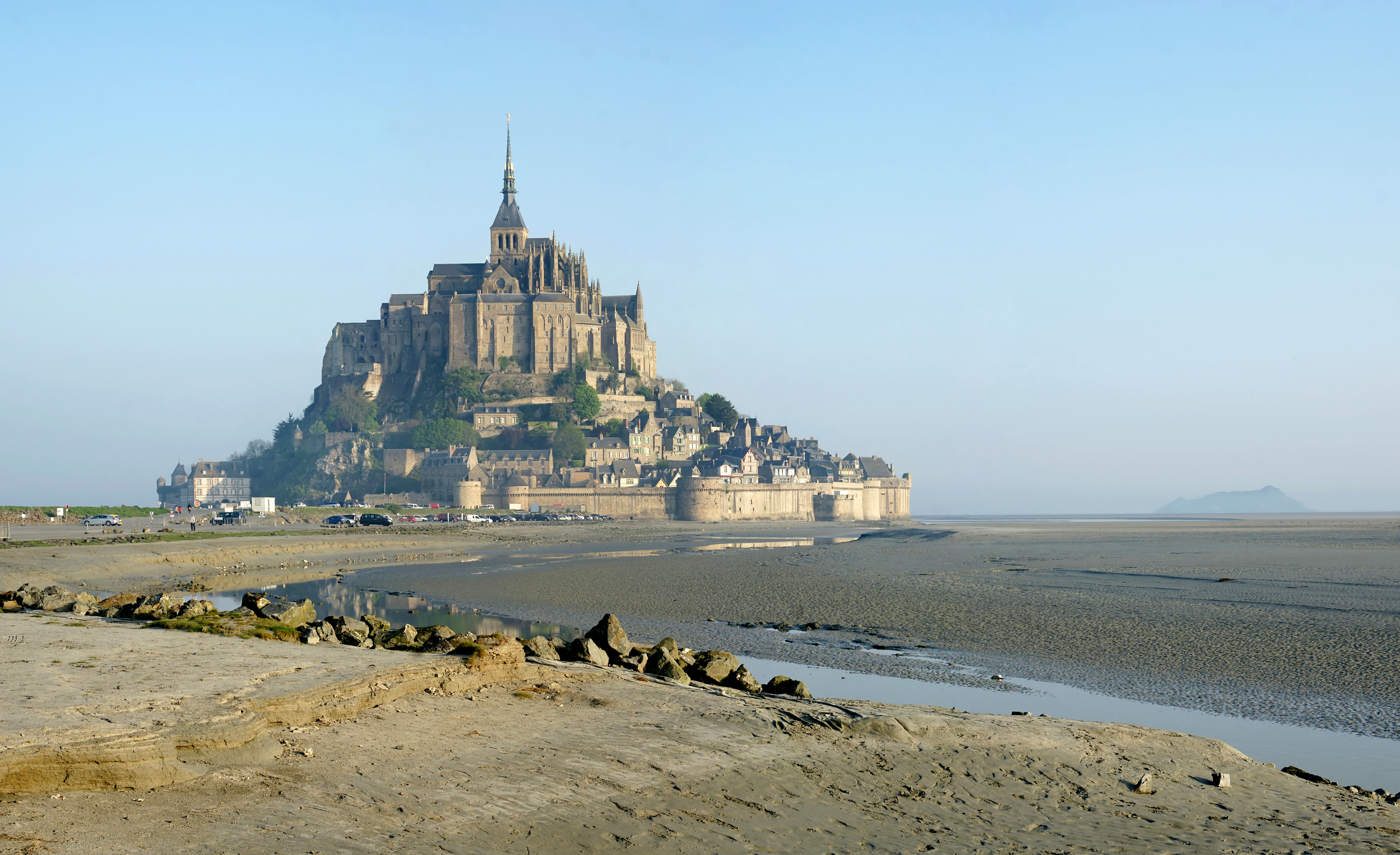
Le mont Saint-Michel est l'un des monuments les plus visités et les plus reconnaissables en France. Il est le premier des 45 sites du patrimoine mondial de l'UNESCO en France.

Les motifs de ce tourisme sont variés. Il s'agit tout à la fois d'un tourisme culturel (notamment à Paris), balnéaire (notamment sur la Côte d'Azur), naturel, d'affaires (Paris est la première destination mondiale pour ce type de tourisme), de loisirs (Disneyland Paris est de loin le parc d'attractions le plus fréquenté d'Europe) et de sports d'hiver (dans les Alpes du Nord notamment, réputées pour être un bon domaine skiable). Les sites touristiques payants les plus fréquentés sont, dans leur majorité, situés en Île-de-France (Disneyland Paris, musée du Louvre, tour Eiffel, château de Versailles…) ; quelques sites de région attirent également de nombreux touristes, comme les châteaux de la Loire, le mont Saint-Michel, Rocamadour, le château du Haut-Koenigsbourg, le musée Unterlinden de Colmar, le centre Pompidou-Metz ou le parc du Futuroscope.

#### Commerce et artisanat
Depuis les années 1970, le secteur du commerce a été bouleversé par l'irruption de la grande distribution, qui représente les deux tiers des dépenses alimentaires des Français en 2008. Par conséquent, de nombreux petits commerces ont disparu, même si l'on assiste en 2009 à une timide reprise, notamment dans les centres-villes. La puissance de quelques grandes entreprises de la grande distribution — Carrefour par exemple est le deuxième groupe mondial du secteur — leur permet d'imposer, dans une certaine mesure, des prix bas aux producteurs.
Malgré la concurrence des entreprises industrielles, l'artisanat de son côté est parvenu à conserver une place importante dans l'économie française.

#### Industrie
La France est la quatrième puissance industrielle mondiale. Malgré la tertiarisation de l'économie française, les entreprises industrielles représentaient 12,6 % du PIB et 96,5 % des exportations françaises en 2014.
Son industrie est caractérisée par des évolutions contrastées : à côté d'industries modernes et dynamiques, qui font de la France l'un des chefs de file mondiaux dans de nombreux domaines (automobile, aéronautique, aérospatiale, agroalimentaire, électronique, nucléaire civil, pharmacie, cosmétique, luxe…), de nombreuses industries traditionnelles (mines, textile, bois, chaussure, construction navale, sidérurgie…) voient leurs effectifs et leurs chiffres d'affaires chuter, obligeant des régions entières (Nord-Pas-de-Calais et Lorraine notamment) à une douloureuse reconversion. À la décentralisation industrielle des années 1960, qui a permis le développement de nombreuses villes de l'ouest et du sud du pays, a succédé une période de croissance faible de la production industrielle, qui s'explique parfois par des délocalisations vers des pays à la main-d'œuvre peu onéreuse.
Même si la production se fait de plus en plus souvent à l'étranger, les entreprises françaises restent prédominantes dans de nombreux domaines, certaines occupent la première place du marché mondial dans leur domaine (par exemple L'Oréal dans les cosmétiques ou Michelin dans les pneumatiques). En 2018, 28 entreprises françaises figurent dans le classement Global 500 du magazine Fortune, ainsi la France est le cinquième pays avec le plus d'entreprises dans le classement, derrière les États-Unis, la Chine, l'Allemagne et le Japon. Les six entreprises françaises figurant dans le top 100 sont Axa (rang 27), Total (rang 28), BNP Paribas (rang 44), Carrefour (rang 68), Crédit agricole (rang 82) et EDF (rang 94).
L'industrie française de l'armement représente 165 000 emplois en 2013. Elle couvre un large spectre avec notamment la construction navale (Naval Group), l'aviation militaire (Dassault Aviation, Airbus, Safran) et les systèmes d'armement (MBDA, Thales), la fabrication de véhicules blindés (Nexter, Arquus). L'ensemble du complexe militaro-industriel est coordonné par la direction générale de l'Armement (DGA). La France est en outre un acteur mondial majeur dans le secteur de la défense : les exportations d'armement de la France atteignaient 16 milliards d'euros en 2015 et plus de 20 milliards d'euros en 2016.

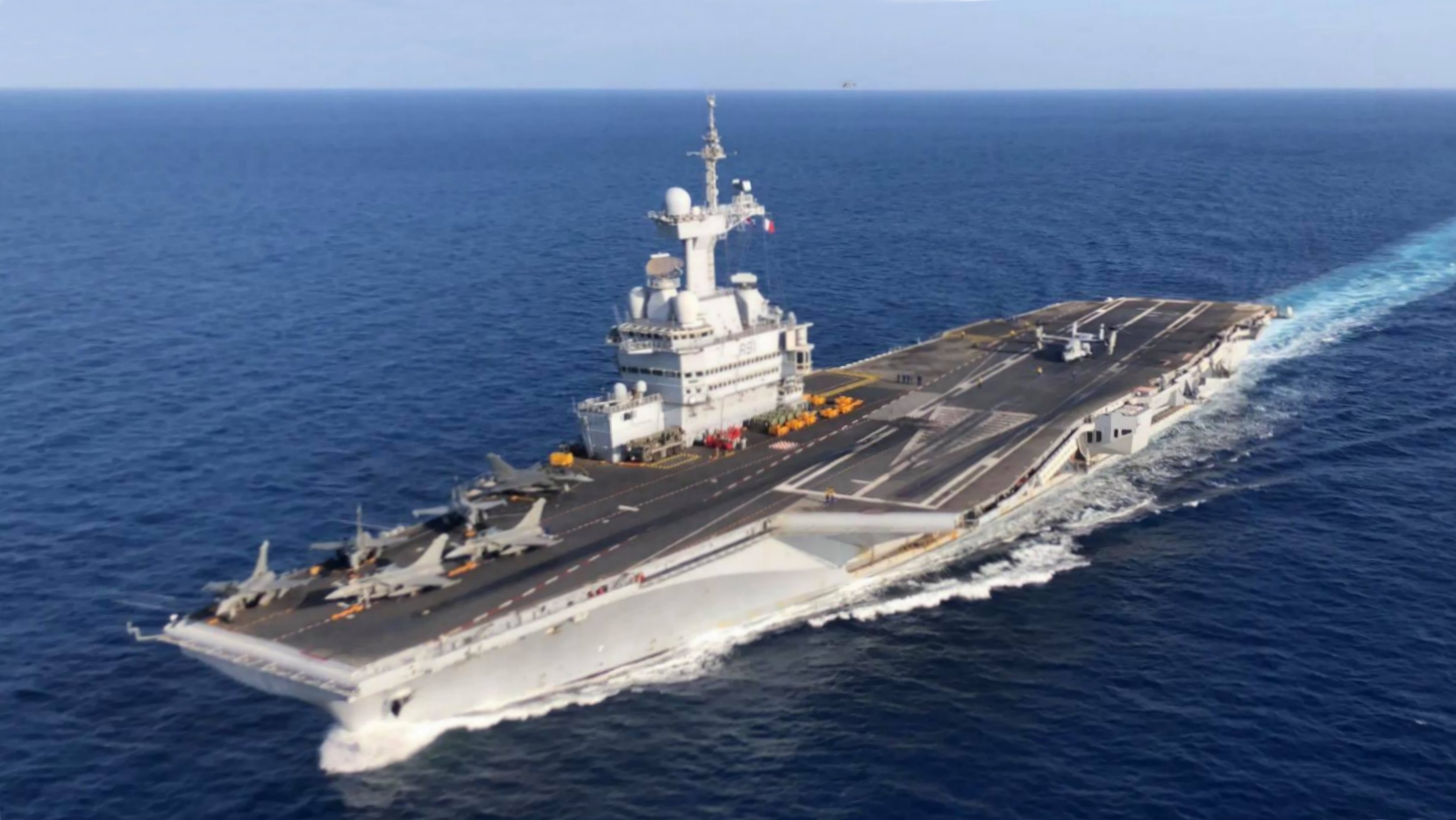
Porte-avions Charles de Gaulle.
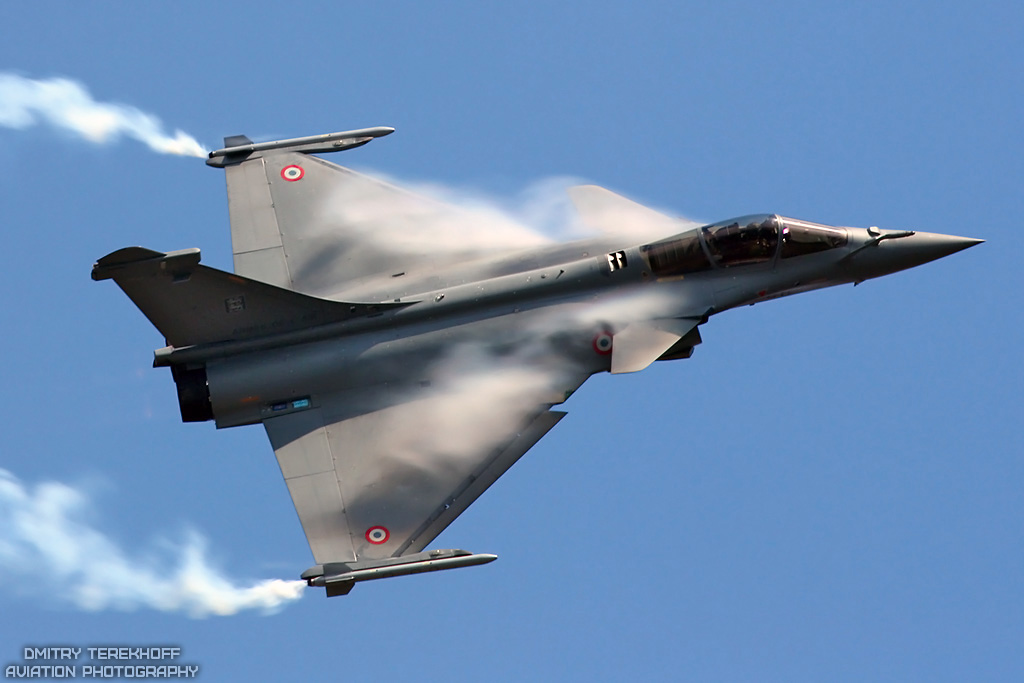
Dassault Rafale.
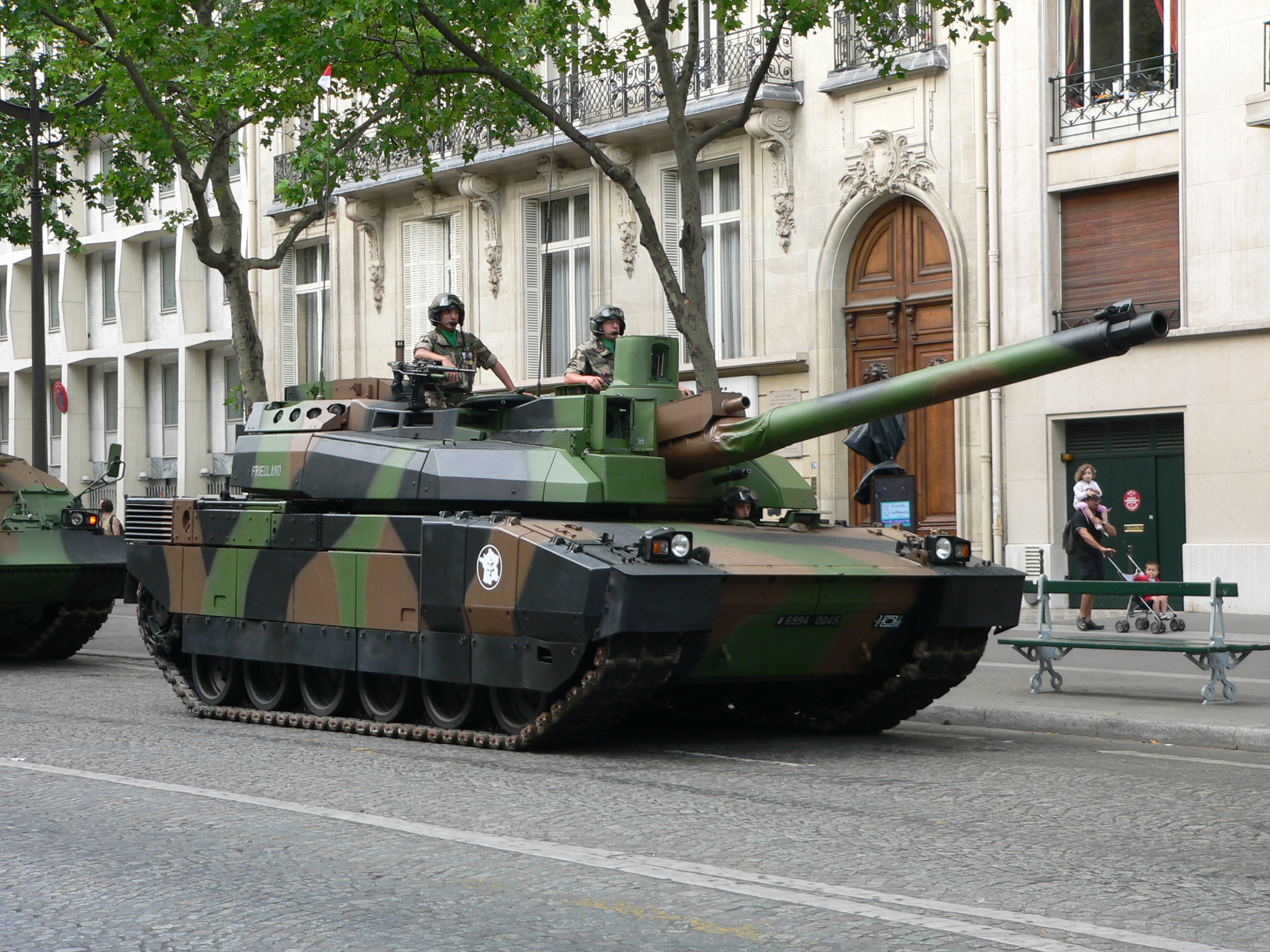
Char Leclerc.

#### Énergie

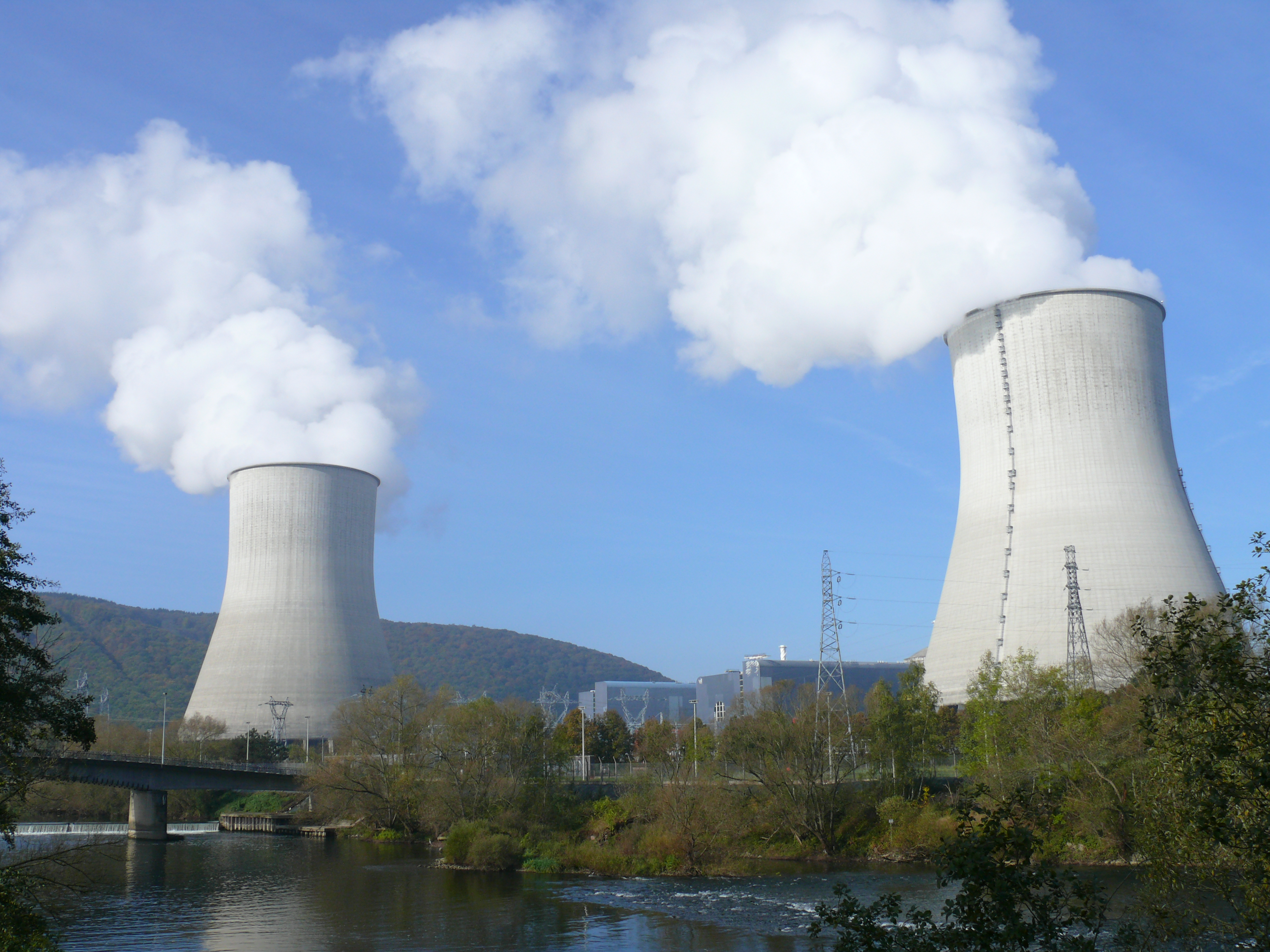
La centrale nucléaire de Chooz.

Après la disparition complète de la production française de charbon en 2005, le pétrole, le gaz et surtout l'électricité sont les principales énergies consommées en France. Si la France ne produit plus de pétrole brut que de façon marginale, les treize raffineries implantées sur le territoire permettent de satisfaire plus de 90 % de la demande nationale. Le groupe français Total, qui possède des concessions dans le monde entier, est la sixième entreprise mondiale et la cinquième du secteur. La part du gaz dans la consommation énergétique française a fortement augmenté depuis les années 1970, mais il s'agit à 97 % de gaz importé, notamment de Russie, d'Algérie et de la mer du Nord. En revanche, la France produit plus d'électricité qu'elle n'en consomme, notamment grâce à 56 réacteurs nucléaires en 2021 (le deuxième parc mondial après le parc américain) qui produisaient en 2013 près de 74 % de l'électricité du pays, permettant à l'électricité française d'être très peu carbonée, mais dont le bilan environnemental est l'objet de débats. La France possède la plus puissante centrale nucléaire d'Europe de l'Ouest à Gravelines, exploitée par EDF. Quant aux énergies renouvelables, leur part dans la production électrique française augmente et représente en 2019 17,2 % de la consommation finale brute d'énergie, en grande partie grâce à l'hydroélectrique.

#### Une nation avec un programme spatial autonome dans un cadre européen

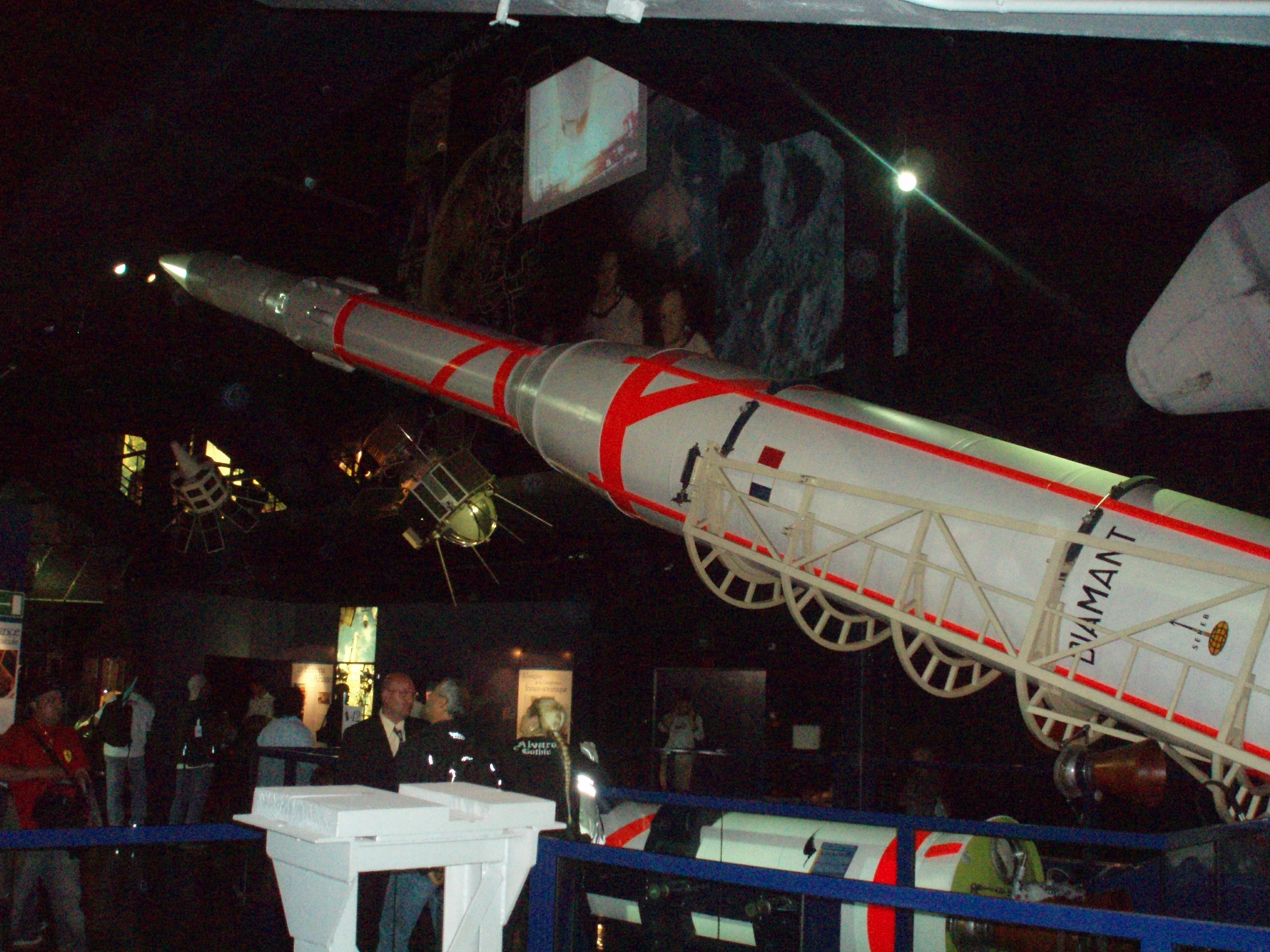
Le lanceur Diamant.

Outre l'aviation civile, le général de Gaulle fait de l'espace une priorité nationale pour préserver l'indépendance de la France. La plus importante agence spatiale en Europe, le Centre national d'études spatiales (CNES) est créé en 1961 et permet à la France de devenir, en 1965, la troisième nation, après l'Union soviétique (Spoutnik 1, 1957) et les États-Unis (Explorer 1, 1958), à envoyer un satellite dans l'espace par ses propres moyens. En 1963, la chatte Félicette embarque dans la sonde Véronique pour devenir le premier chat dans l'espace et revient vivante. La fusée Diamant A envoie le satellite Astérix A1 depuis la base d'Hammaguir (Algérie). En 1973, la France propose aux pays européens un lanceur commun, Ariane, exploité par l'Agence spatiale européenne depuis 1975 depuis le sol français, au Centre spatial guyanais. Le programme continue depuis et constitue un important succès technologique et commercial. En 2011, le lanceur russe Soyouz décolle pour la première fois du sol français, marquant le début d'une collaboration très poussée avec le secteur spatial russe.

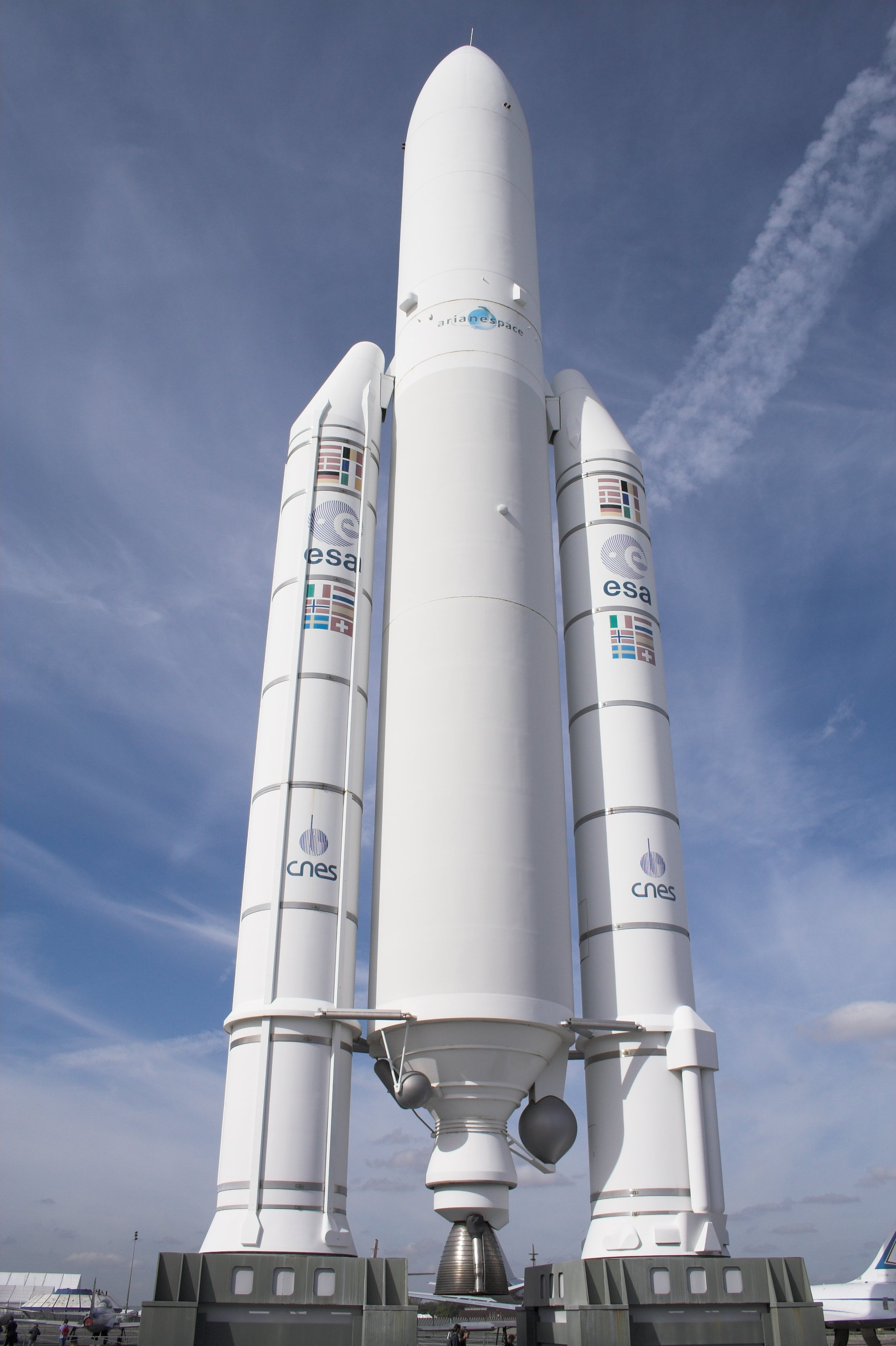
Maquette d'Ariane 5 au Bourget.

Enfin, la France participe au projet Galiléo est le système européen de positionnement par satellite visant à concurrencer le système américain GPS, ainsi qu'à diverses sondes d'exploration interplanétaires (Rosetta, BepiColombo, Mars Express, etc.).

#### Recherche
La France consacre une part moyennement élevée de son PIB à la recherche et développement (2,02 % en 2009), mais ces dépenses sont davantage financées par le secteur public (41 % en 2008) et consacrées à la recherche fondamentale que dans les autres pays de l'Union européenne et a fortiori de l'OCDE. Si la recherche française est à l'origine de nombreuses découvertes et a été récompensée à de multiples reprises (voir infra), le nombre de brevets déposés par des entreprises françaises est relativement faible, d'autant que les relations entre les entreprises privées et la recherche publique sont souvent jugées médiocres.
En 2015, environ 280 000 chercheurs travaillaient en France, dont 170 000 en entreprise et 110 000 dans la fonction publique. Ces derniers sont regroupés dans des universités ou dans des établissements publics comme le CNRS (généraliste), le CEA (nucléaire), l'INRIA (informatique et mathématiques appliquées), l'INRA (agronomie). Parmi ces établissements, le LETI se positionne comme l'un des principaux laboratoires en microélectronique et nanotechnologies dans le monde, jouxtant le complexe Minatec, principal centre de recherche en Europe sur les nanotechnologies.
La France accueille par ailleurs sur son territoire de grands instruments de recherche internationaux comme l'European Synchrotron Radiation Facility, l'Institut Laue-Langevin ou l'Institut de radioastronomie millimétrique et demeure un acteur majeur du CERN. Depuis 2002, la plupart de ces centres de recherche sont organisés en réseaux avec des universités et des entreprises, pour former des pôles de compétitivité (71 en 2007).

#### Finance et assurance

Paris-La Défense, premier quartier d'affaires européen par l'étendue de son parc de bureaux[329], attire plus de huit millions de visiteurs chaque année[330].

Le secteur bancaire français a longtemps été caractérisé par sa faible concentration, par la ferme réglementation qui l'encadrait et par la part importante du secteur public, mais cette situation a changé au cours des années 1990 et 2000. Les banques françaises BNP Paribas, Société générale et Crédit agricole se placent respectivement aux quatrième, neuvième et dixième places mondiales du secteur en 2009. Le secteur des assurances occupe également une place importante dans l'économie française, Axa étant la première compagnie d'assurance européenne.
La bourse de Paris, filiale d'Euronext depuis 2000, est le marché officiel des actions en France. L'indice CAC 40 est un indice pondéré en fonction de la capitalisation boursière flottante qui reflète la performance des 40 actions les plus importantes et les plus activement échangées cotées sur Euronext Paris. Au 30 septembre 2020, la capitalisation boursière totale des composantes du CAC 40 était de 1 529 milliards d'euros. La capitalisation boursière médiane des composantes de l'indice était de 23,77 milliards d'euros, et LVMH, Sanofi et Total étaient les trois plus grosses entreprises de l'indice,.

### Place de la France dans l'économie mondiale
En 2018, selon le FMI, le PIB nominal de la France s'élevait à 2 775,25 milliards de dollars ; selon ce critère, la France est la 7e économie mondiale. Selon le Crédit suisse, la France disposait en 2018 d'une richesse totale (en) estimée à 13 883 milliards de dollars, faisant de la France le 6e pays la plus riche du monde et le 3e plus riche d'Europe selon ce critère.
D'après le Global Competitiveness Report 2018 publié par le Forum économique mondial, la France est la 17e (sur 140) économie la plus compétitive du monde (gain d'une place par rapport à l'année 2017). Le rapport salue la qualité des infrastructures françaises et le haut niveau de santé publique, mais il reproche à la France son nombre trop important de régulations, les faibles compétences numériques de sa main-d'œuvre, le nombre trop faible d'enseignants à l'école, le nombre trop élevé de barrières non tarifaires, le manque de flexibilité de son marché du travail et le niveau trop élevé d'imposition.
L'économie française est fortement extravertie, notamment vis-à-vis de ses partenaires européens (65 % des exportations françaises). Cette situation est en partie liée à l'épuisement ou à l'insuffisance des ressources minières et énergétiques du pays, qui l'obligent à importer, et à sa taille relativement réduite. Mais elle s'explique également par l'importance des exportations. Selon l'OMC, en 2017, la France est le 8e exportateur (535 milliards de dollars d'exportations) et le 6e importateur (625 milliards de dollars d'importations) mondial de marchandises. En ce qui concerne les services, elle en est le 4e exportateur (248 milliards de dollars d'exportations) et 4e importateur (240 milliards de dollars d'importations) mondial.
Néanmoins, le commerce extérieur de la France connaît d'importantes difficultés. Depuis 2004, la France connaît un déficit de sa balance commerciale, de plus en plus creusé (-75.4 milliards de dollars en 2009), une situation qui s'explique en partie par le niveau élevé de l'euro face au dollar. Entre 1990 et 2006, la part de marché mondiale de la France dans les exportations de marchandises est passée de 6,3 à 4,1 % ; la France n'est plus en 2009 que le cinquième importateur et le sixième exportateur mondial. Selon Eurostat, cette dégradation du commerce extérieur français serait en partie due à une augmentation des coûts salariaux horaires. Le solde commercial continue d'être déficitaire en 2017 : le solde des biens et services enregistre un déficit de 38,3 Md€ (26,8 Md€ en 2016). Cette dégradation reflète principalement la dynamique de la demande intérieure française portée par la reprise de la consommation des ménages et de l'investissement des entreprises qui ont soutenu les importations de biens : +6,8 % à 535,5 Md€ après +0,1 % en 2016. Par ailleurs, la facture énergétique (39 Md€) s'alourdit en 2017 et pèse fortement sur la balance commerciale, équivalant à 63 % du déficit total.
En 2024, la France est classée en 12e position pour l'indice mondial de l'innovation.

## Culture

La Liberté guidant le peuple (Eugène Delacroix, 1830) représente symboliquement la République française, associant sa culture à l'un des tenants de sa devise : Liberté, Égalité, Fraternité.

Au fil du temps, la France a été un lieu pour le développement des arts et de la culture. Des nombreux artistes français importants, ainsi que des immigrés, ont trouvé refuge dans le pays ; ils participent à la reconnaissance en Occident et dans le monde entier de sa riche tradition culturelle. La création du ministère de la Culture en 1959 a aidé à préserver le patrimoine culturel du pays et à le rendre accessible au public. Le ministère de la Culture a été très actif dans l'octroi de subventions aux artistes, la promotion de la culture française dans le monde, le soutien aux festivals et événements culturels, la protection des monuments historiques. Le gouvernement a également réussi à maintenir une exception culturelle pour défendre le cinéma français.

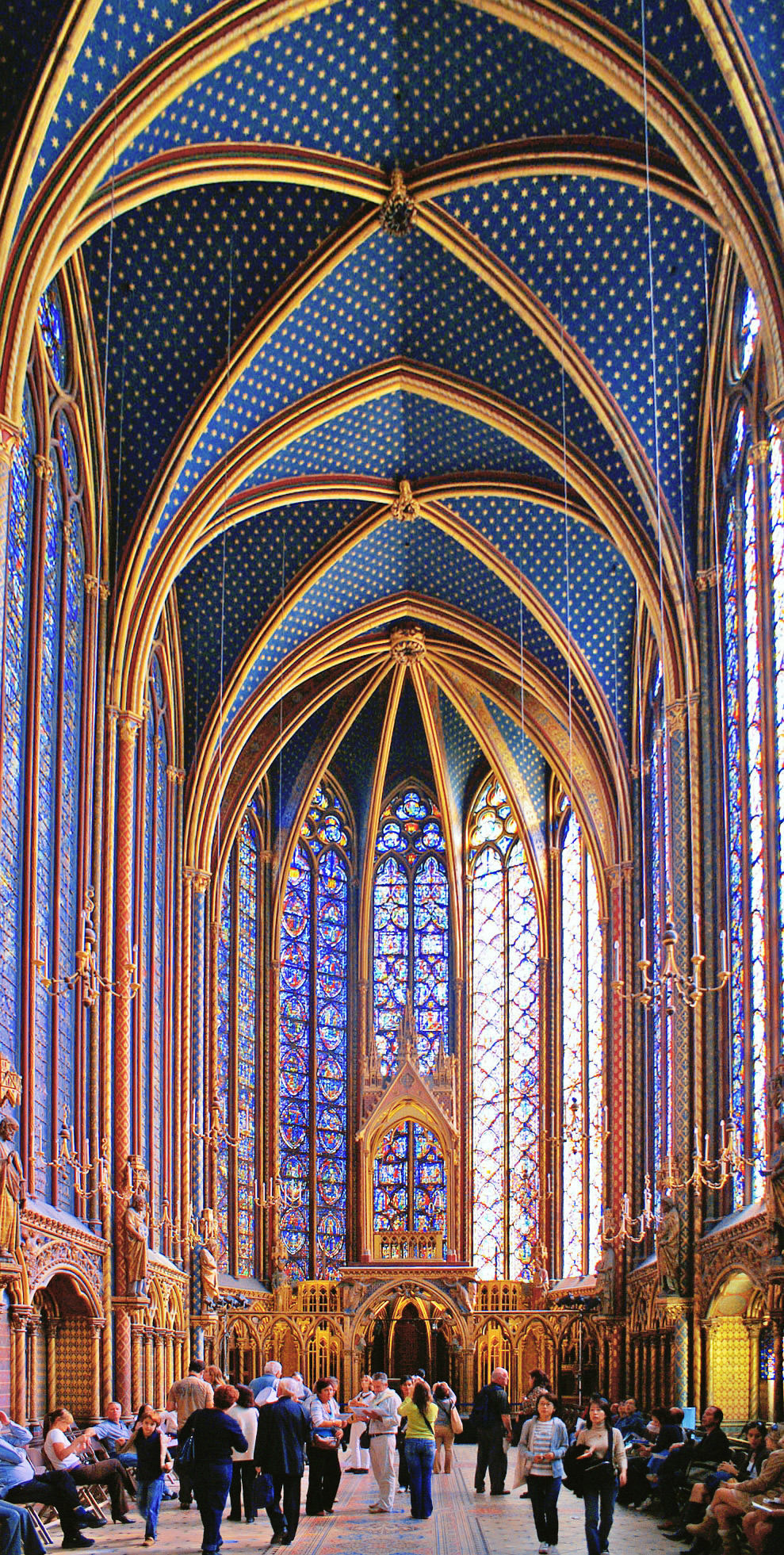
La Sainte Chapelle de Saint Louis illustre l'influence française du gothique sur l'architecture religieuse du XIIIe siècle.

Avec près de 90 millions de visiteurs en 2018, la France est la première destination touristique dans le monde, en grande partie grâce aux nombreux établissements culturels et bâtiments historiques implantés sur tout le territoire. Elle compte 1 200 musées accueillant plus de 50 millions de personnes chaque année. Les sites culturels les plus importants sont gérés par le gouvernement, par exemple, par l'intermédiaire du Centre des monuments nationaux, qui est responsable d'environ 85 monuments historiques nationaux.

### Listes du patrimoine mondial
En 2024, l'UNESCO recensait 53 sites inscrits en France, dont 44 culturels et 2 mixtes sur la liste du patrimoine mondial, ce qui en fait le troisième pays du monde en nombre de sites bénéficiant de la reconnaissance mondiale, avec l'Allemagne,
Le patrimoine français inscrit sur la liste du patrimoine mondial comporte à la fois des sites archéologiques (sites palafittiques), des édifices d'architecture religieuse (l'abbaye de Fontenay par exemple), civile (les châteaux de la Loire), industrielle (la saline royale d'Arc-et-Senans), militaire (les sites majeurs fortifiés par Vauban) et urbaine (la place Stanislas de Nancy, le centre historique de Strasbourg). Il comporte des exemples de toutes les époques, depuis les sites préhistoriques (la grotte Chauvet) à l'architecture d'après-guerre (le centre reconstruit du Havre), en passant par des chefs-d'œuvre de l'architecture romaine (le pont du Gard), romane (l'abbaye de Saint-Savin-sur-Gartempe), gothique (la cathédrale de Chartres) et classique (le canal du Midi). Il comprend également de vastes ensembles qui démontrent la forte interaction entre la culture française et le patrimoine naturel, tels les parcs et jardins (Versailles), les ensembles viticoles (vignobles de Bourgogne et de Champagne), les aménagements de la Loire, le canal du Midi, les Causses et les Cévennes, le Mont-Perdu et les Îles Marquises.

Sites inscrits au patrimoine mondial de l'UNESCO
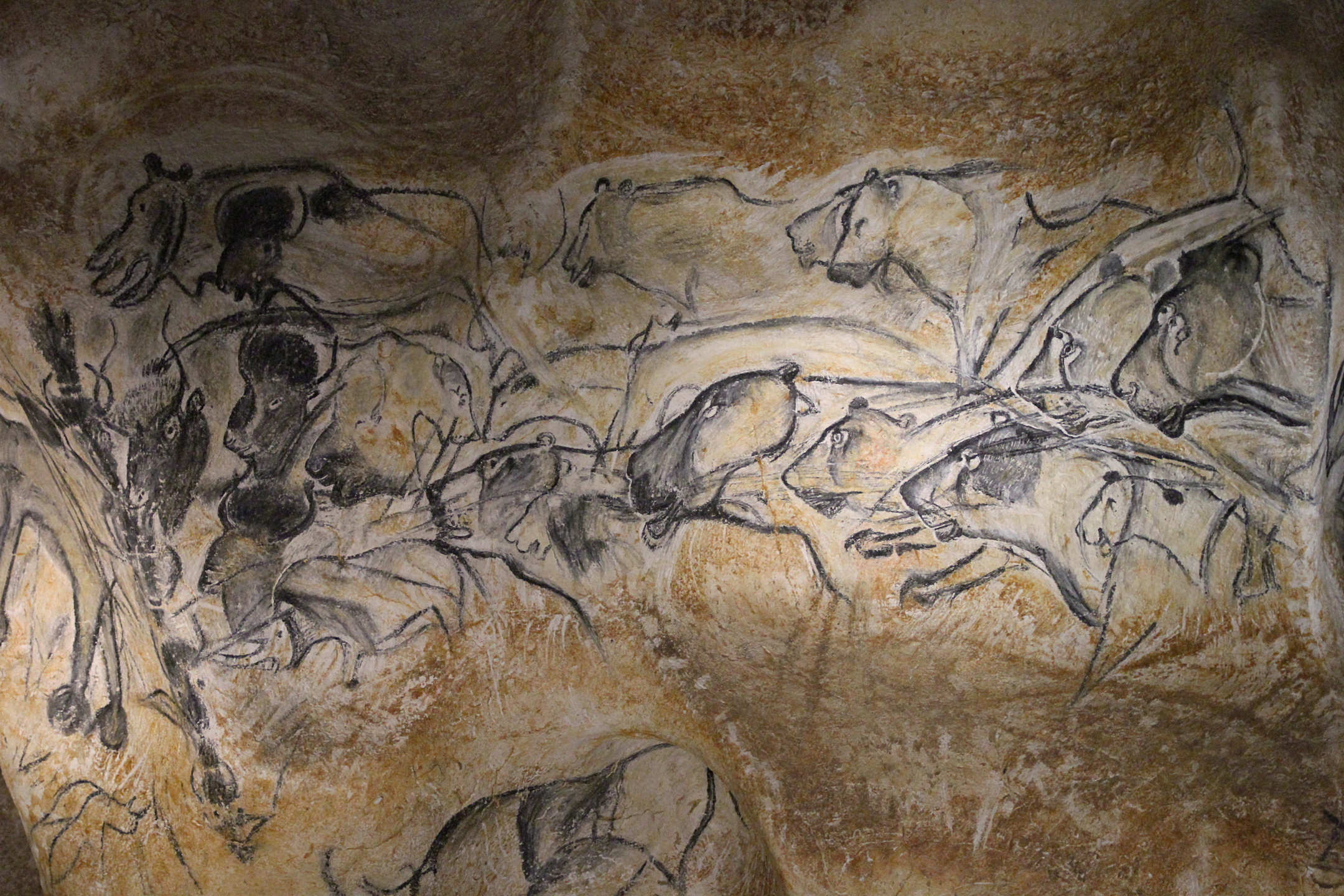
La grotte Chauvet.
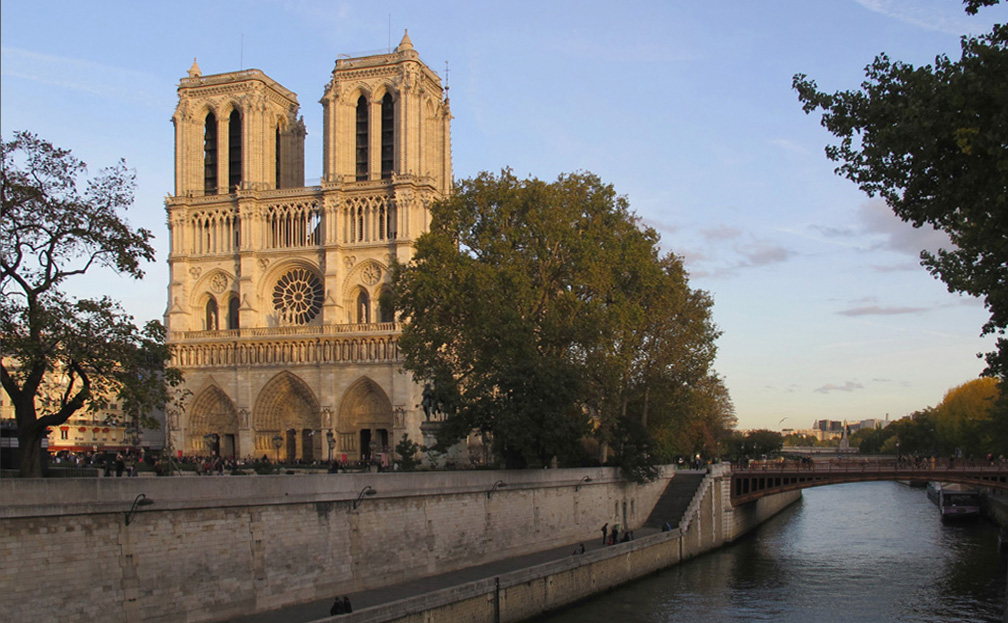
La cathédrale Notre-Dame de Paris.
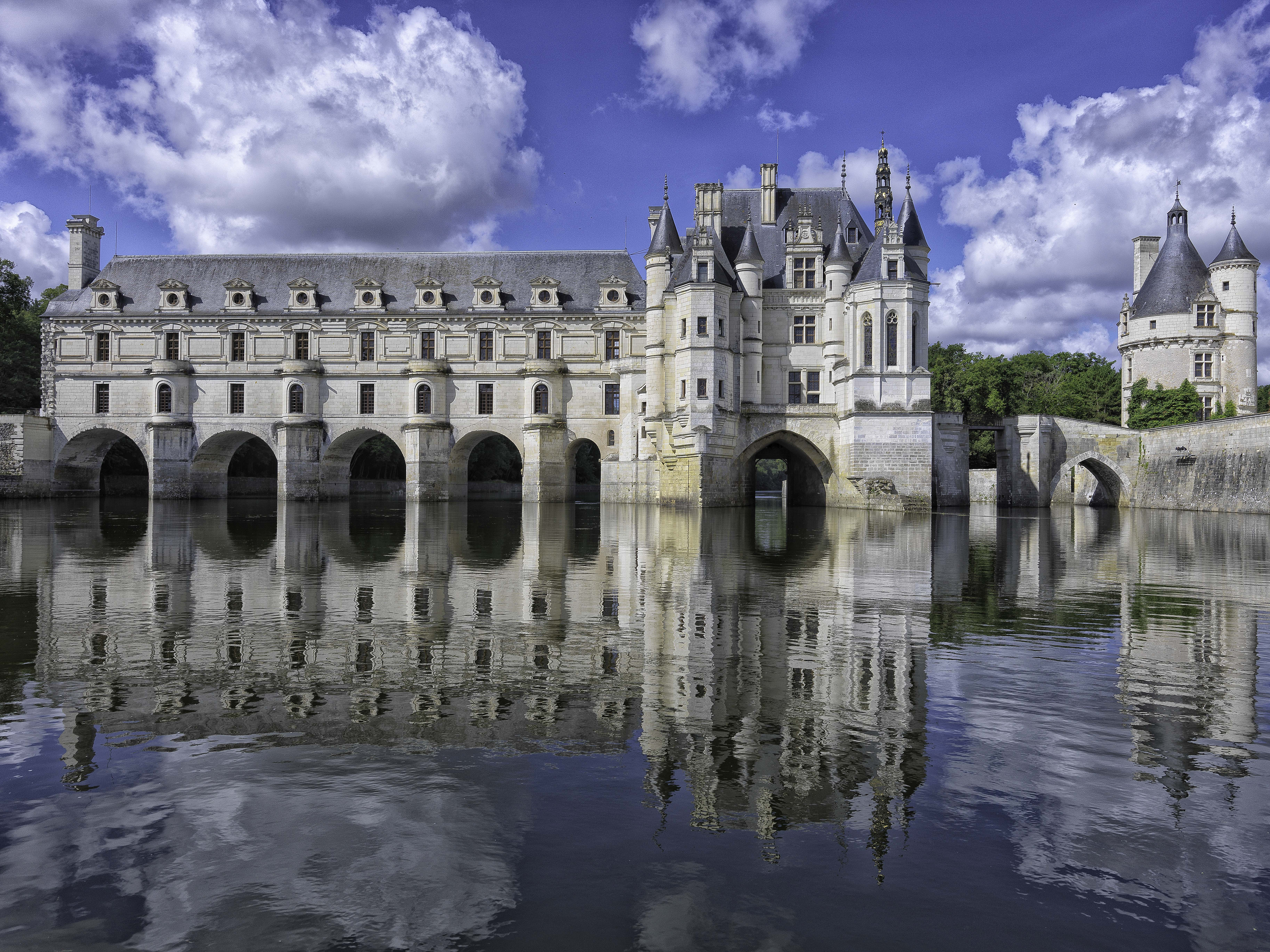
Le château de Chenonceau (Val de Loire).
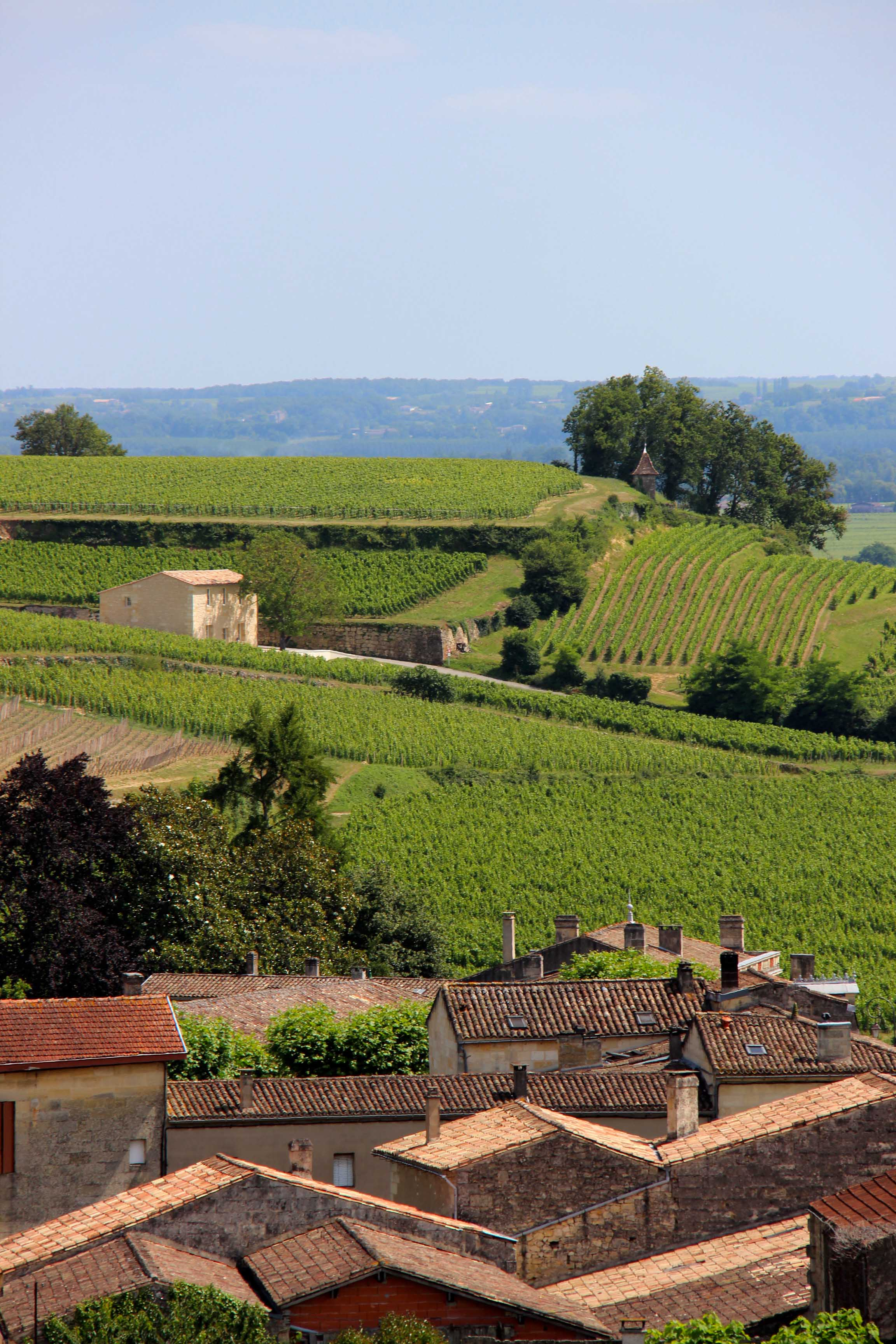
La Juridiction de Saint-Émilion.
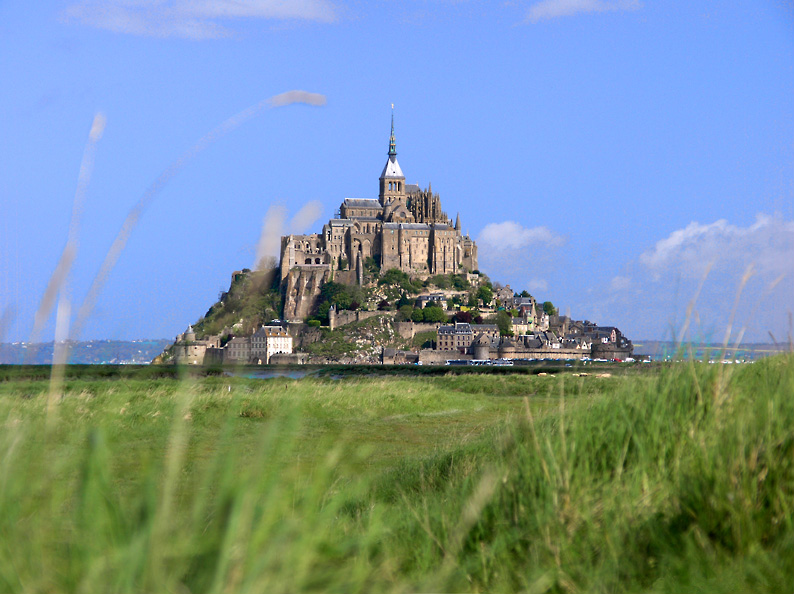
Le mont Saint-Michel.
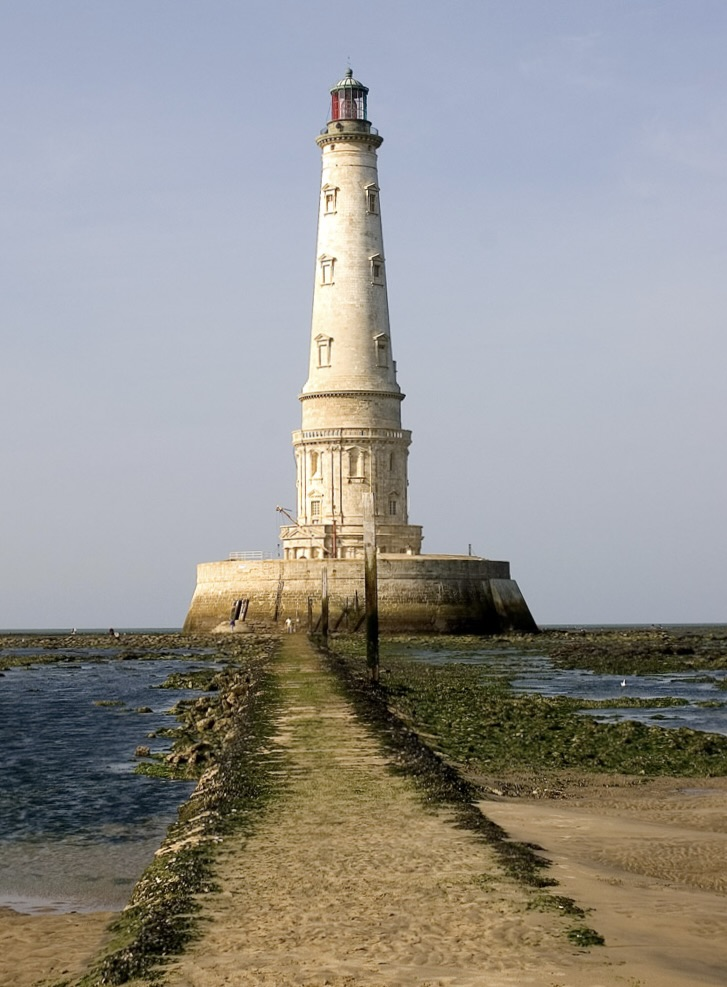
Le phare de Cordouan.
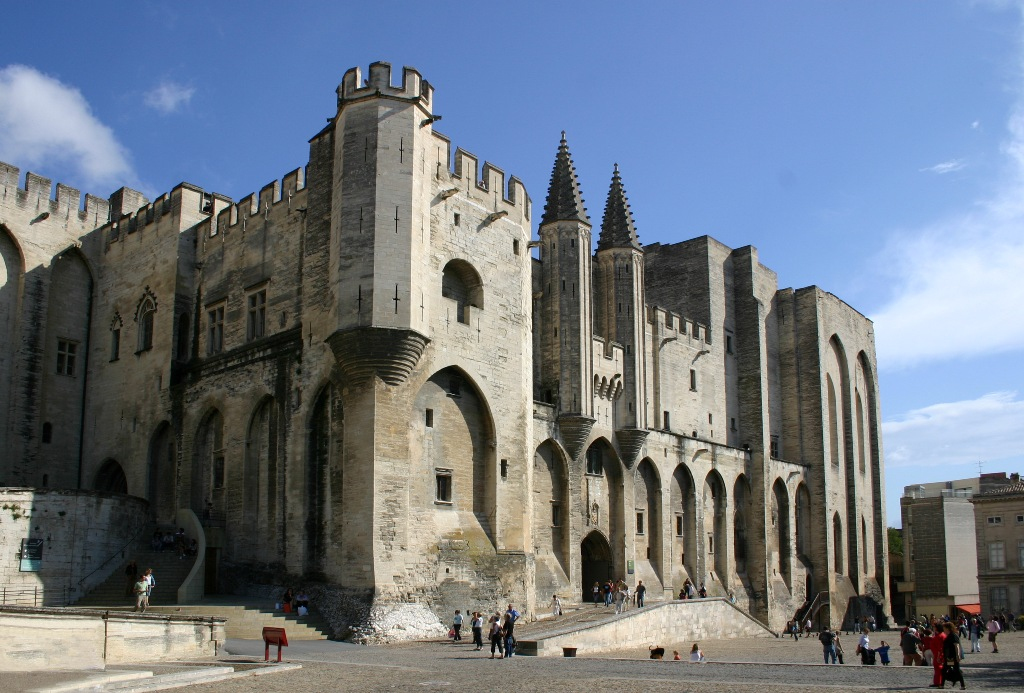
Le Palais des papes d'Avignon.
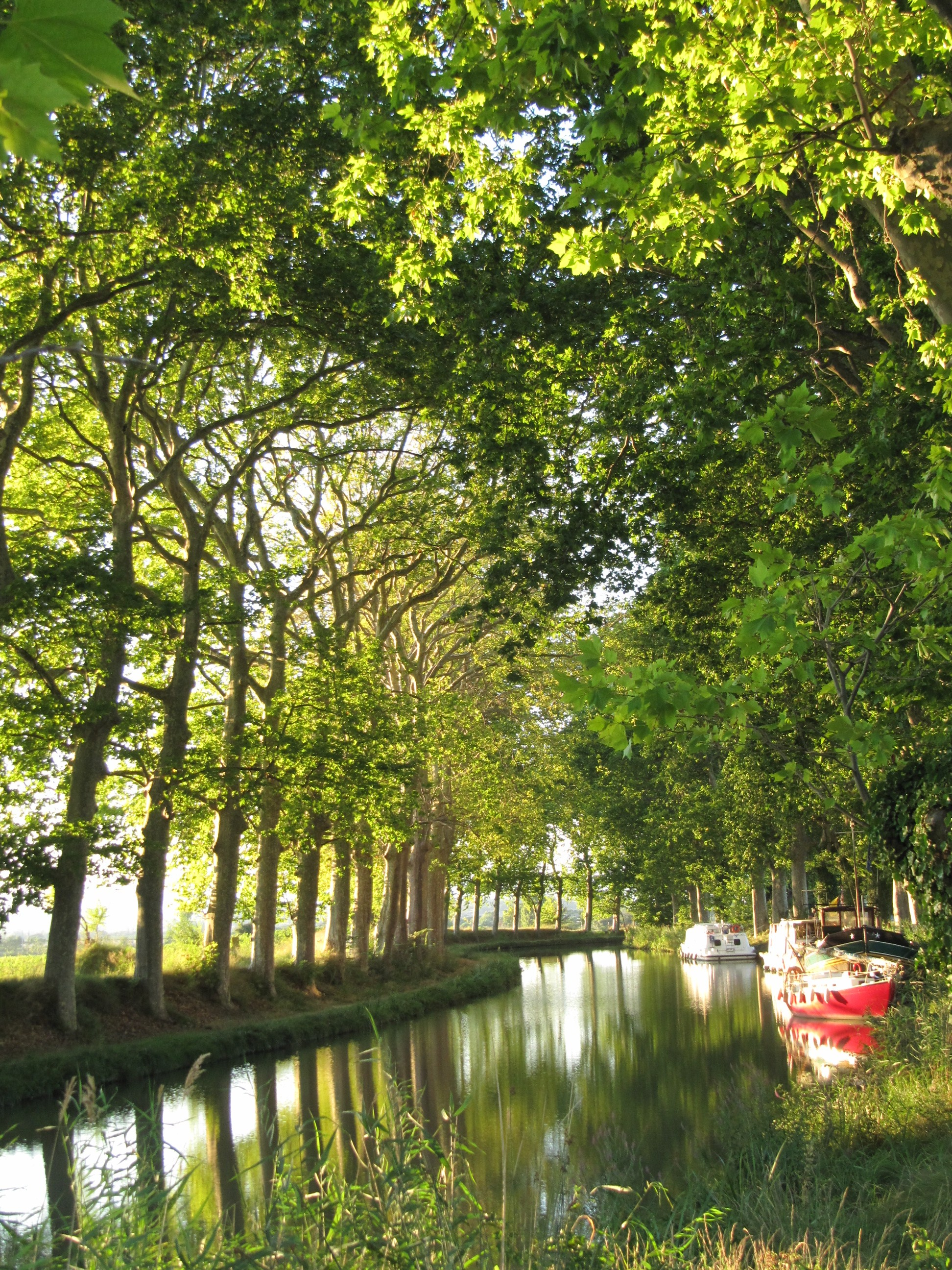
Le canal du Midi.
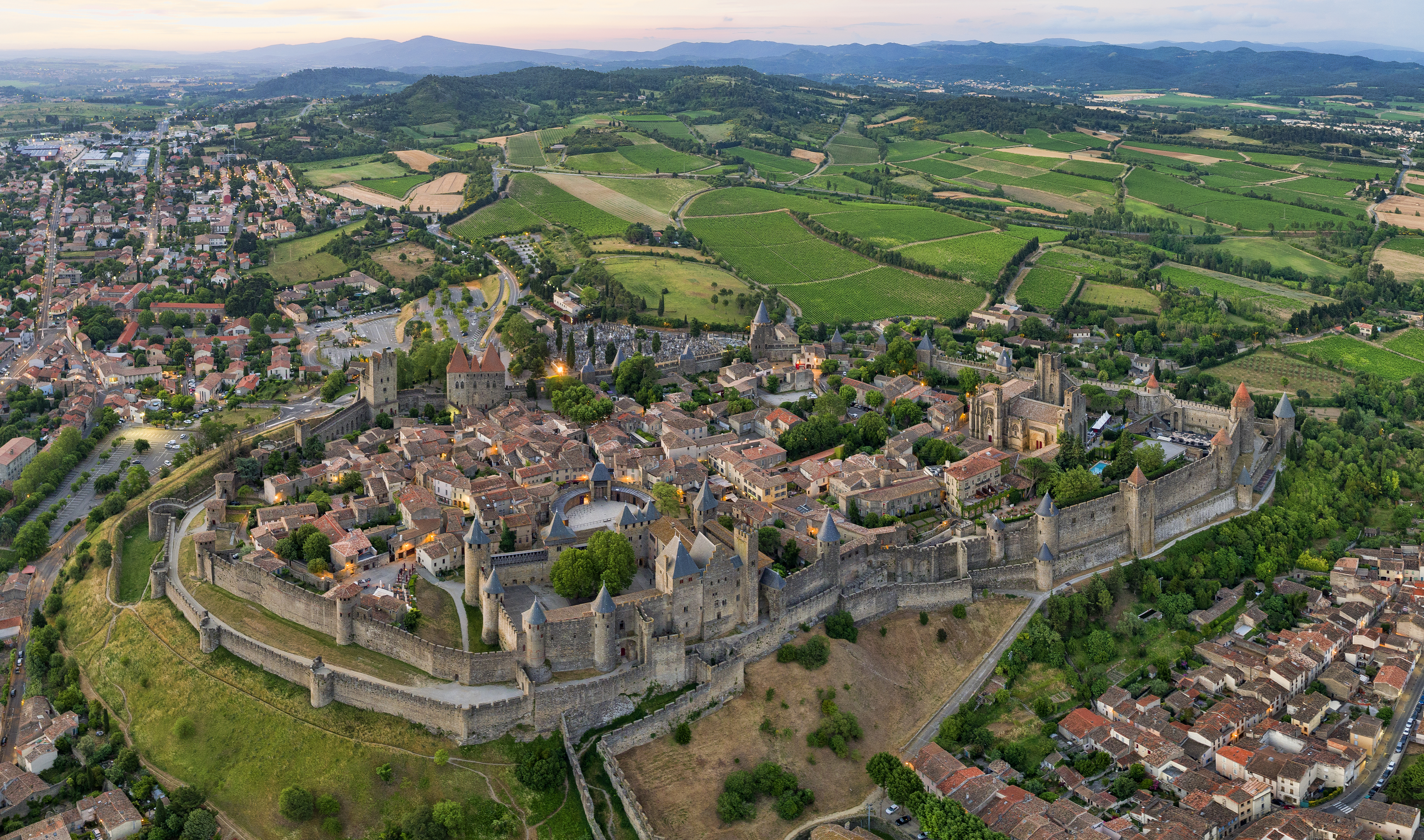
La cité de Carcassonne.
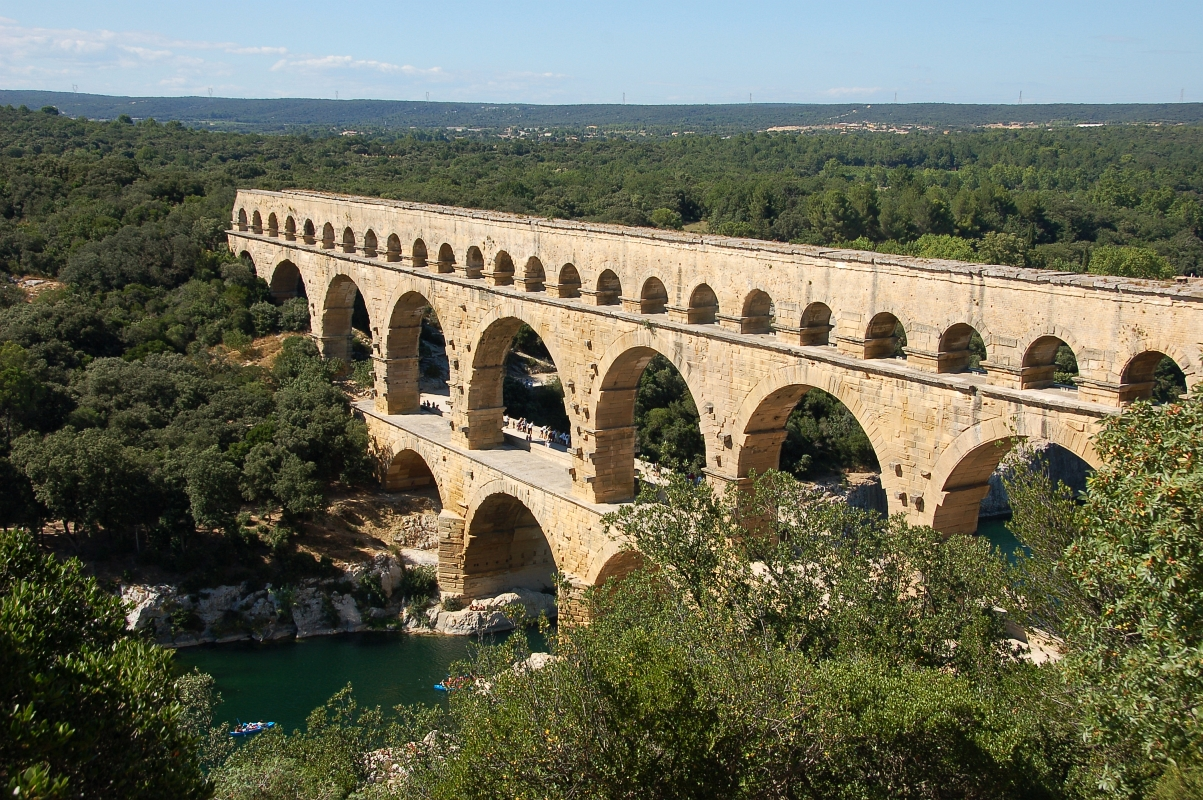
Le pont du Gard.
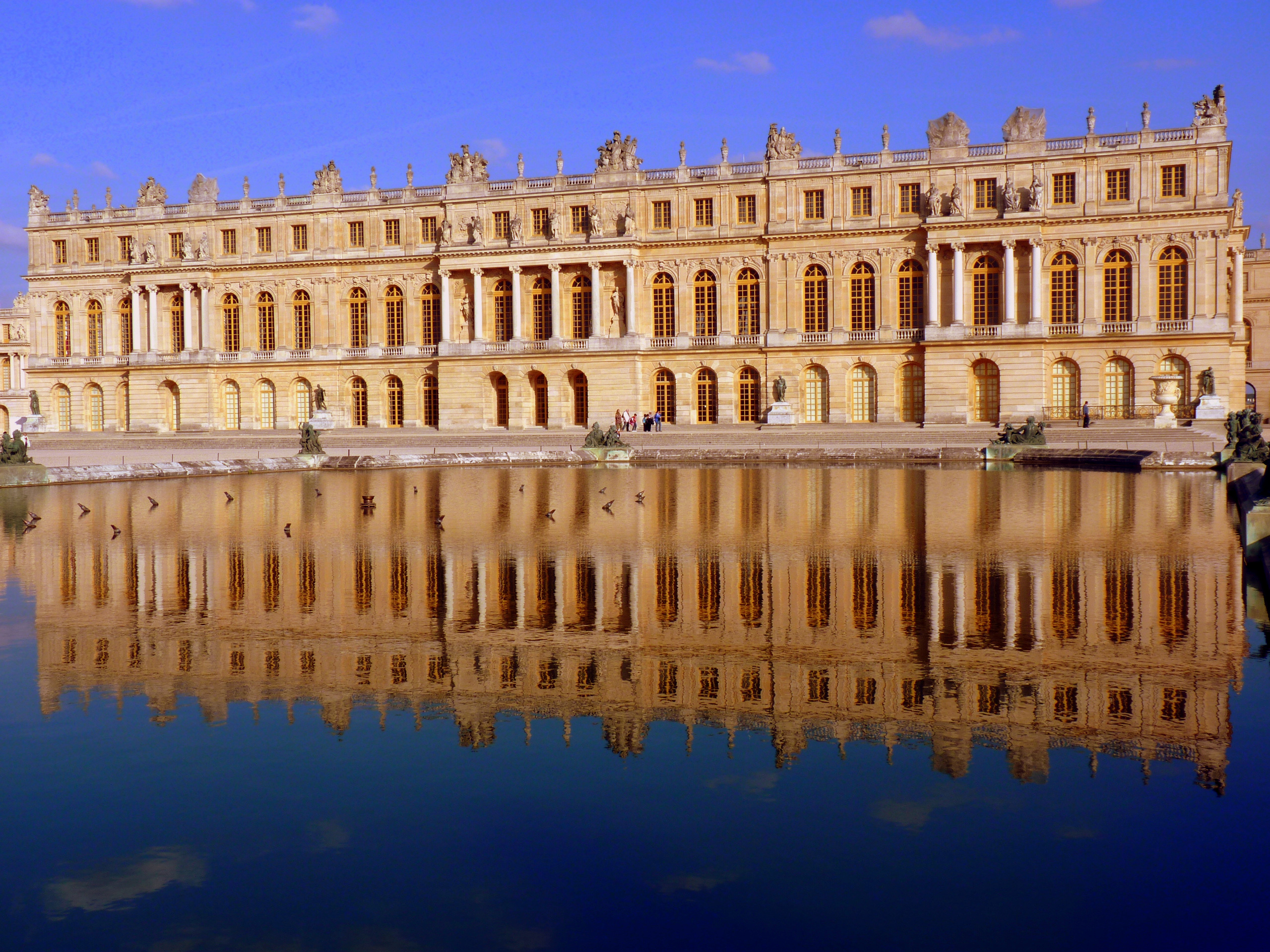
Le château de Versailles, chef-d'œuvre de l'architecture classique ou baroque[347] du XVIIe siècle.
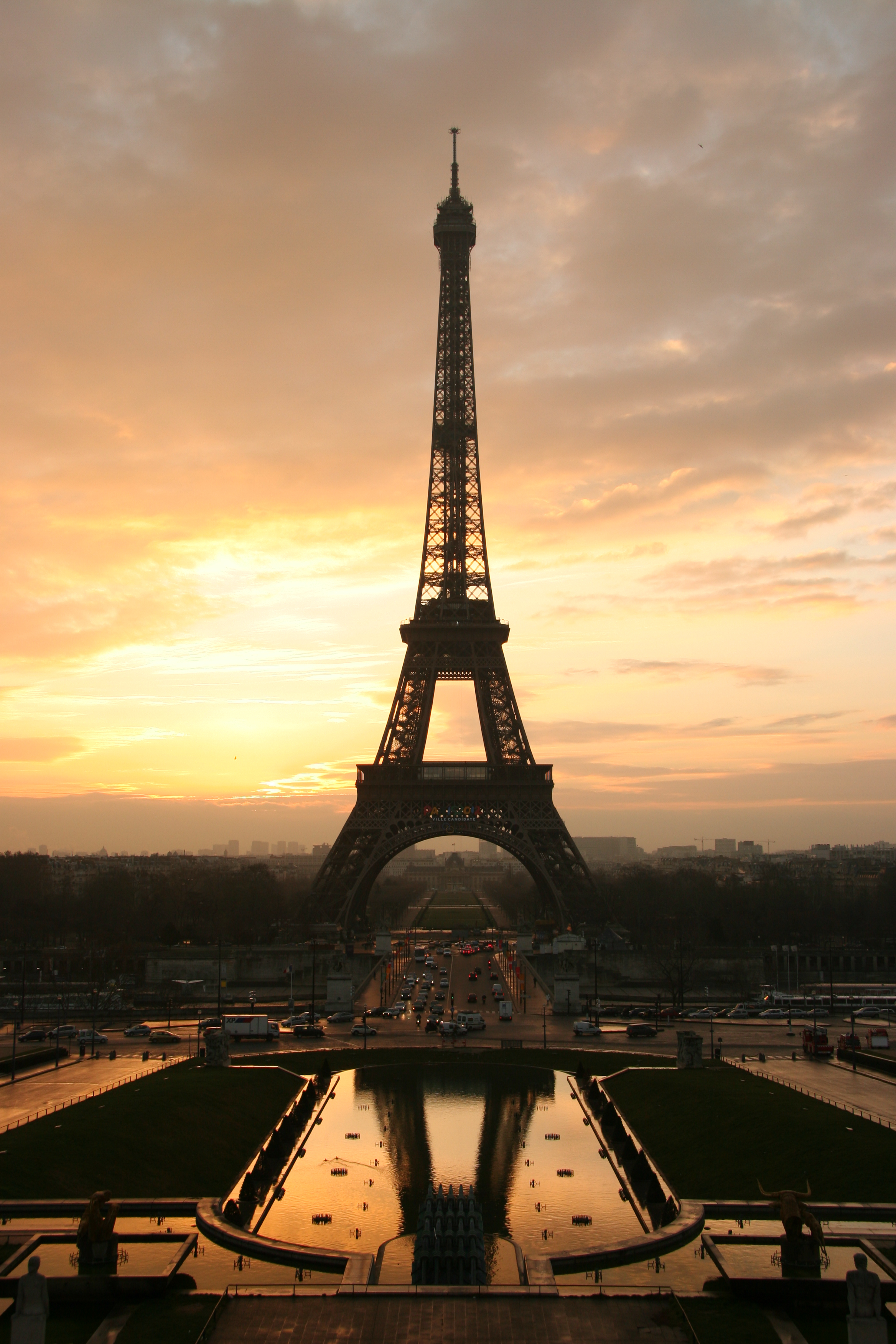
Monument le plus visité au monde[348], la tour Eiffel est une icône de Paris et de la France.
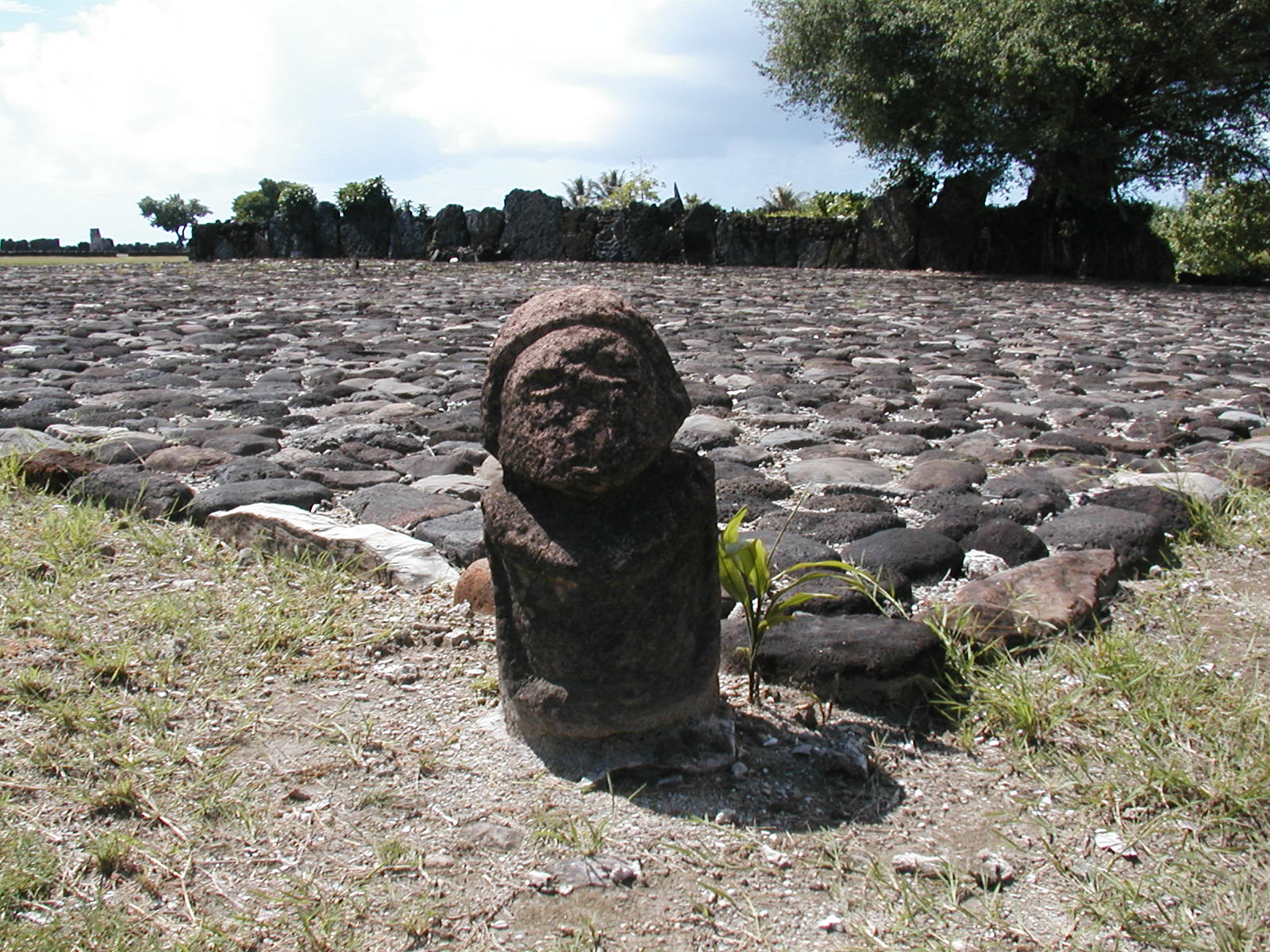
Taputapuātea.

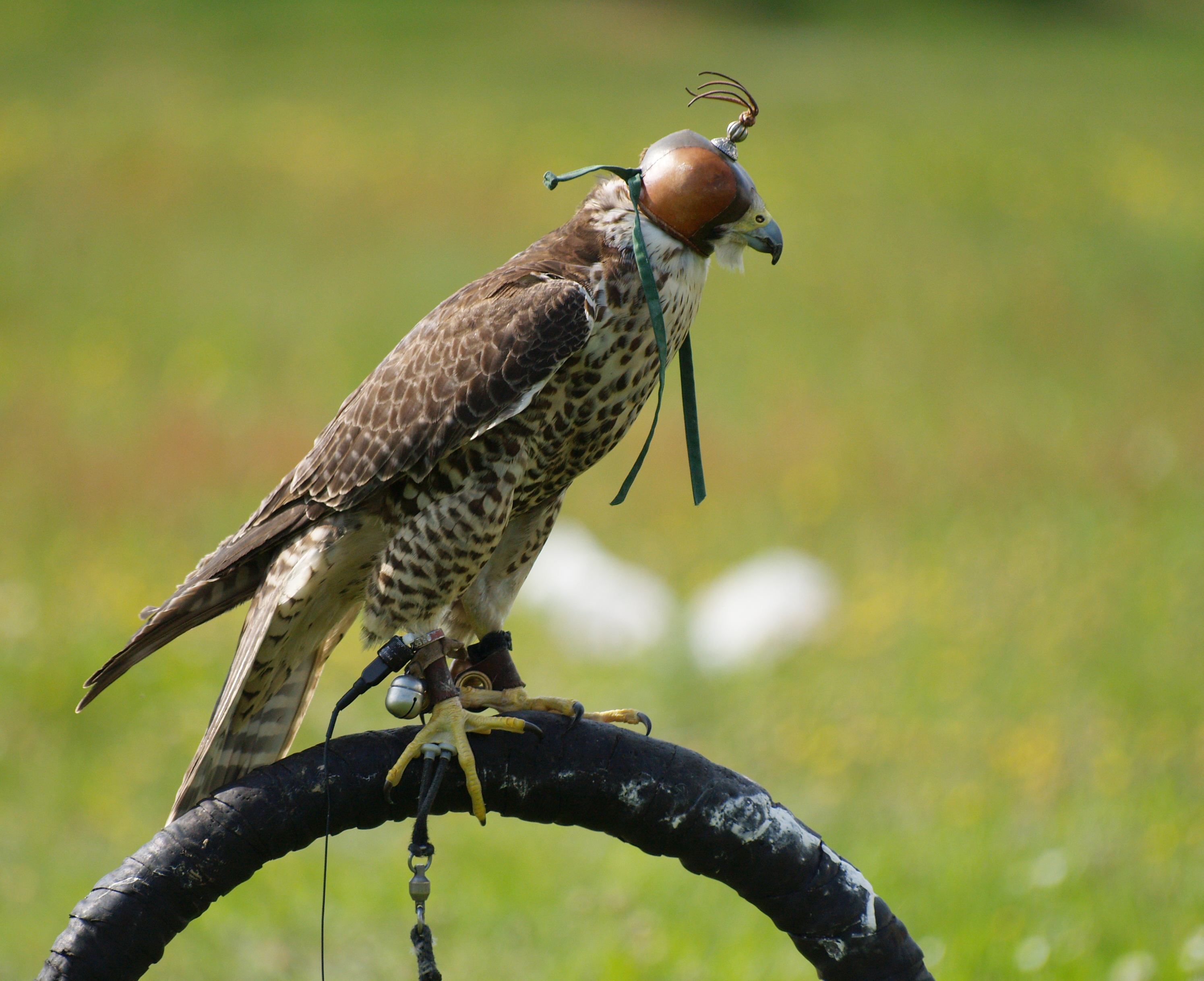
La fauconnerie.

Le patrimoine culturel inscrit comporte également un patrimoine immatériel extrêmement varié (26 éléments en 2024), incluant l'artisanat (dentelle au point d'Alençon), l'apprentissage (le compagnonnage), le sport (l'alpinisme), la nourriture (la baguette de pain), l'agriculture (la transhumance) et la culture locale, tant en France métropolitaine (le fest-noz) qu'en outre-mer (le gwoka). De plus, trois éléments sont inscrits au registre des meilleurs pratique de sauvegarde, comme la yole de Martinique.

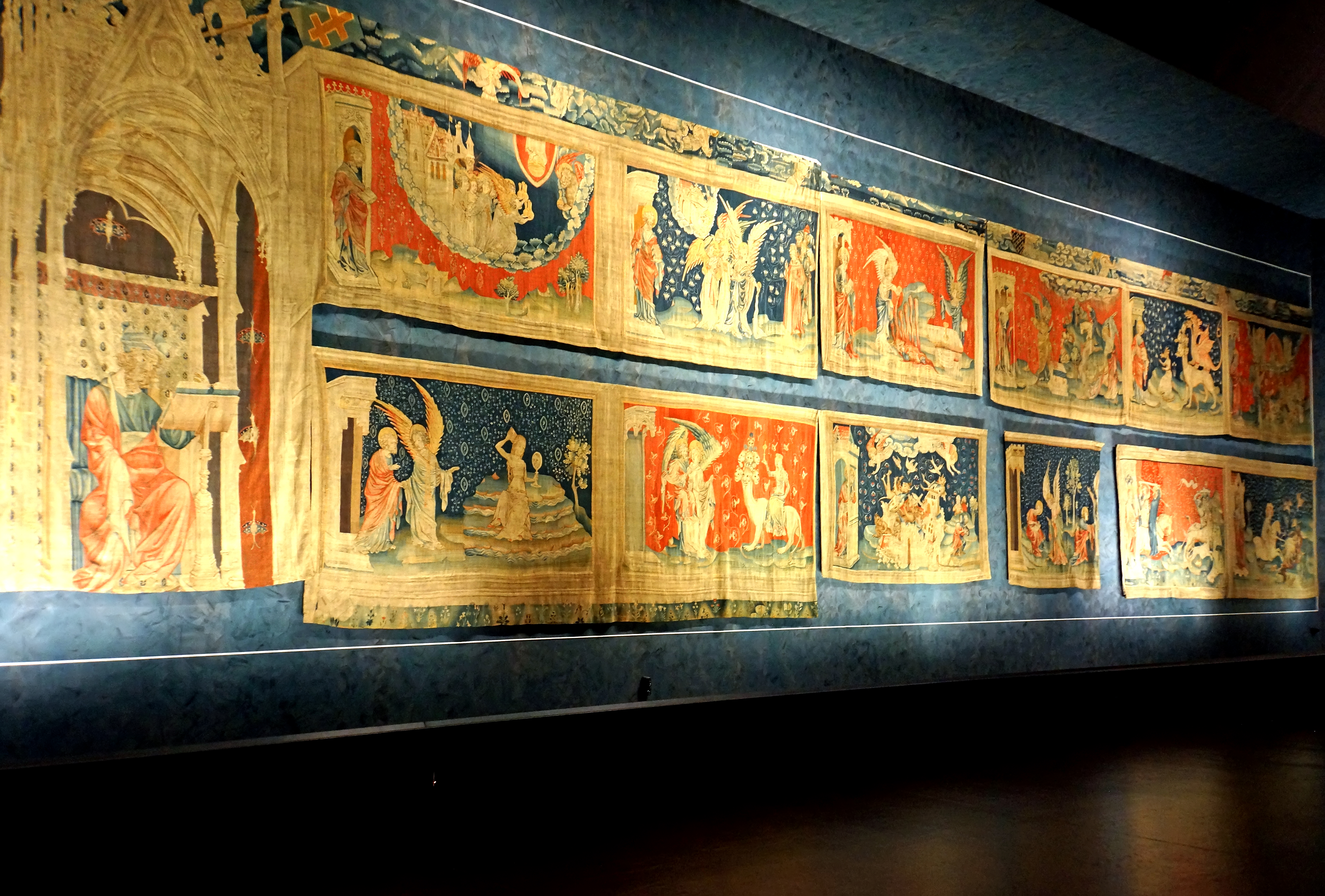
La tenture de l'Apocalypse.

Par ailleurs, depuis 2023, la France a inscrit 20 éléments au registre Mémoire du monde, dont la Déclaration des droits de l'homme et du citoyen (1789-1791), l'appel du 18 Juin (1940), la tapisserie de Bayeux et les archives du Père Castor.
Plusieurs de ces éléments culturels sont partagés par plusieurs pays, qui témoignent des interactions entre la culture française et les autres cultures européennes et mondiales. Par exemple, Vichy fait partie du bien des grandes villes d'eaux d'Europe, partagé avec six autres pays. Sur le plan du patrimoine immatériel, tant les fêtes du feu que l'art de la construction en pierre sèche et le savoir-faire du verre artisanal sont partagés avec d'autres pays européens, ou asiatiques pour la fauconnerie. Quant aux éléments du registre, la Bibliotheca Corviniana est partagée avec cinq pays et la Shoah de Claude Lanzmann l'est avec l'Allemagne.

### Architecture
La France possède un patrimoine architectural riche, témoin d'une longue histoire et de la rencontre de différents traits civilisationnels.
Les 43 180 bâtiments protégés au titre des monuments historiques comprennent principalement des résidences (nombreux châteaux) et des édifices religieux (cathédrales, basiliques, églises), mais aussi des monuments et des jardins.

#### Bâtiments d'intérêt historique
En France, depuis 1840, les bâtiments d'intérêt historique, architectural, patrimonial ou culturel peuvent être inscrits ou classés au titre des monuments historiques par l'État, de même que certains biens mobiliers (cloches), ce qui leur assure une protection juridique, ainsi que des aides à la restauration et à l'entretien. Au 31 décembre 2017, la France comptait 45 264 monuments historiques inscrits ou classés.
D'importants architectes français ont façonné le patrimoine architectural, en France et en Europe, à toutes les époques, notamment Montreuil au Moyen Âge, Lescot, Delorme et Androuet du Cerceau à la Renaissance, Mansart, Le Vau, Hardouin-Mansart, Gabriel et Ledoux aux époques classique et néoclassique, Viollet-le-Duc, Garnier et Eiffel au XIXe siècle, Auguste Perret, Le Corbusier et Jean Nouvel à l'époque contemporaine.

### Arts visuels et plastiques

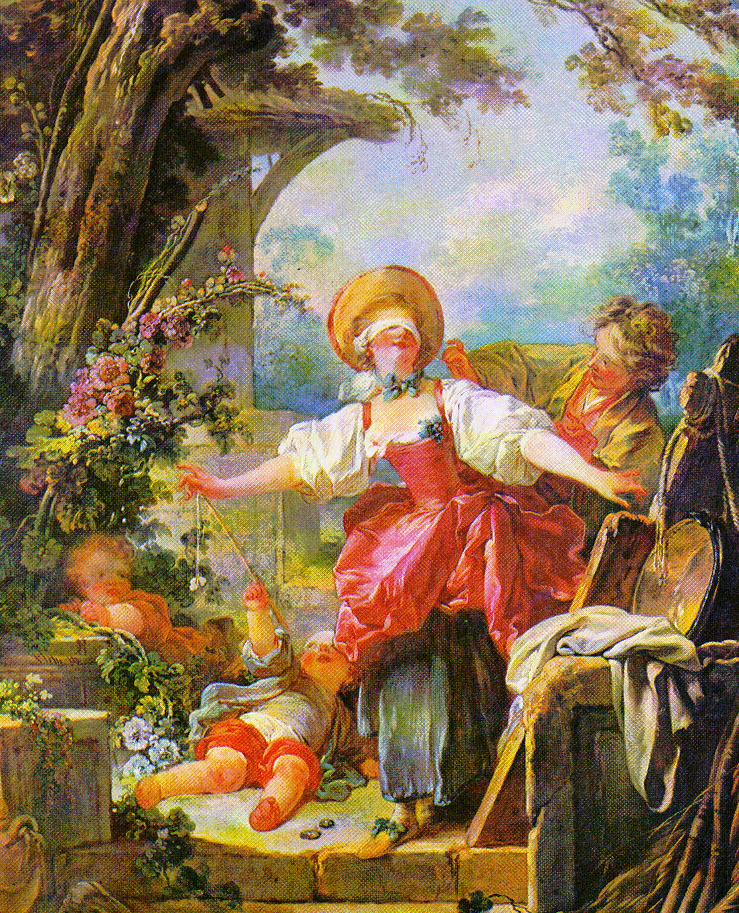
Le Colin-Maillard (1750-1752) de Fragonard.

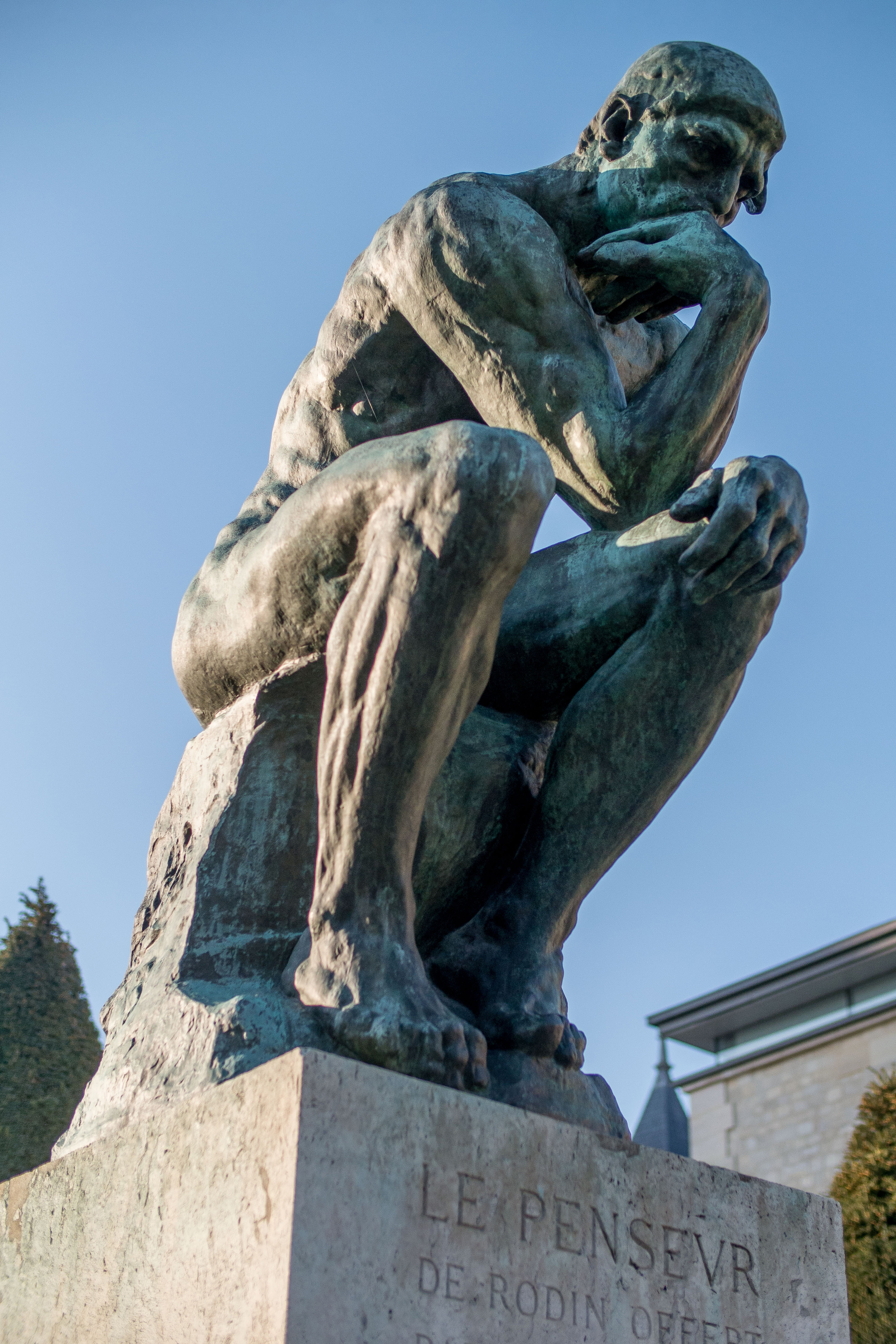
Le Penseur d'Auguste Rodin (1882).

Si des productions artistiques sont attestées dans l'espace correspondant à la France actuelle dès la Préhistoire, on ne peut parler d'« art français » avant le début du IIe millénaire de notre ère, à l'époque où un État et une nation commencent à se former. À partir de cette époque, les Beaux-Arts français vont être en grande partie similaires à ceux du reste de l'Europe occidentale, voyant se succéder un art roman aux XIe et XIIe siècles et un art gothique du XIIe au XVe siècle ; la célébration de la puissance de la monarchie française, d'un « espace privilégié » (A. Chastel) et la représentation du sacré font partie des thèmes privilégiés d'un art principalement commandé par le pouvoir politique ou religieux.
La Renaissance et le développement du classicisme au XVIIe siècle puis du néoclassicisme au XVIIIe siècle sont l'expression à la fois d'une recherche de l'ordre et de l'apparat et d'influences antiques et italiennes ; c'est également à l'époque moderne qu'émergent des figures individuelles d'artistes, telles les peintres Fouquet, Poussin, La Tour, le Lorrain, Watteau, Boucher, Chardin, Fragonard, Greuze, Vigée Le Brun, Hubert Robert, David et Ingres, ou les sculpteurs Goujon, Pilon, Girardon, Coysevox, Puget, Pigalle et Houdon.
Aux XIXe et XXe siècles, la France joue un rôle majeur dans les grands courants et révolutions artistiques occidentaux et Paris est considérée comme la capitale artistique mondiale : le romantisme (Delacroix et Géricault), le réalisme (Courbet, Corot, Millet), l'impressionnisme (Monet, Renoir, Manet, Degas, Pissarro) et le néo-impressionnisme (Seurat, Van Gogh, Cézanne, Gauguin), le fauvisme (Matisse, Derain, Vlaminck), le cubisme (Braque, Picasso, Léger) ou encore le surréalisme (Duchamp) comptent des artistes français parmi leurs principaux représentants,. Rodin, de son côté, révolutionne la sculpture à la fin du XIXe siècle.

### Littérature et poésie
| |  |  |
| Parmi les grandes figures de la littérature française, Michel de Montaigne (gauche) a un impact direct dans la culture mondiale, ses essais étant considérés comme certains des textes les plus influents de l'histoire,. Victor Hugo (droite) est l'un des écrivains les plus importants, parfois même considéré comme le plus grand écrivain français de tous les temps. |  |  |

Les lettres françaises comptent de nombreuses figures qui à toutes les époques ont contribué à la réputation culturelle du pays. Il serait vain de tenter d'en faire la liste, mais il est possible de citer, concernant le Moyen Âge les poètes Chrétien de Troyes et Villon ; au XVIe siècle, le romancier Rabelais, l'essayiste Montaigne et les poètes Du Bellay et Ronsard marquent la Renaissance.
Au XVIIe siècle, les dramaturges Corneille, Racine et Molière, le poète Boileau, le fabuliste La Fontaine et le philosophe Pascal s'attachent à maintenir ou rétablir l'ordre par la raison ; au XVIIIe siècle, les auteurs des Lumières Voltaire, Diderot, Montesquieu et Rousseau, les romanciers Prévost, Laclos et Sade et les dramaturges Marivaux et Beaumarchais fustigent la société de leur époque tout en abordant des sujets jusque-là prohibés.
Au XIXe siècle, le roman connaît un apogée avec Stendhal, Balzac, Hugo, Dumas, Flaubert et Zola, mais les autres genres ne sont pas en reste, comme le montrent le mémorialiste Chateaubriand et les poètes Lamartine, Musset, Baudelaire, Vigny, Rimbaud et Mallarmé ; aussi les théoriciens Comte et Durkheim.
Au XXe siècle, on peut citer les poètes Apollinaire, Éluard, Aragon, Char et Prévert ; les romanciers et essayistes Proust, Gide, Céline, Sartre, Beauvoir, Yourcenar, Duras, Saint-Exupéry, Vian, Camus, Duras, Sagan, Gracq, Sarraute, Deleuze, Derrida, Foucault, Guattari, Bourdieu, Ricœur, Lacan et Lévi-Strauss ; aussi les dramaturges Giraudoux, Cocteau et Ionesco.
Au XXIe siècle, des noms émergent, dont ceux de J.M.G. Le Clézio, Patrick Modiano, Virginie Despentes, Jacques Rancière, Alain Badiou, Didi-Huberman, Michel Houellebecq, Erik Orsenna, Éric-Emmanuel Schmitt, Pascal Quignard, Pierre Michon, Christine Angot, ou Éliette Abécassis.
À ce jour, la France est le pays qui possède le plus de prix Nobel de littérature, soit seize lauréats.
La France est le 4e pays publiant le plus de livres au monde derrière la Chine, les États-Unis et le Royaume-Uni. Ainsi, en 2015, 107 000 nouveaux livres ont été édités en France.

### Arts du spectacle
Depuis une loi de 1999, la catégorie administrative de « spectacle vivant » a été inventée pour regrouper tous les spectacles publics se définissant par « la présence physique d'au moins un artiste du spectacle percevant une rémunération lors de la représentation en public d'une œuvre de l'esprit », c'est-à-dire les arts académiques du théâtre, de la danse, de la musique orchestrale et de l'opéra, avec des arts populaires comme le cirque, les arts de la rue, les arts de la marionnette, le théâtre musical, le spectacle de rue et la musique instrumentale.

#### Théâtre
| |  |  |
| Molière et Jean Racine comptent parmi les auteurs les plus joués à la Comédie-Française et dans le pays, et sont des références de la littérature universelle,. |  |  |

Le théâtre en France prend diverses formes, modes de création et styles au fil du temps. Les premiers vestiges du théâtre sur le territoire français actuel datent de la culture grecque antique. Il se développe ensuite dans toute la Gaule durant la période romaine, si bien qu'on retrouve nombreux nombre d'édifices de cette époque.
Au Moyen Âge, les drames liturgiques constituent le genre le plus populaire. À la Renaissance, le théâtre s'enrichit de nouveaux genres : la farce, comme Pathelin (1485), la tragédie et la comédie, par l'œuvre de dramaturges humanistes comme Étienne Jodelle, Jacques Grévin et Robert Garnier, ainsi que de la Commedia dell'arte, importée par des comédiens italiens. Au temps du baroque, François Hédelin et Pierre Corneille apportent de profondes réformes au métier, qui ouvrent le mouvement du classicisme dans le XVIIe siècle, puis Molière et Jean Racine, entre autres, achèvent la fondation de la Comédie-Française en 1680.

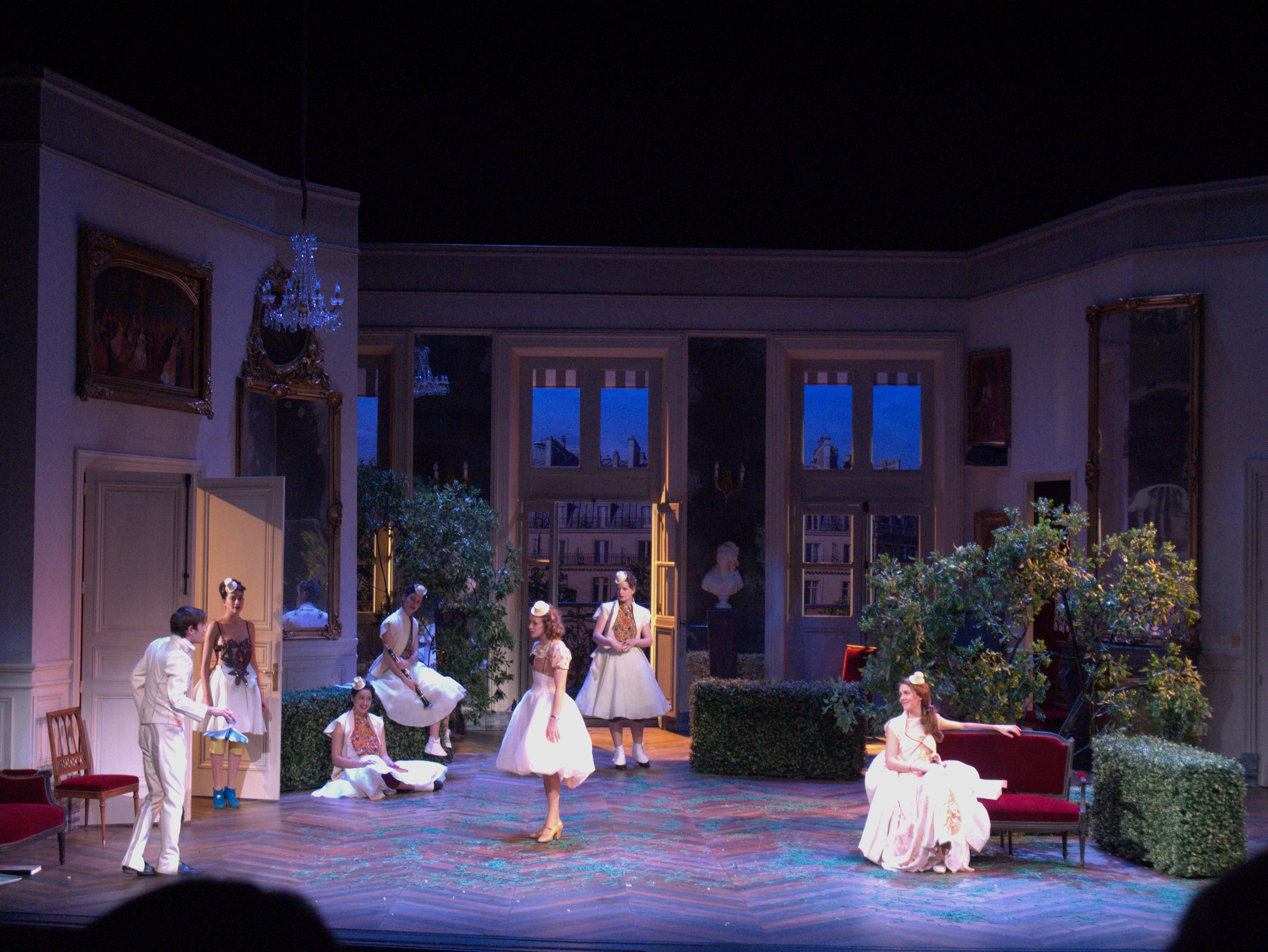
La Double Inconstance de Marivaux à la Comédie-Française, 2015.

Au XVIIIe siècle, le théâtre néo-classique du siècle des Lumières est dominé par Regnard, Marivaux et Beaumarchais, et des nouveautés sont apportées sur scène par l'acteur François-Joseph Talma au tournant du XIXe siècle. Le théâtre romantique est alors codifié par Victor Hugo dans la préface de Cromwell (1827), et sa mise en œuvre suscite une polémique (Bataille d'Hernani). Les courants du réalisme avec Eugène Scribe et du naturalisme avec Émile Zola déclenchent de profondes réflexions au sujet de l'art dramatique, inspirant le travail de importantes figures telles que Tchekhov, Ibsen et Stanislavski. Le symbolisme fait son apparition, avec Paul Fort, Lugné-Poe et Maeterlinck.
Le début du XXe siècle voit de grands changements, avec les pièces d'Alfred Jarry et le théâtre de l'absurde représenté par Eugène Ionesco. Le théâtre d'avant-garde a été profondément marqué par le dadaïsme et le surréalisme, la technique s'accordant particulièrement bien au théâtre, notamment chez Antonin Artaud et Guillaume Apollinaire, cernait les routes du théâtre expérimental, la performance et beaucoup des mouvements et expressions de l'art contemporain.
D'autres expériences de théâtre impliquaient la décentralisation, le théâtre régional, le « théâtre populaire » (destiné à amener la classe ouvrière au théâtre). Le Festival d'Avignon a été créé en 1947 par Jean Vilar, qui a également joué un rôle important dans la création du Théâtre national populaire. Après mai 1968, une grande partie de la création théâtrale provint des MJC, instaurées par André Malraux un peu partout en France ; parmi les principales figures théâtrales contemporaines, on compte Jacques Lecoq, Ariane Mnouchkine, Bernard-Marie Koltès, Jean-Luc Lagarce, Claude Régy, Christian Siméon ou encore Florian Zeller.
La France s'exprime lors d'événements tels que le grand prix de littérature dramatique, le prix SACD et la cérémonie des Molières, qui constitue la plus importante remise de prix du pays pour le théâtre.

#### Danse
La danse est un vecteur majeur de la culture française, particulièrement la danse classique ou ballet, mais également les danses de cour à la Renaissance. Thoinot Arbeau publie en 1589, le traité le plus complet des danses pratiquées au XVIe siècle, l'Orchésographie, manuel pédagogique de danse et méthode de tambour.
Au XVIIe siècle, le développement de la danse classique part des premiers ballets de cour organisés par Balthazar de Beaujoyeulx en commande de Catherine de Médicis, par exemple le Ballet des Polonais et le Ballet comique de la reine. La danse conquiert alors la cour de Louis XIV qui fonde l'Académie royale de danse en 1661. Héritière de cette institution, la compagnie du ballet de l'Opéra national de Paris, la plus ancienne au monde, est considérée comme une des meilleures. Pierre Beauchamp codifie les cinq positions classiques et met au point un système de notation de la danse, favorisant ainsi le développement de la danse baroque qui s'intègre aux représentations des tragédies lyriques, des opéra-ballets de Lully et Rameau, et des comédies-ballets de Pierre Corneille et de Molière,.

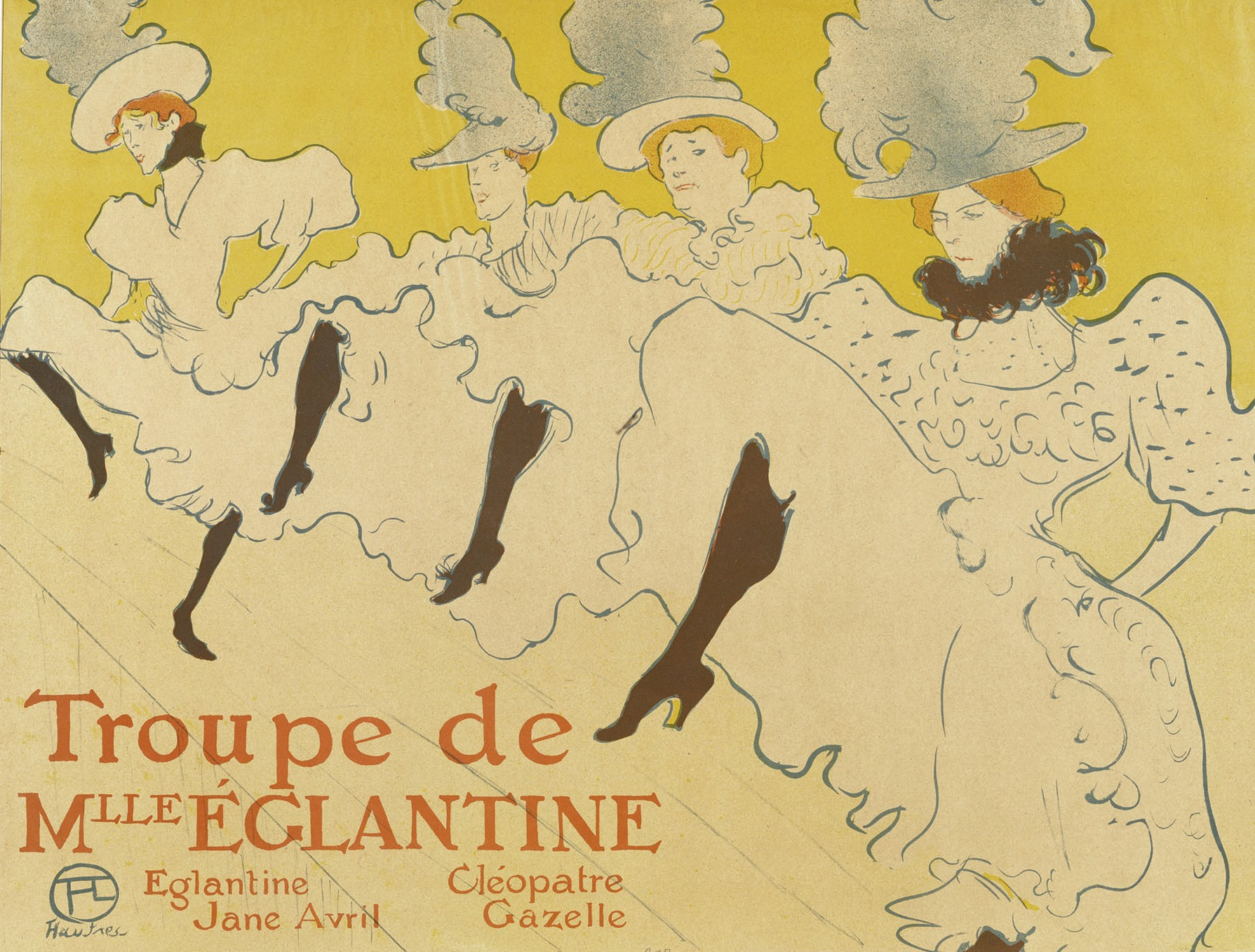
Le Cancan (Troupe de Mlle Églantine de Toulouse-Lautrec, 1895).

Au XVIIIe siècle, Jean-Georges Noverre continue cette codification avec ses Lettres sur la danse, texte fondateur pour le nouveau ballet d'action (ou ballet-pantomime). À cette époque, les femmes, encombrées par les paniers, corsets, perruques et talons hauts, ne jouent qu'un rôle secondaire. Le tout premier ballet d'action du répertoire est le Don Juan de Gluck, écrit selon les indications de Noverre. Cette œuvre majeure est l'ancêtre direct des grands ballets romantiques du XIXe siècle. Auguste Vestris développe une méthode dont se sont inspirés Marius Petipa ou Auguste Bournonville.
Avec les apports de François Delsarte et Émile Jaques-Dalcroze, des grandes figures comme Isadora Duncan, Loïe Fuller et Rudolf Laban définissent des principes de danse moderne qui, au cours du XXe siècle, sont développés par Martha Graham, Merce Cunningham, Pina Bausch et Alwin Nikolais et le Centre national de danse contemporaine.
La pratique de la danse en France est régulée par la Fédération française de danse, divisés en des danses de spectacle (le ballet, le cancan, la danse contemporaine…), de société (traditionnelle, la quadrille…) et de compétition (sportives, acrobatiques).

### Musique

#### Musique savante
Partagée au Moyen Âge entre deux voies différentes, l'art polyphonique (ars antiqua, ars nova) ancré sur le chant grégorien et l'art du chant profane monodique des troubadours et des trouvères, la musique française connaît un rayonnement certain en Europe.
La période baroque est également très importante dans la France des XVIIe et XVIIIe siècles, avec des compositeurs comme Lully, Charpentier, Rameau, Couperin. Romantisme et période moderne voient également de grands compositeurs comme Berlioz, Chopin, Gounod et Bizet au XIXe siècle, ou Ravel, Fauré, Debussy au XXe siècle. La période contemporaine peut être représentée entre autres par Olivier Messiaen, Pierre Henry, Henri Dutilleux et plus récemment par Pierre Boulez, Iannis Xenakis, Jean-Claude Risset, François Bayle, Philippe Hersant ou encore Betsy Jolas.

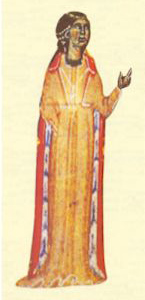
Béatrice de Die, XIIe siècle.
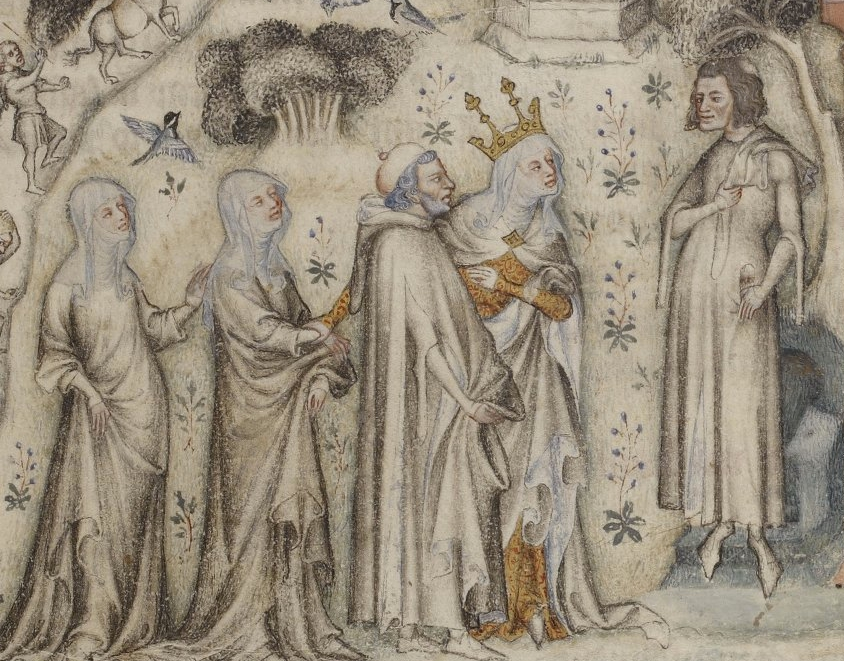
Guillaume de Machaut, XIVe siècle.
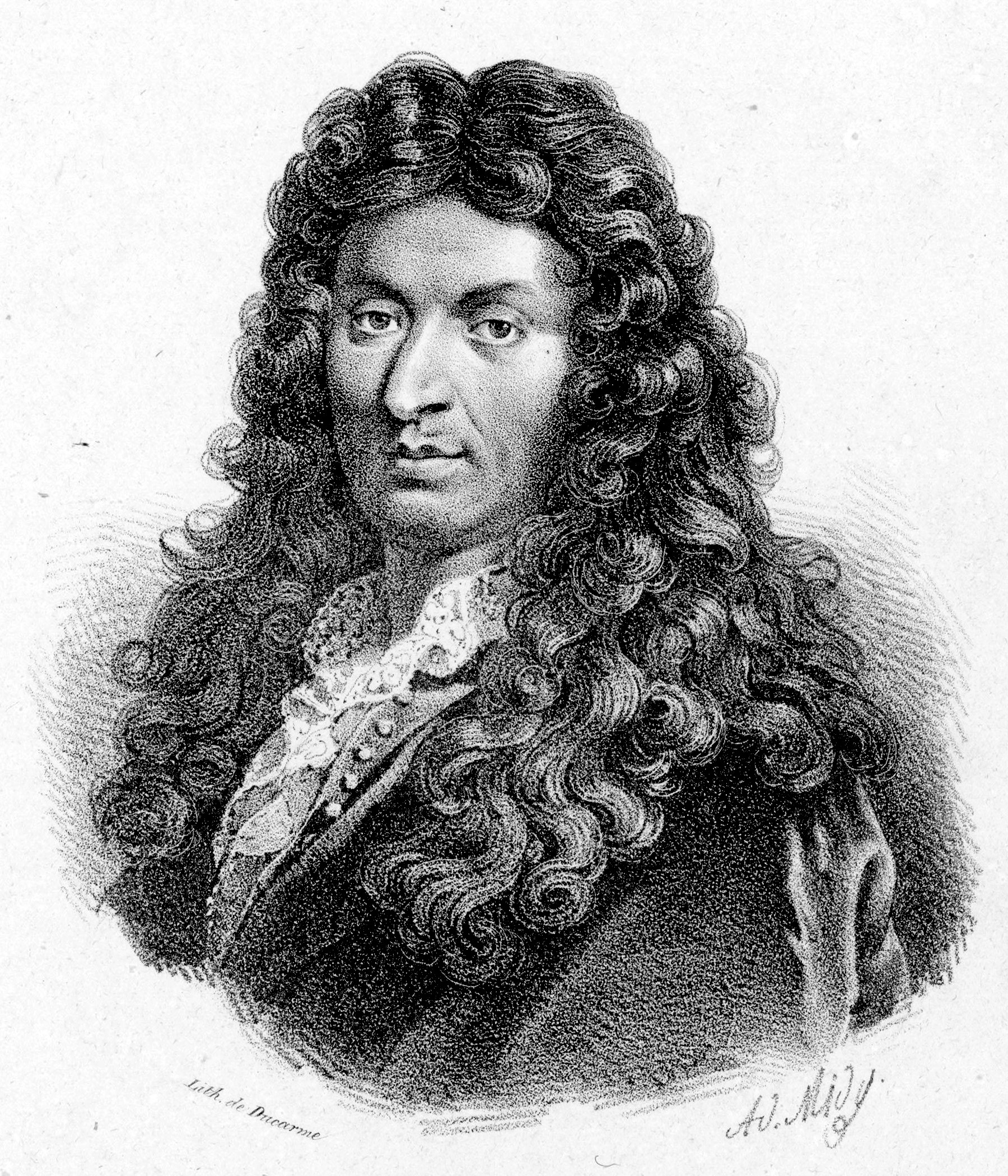
Jean-Baptiste Lully, époque baroque.
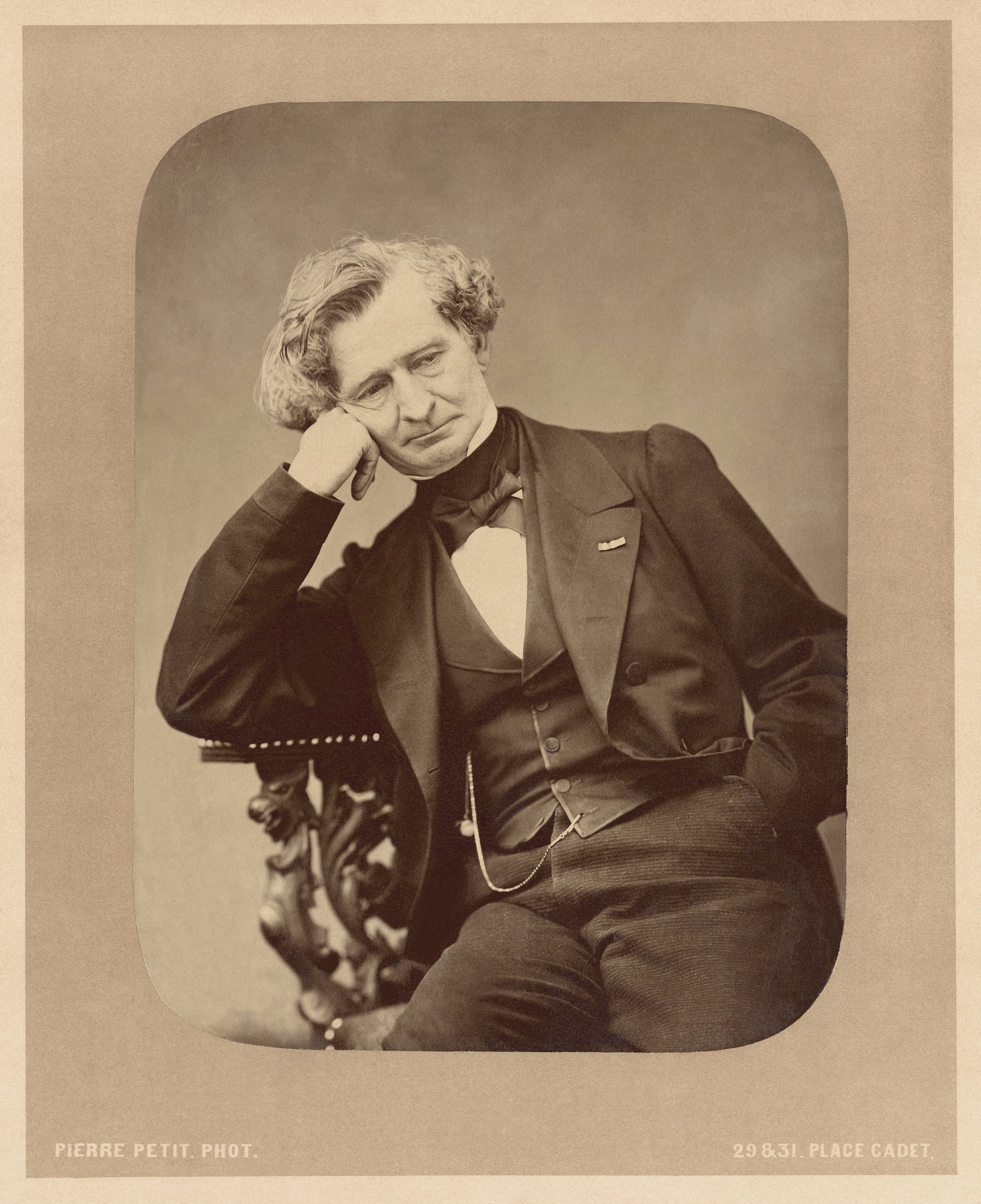
Hector Berlioz, époque romantique.
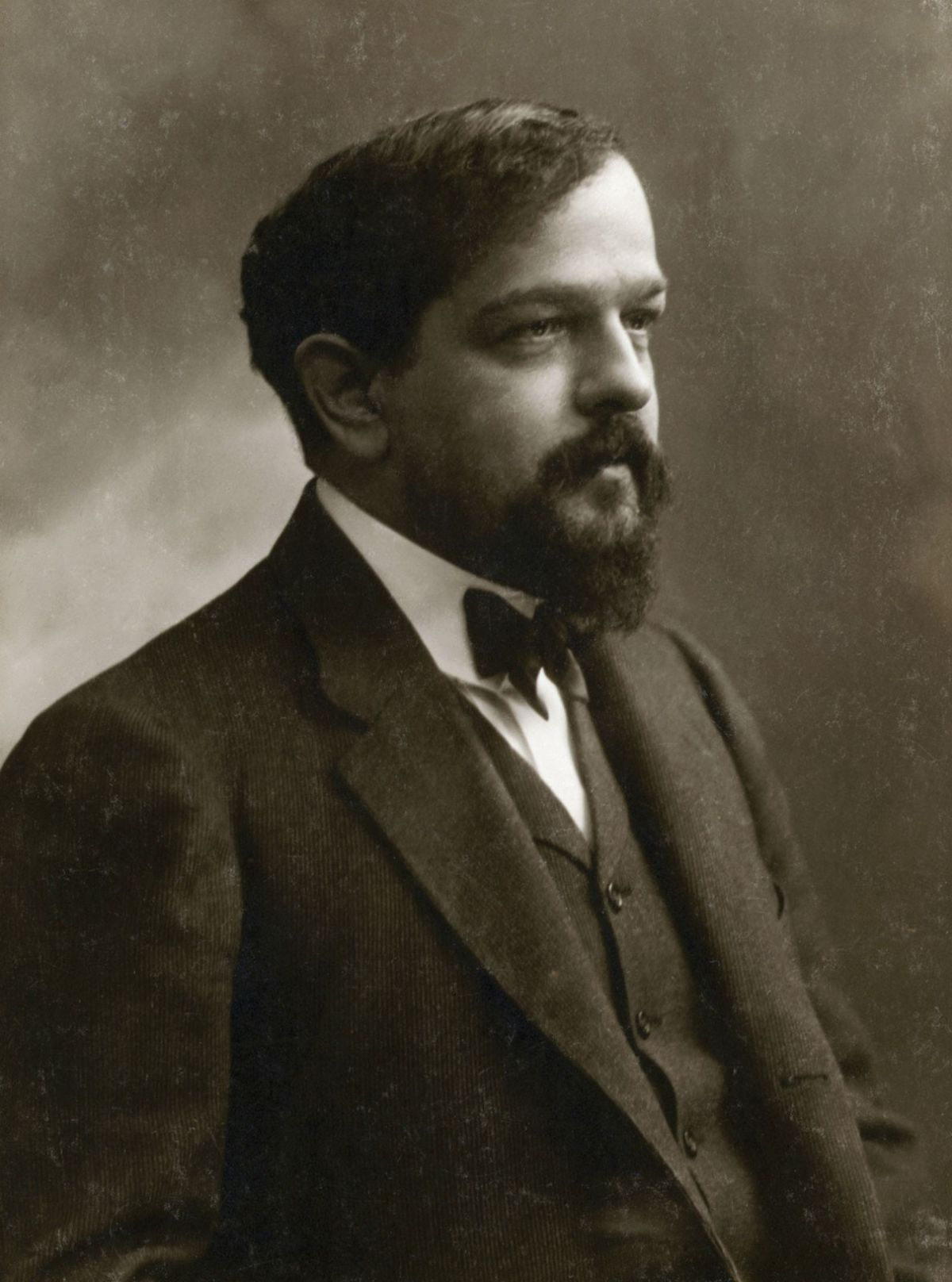
Claude Debussy, fin XIXe siècle - début XXe siècle.

#### Chanson populaire et variétés
La chanson française avant le XXe siècle était souvent représentée par des chantres de villages ou des chanteurs de cabaret qui ont connu un certain succès jusqu'au début du XXe siècle, comme Mistinguett. Le développement de la musique en France a réellement commencé pendant l'entre-deux-guerres, notamment avec Jean Sablon, Charles Trenet, Édith Piaf ou encore Mireille, permettant au music-hall de se développer, avec des artistes comme Joséphine Baker et Maurice Chevalier. Des maisons de disques sont créées, et la chanson prend alors une vraie place dans la société et la culture française : alors que dans les années 1930 les ventes de disques étaient infimes (moins de 3 millions de disques par an), le marché explose à partir des années 1960 (25 millions de disques vendus par an), atteignant les 150 millions de disques vendus par an à la fin des années 1970,. La musique dite « populaire » prend son essor, mêlant des genres propres à la France, comme la chanson française, à des genres importés, comme le rock, la pop ou le rap.
Au début des années 2000, la variété française demeure toujours présente, tandis que le rap poursuit son ascension. Cependant, la crise du disque commence à se faire ressentir : les ventes de disques s'effondrent d'année en année, passant de 165 millions en 2002 à seulement 30 millions en 2018, à cause notamment du téléchargement illégal et de l'arrivée du streaming.
Parmi les chanteurs français les plus connus et ceux qui ont vendu le plus de disque figurent :
- Tino Rossi, dont la chanson Petit papa Noël demeure la plus vendue en France ;
- Édith Piaf, chanteuse française la plus connue à l'étranger, notamment grâce à sa chanson La Vie en rose ;
- Georges Brassens, auteur-compositeur-interprète de plus de deux cents chansons dont Les Copains d'abord. Il reçoit le Grand prix de poésie de l'Académie française en 1967 ;
- Charles Aznavour, auteur-compositeur-interprète franco-arménien de renommée internationale ;
- Serge Gainsbourg, auteur-compositeur-interprète qui a souvent joué avec la langue française et marqué le public par ses multiples provocations ;
- Dalida, chanteuse au destin tragique ayant embrassé plusieurs styles musicaux, tels que le twist, le raï et le disco ;
- Johnny Hallyday, chanteur et rocker devenu une véritable icône. Il demeure le plus gros vendeur de disques français ;
- Claude François, dont la chanson Comme d'habitude est devenue un standard international sous le titre My Way ;
- Michel Sardou, chanteur populaire et engagé, devenu le deuxième plus gros vendeur de disques en France ;
- Jean-Jacques Goldman, auteur-compositeur-interprète ayant signé de nombreux succès pour lui et pour d'autres artistes ;
- Mylène Farmer, auteure-compositrice-interprète qui révolutionne la chanson française à travers ses clips et ses concerts spectaculaires ;
- Francis Cabrel, auteur-compositeur-interprète qui a signé de nombreuses ballades et chansons sentimentales ;
- MC Solaar, pionnier du rap français.

Personnalités notables de la chanson française
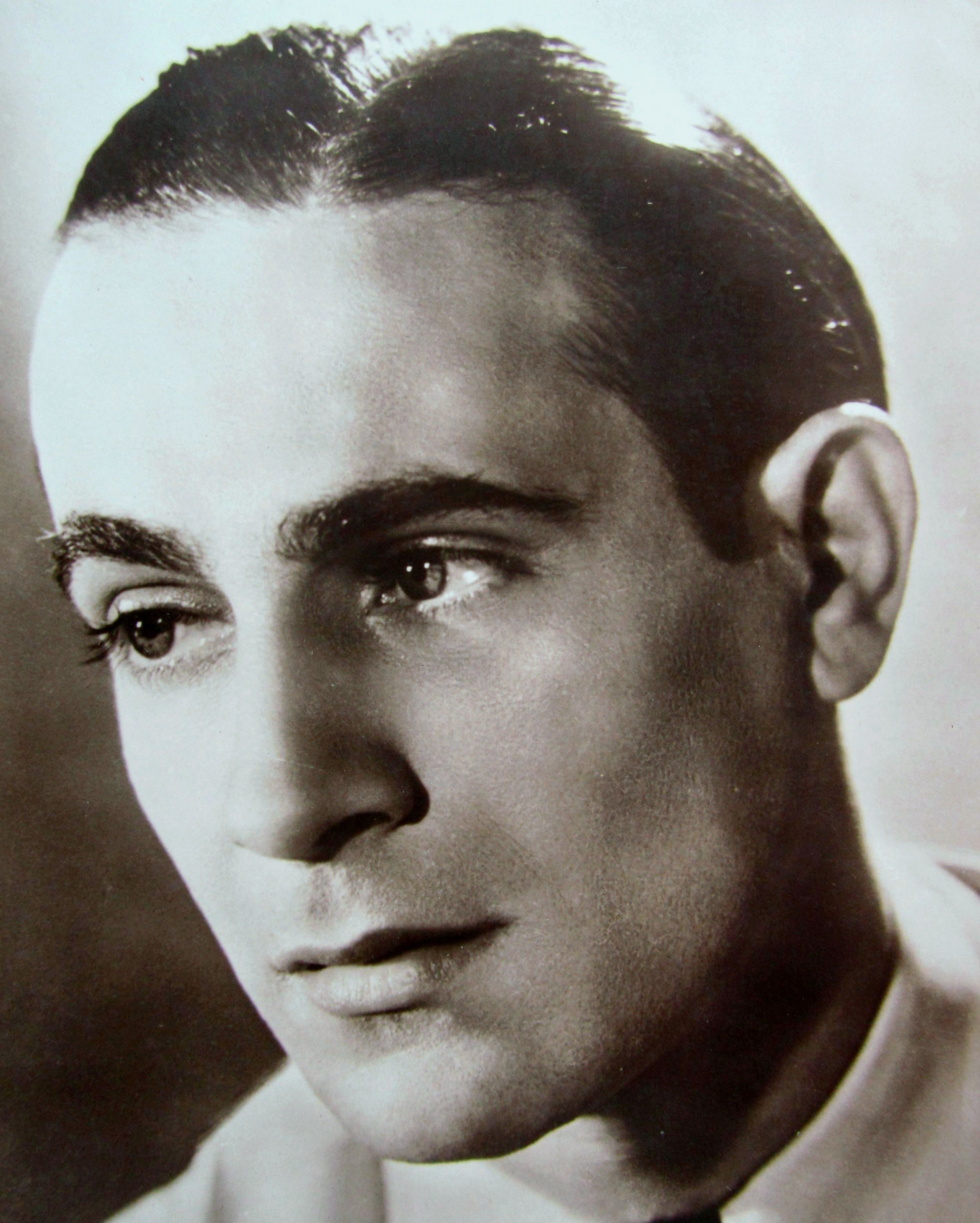
Tino Rossi.
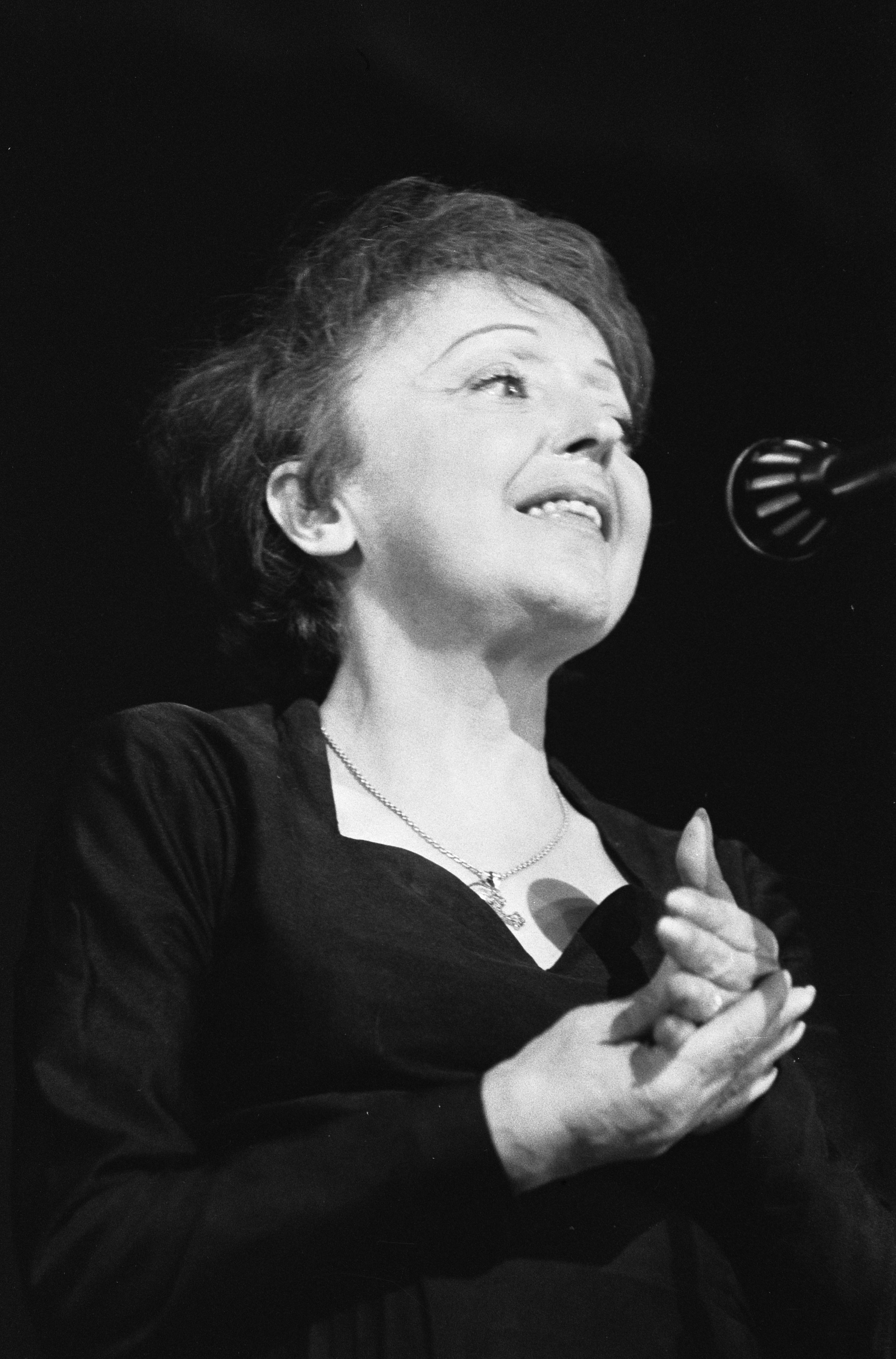
Édith Piaf.
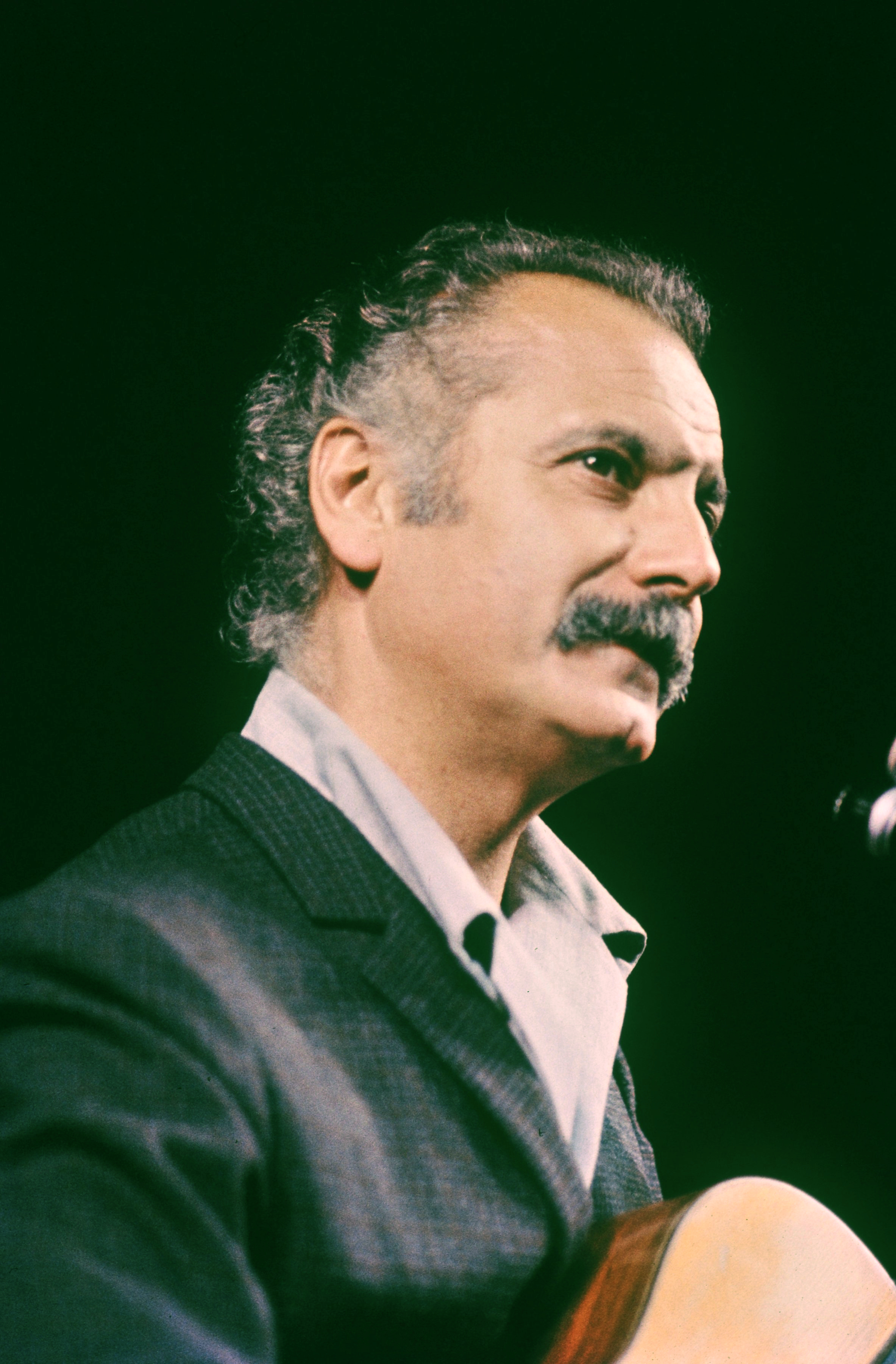
Georges Brassens.
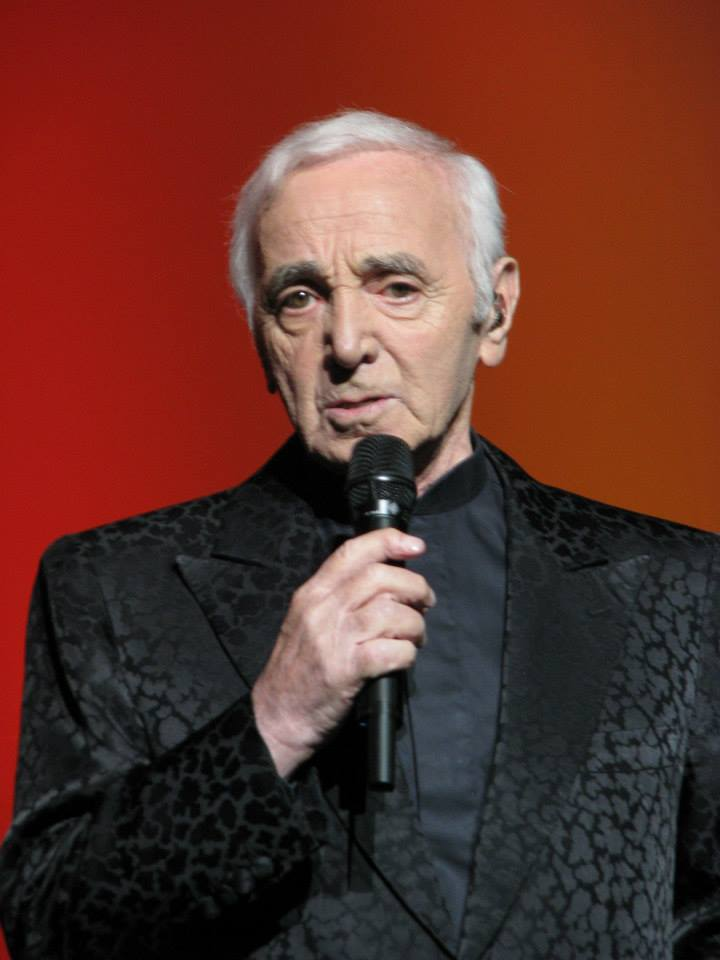
Charles Aznavour.
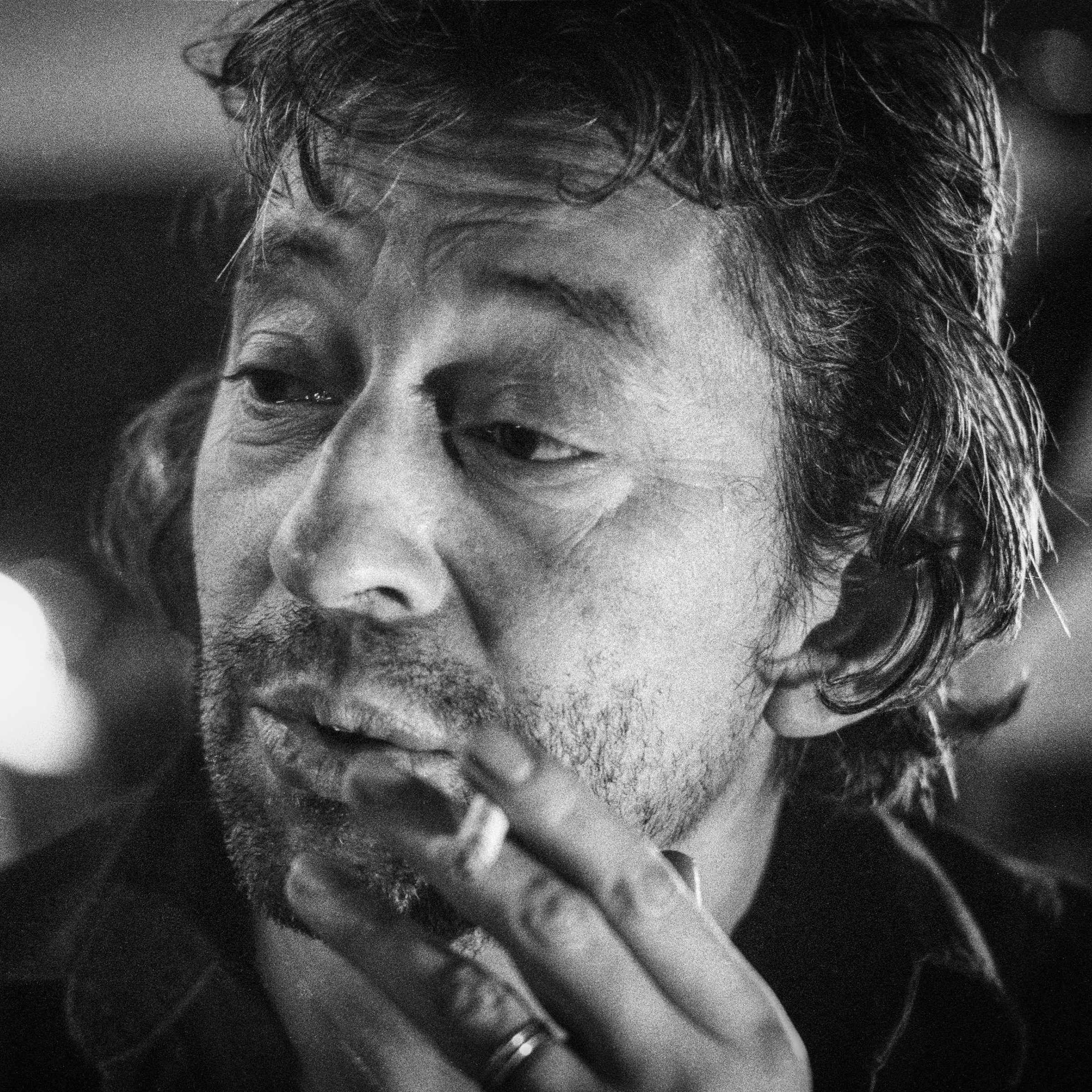
Serge Gainsbourg.
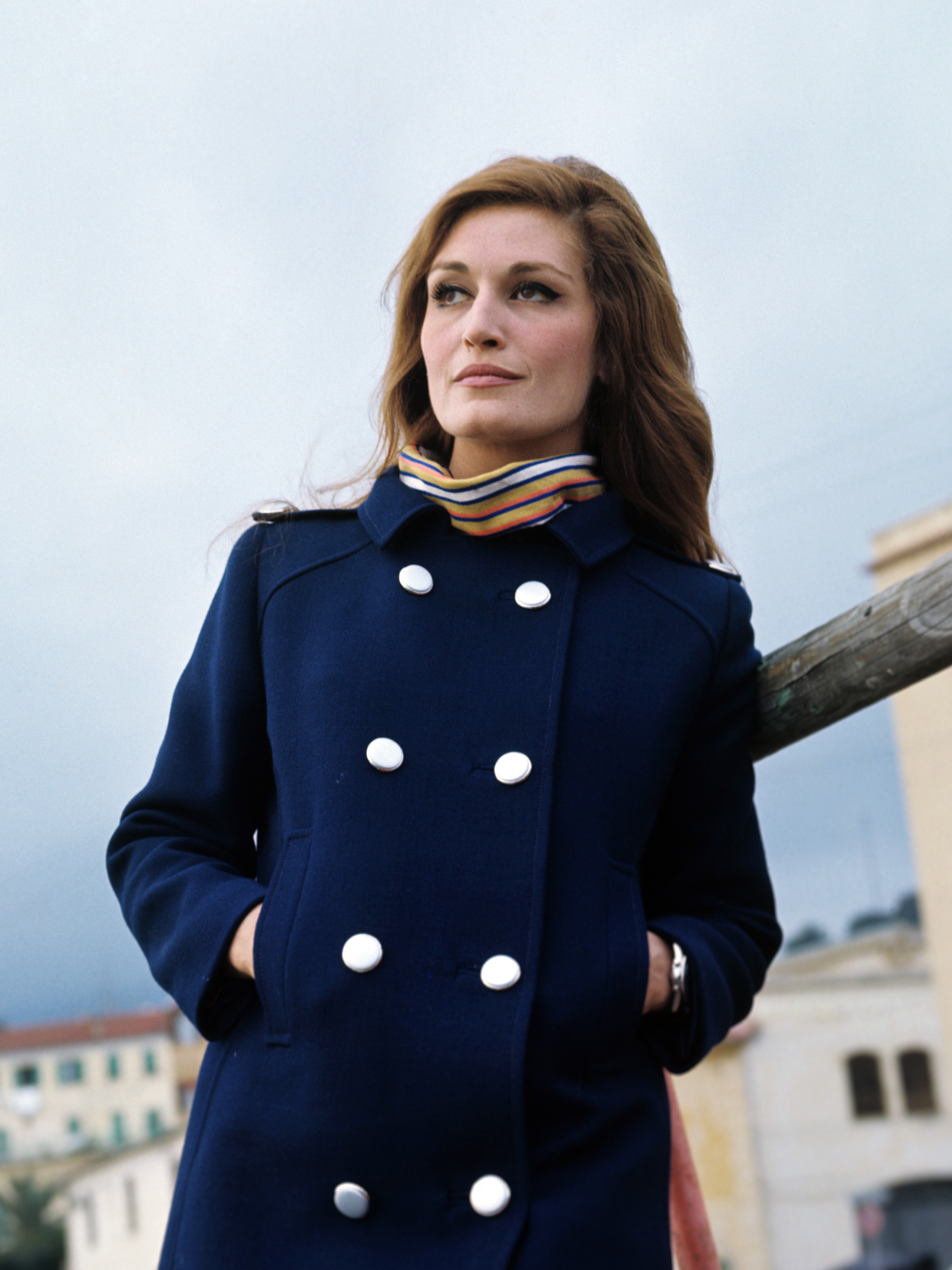
Dalida.
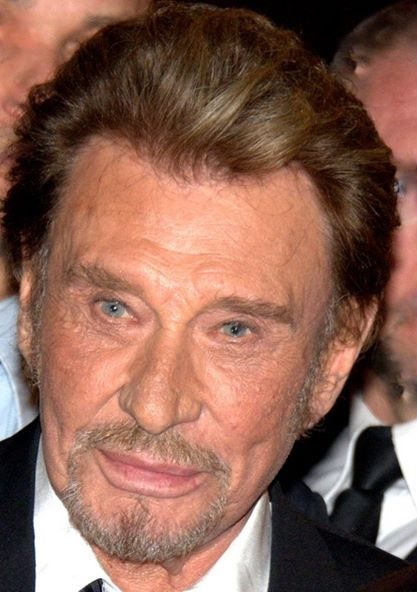
Johnny Hallyday.
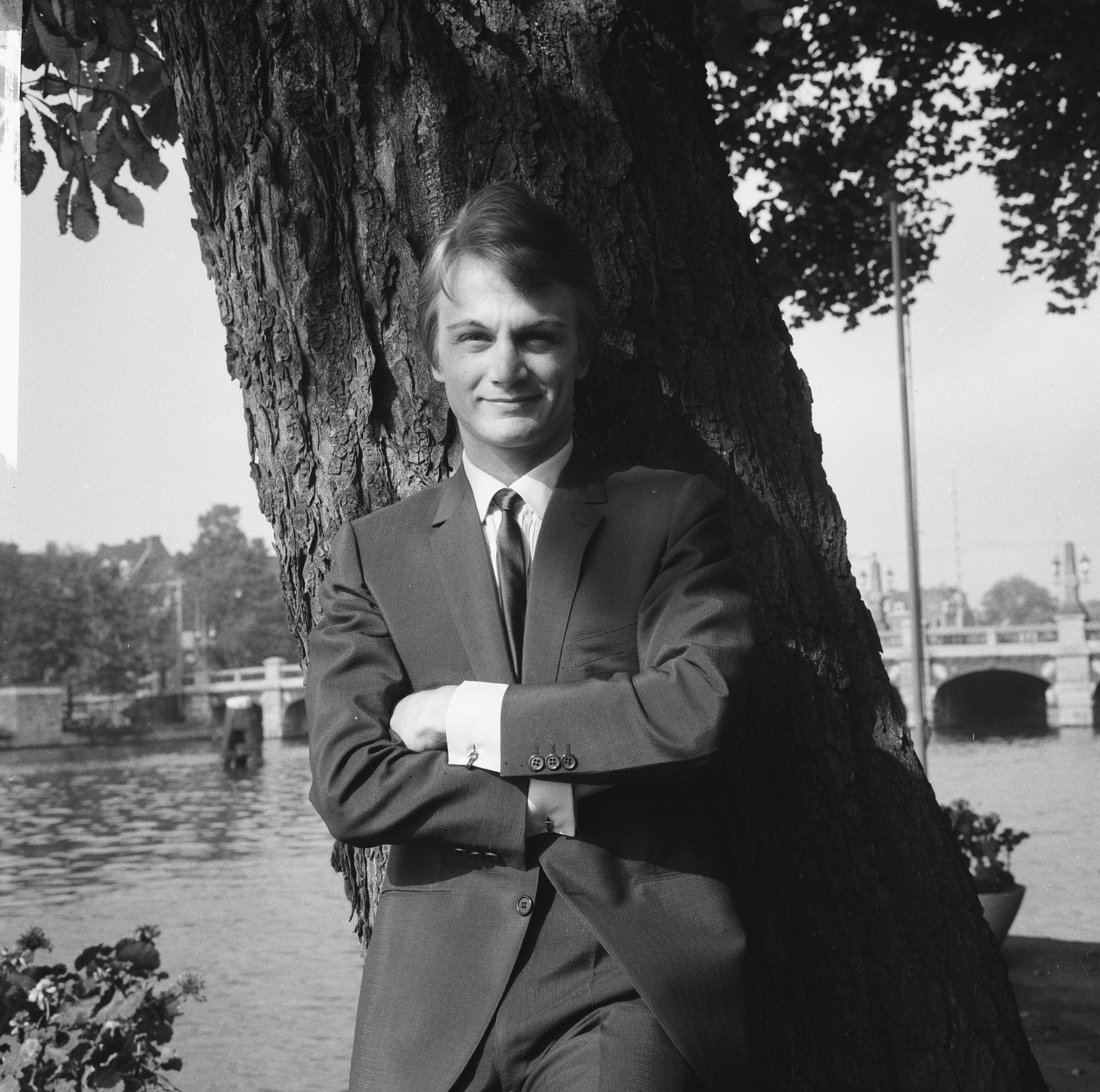
Claude François.
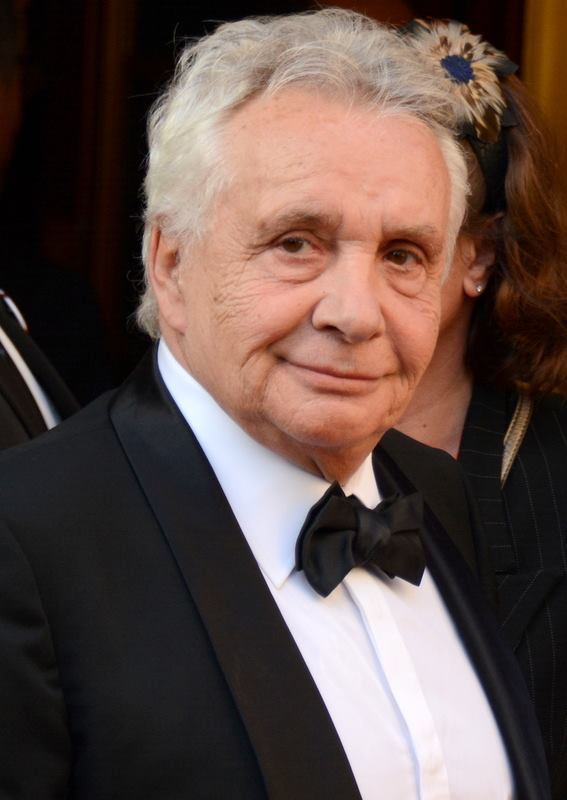
Michel Sardou.
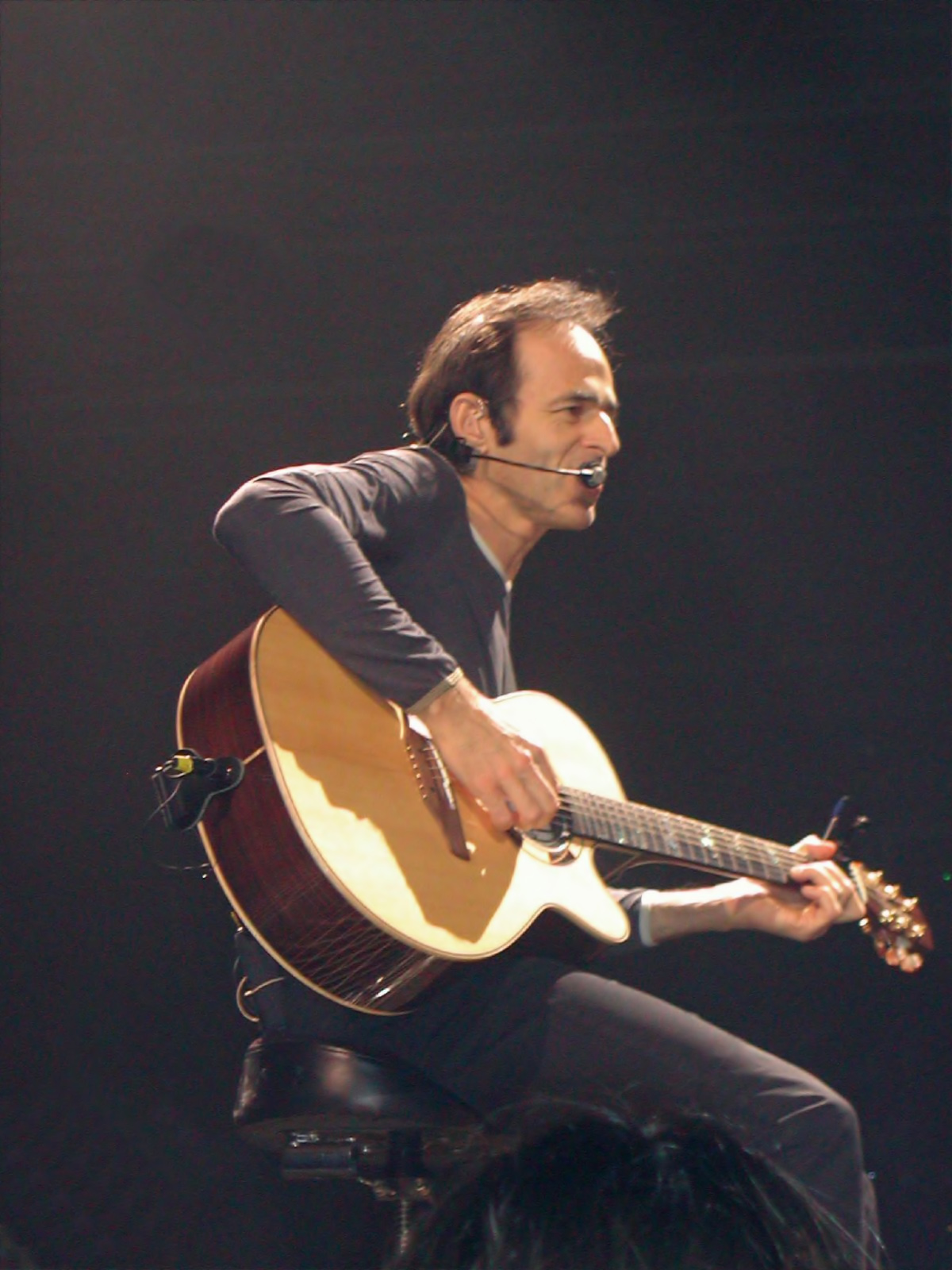
Jean-Jacques Goldman.
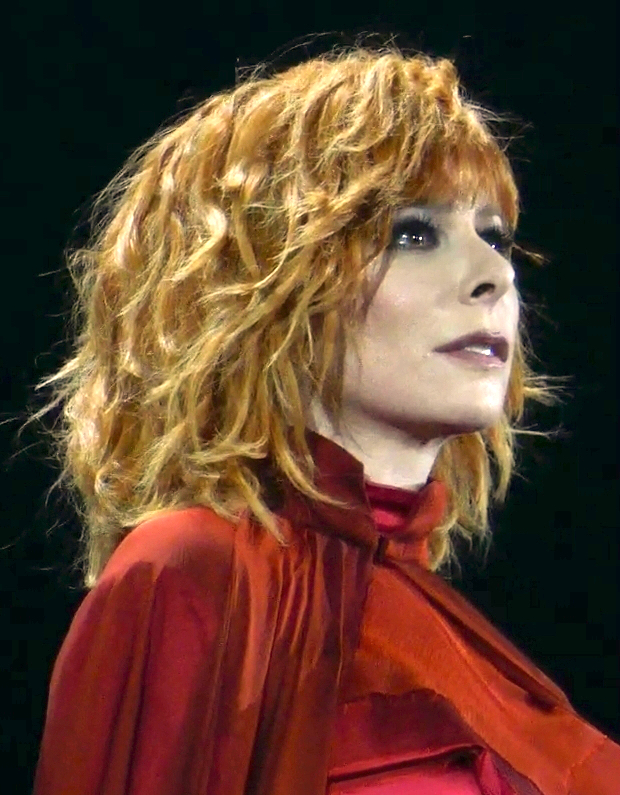
Mylène Farmer.
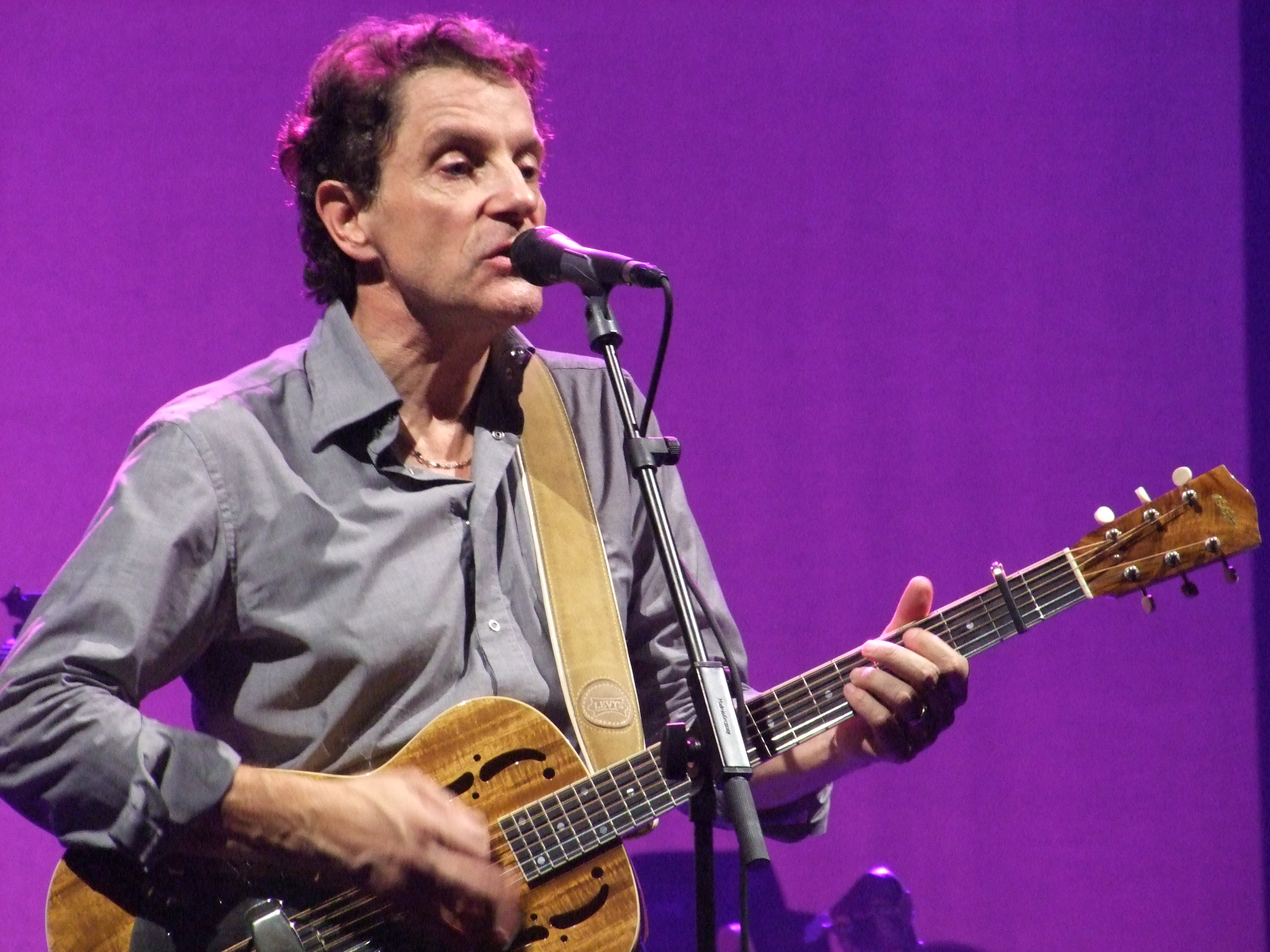
Francis Cabrel.
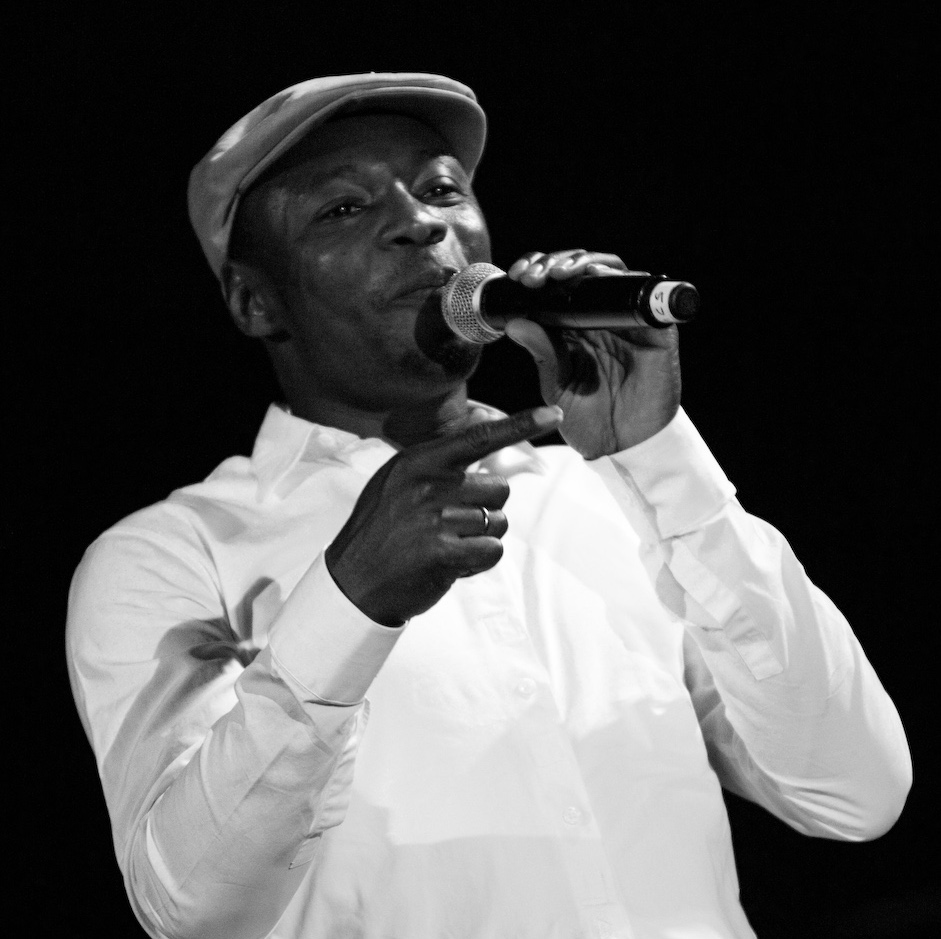
MC Solaar.

### Cinéma

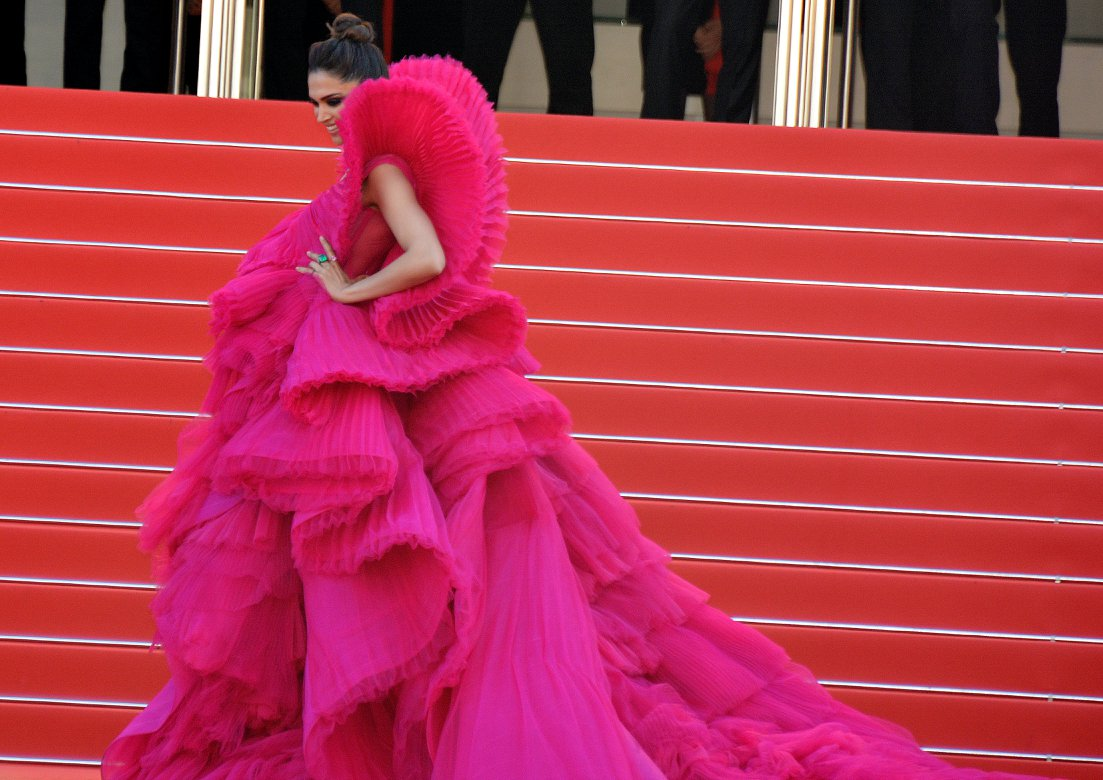
Le tapis rouge du Festival de Cannes en 2018.

Le cinéma, inventé en 1895 à Lyon par les frères Lumière, reste une activité importante en France, malgré la concurrence hollywoodienne, et au monde entier. En 2005, la France est le sixième producteur mondial et le premier producteur européen de longs-métrages. Cette vitalité est soutenue par la politique d'exception culturelle de la France, qui se manifeste, par exemple, par l'imposition de quotas de films français diffusés à la télévision. Elle s'exprime lors d'événements prestigieux tels que les César, les Prix Lumières, et le Festival international du film, organisé chaque année à Cannes, qui est l'événement culturel le plus médiatisé au monde.
Existant depuis une centaine d'années, le cinéma français se révèle très riche quant à la diversité de ses réalisateurs (Georges Méliès, Jean-Luc Godard, Luc Besson…) de ses acteurs (Jean Marais, Louis de Funès, Gérard Depardieu, Audrey Tautou…) et des films qu'il a produits (Les Misérables, La Grande Vadrouille, Emmanuelle, Le Grand Bleu, Intouchables…). Cependant, depuis les années 1980, une grande partie de la production est plus spécifiquement tournée vers les comédies (Le Dîner de cons, Les Visiteurs, Bienvenue chez les Ch'tis…) et les films d'auteurs (La Haine, Le Fabuleux Destin d'Amélie Poulain, The Artist…).

Personnalités notables du cinéma français
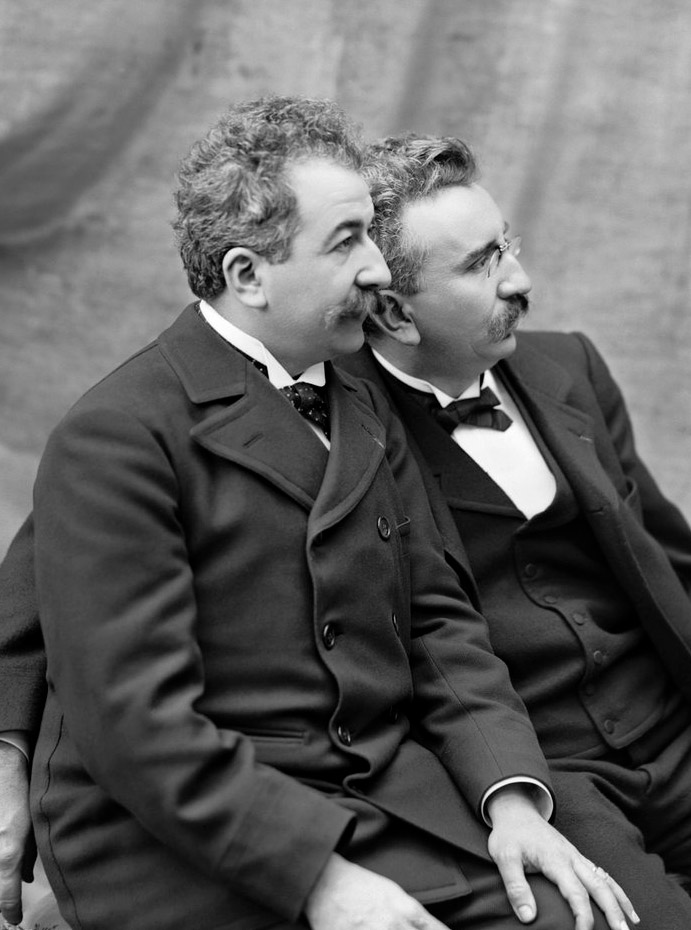
Les frères Lumière.
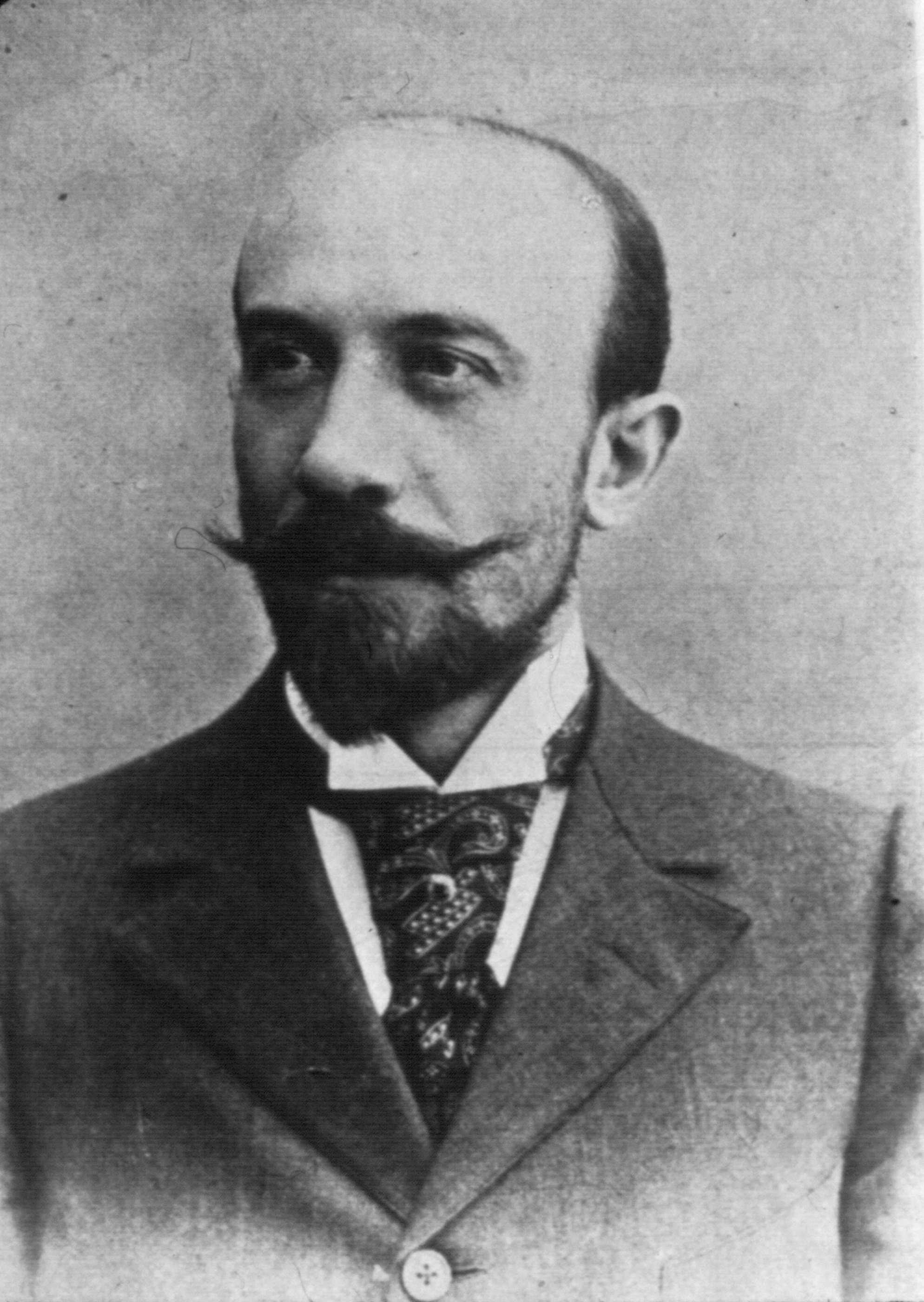
Georges Méliès.
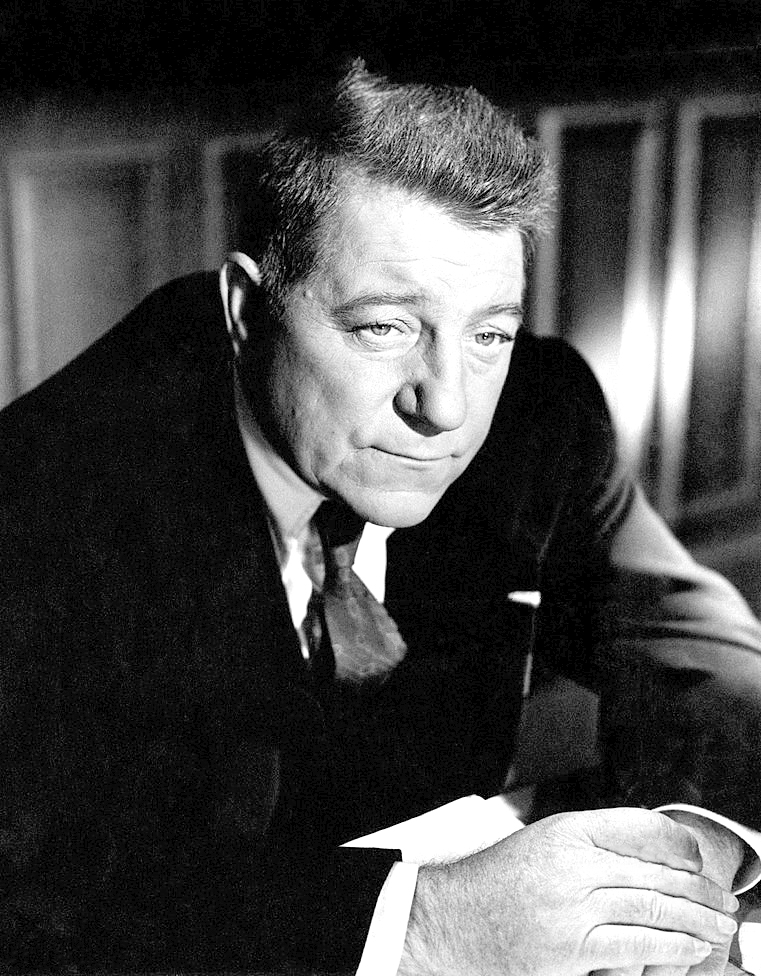
Jean Gabin.
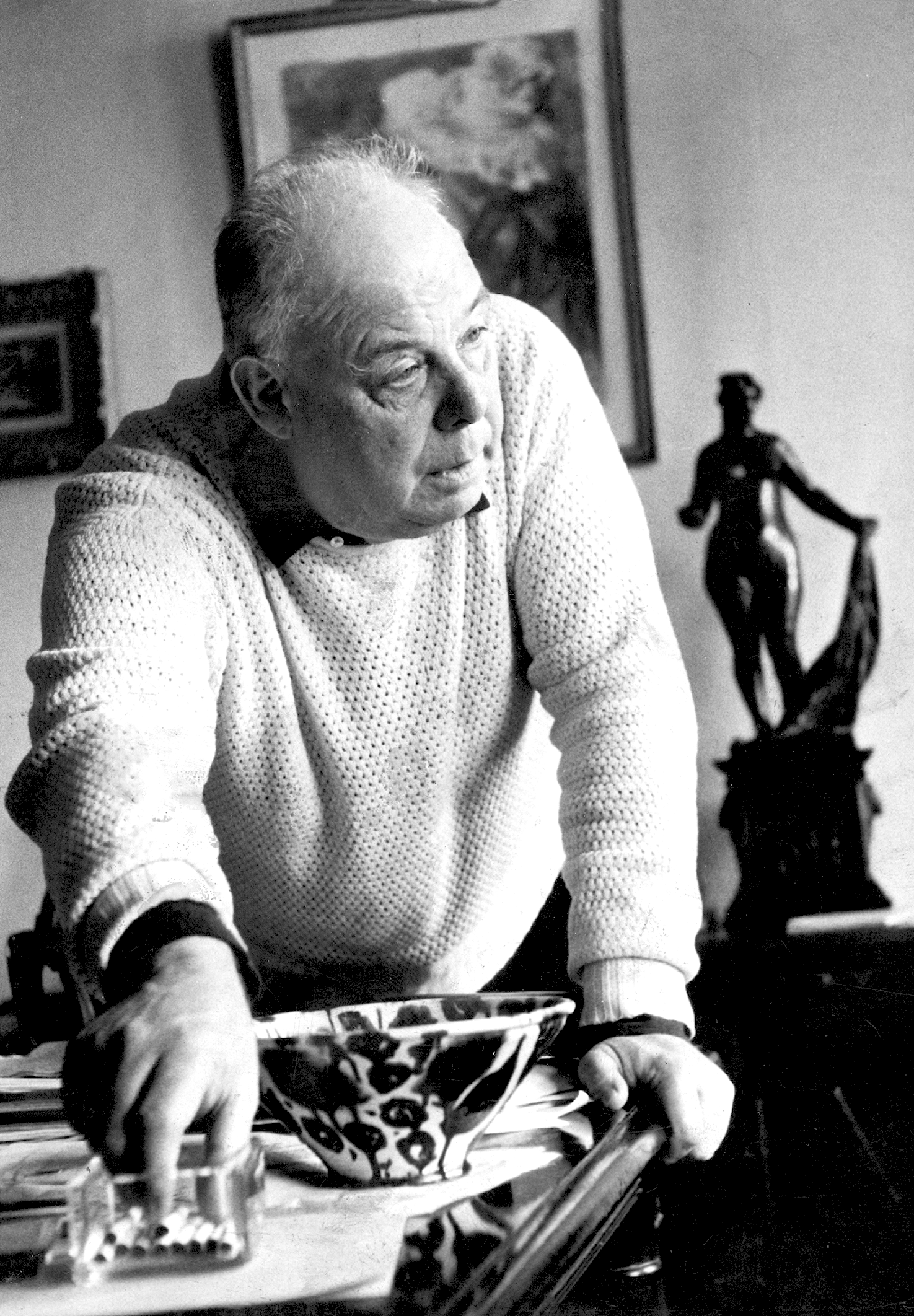
Jean Renoir.
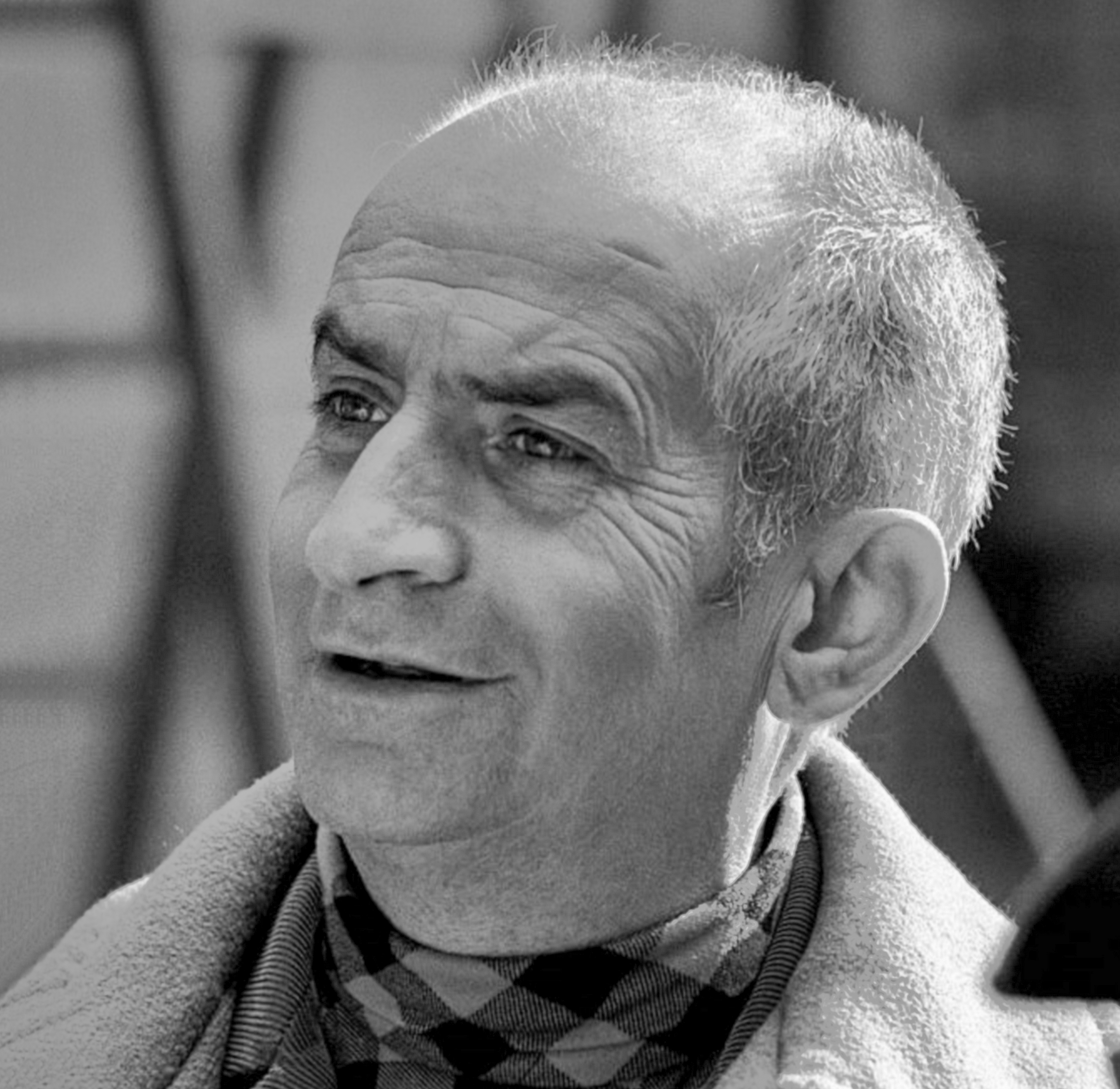
Louis de Funès.
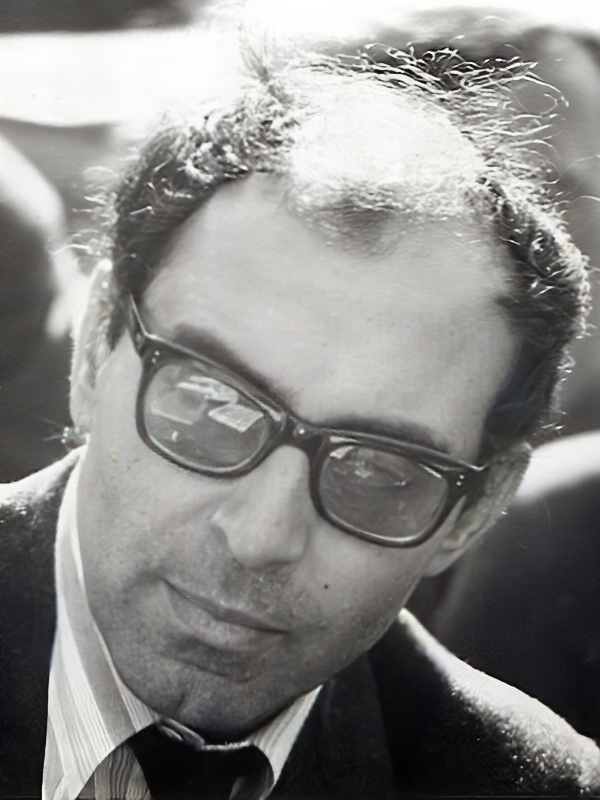
Jean-Luc Godard.
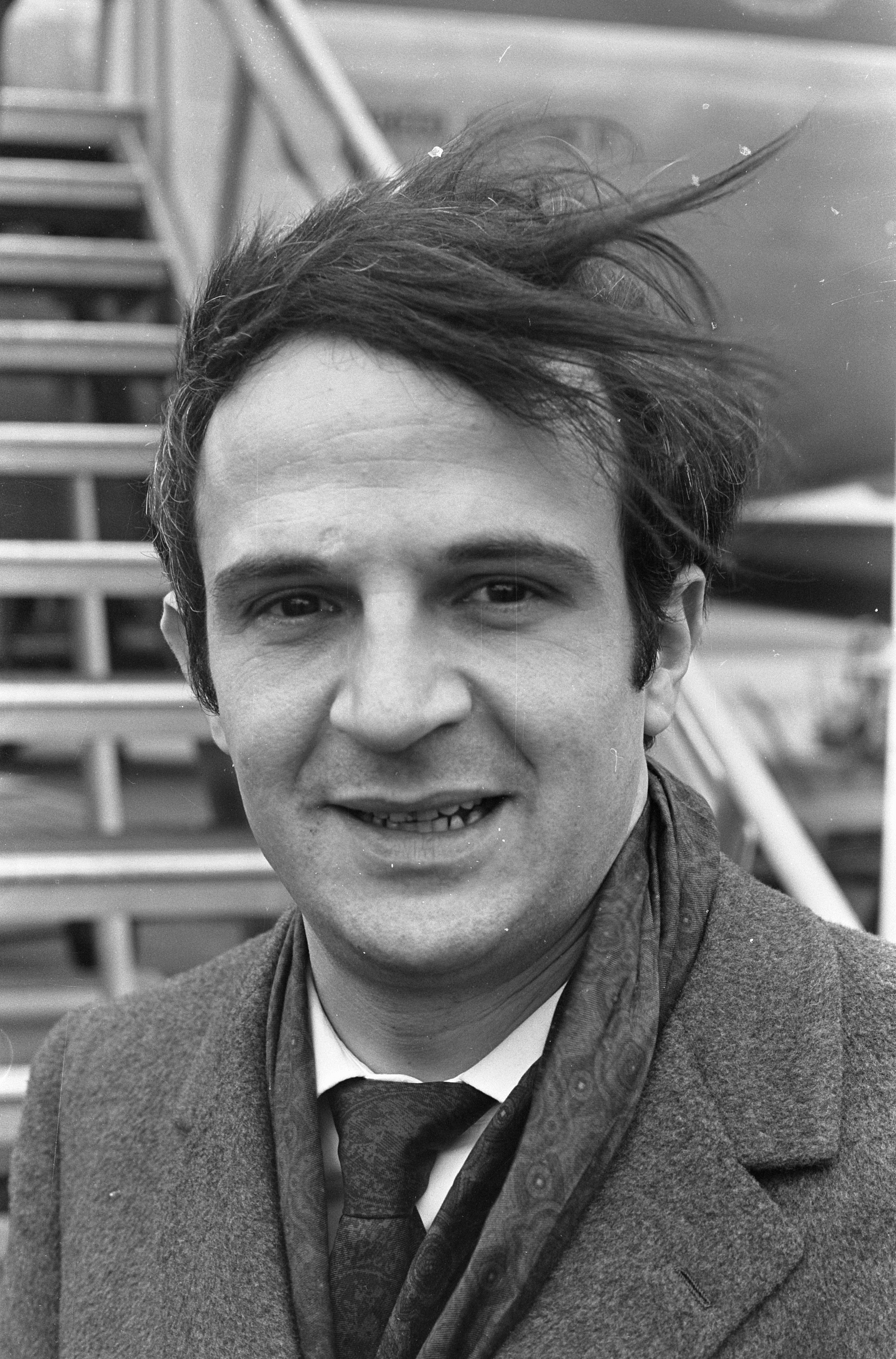
François Truffaut.
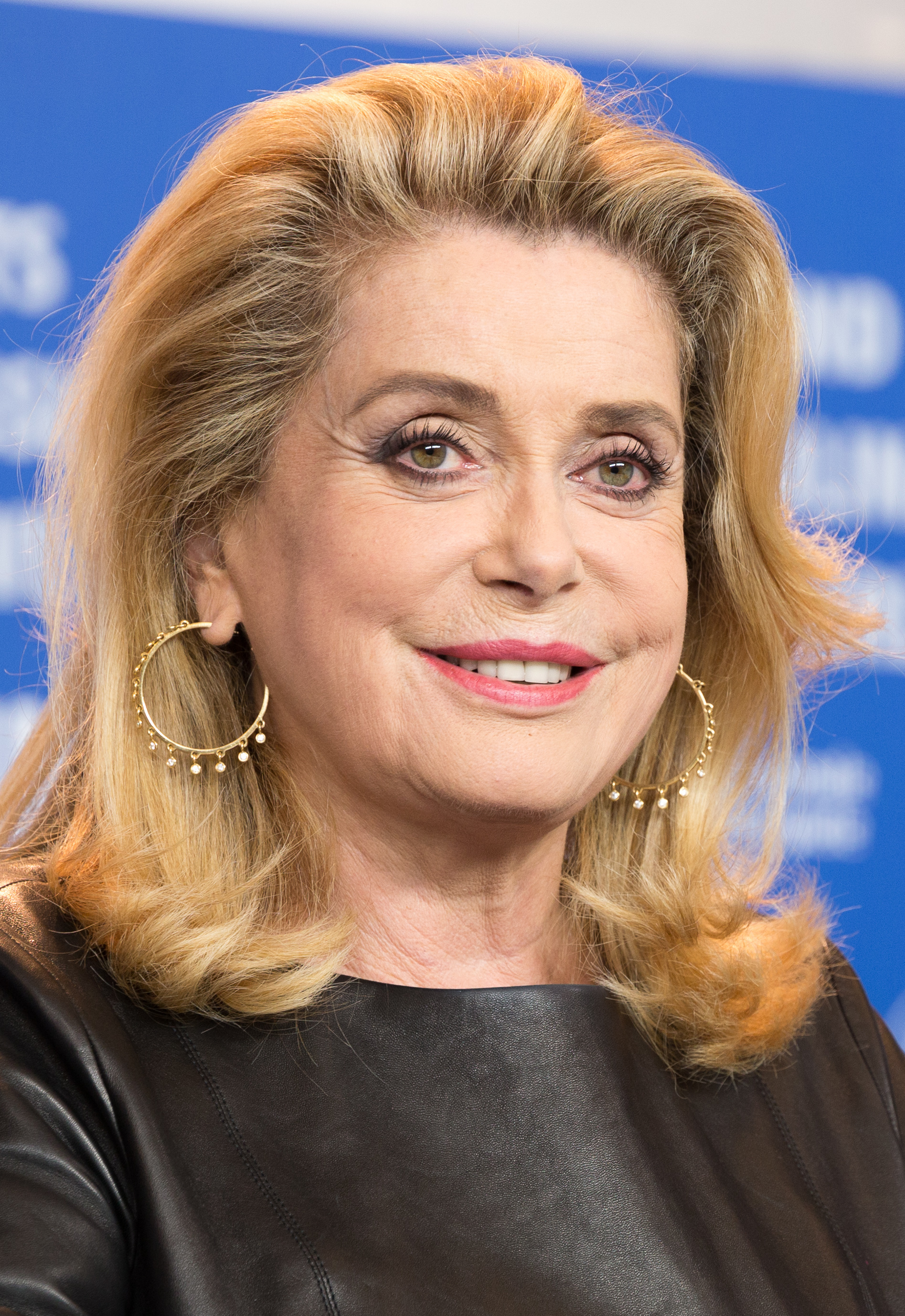
Catherine Deneuve.
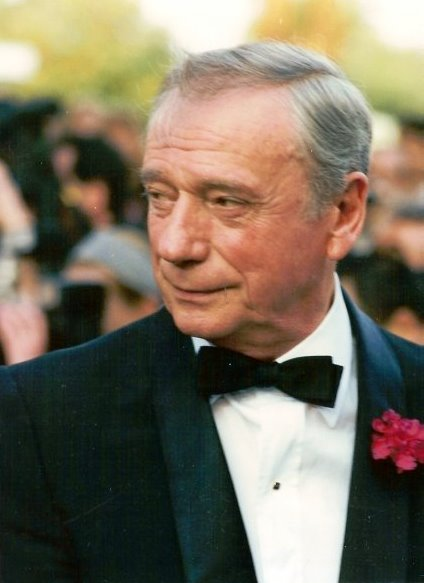
Yves Montand.
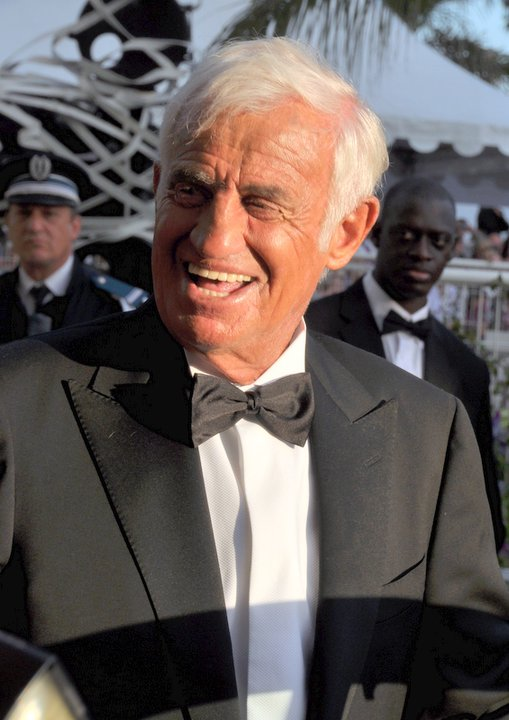
Jean-Paul Belmondo.
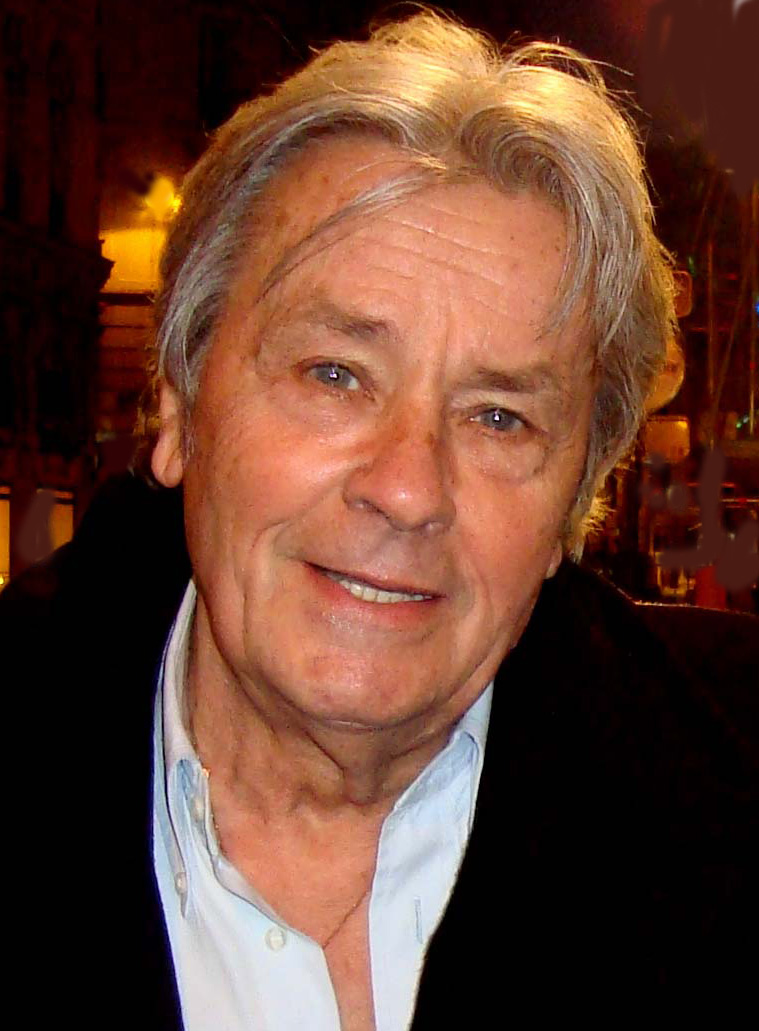
Alain Delon.
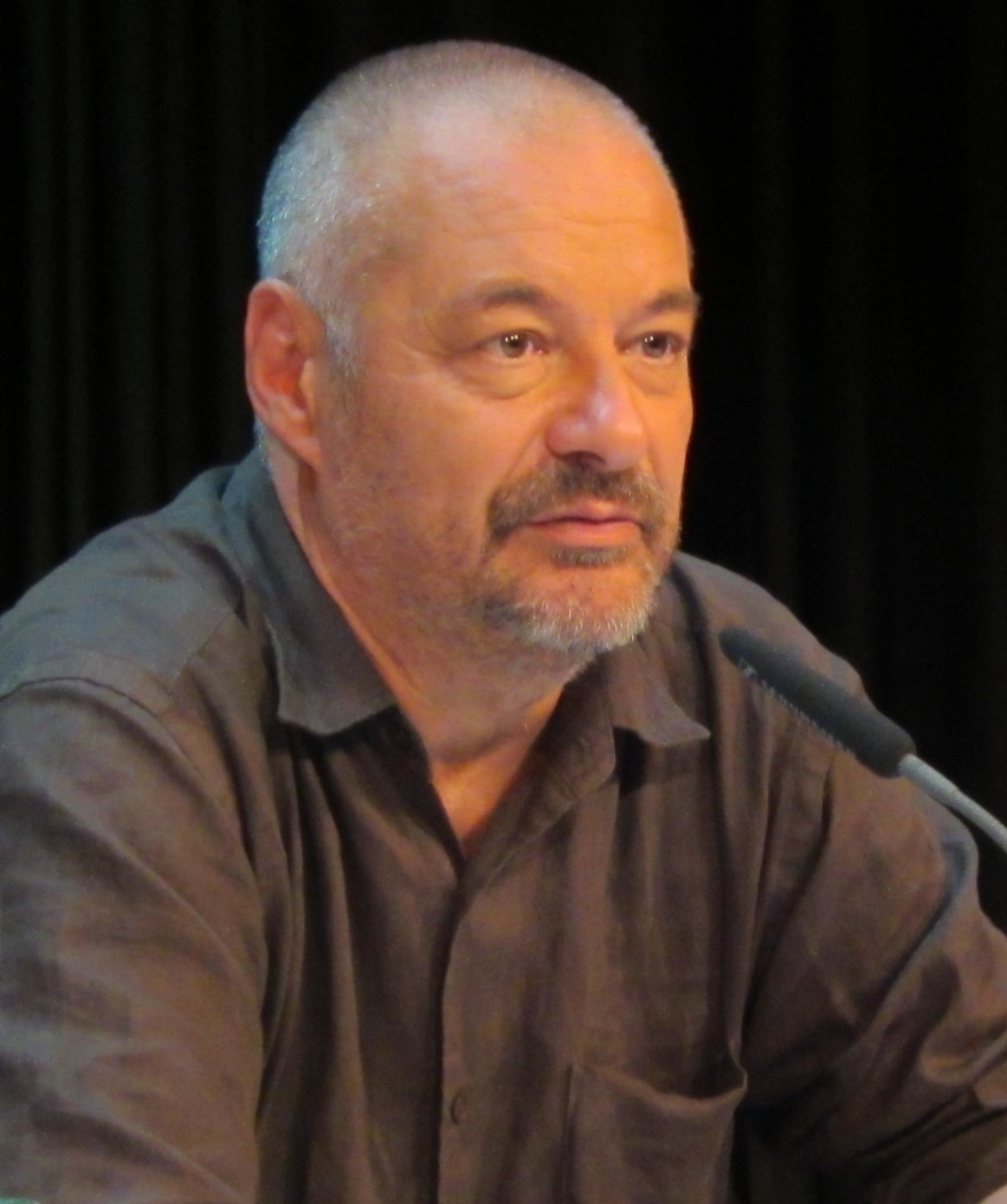
Jean-Pierre Jeunet.
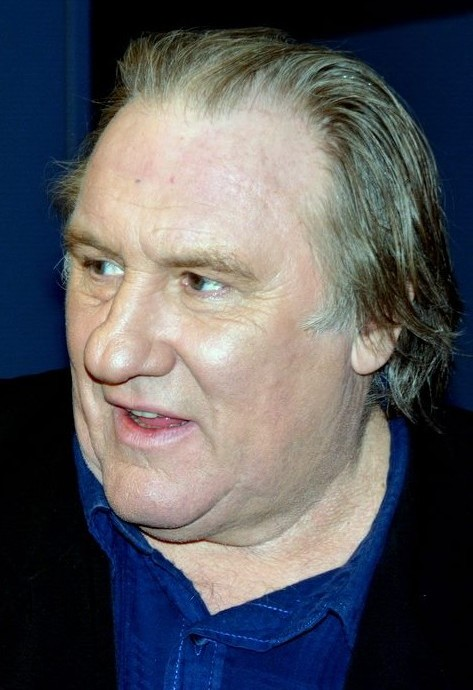
Gérard Depardieu.
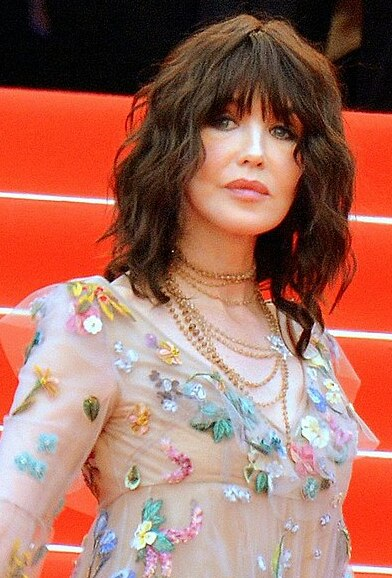
Isabelle Adjani.
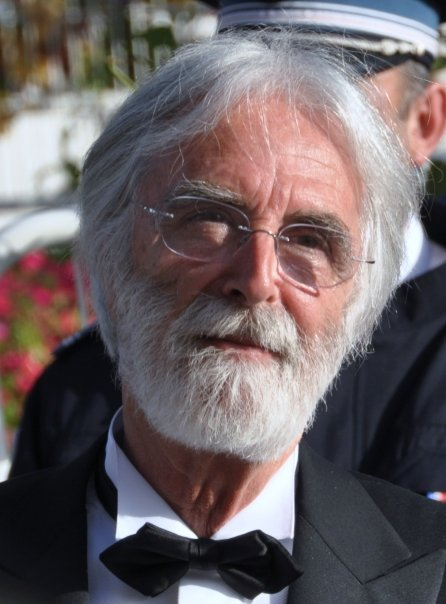
Michael Haneke.
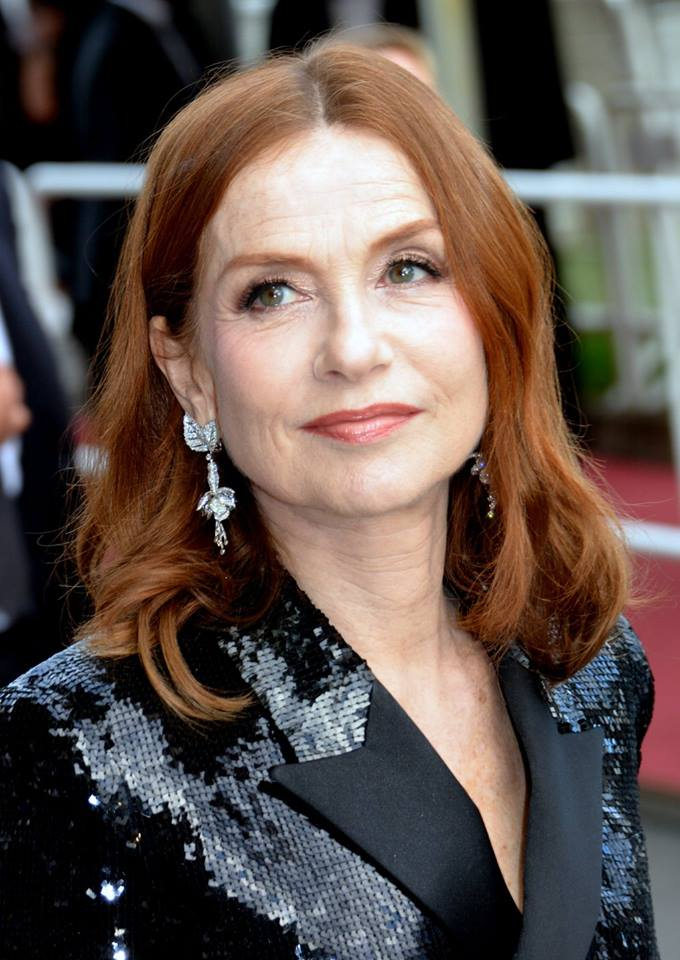
Isabelle Huppert.
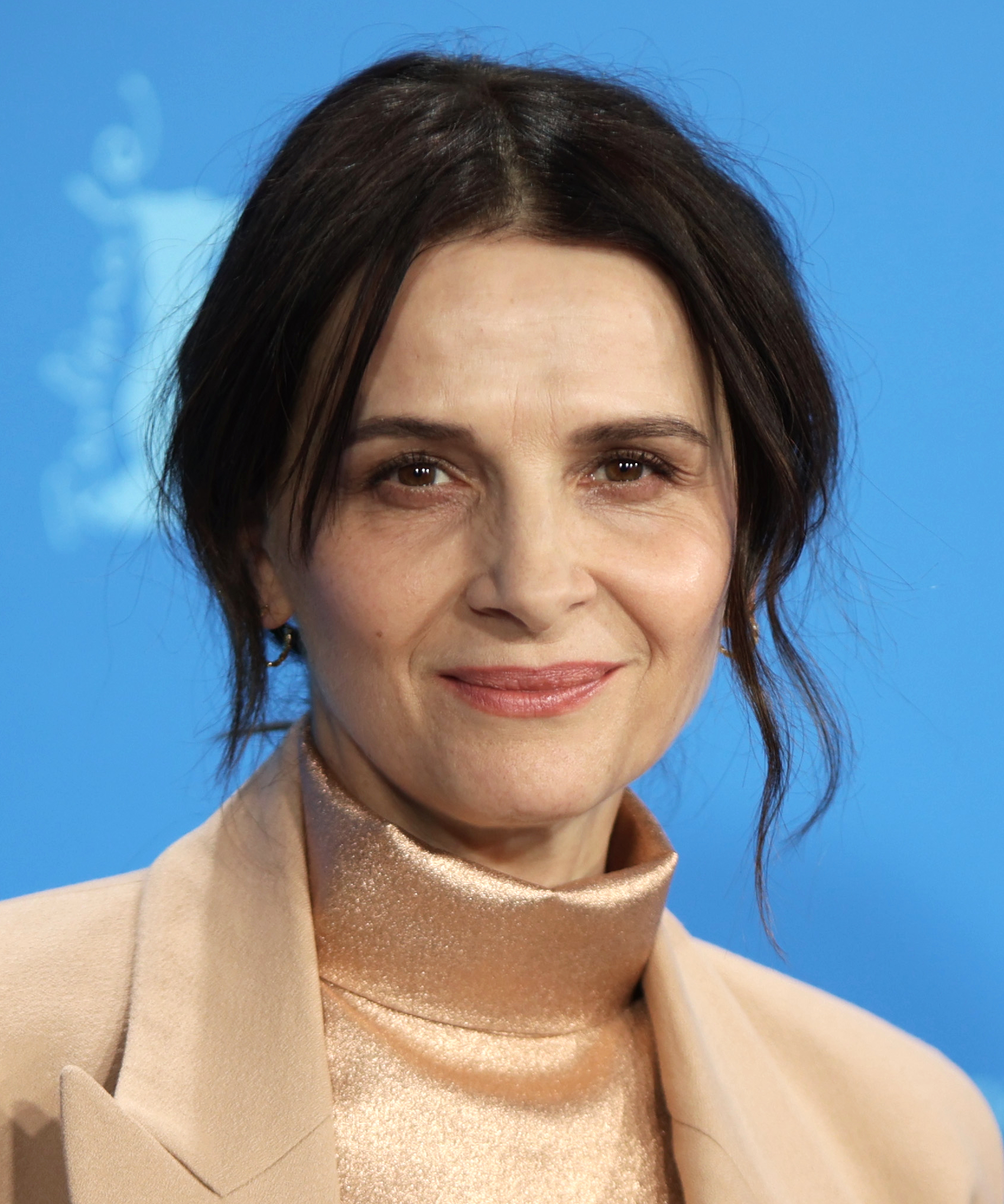
Juliette Binoche.
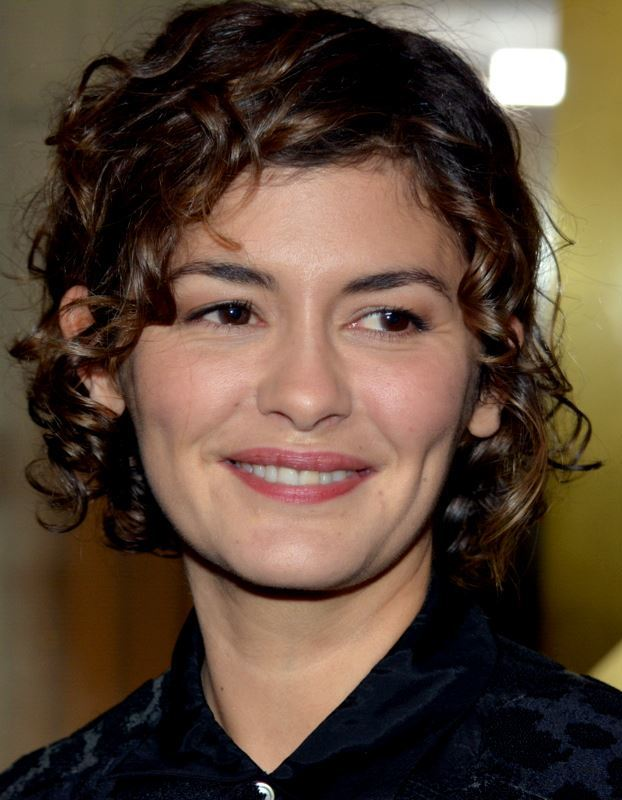
Audrey Tautou.
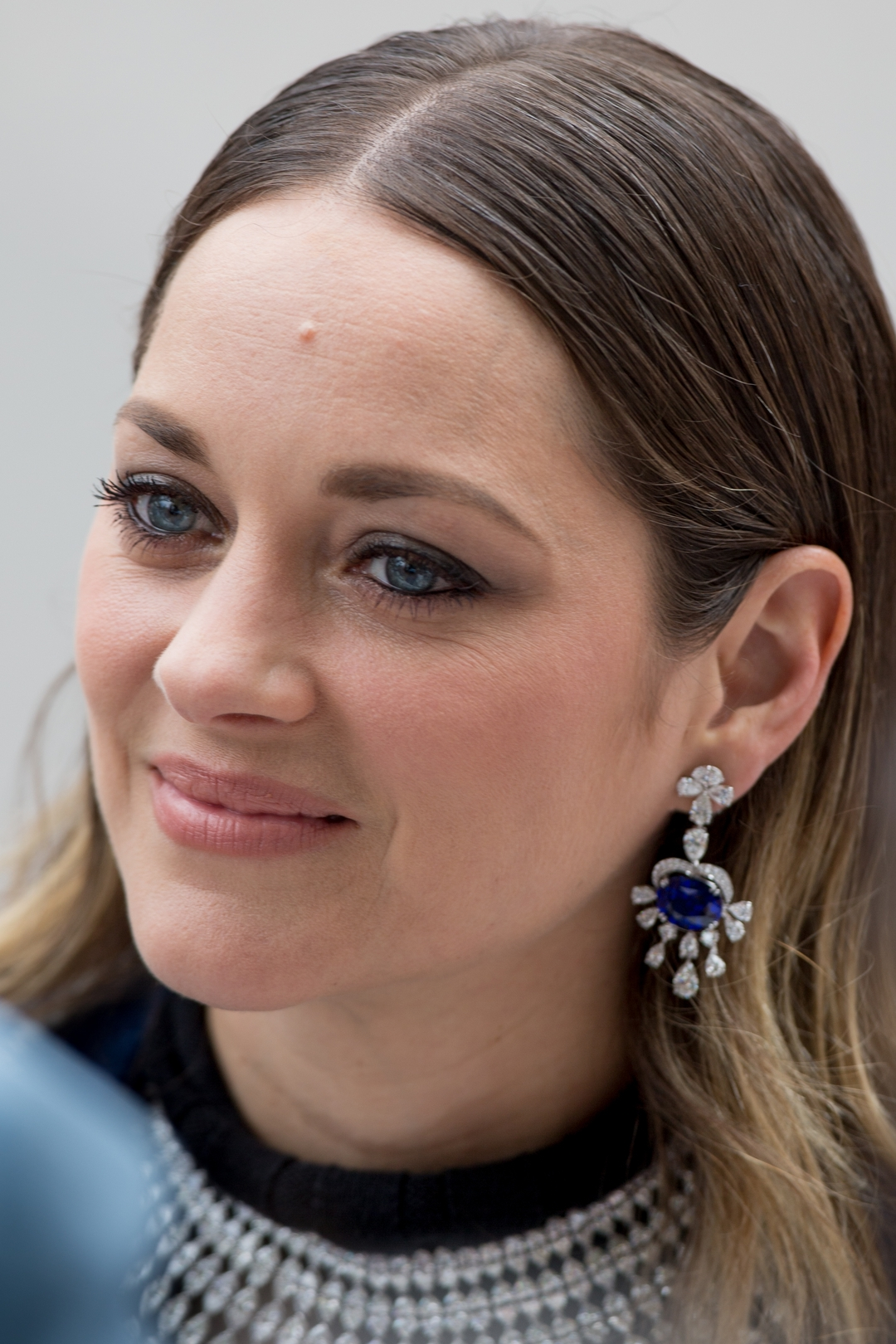
Marion Cotillard.
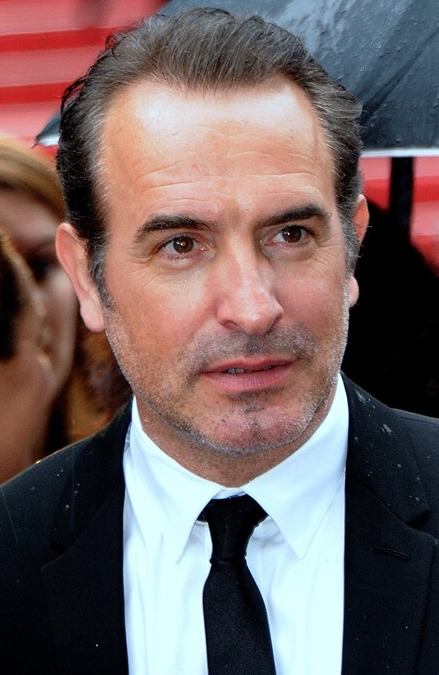
Jean Dujardin.

Lors de la crise sanitaire en France, l'État a fait le plan de relance de 2 milliards d'euros pour soutenir les secteurs culturels. Le 28 août 2020, le Premier ministre Jean Castex a annoncé que 165 millions d'euros seraient utilisés pour soutenir la création cinématographique du planifié de 2 milliards d'euros. Par ailleurs, 432 millions d'euros ont déjà été alloués pour aider le secteur du spectacle vivant.

### Mode
|                                              |  |  |
| Défilés de mode Christian Lacroix et Chanel. |  |  |

La mode est une industrie importante en France depuis le XVIIe siècle, et c'est encore aujourd'hui un vecteur majeur de la culture française à l'étranger. En ce début de XXIe siècle, Paris se revendique comme la capitale mondiale de la mode,, (de même que Londres, Milan et New York) et accueille les sièges de maisons de mode de premier plan.
C'est durant le règne de Louis XIV, quand les industries de biens de luxe ont été mises sous le contrôle du roi, que la France a acquis une place prépondérante dans la mode. La cour royale française s'est alors progressivement érigée en arbitre du goût et du style en Europe, au XVIIIe siècle. Dans les années 1860-1960 les grandes maisons de couture ont insufflé une dynamique nouvelle. L'expression « haute couture » est originaire de Paris et date des années 1860. C'est un nom protégé par la loi, qui garantit certaines normes de qualité et une exclusivité.
Dans les années 1960, la haute couture, considérée comme trop élitiste, subit les critiques de la culture de la jeunesse. En 1966, le couturier Yves Saint Laurent rompt avec les normes établies par le lancement d'un prêt-à-porter, inaugurant l'expansion de la mode française dans la fabrication de masse. Dans les années 1970 et 1980, Sonia Rykiel, Thierry Mugler, Claude Montana, Jean-Paul Gaultier et Christian Lacroix établissent de nouvelles tendances, en mettant l'accent sur le marketing et la fabrication. Dans les années 1990, se constituent des conglomérats regroupant de nombreuses maisons de couture françaises, notamment les géants du luxe LVMH, Kering et L'Oréal. Au début des années 2020, le secteur de la parfumerie française, industrialisé au tout début du XXe siècle par François Coty, est un meneur mondial.

### Gastronomie

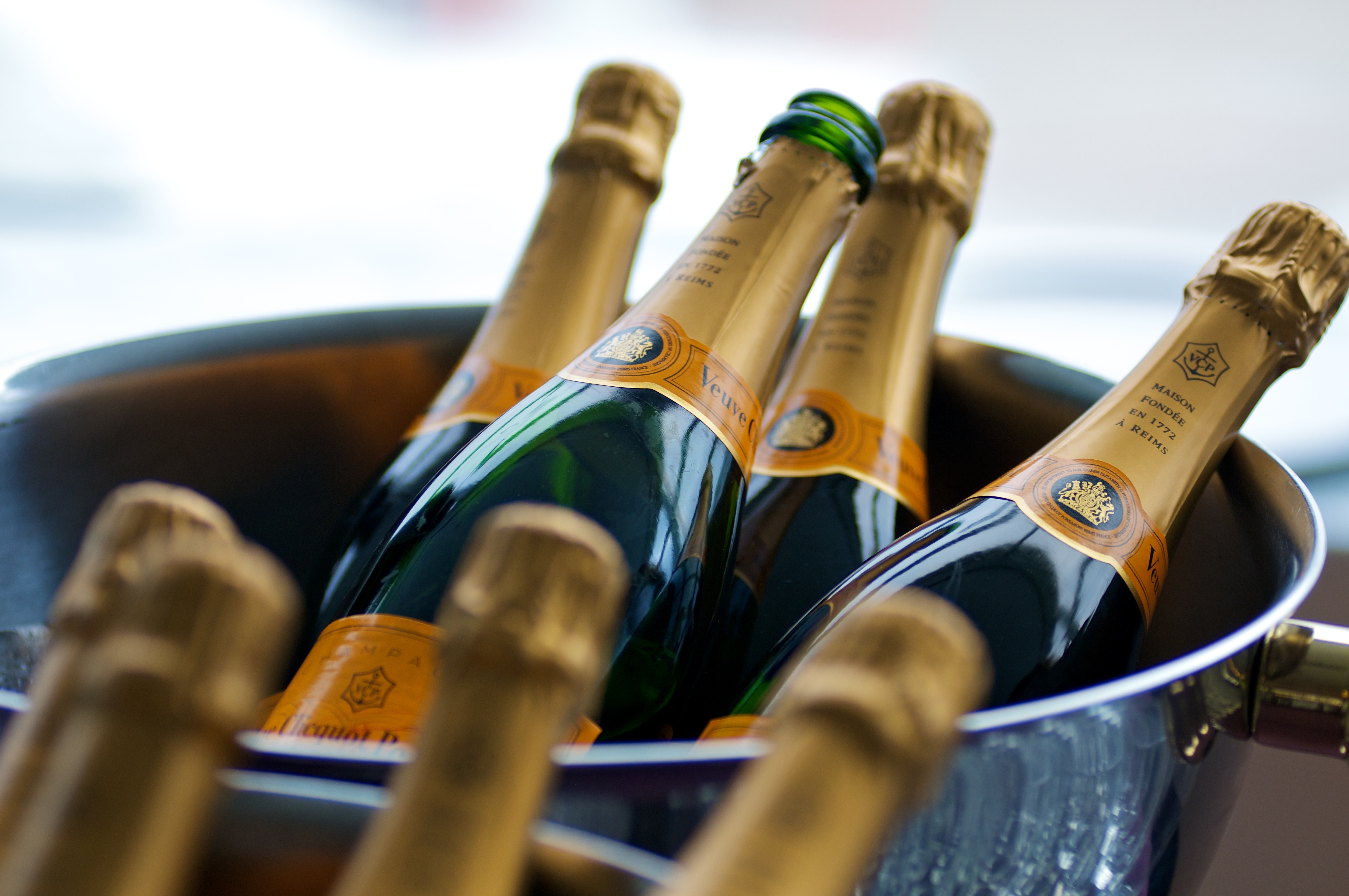
Bouteilles de champagne Veuve Clicquot.

La cuisine française jouit d'une très grande renommée, notamment grâce à ses productions agricoles de qualité : nombreux vins (champagne, vins de Bordeaux, de Bourgogne ou d'Alsace, etc.) et fromages (roquefort, camembert, etc.),, et grâce à la haute gastronomie qu'elle pratique depuis le XVIIIe siècle.

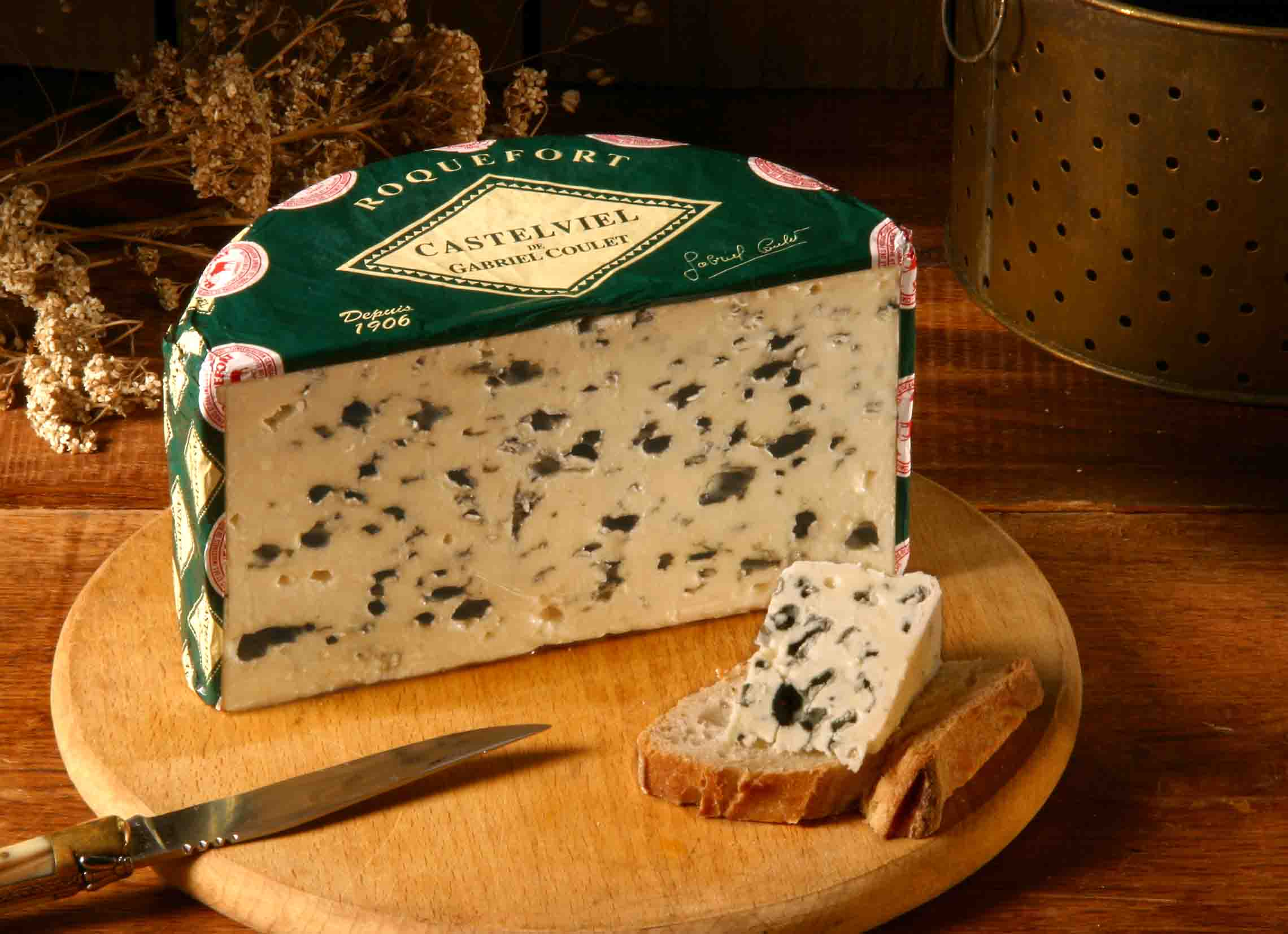
Une tranche de roquefort, l'un des fromages français les plus réputés.

La cuisine française est extrêmement variée. Elle est essentiellement constituée de spécialités régionales, comme la choucroute alsacienne, la quiche lorraine, les rillettes du Mans, le bœuf bourguignon, le foie gras périgourdin, le cassoulet languedocien, la tapenade provençale ou les quenelles lyonnaises. On peut tracer de véritables frontières culinaires, entre un nord utilisant le beurre et l'échalote et un sud leur préférant l'huile et l'ail,, et entre des régions à la cuisine terrienne (le Périgord par exemple) et d'autres à la cuisine résolument tournée vers la mer (la Provence). Néanmoins, ces différences ont tendance à s'estomper aujourd'hui, en raison de la jonction des modes de vie et de l'essor discuté de la malbouffe ainsi que d'une mode de la cuisine mondialisée.
En plus de sa forte tradition viticole, la France est également un important producteur de bière. Les trois principales régions brassicoles françaises sont l'Alsace (60 % de la production nationale), le Nord-Pas-de-Calais et la Lorraine.
Le repas gastronomique des Français a été inscrit en 2010 à la liste représentative du patrimoine culturel immatériel de l'humanité de l'UNESCO. Il se compose généralement d'une entrée, d'un plat garni et d'un dessert (parfois complété par du fromage, servi avant). Le soir, l'entrée est souvent remplacée par un potage ou une soupe (d'où l'appellation de « souper » pour ce repas). Le repas dominical est plus élaboré : deux entrées (une froide, une chaude), rôti de bœuf ou volaille (le plus couramment), salade, plateau de fromages et dessert. Les heures de repas vont de midi (Nord et Est), à 13 h (la moyenne), 13 h 30 dans le Sud ; le soir, de 18 h 30 (Flandres) à 19 h 30 (moyenne) et 20 h 30 (Sud).

### Philosophie et science

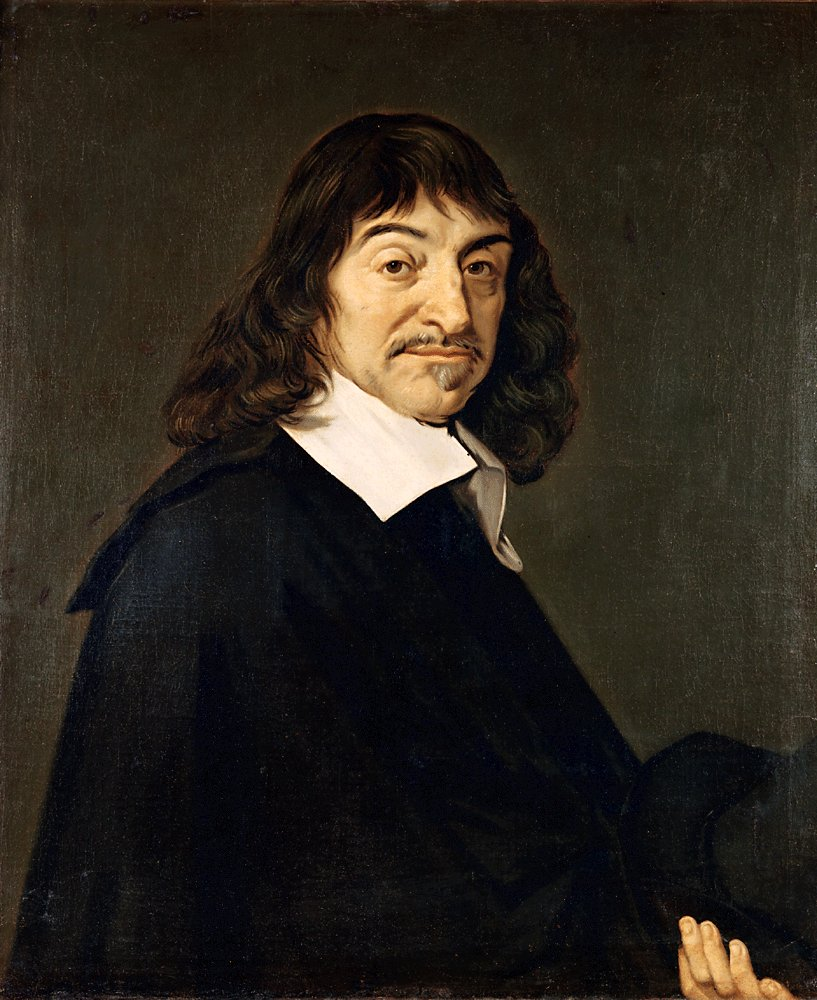
René Descartes, fondateur de la philosophie moderne.

La France est depuis le Moyen Âge un foyer de connaissances et de découvertes majeur. L'université de Paris, créée en 1200, a été dès son origine et jusqu'à l'époque contemporaine l'une des plus importantes d'Occident.
Au XVIIe siècle, René Descartes définit une méthode pour l'acquisition d'un savoir scientifique, tandis que Blaise Pascal resta célèbre pour son travail sur les probabilités et la mécanique des fluides. Le XVIIIe siècle fut marqué par les travaux du biologiste Buffon et du chimiste Lavoisier, qui découvrit le rôle de l'oxygène dans la combustion, tandis que Diderot et D'Alembert publiaient l'Encyclopédie. Au XIXe siècle, Augustin Fresnel fut le fondateur de l'optique moderne, Sadi Carnot posa les bases de la thermodynamique, et Louis Pasteur fut un pionnier de la microbiologie.
Au XXe siècle, on peut citer le mathématicien et physicien Henri Poincaré, les physiciens Henri Becquerel, Pierre et Marie Curie (elle-même d'origine polonaise), restés célèbres pour leurs travaux sur la radioactivité, le physicien Paul Langevin ou encore le virologue Luc Montagnier, codécouvreur du virus du sida.
En 2018, avec 62 prix Nobel remportés, la France est le 4e pays le plus récompensé, derrière l'Allemagne (83 prix), le Royaume-Uni (113 prix) et les États-Unis (376 prix). Dans le domaine des mathématiques, les mathématiciens français ont remporté 4 prix Abel et 12 médailles Fields, faisant de la France la 2e nation la plus primée pour ces deux récompenses.
La France est également pionnière dans le domaine spatial avec sur son territoire le pas de tir du lanceur Ariane en Guyane française et avec un corps de dix astronautes français dont le dernier en date est Thomas Pesquet.

### Influence internationale
- Langue maternelle (créoles inclus)
- Langue officielle
- langue administrative, d'enseignement et de travail
- langue importante, seconde et/ou de culture

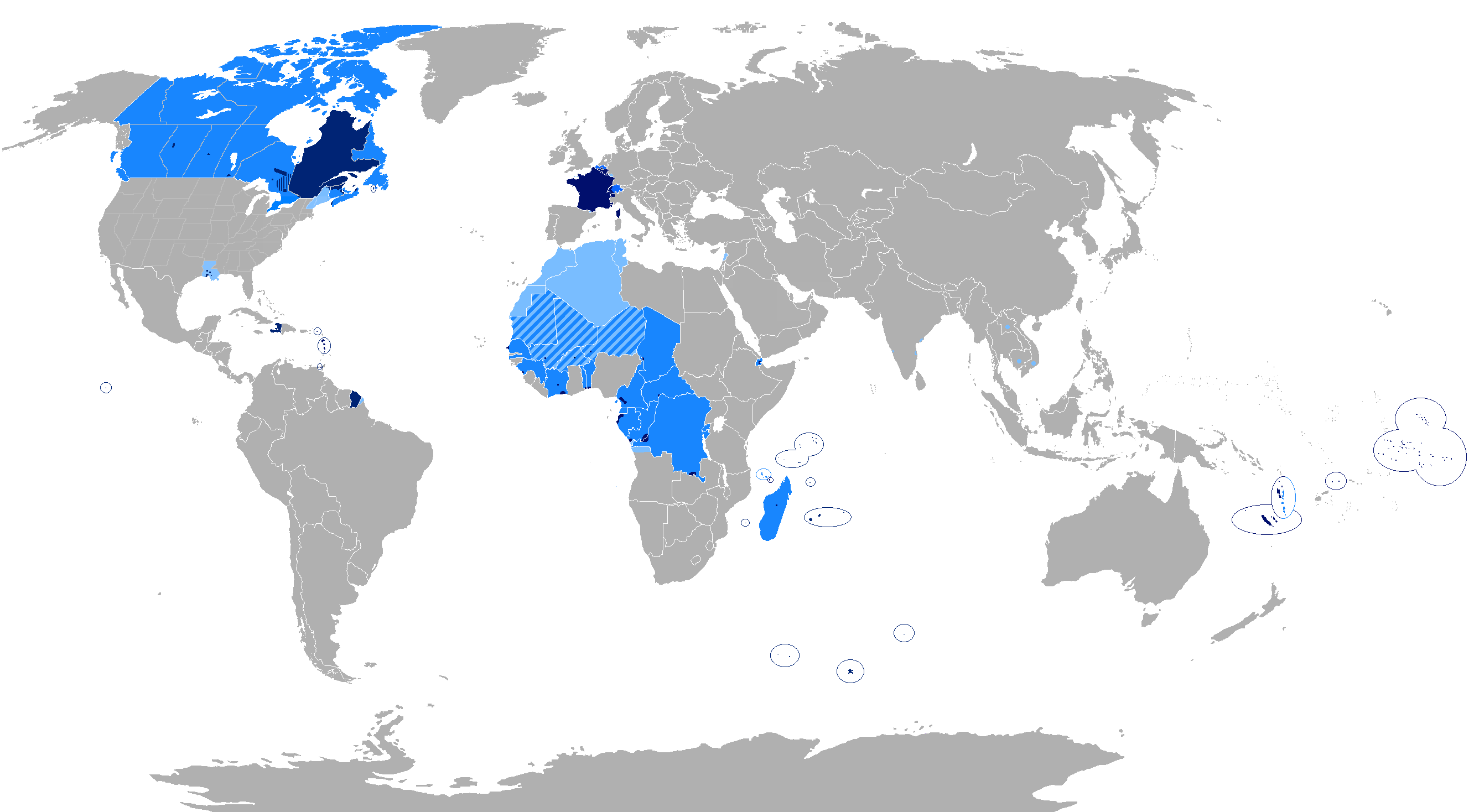
Carte du monde francophone.
Langue maternelle (créoles inclus)
Langue officielle
langue importante, seconde et/ou de culture

Depuis le Moyen Âge, la France joue un rôle majeur dans l'histoire artistique, culturelle, intellectuelle et politique du monde. En particulier, beaucoup de ses anciennes colonies utilisent encore aujourd'hui sa langue, son droit, ses institutions politiques ou encore son système fiscal. La politique culturelle est depuis le milieu du XXe siècle un aspect majeur de la politique étrangère de la France.
Depuis la Déclaration des droits de l'homme et du citoyen de 1789, la France est souvent appelée « le pays (ou la patrie) des droits de l'Homme », en raison de la vocation universelle de cette première déclaration des droits humains,. Elle a également joué un rôle important dans l'élaboration du droit international des droits de l'Homme,.
L'influence culturelle mondiale de la France passe notamment par le français, langue de l'élite européenne et de la diplomatie jusqu'au début du XXe siècle. La France est le deuxième pays francophone du monde, après la république démocratique du Congo, mais premier en nombre de locuteurs. Le français, parlé par quelque 220 millions de locuteurs dans le monde,, est une des deux langues de travail de l'Organisation des Nations unies et de ses agences, une des trois principales langues de travail de la Commission européenne et de l'Union africaine. La France est un membre fondateur de l'Organisation internationale de la francophonie, qui regroupe 75 pays en 2011 et promeut la langue française ainsi que les valeurs démocratiques et les droits de l'homme.
La présence culturelle de la France à l'étranger est entretenue par ses représentations diplomatiques, par le réseau étendu de l'Alliance française et par les plus de 400 établissements scolaires français à l'étranger. De plus, la France est à l'origine de la création de médias à vocation internationale, tels que la radio RFI ou les chaînes de télévision TV5 Monde (communes à plusieurs pays) et France 24.